# Fernando I del Sacro Imperio Romano Germánico
Fernando I de Habsburgo (Alcalá de Henares, 10 de marzo de 1503-Viena, 25 de julio de 1564) fue infante de España, archiduque de Austria, rey de Hungría y Bohemia y, a partir de 1558, emperador del Sacro Imperio Romano Germánico.
Era hijo de Felipe el Hermoso y de Juana I de Castilla y, por lo tanto, resultado de la estratégica política matrimonial de sus abuelos Maximiliano I de Habsburgo, por un lado, y de Fernando II de Aragón e Isabel I de Castilla, por otro, los llamados «Reyes Católicos». Junto a su hermano mayor Carlos, era el potencial heredero de extensos dominios en Europa Occidental de la casa de Habsburgo, la casa de Borgoña y la casa de Trastámara y de nuevo gracias a la planificación de su abuelo paterno, tuvo la ocasión de aspirar a los reinos de la dinastía Jagellón en Europa Central gracias a su matrimonio con Ana de Bohemia y Hungría.
Aunque su hermano Carlos fue el heredero de la mayoría de las tierras y títulos de sus padres, la complicación de administrar tan variados territorios y en especial la problemática política imperial en el Sacro Imperio Romano Germánico durante las guerras de religión del siglo XVI y la amenaza turca llevó a Fernando a terminar heredando el núcleo patrimonial Habsburgo en Europa Central. Gracias a su matrimonio unió a este núcleo las tierras de la Corona de Bohemia y, entre disputas con el imperio otomano y otros pretendientes, los títulos de la corona de San Esteban. Esta unión sentó las bases del a veces llamado imperio Habsburgo, que devendría con el tiempo en el imperio austríaco y el subsecuente imperio austro-húngaro.
Su gobierno estuvo marcado por continuas guerras contra los protestantes alemanes, la aristocracia y ciudades reacias al poder central en sus dominios, los reyes rivales que estos apoyaban y el imperio otomano en su frontera oriental. En estos conflictos recibió el apoyo clave de su hermano mayor, el emperador Carlos V, del que a su vez fue un aliado estratégico contra protestantes y turcos. Pese a ello, ambos hermanos tuvieron también una rivalidad por el reparto de la herencia y la priorización de las recursos dinásticos en medio de los perpetuos conflictos de su época, con Fernando siendo la figura central de la política oriental habsburgo. Cuando tras décadas de reinado su hermano abdicó de sus títulos en 1556, Fernando le sucedió en el trono imperial, consolidándose la separación de la casa Habsburgo entre los Austrias españoles y sus primos centroeuropeos.
Su reinado como emperador estuvo caracterizado por su diplomacia, su intento de crear estructuras estatales y su promoción de la contrarreforma en sus dominios, sentando las bases de la política regional en el siglo siguiente. Ha sido considerado el mejor organizador de la Casa de Austria y el fundador de su administración imperial. Si bien su implicación militar directa fue escasa, sus dotes organizativas fueron claves en la revolución militar del siglo XVI que creó el ejército imperial austríaco.
A su muerte en 1564 sus territorios fueron repartidos entre sus hijos Maximiliano II, Fernando II y Carlos II, lo que marcaría la dinámica imperial en las siguientes generaciones hasta que su nieto Fernando II de Habsburgo reunificó el imperio.

## Primeros años de vida

### Familia, nacimiento y primeros años

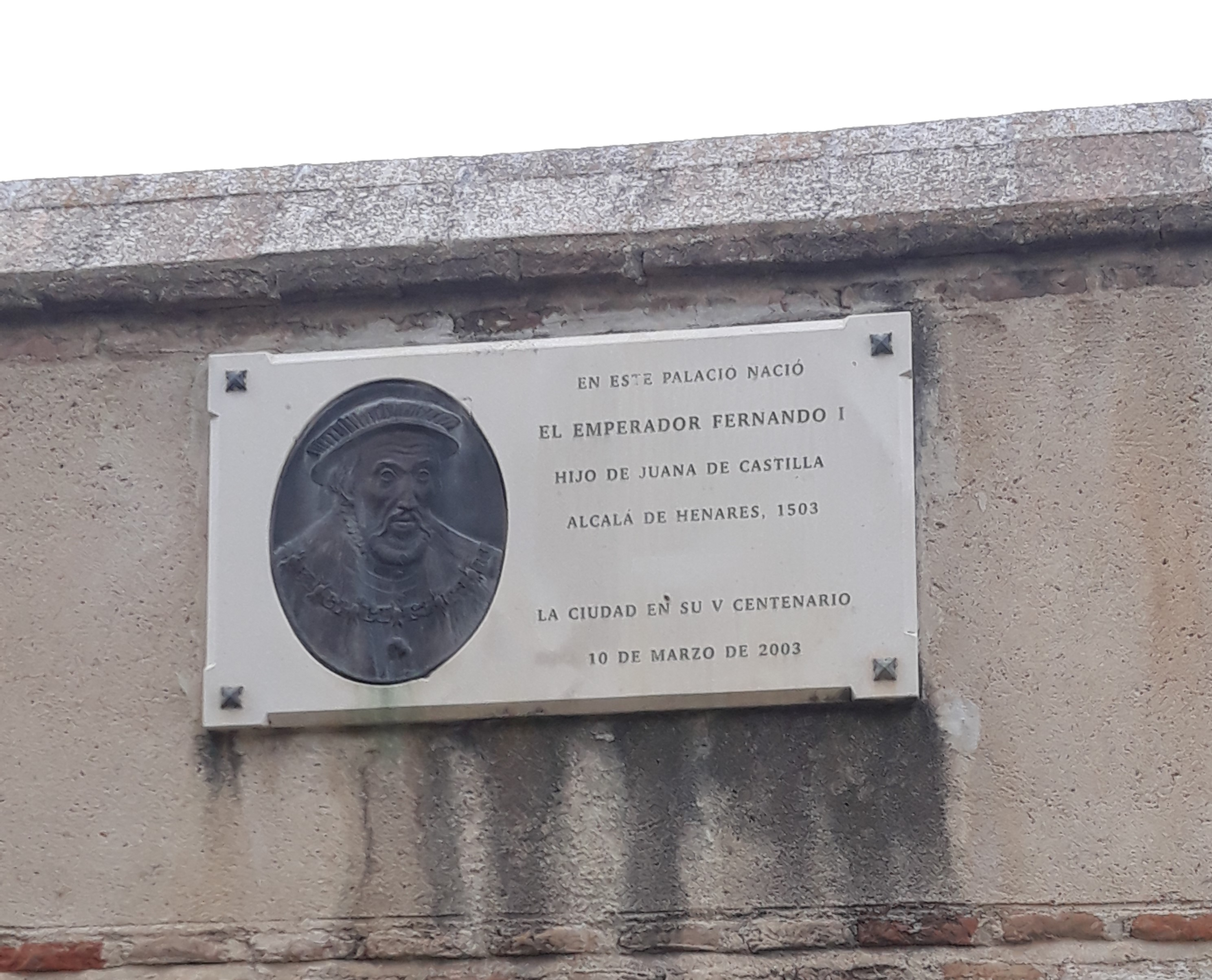
Placa conmemorativa de su nacimiento en Alcalá de Henares.

Fernando fue hijo de Felipe el Hermoso, duque de Borgoña e hijo del emperador Maximiliano I de Habsburgo, y de su mujer Juana de Trastámara, hija y heredera de los Reyes Católicos. Tras el fallecimiento de sus tíos Juan e Isabel, sus padres habían ido a España en 1502 a ser reconocidos como herederos de sus abuelos maternos, reyes de las coronas de Castilla y Aragón, ante las cortes de las respectivas coronas. Mientras que su padre, Felipe de Borgoña, regresó a sus dominios en los Países Bajos, su madre, embarazada, se quedó a petición de sus padres.
Fernando de Habsburgo nació así en el palacio arzobispal de Alcalá de Henares el 10 de marzo de 1503, siendo nombrado en honor a su abuelo materno, en cuyo cumpleaños vino al mundo. Su abuela Isabel, a sugerencia del cardenal Cisneros, daría una exención fiscal a Alcalá de Henares en honor al evento. Juana regresaría después con su esposo, dejando a su segundo hijo pasar los años siguientes en la corte de su abuela en Arévalo y Segovia. Fernando quedaría así en manos de Catalina de Hermosillo, ama del infante, y Diego Sarmiento, veedor responsable de la casa del mismo.
Tras la muerte de su abuela Isabel de Castilla en 1504, su madre se convirtió finalmente en reina de Castilla pese a que su abuelo Fernando mostró sus recelos a dejar el poder a su yerno extranjero, Felipe el Hermoso, y a su inestable hija Juana. Igualmente, la administración flamenca de Felipe fue foco de tensiones en el país. Felipe arregló que su segundo hijo fuera criado en Simancas, mientras que su abuelo aragonés nombró al dominico Álvaro de Osorio para su educación. La pronta muerte de Felipe I en 1506 dejó un vacío de poder en Castilla con Juana como reina nominal y el joven Carlos, siendo educado en la corte borgoñona, como teórico corregente. 
El joven Fernando fue entonces foco de un enfrentamiento entre el gobernador flamenco de Tordesillas, Charles de Poupet, y la Chancillería de Valladolid. Ambos deseaban hacerse con el control del infante, único miembro varón de la casa reinante presente en el país durante el vacío de poder. La intervención de los oídores de la chancillería, que movilizaron a gentes de armas de la ciudad, supuso que el príncipe acabara en Valladolid. Mientras, el cardenal Cisneros establecía una regencia en la corona de Castilla retornando al poder a Fernando el Católico. Osorio arregló entonces que su pupilo pasara del Palacio de la Chancillería al Colegio de San Gregorio que su orden tenía en la ciudad.

### Infancia y educación

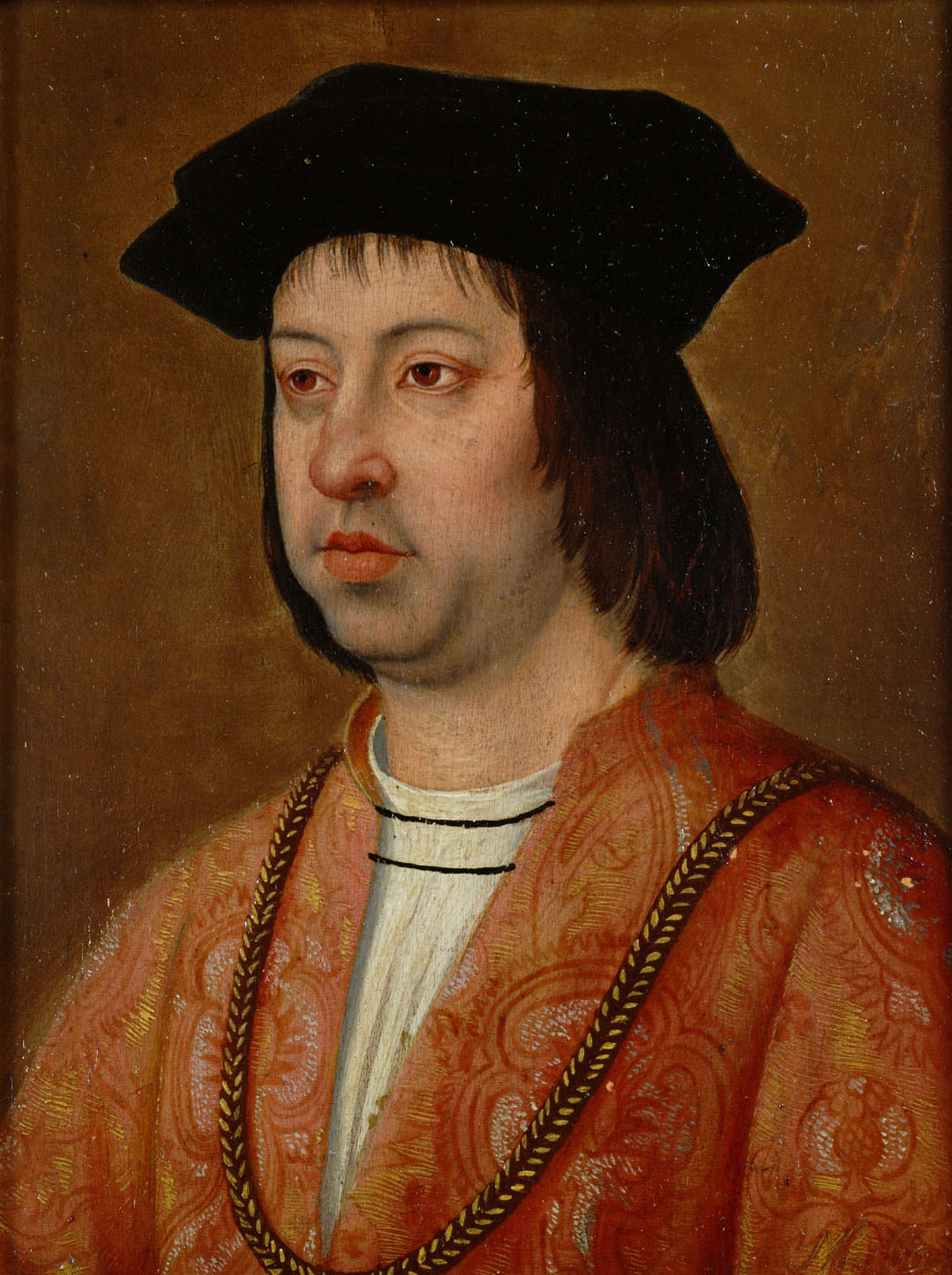
Su abuelo Fernando el Católico sería una de las mayores influencias durante su infancia. La crónica de Osorio relata: Parecía en todas cosas así en la condición, en el gesto y como en el andar y en todas las otras cosas al rey don Fernando su abuelo. La influencia sería duradera y varios autores atribuyen el absolutismo de Fernando a su educación hispana.

En ese contexto, el infante Fernando parece que fue el nieto preferido de Fernando el Católico, siendo educado a la española bajo la tutela de su abuelo aragonés. Dicho abuelo designó a Pedro Núñez de Guzmán como ayo del niño, a cargo de una corte propia para el infante. Dicha corte se halló inicialmente en Burgos, mientras que su madre estaba en Arcos de la Llana y el rey católico se acercaba con frecuencia.
El nieto acompañaría a su abuelo en sus viajes por España cuando el rey se enfrentó a los últimos representantes  de la antigua administración filipina, como fueron Pedro Fernández de Córdoba y Pacheco, marqués de Priego o Juan Manuel, señor de Belmonte. El joven infante visitó así, como príncipe junto a su abuelo, en 1508, diversas localidades de Castilla y Andalucía como Medina del Campo, Olmedo y El Espinar, cruzando la sierra de Guadarrama para seguir a Toledo, donde se detuvieron seis días, y continuar por Ciudad Real, Caracuel, Pedroche y Adamuz. Finalmente llegaron a Córdoba en septiembre, donde su abuelo castigó al marqués de Priego, y terminaron con una entrada real en Sevilla el 28 de octubre en la que también participó la reina Germana de Foix. El rey afrontó igualmente en Sevilla la actitud rebelde de las casas de Medina Sidonia y Téllez-Girón.
En 1509, abuelo y nieto terminaron su viaje regresando a Castilla y visitando Cáceres, Madrigal de las Altas Torres (donde visitaron el Monasterio de Nuestra Señora de Gracia, lugar de nacimiento de Isabel la Católica y hogar de dos hijas ilegítimas de Fernando el Católico) y Medina del Campo, antes de volver a Valladolid. Significativamente, Fernando el Católico mandó entonces encerrar a su hija en Tordesillas y, asimismo, fue enterrado su padre, Felipe el Hermoso, en dicha localidad. Finalmente el rey dejó al joven infante en Madrid en 1510. Durante este período, Fernando pasó dos años con fiebres. Algunos autores especulan con que podría haber sido un caso de tuberculosis pulmonar, cuyas secuelas arrastraría Fernando hasta su muerte.
En 1511, el joven príncipe volvería a viajar a Sevilla para ver los preparativos de una expedición militar de su abuelo contra el norte de África pero finalmente ambos Fernandos regresaron a Burgos por la escalada bélica con Francia causada por las guerras italianas. Fernando visitaría en Burgos el Monasterio de San Pedro de Cardeña, pues la Crónica particular del Cid de 1512 está dedicada como tratado para la instrucción del príncipe. 
Fernando de Habsburgo se crio con el español como lengua materna y no aprendería el idioma alemán de sus futuros súbditos hasta ser mayor. Sus maestros fueron el dominico, y poco después obispo de Astorga,  Álvaro Osorio y el humanista y médico Juan de la Parra. Su educación se basó en la escolástica hispana y en los ideales caballerescos hispanos. Sus primeras amistades serían miembros de la nobleza hispana, como los hijos de Martín Sanz de Salinas, antiguo secretario de su abuela Isabel, o los de Sancho de Paredes, antiguo camarero de la misma. Fernando se mostró muy unido a ese círculo y Osorio escribió que mostraba desagrado si se le trataba con deferencia respecto de ellos por razones de nacimiento.
Los autores contemporáneos y posteriores han reseñado la influencia duradera de esta infancia en España. Así, apuntan cómo sus escritos en español a sus embajadores y sus secretarios muestran su educación hispana. Fernando mantendría una afición personal por las novedades de América que circulaban por España y todavía años después de haber dejado la península ibérica seguía con interés la literatura publicada en España. Incluso cercana su muerte, recogen los autores que encontraría solaz en la corte hispana de su nuera, donde podía hablar el castellano popular. También han señalado que Fernando mostró una inclinación personal por los caballos españoles (antecedente de la Escuela Española de Equitación de Viena) y por los establos a la española y cómo sus futuros súbditos veían extranjera su forma de cabalgar. Fernando fue, además, aficionado a la caza con ballesta a la española. Igualmente, se han señalado influencias españolas en los jardines de sus palacios, en recuerdo de los que había conocido en su juventud y un favoritismo por sembrar en dichos jardines, frutales típicos de España. También llevó consigo a Austria la cocina española y, en particular, la representativa olla podrida.
Fernando de Habsburgo recordaría en el futuro las enseñanzas de su abuelo homónimo y su ejemplo al lidiar con los estamentos para crear un estado moderno y al administrar un conjunto de múltiples territorios. Es bastante posible que fuera también en esta formación que desarrollara su interés por la artillería, que estaba cambiando las artes bélicas y que en el ejército de su abuelo había empezado a ser empleada en la guerra de Granada y en las guerras italianas. Su otro abuelo, igualmente, había desarrollado otro de los focos pioneros en artillería en Europa y tanto Maximiliano, como Fernando el Católico, encargaron modelos a escala y cañones para la formación de su nieto en el nuevo arte. Como era habitual entre los aristócratas varones de su era, Fernando también mostraría durante toda su vida gran afición por la colección de armaduras y por la caza.

### La planificación de su futuro

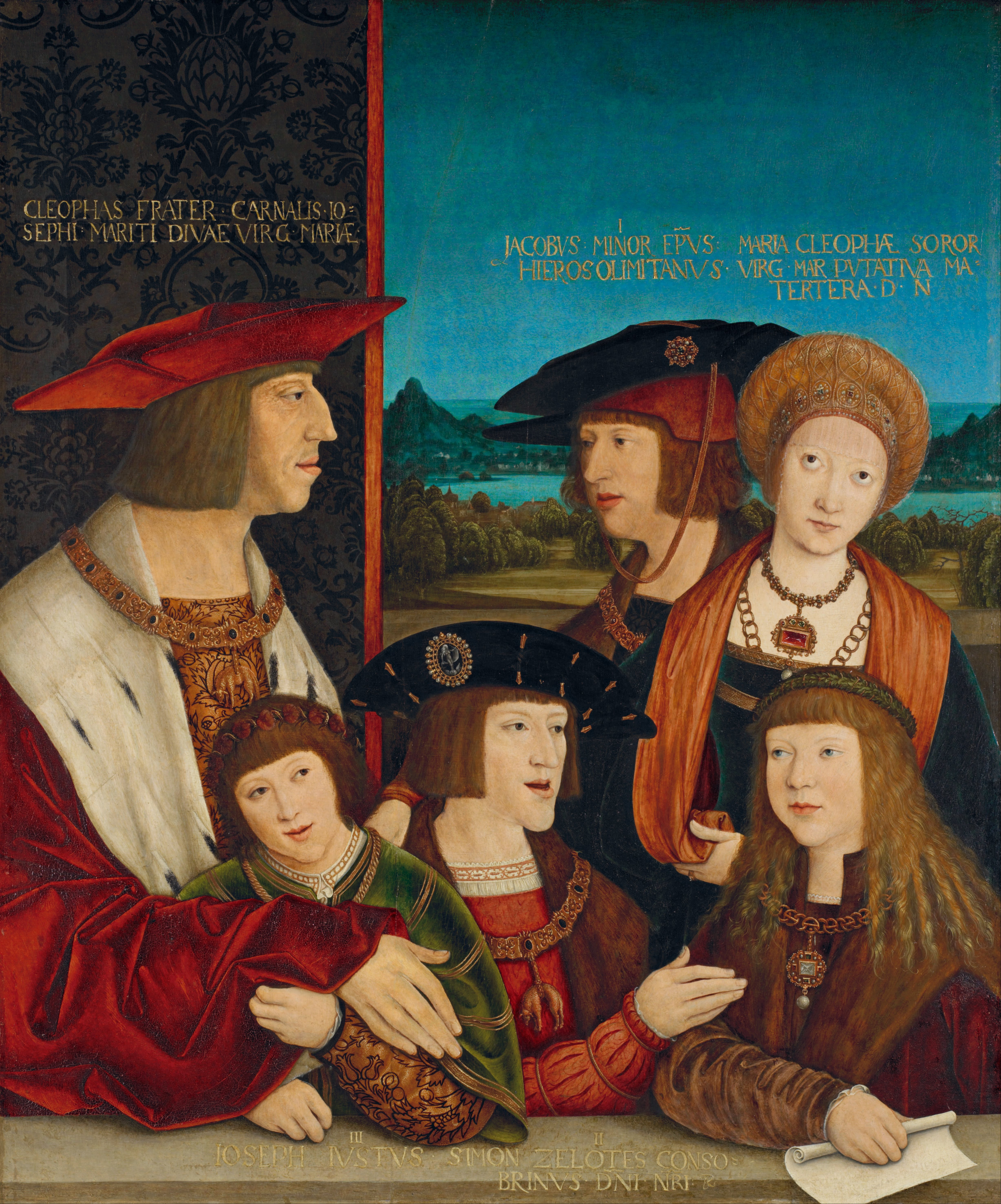
El emperador Maximiliano con su familia, por Bernhard Strigel. El cuadro muestra a Fernando junto a su abuelo paterno, sus padres y sus hermanos.

Fernando fue investido como regente en Castilla en un testamento dado en 1512, que además le reservaba el maestrazgo de las ricas órdenes militares hispanas. Fernando el Católico mostraba así su preocupación de que Carlos gobernara desde sus dominios borgoñones y veía a Fernando como el nieto que había criado en los reinos hispanos. El rey católico también intentó negociar su compromiso con la princesa Renata de Francia, lo que no solo era un importante enlace dinástico en contra de la posible candidatura de su hermano Carlos, sino que potencialmente le hubiera dado reclamaciones sobre el ducado de Milán que el padre de Renata, Luis XII de Francia, había conquistado. El rey francés no mostró sin embargo interés en dicho enlace. 
La posterior intervención de Adriano de Utrecht, tutor de Carlos, llevó al rey de Aragón a reconsiderar el testamento en favor de Carlos. Fernando de Aragón tuvo intenciones de volver a cambiar su testamento en favor de su nieto homónimo pero fue disuadido por sus consejeros. El círculo de confianza del rey temía, no sólo que se dividieran los reinos, sino que el infante, demasiado joven aún para reinar, pudiera exponerse a un peor destino de convertirse en una amenaza para su hermano.
Fernando el Católico parece, sin embargo, haber seguido aspirando a dotar con un reino en Italia a su segundo nieto, siguiendo las guerras italianas durante sus últimos años, ya fuera en feudos del reino de Nápoles como Tarento o Bríndisi, ya en tierras conquistadas a Milán o Venecia, o mediante un matrimonio con Renata, que siguió planteando, o con una combinación de estas estrategias. Un segundo testamento del rey católico en 1515 dejaba al infante Fernando como regente de su hermano Carlos tanto en la corona de Castilla como en la de Aragón. Incluso en el testamento en el que finalmente nombraba a Carlos heredero, el rey católico reservó para su nieto Fernando rentas de 50.000 ducados anuales a cuenta de su rico reino napolitano.
Mientras Fernando seguía con su abuelo homónimo, al que acompañó a Plasencia donde el rey iba a castigar a otro noble levantisco, el duque de Béjar, la victoria polacolituana en la batalla de Orsha frente al principado de Moscú cambió el escenario político en Europa Oriental. Su otro abuelo, Maximiliano I de Austria había hasta entonces usado a los moscovitas para contrapesar el poder jagellón en las fronteras de Austria. Dada la victoria de su rival, Maximiliano celebró en 1515 una entrevista con los reyes Jagellón, Segismundo I Jagellón el Viejo de Polonia-Lituania y Vladislao II de Bohemia y Hungría donde se concertó una alianza Habsburgo-Jagellón. Los términos de esta alianza marcarían la vida de Fernando al incluir el compromiso, dentro de las bodas entre ambas dinastías, de Ana Jagellón de Hungría y Bohemia con uno de los nietos del Maximiliano, que debería recibir el título de rey. Algunas fuentes de la época mencionan sin embargo que el nieto en cuestión sería Fernando, que se habría comprometido por poderes con la princesa en 1515. El compromiso  incluía un acuerdo de herencia entre las dos dinastías,  si una de ellas se extinguía, estipulación que se había repetido múltiples veces en los acuerdos previos entre ambas casas.

### La disputa por la herencia
A la muerte del rey católico en 1516, Carlos le sucedió también en la Corona de Aragón y en el gobierno efectivo de la de Castilla. El anciano rey había revocado finalmente ese mismo año la regencia de Fernando tras ser convencido por sus consejeros, terminando de consolidarse su hermano Carlos como heredero de los tronos hispánicos. Fernando, que se encontraba en Guadalupe, se vio sorprendido por la anulación del testamento con su regencia. Tanto Adriano de Utrecht, en nombre de su hermano Carlos, como el cardenal Cisneros, regente de la administración del difunto rey, se disputaron el poder en Castilla. La disputa reabrió los bandos que se habían formado en los años previos con el sector que se había opuesto al fallecido rey católico como el flamenco Guillermo de Croy, el ya citado señor de Belmonte o los Manrique de Lara, duques de Nájera y marqueses de Aguilar de Campoo, respaldando a Carlos y Adriano.
La corte en torno al infante Fernando fue particularmente un foco de oposición a Carlos, y llegó a agrupar a una importante facción que además del obispo de Astorga incluía a los Suárez de Figueroa, siendo el hermano del conde de Feria camarero del infante, a Suero del Águila, regidor de Ávila y caballerizo del mismo, a Sancho de Paredes, regidor de Cáceres y mayordomo de Fernando, o a Ramiro Núñez de Guzmán, influyente noble de León, clavero de la Orden de Calatrava y hermano del ayo del infante. La historiografía española del siglo XVI identificó la corte de Fernando como un protopartido comunero. Clave en la organización de esta facción fue Francisco de los Cobos, poderoso ministro del rey católico que había sido nombrado secretario del infante Fernando y que sirvió como nexo con la antigua administración de su abuelo. Sin embargo, la juventud del infante y las pocas alianzas que su corte había establecido se sumaban a la división del sector aragonés (pues el hijo bastardo del rey católico, Alonso de Aragón, era el regente en la Corona aragonesa) y la falta de legitimidad por confirmar el testamento real a Carlos como heredero y hacían que Fernando tuviera pocas opciones reales de oponerse a su hermano.

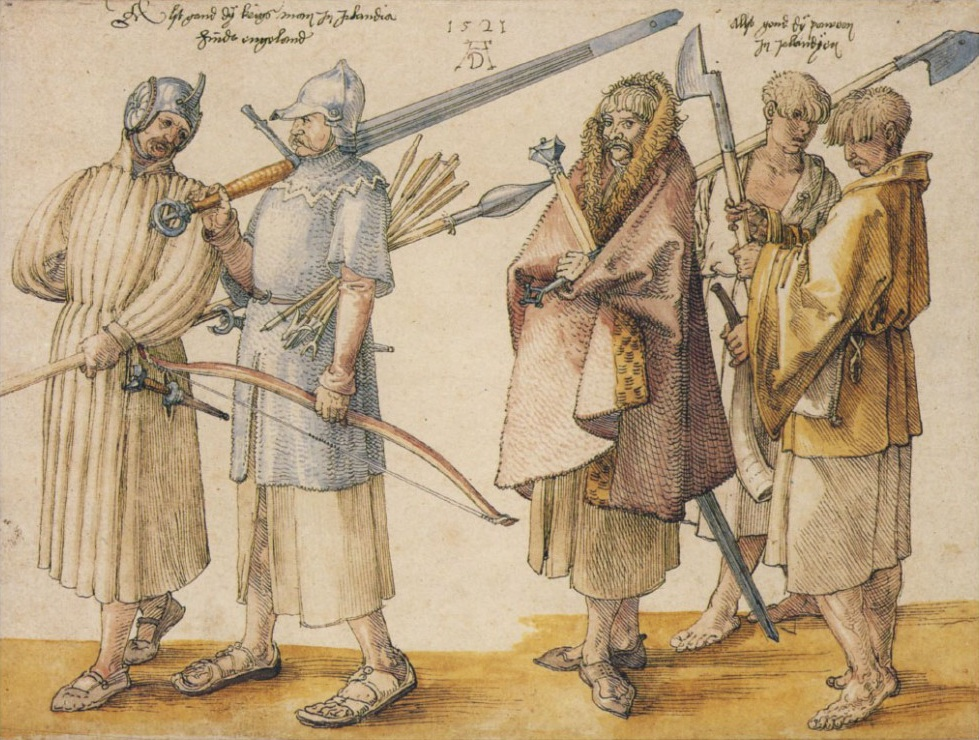
Este grabado de 1521 de Alberto Durero, artista de la corte de Maximiliano, mostrando guerreros irlandeses con su vestimenta tradicional es típicamente vinculado con la estancia de Fernando en Irlanda tres años antes y las descripciones sobre la indumentaria irlandesa que trajo tras ello a la corte imperial.

Tratando de asegurar el trono, Carlos separó en 1517 a su joven hermano Fernando de su corte mediante un decreto emitido desde Midelburgo. Carlos acusó a la corte que rodeaba a su joven hermano de malversar los fondos del infante así como de desacato al nuevo gobierno y, pese a las quejas del infante, su corte fue finalmente dispersada y él mismo puesto bajo guardias leales a su hermano en Aranda. Carlos aisló así a su hermano, rozando el maltrato, debido los conflictos en auge, incluyendo disturbios en Zaragoza y las Indias entre el sector de la alta nobleza castellana que defendían los derechos de Juana y Carlos y otro sector que agrupaba la administración del difunto rey católico y la nobleza aragonesa. 
La gestión no presencial de Carlos y su uso de sus hombres de confianza flamencos hizo a Carlos perder apoyos también en Castilla y poco después, en el verano de 1517, Carlos llegó personalmente a España. Ambos hermanos se vieron por primera vez en persona en octubre en Mojados. El clima político en España evidenciaba ya en las Cortes de Valladolid de 1518 oposición a la presencia de flamencos en la administración. Significativamente, dichas cortes incluyeron peticiones de que Fernando, heredero aparente por falta de hijos de Carlos, no abandonara el país mostrando que Fernando era efectivamente bien visto en la corona. En la corona de Aragón, los nobles y prelados realizaron similares peticiones durante la visita de Carlos. En ese marco las cortes de Zaragoza de 1518 serían lentas y complicadas para Carlos, que también tenía a su hermano como heredero en la segunda corona. Fernando seguía mientras en Aranda a cargo de un mayordomo borgoñón llamado Borrebot.
Pese a ello, el infante fue mandado a Flandes, con Juan de la Parra como uno de los pocos de la reducida corte que se le permitió, probablemente para evitar que cristalizara el descontento en su nombre. Oficialmente Carlos arguyó que con él en España sus dominios flamencos le reclamaban la presencia de un príncipe de sangre real, si bien escondió el plan al propio Fernando. En su despedida fue nombrado caballero de la orden del Toisón de Oro. El infante Fernando partió desde Santander, donde se le introdujo ya a la lengua, cultura y cocina francesas típicas en Flandes. Durante el trayecto pasó el infante cuatro días en Kinsale (Irlanda) debido a que una tormenta desvió la ruta de la flota antes de llegar finalmente a su destino.

### Estancia en los Países Bajos
Fernando quedó así relegado políticamente bajo la tutela de su tía Margarita de Austria. Su tía, una experimentada política que había tenido conflictos con su sobrino Carlos por su independencia como gobernadora, sería otra importante influencia en la formación de Fernando. Margarita no solo fue una importante consejera en política, sino que como mecenas influyó notablemente en el interés del joven infante que conservaría esa faceta durante toda su vida. Su corte, en mitad del Renacimiento flamenco, era uno de los epicentros culturales de Europa y Fernando se vería influido por los espectáculos, torneos y cacerías. Fernando así conocería los palacios habsburgo como Groenendael o la corte de su tía en Malinas, el trabajo de la escuela de Gante-Brujas (de la que llegaría a tener varias obras, incluyendo un libro de horas de 1520) o la escuela de música borgoñona, que posteriormente introdujo en Austria.

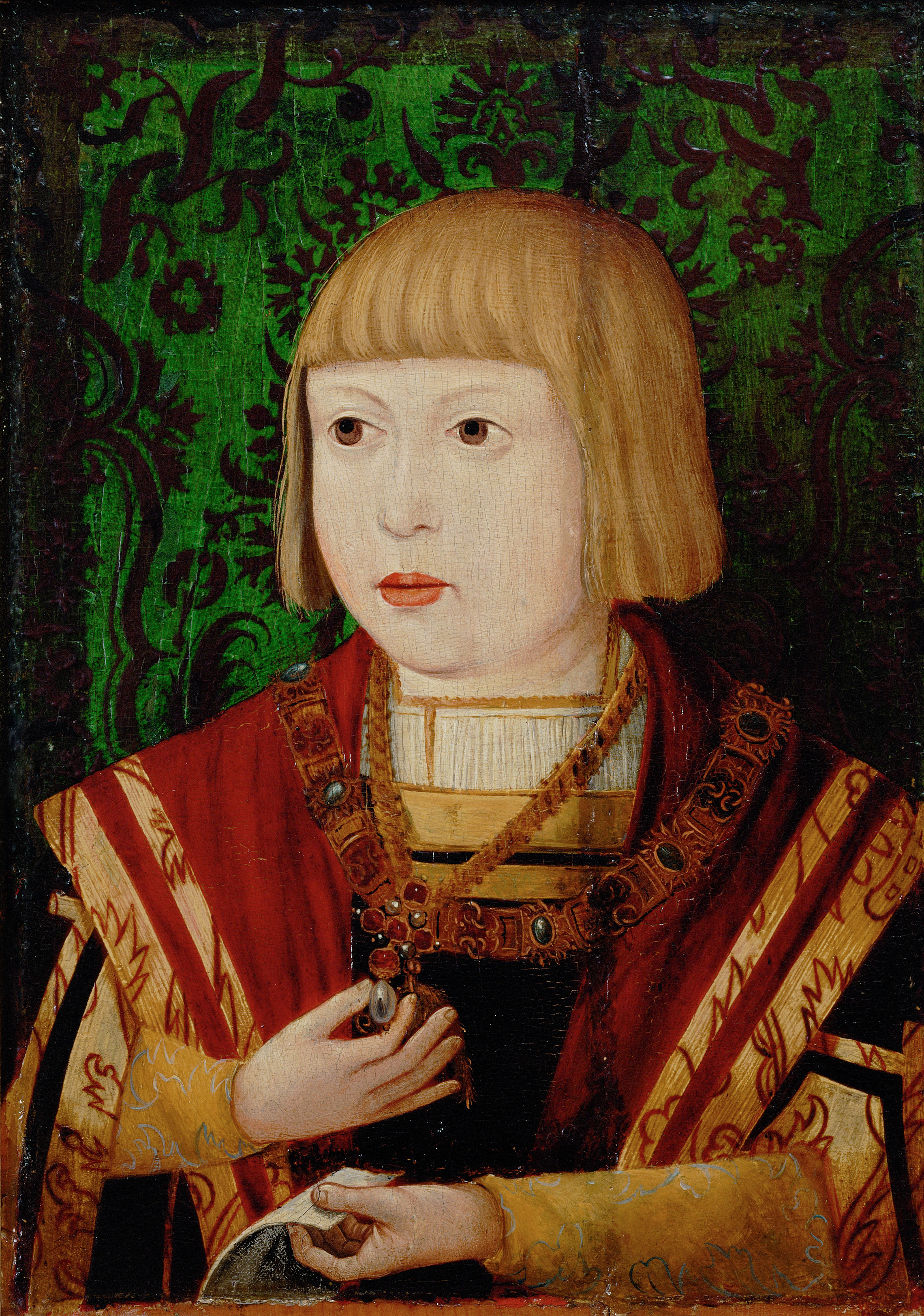
Fernando, de adolescente aún y recién llegado de España

Otra gran influencia de su estancia en los Países Bajos sería Erasmo de Róterdam, el antiguo tutor de su hermano. Las ideas de Erasmo mostraban apertura hacia la necesidad de una reforma de la iglesia, precursoras en cierto sentido de la reforma protestante que siguió, pero sin embargo rechazaban la doctrina de Lutero. Fernando a lo largo de su reinado mostró tendencias ecumenistas que se pueden ver enraizadas en las ideas erasmistas. A pesar de eso, Erasmo rechazó ser directamente el tutor de Fernando.
La nueva corte personal de Fernando estaba compuesta principalmente de flamencos, a los que se añadían algunos restos de su antiguo entorno hispano y algunos italianos y germanos de otros dominios habsburgo. Carlos también nombró un mayordomo de origen austríaco para la nueva corte borgoñona de su hermano, Wilhelm von Roggendorf, que sería en el futuro uno de sus consejeros de confianza. En este periodo, el joven príncipe habsburgo añadió al español y latín que había aprendido con su abuelo, el manejo del francés y el flamenco, lenguas de los Países Bajos, y rudimentos de italiano y alemán.
Fernando volvió a la escena política con la muerte de su otro abuelo, el emperador Maximiliano I, que dejaba a sus dos nietos como coherederos que debían repartirse la herencia austríaca y borgoñona. Pese a que Maximiliano I había planeado integrar los territorios patrimoniales habsburgo en un reino para Fernando, inspirado en el estado borgoñón de su fallecida esposa, el proyecto terminó descartado por la oposición de Carlos a que de esa forma se pudiera fragmentar el liderazgo de la dinastía. Igualmente, Carlos abortó la idea de su tía de que Fernando concurriera en 1519 a la elección por el trono imperial que Maximiliano había dejado vacante, si bien tratando de apaciguar los ánimos prometió a su familia que le cedería parte de las posesiones de Maximiliano una vez elegido. Pese a todo ello, Fernando rechazó enfrentarse a su hermano. Con los años, su relación pasaría a ser comparada por ambos como una de padre e hijo, más que fraterna. Desde 1519, también Erasmo de Róterdam mostró más favoritismo por Fernando, que veía como el más intelectual de los hermanos mientras que Carlos había caído en la senda política de su otro maestro, Adriano de Utrecht.
Aunque Carlos fue finalmente elegido emperador en octubre de 1520, siguió sin ceder el dominio de ningún territorio a su hermano como había prometido. Para noviembre la cesión a Fernando de los antiguos territorios de Maximiliano en el sur del Sacro Imperio era un rumor en la corte pero no algo público. Además, una vez en el trono imperial, Carlos no deseaba personalmente casarse con Ana de Bohemia y Hungría mientras la incertidumbre sobre su herencia de Fernando hacía que careciera del estatus pactado en el compromiso. Como consecuencia la boda pactada se demoraba y la alianza con los Jagellón quedaba en peligro. Mientras, Solimán el Magnífico se convirtió en 1520 en el nuevo sultán del Imperio otomano, iniciando una nueva etapa de ofensivas turcas en los Balcanes y el mar Mediterráneo contra las que los Jagellón húngaros aparentaban el primer objetivo. A principios de 1521 representantes de ambos hermanos se reunieron en Colonia y de nuevo en abril en Worms para discutir la herencia que le correspondía a Fernando.

## Archiduque de Austria

### El acceso a su herencia

#### Austria y Austria Interior

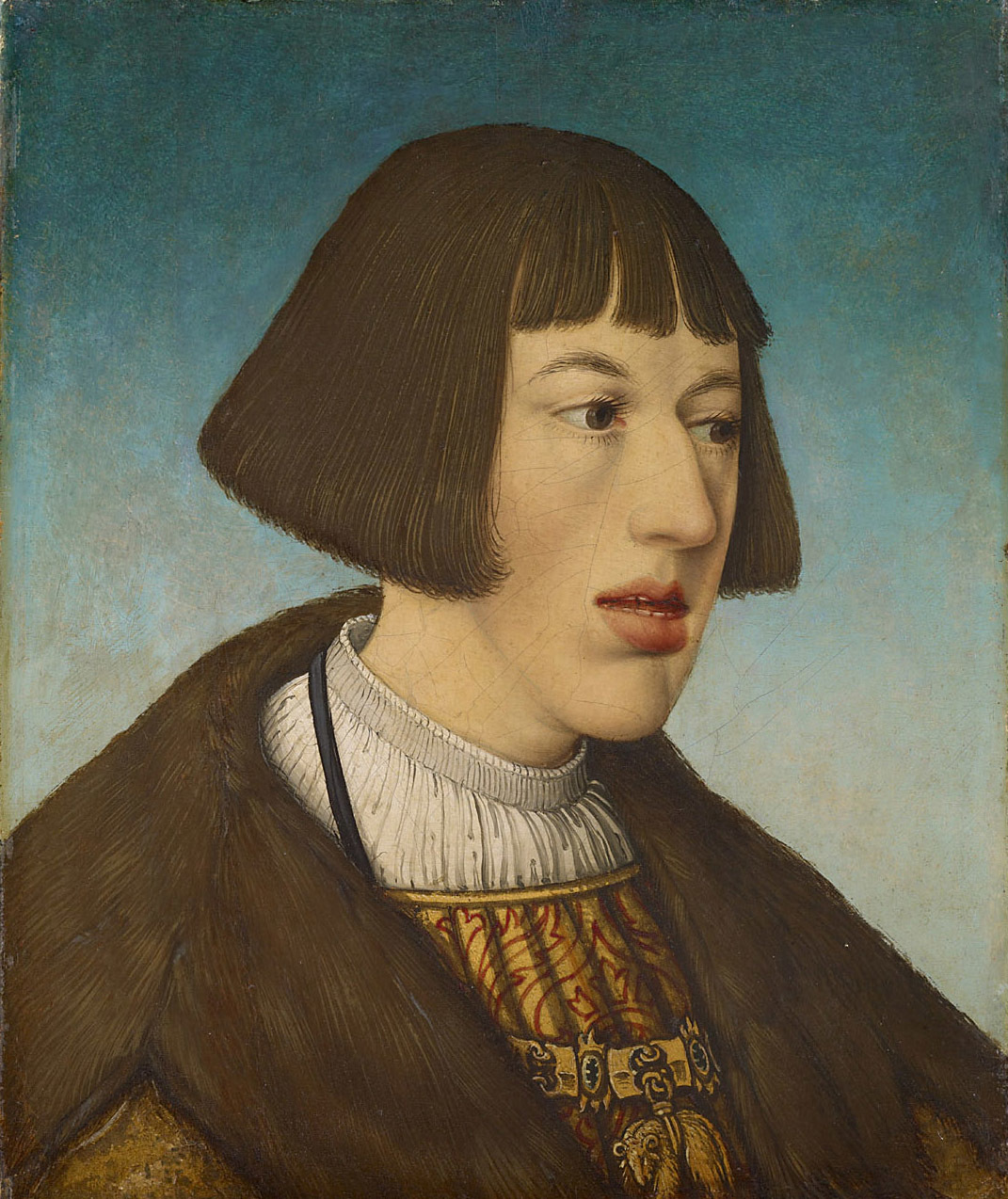
El joven Fernando I en 1521, por Hans Maler.

Poco después, con el edicto en Worms de 21 de abril de 1521, un Carlos que se encontraba ya enfrentando en paralelo revueltas en España (guerra de las Comunidades y germanías), Países Bajos (Arumer Zwarte Hoop) y Austria (con la expulsión de la administración municipal habsburgo de Viena en 1519 y la negativa de las dietas ducales a cooperar con la regencia), conflictividad generalizada en Alemania por la extensión de las doctrinas de Martín Lutero y una guerra contra Francia, le cedió a Fernando la posesión del núcleo patrimonial principal habsburgo que Maximiliano había planteado dejarle, si bien demoró en lo posible la transferencia pactada e inicialmente la mantuvo secreta bajo una formalidad de "regencia".
Esos territorios, los quinque ducatus o cinco ducados a ser gobernados como archiduque y que fueron la base de la Erblande o tierras patrimoniales de los Habsburgo, eran la Alta y Baja Austria, Estiria, Carintia y Carniola. Estos abarcaban la Marca oriental, la zona de frontera sureste del imperio germano frente a Hungría y frente a los estados eslavos de los Balcanes. Con los años, estos territorios habían absorbido al este al antiguo Condado de Cili (integrado en Estiria), el Condado de Ortenburg (integrado en Carintia) y a la antigua Marca Víndica (integrada en Carniola) y los eslovenos habían llegado a ser una parte significativa de la población de Carniola, Carintia y Estiria. Fernando heredaba también las localidades fronterizas húngaras que habían sido empeñadas a su abuelo en el Tratado de Wiener Neustadt, de las que especialmente Güns sería relevante como fortaleza fronteriza en el Este. 
La capital de facto de todos estos territorios era Viena, en la Baja Austria, en la cuenca del río Danubio sobre el que se terminaría articulando gran parte de la acción política de Fernando. Viena era un emporio comercial que centralizaba productos de Centroeuropa (Hungría, Polonia y Bohemia) y desde donde la región enlazaban con los mercados italiano y francés. Tratando de reforzarla como centro urbano, los Habsburgo habían creado una universidad en la ciudad. En esa ribera en la Alta y Baja Austria se encontraban otros núcleos de población menores pero relevantes como Steyr, Wels, Sankt Pölten, Krems, Klosterneuburg y Linz. Un poco al sur se encontraba Wiener Neustadt (Nueva Viena), que había sido sede de la corte de Maximiliano por la gran autonomía municipal de Viena, y funcionaría también inicialmente como corte de Fernando. El joven archiduque pronto construyó una armería y unos jardines en su nueva corte en la ciudad. Esa Alta y Baja Austria tenían una población de aproximadamente 900 000 habitantes, mientras que los otros tres ducados (la llamada Austria Interior: Estiria, Carintia y Carniola) sumaban otros tantos.
Pese al peso de Viena, cada ducado mantenía su propia dieta e instituciones en Linz, Graz, Klagenfurt y Laibach (actual Liubliana), respectivamente. Fernando viajaría a menudo entre ellas, especialmente visitando Linz y Graz. Gmunden, en la Alta Austria, Judenburg, en Estiria, y Sankt Veit an der Glan en Carintia, completaban la red urbana del territorio, que envolvía numerosos exclaves de los obispados con inmediación imperial de Freising, Bamberg y Salzburgo dentro de la Austria Interior. Los obispos de Viena, Lavant, Seckau y Laibach eran en cambio vasallos de los respectivos ducados mientras que el estatus del obispado de Gürk era más ambiguo, pues tenía un voto en la dieta imperial pero el duque tenía un vogtei o protectorado sobre el territorio.
Pese a su menor densidad de población Austria Interior era igualmente relevante por sus recursos económicos. La minería europea tenía uno de sus principales focos en el Eisenwurzen, una zona minera que extraía hierro y que se extendía por Estiria y zonas vecinas. La minería y la posterior transformación del hierro en ferrerías para crear herramientas y armas para la exportación a Alemania, Venecia y Europa Oriental era una de las principales ocupaciones en los nuevos estados de Fernando. Los impuestos sobre este sector fueron otra de sus principales fuentes de ingresos, complementaria a las típicas rentas feudales agrícolas dado que el Bergregal o derecho sobre el subsuelo era del soberano. También importantes era la mina de mercurio de Idria en Carniola y las minas de plomo de Bleiberg en Carintia. Estas explotaciones suponían también importantes relaciones económicas con los territorios vecinos, pues el mercurio y plomo eran materiales críticos para los procesos químicos de separación del cobre y plata de minas vecinas. El cobre era a su vez importado en las fundiciones de Austria Interior, siendo estratégico para obtener cañones de bronce en Fuggerau, mientras que la plata era vital para la acuñación de moneda, privilegio soberano. Al tener acceso a depósitos propios de plata, Fernando se convertía en uno de los señores mineros (Bergherren) en las discusiones sobre la política monetaria imperial, habitualmente enfrentados al resto de señores que los veían como un cartel.
Alrededor de estas actividades se había desarrollado una actividad protoindustrial en Austria Interior dedicada a la manufactura de productos de carpintería, ladrillos, vidrio y papel, a los que se sumaba el tráfico de pieles y la obtención de cuero del ganado que se importaba de Hungría. Otro foco económico para Fernando fue el monopolio estatal sobre la sal, que había sido una importante fuente de ingresos para su abuelo Maximiliano al controlar Salzkammergut en la Alta Austria. Así Fernando obtenía casi 64 000 florines de renta por las tierras e impuestos ducales, 32 000 florines de aranceles, 71 500 florines por su monopolio de la sal y 20 000-30 000 por sus derechos mineros.

#### Boda y contexto geopolítico

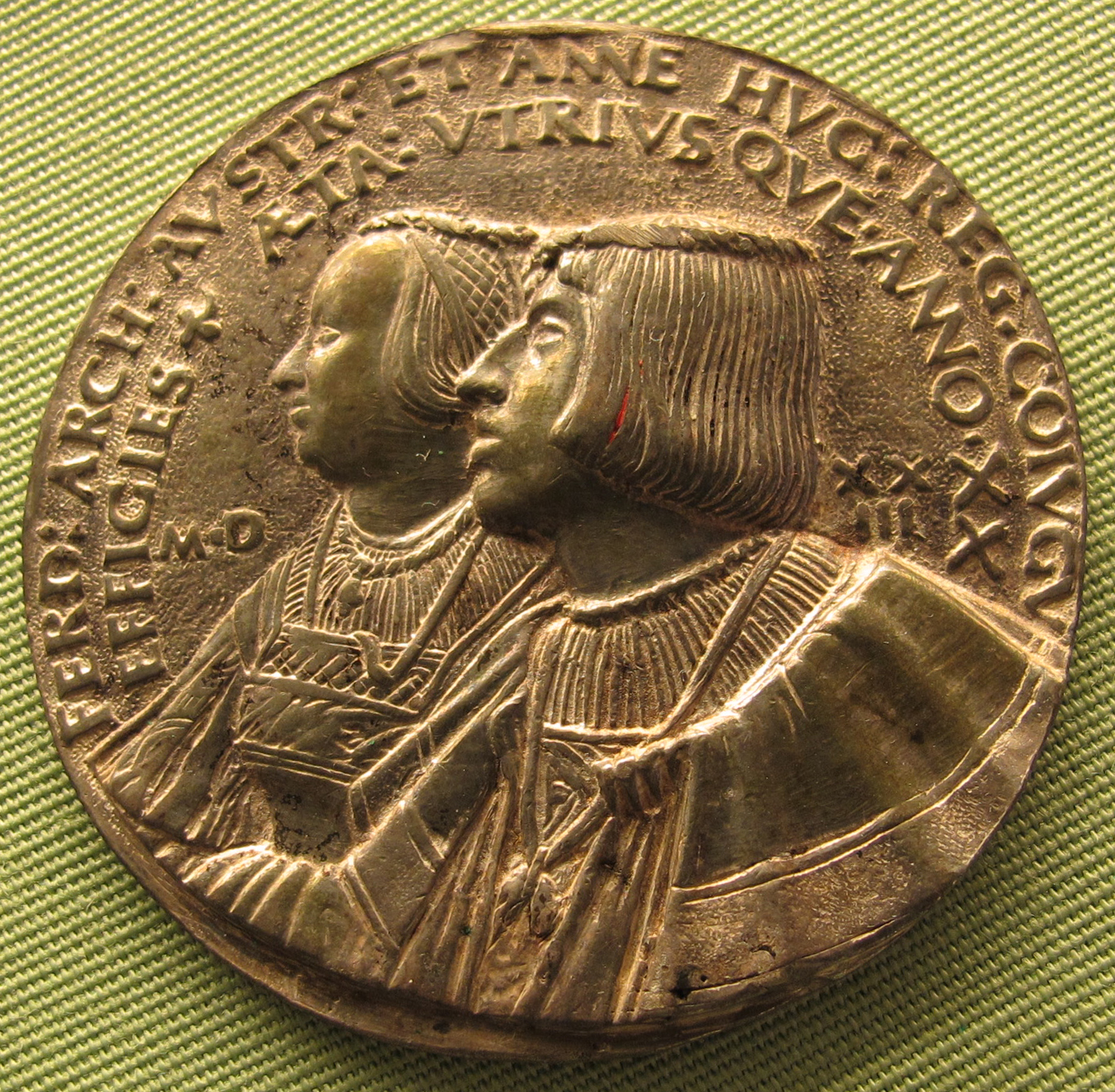
Medalla conmemorativa de la boda de Linz acuñada en 1523, en el museo de la moneda de Múnich. El grabado es obra de Hans Daucher.

El cambio en su fortuna reactivó el proyecto matrimonial con los Jagellón. Fernando dejó Worms el 30 de abril y marchó a sus nuevos dominios junto al cardenal Lang von Wellenburg pasando por Heidelberg, Bruchsal, Vaihingen an der Enz, Ulm y Augsburgo, donde descansó en un edificio propiedad del cardenal. Su estancia en Augsburgo fue significativa, pues en la recepción celebrada conoció Fernando a Jakob Fugger, cabeza de la rica familia Fugger de Augsburgo. Los Fugger, que habían sido financiadores de su abuelo Maximiliano y de su hermano Carlos, estarían desde entonces presentes en la vida de Fernando durante todo su reinado. Fernando siguió su viaje por Ratisbona el 18 de mayo, donde embarcó con destino a Linz junto a otros príncipes. El 26 de mayo tenía lugar la boda de Linz con su prometida Ana. Esto no solo suponía un alivio económico para Fernando al poder financiarse con la dote de su mujer, valorada en 200 000 ducados, sino que era de interés diplomático y garantizaba la alianza de los Habsburgo con los Jagellón, especialmente con su ahora doblemente cuñado Luis II de Bohemia y Hungría, cuyos extensos estados limitaban al norte, este y sureste con los nuevos territorios de Fernando. 
Pese a la teórica potencia del reino de Luis, los otomanos eran una amenaza en auge que Hungría estaba teniendo problemas en controlar, esperando los Jagellón el apoyo habsburgo. En 1521 Solimán había tomado la ciudad de Belgrado, que había sido el baluarte sur del reino húngaro en las décadas precedentes. Los intentos de Fernando de enviar refuerzos a la plaza llegaron tarde pero muestran que fue consciente de la importancia del peligro otomano incluso antes de llegar personalmente a Austria. La respuesta de Luis II de Hungría contra los turcos fue débil, pues estaba fuertemente endeudado, lo que hacía que parte de la nobleza en las zonas fronterizas en ambos países empezaran a apostar por dicho apoyo habsburgo. En Hungría existía una facción de la corte partidaria de una política más cercana a los Habsburgo que habían encabezado los obispos y cancilleres Jorge Szatmári y Tomás Bakócz. En Austria los condes de Hardegg, los señores de Starhemberg o los de Harrach, nobles austríacos con posesiones en la frontera norte del archiducado también tenían intereses en Bohemia mientras que otros habían recibido las fortalezas húngaras en prenda. La situación no era sin embargo sencilla, porque la alianza sellada por la boda de su hermana María era opuesta por otro sector de la corte húngara. Preservar dicha alianza no solo determinó la boda de Fernando sino que sería uno de los ejes iniciales de su política exterior.
Al sur, con Bosnia en manos otomanas las incursiones turcas estaban empezando a llegar a través de Croacia hasta Carniola, Carintia e incluso el Friul. Durante los conflictos en tiempos de Maximiliano I, los reyes húngaros habían permitido el paso a los turcos para atacar Austria Interior como arma contra los Habsburgo, acentuando el problema. El Türkengefahr o temor turco fue un notable foco de la política germana del siglo XVI y significativamente había supuesto que las ciudades y nobles de Austria Interior hubieran aceptado un mayor poder ducal en épocas de Maximiliano y Carlos y que durante los comienzos del reinado de Fernando se abstuvieran de las reclamaciones religiosas de otros territorios. Bajo el gobierno de Fernando, se fue desarrollando la cooperación entre la nobleza croata y la de Austria Interior para afrontar las razias turcas. Evidenciándose que era necesario pararlas fuera de las fronteras de Austria, Croacia sería la otra gran prioridad estratégica de Fernando.
Al noroeste estaban los duques Wittelsbach de Baviera Guillermo IV y Luis X, también opuestos a los Habsburgo. Además de ser la principal dinastía rival en el sur del Sacro Imperio, Maximiliano I les había arrebatado recientemente Kufstein, Kitzbühel, Rattenberg, Mondsee y el Zillertal, cuya devolución deseaban. Fernando en consecuencia respaldaría al tercer hermano, Ernesto de Baviera, excluido de la sucesión por Guillermo y Luis. Como estados frontera se encontraba el arzobispado de Salzburgo de Mateo Lang de Wellenburg, cercano a los Austrias pero impopular en medio del auge del protestantismo en su principado, y el condado de Schaunberg, que los duques de Austria habían tratado de reducir a vasallo pero que mantenía a menudo una política propia. Tanto Baviera como Salzburgo también controlaban salinas en la misma zona que Fernando, siendo competidores por el mercado centroeuropeo de la sal. Fuera de sus nuevos dominios, las ciudades imperiales o eclesiásticas en la parte bávara y suaba de la cuenca del Danubio como Passau, Ratisbona, Núremberg y Augsburgo eran estatégicas para los Habsburgo y serían visitadas habitualmente por Fernando como lugar de dietas imperiales o negociaciones con los príncipes, especialmente en el comienzo de su reinado. En general, su papel dinástico como hermano del emperador sería el tercer gran foco de su política, especialmente como patrón de la pequeña nobleza del sur del imperio.

#### Los problemas con el reparto inicial de la herencia

El círculo austríaco, distrito imperial que agrupaba las tierras patrimoniales de los Habsburgo, finalmente heredadas en 1521-1522 por Fernando I, junto a algunos pequeños estados vinculados como Brixen o Trento. La primera división de la herencia dejaba a Fernando solo como regente de parte de esos territorios, dado que Carlos se reservaba zonas estratégicas como Tirol o Trieste.

El carácter de marca fronteriza de estos territorios austríacos implicaba elevados costes militares, sobrepasando los ingresos obtenidos localmente de los propios estados. Su abuelo Maximiliano había acumulado copiosas deudas pese a haber logrado de las dietas del Sacro Imperio el pago de subvenciones a cargo de impuestos imperiales. Maximiliano dejaba cerca de seis millones de florines en deuda, que sería repartida entre Carlos y Fernando. La deuda patrimonial se había incrementado también por los gastos de la elección imperial de Carlos.
Su hermano Carlos además de la corona imperial había heredado los ricos territorios de Borgoña, gran fuente de ingresos de los Habsburgo que llegó a rentar casi siete millones de florines anuales, por lo que tuvo que subvencionar a Fernando durante todo su reinado para poder mantener segura la frontera suroriental del imperio. Ya en 1521 los hermanos inventariaron y fundieron las joyas y otros objetos de valor que Maximiliano conservaba en Wiener Neustadt para pagar deudas.
Dado el carácter ad hoc de los impuestos imperiales y ducales y las concesiones exigidas a cambio por los estamentos feudales, esa necesidad de ingresos suponía para Fernando también una importante debilidad política. Así, la ciudad de Viena y los condes de Hardegg habían acumulado notable poder en Austria durante los reinados de Maximiliano y Carlos. Las dietas ducales no solo eran importantes financieramente, sino también militarmente para convocar los lehnsaufgebot y landesaufgebot, las levas feudales provinciales. Estas requerían la aprobación de la dieta, algo políticamente complejo para campañas que no fueran defensivas o que discurrieran fuera de cada ducado. Por el contrario, desde la derrota de su bisabuelo Carlos de Borgoña en la batalla de Nancy (1477) y, especialmente desde la época de su abuelo Maximiliano y su victoria en Guinegate (1479) se había empezado a extender el uso de costosos ejércitos profesionales de infantería. En el imperio se había extendido el uso de fuerzas mercenarias llamadas lansquenetes mientras que en las guerras italianas se habían extendido los llamados condotieros. Fernando hubo de recurrir a estas fuerzas mercenarias para la mayoría de sus campañas con gran coste para sus arcas, suplementadas por las levas feudales correspondientes cuando se podía disponer de ellas. Cuando Fernando convocó las dietas de sus estados en junio de 1521 para recibir el homenaje tradicional y solicitarles impuestos para organizar la defensa contra los turcos, se encontró con la oposición de estas a ampliar los impuestos pagados.
Durante los comienzos de su reinado, Fernando hubo de recurrir a las rentas napolitanas del testamento de su abuelo materno para sufragar su corte y administración, e incluso a endeudarse con príncipes alemanes como el rico margrave Hohenzollern de Ansbach Jorge de Brandeburgo-Ansbach o con los banqueros de la vecina Augsburgo, donde la minería de metales había generado un pujante mercado de capitales. Tanto dicho margrave como los banqueros con intereses en la minería, como los Fugger, los Welser, los Hochstetter, los Herwart o los Manlich serían personajes recurrentes en la vida de Fernando.

#### Las disputas por la división de la herencia

Escudo de armas usado por el infante Fernando. Además de los símbolos de los Habsburgo incluye los de la Casa de Borgoña y los de las coronas de Castilla y Aragón.

Fernando, que aunque fuera de la sucesión imperial quedaba como sucesor en la práctica de Maximiliano, aspiraba a una mayor fracción de la herencia de su abuelo paterno y notablemente mantuvo pretensiones a los ricos territorios borgoñones que habían sido la fuente de la riqueza de este. Mantuvo en su lista oficial de títulos los de duque de Borgoña, de Brabante y de Luxemburgo y el de señor de Salins así como el uso de simbología de la casa de Borgoña. En documentos entre hermanos le solicitó la cesión del Franco Condado y del vizcondado de Auxonne. Fernando igualmente continuó la labor propagandística y artística de su abuelo, patrocinando la finalización y publicación de los grabados de Durero como el Triumphzug, que glosaban las victorias de Maximiliano, y el Weisskunig, una novela de caballerías basada en Maximiliano que habían coescrito su abuelo y su secretario. Las dietas de los ducados austríacos también mostraron su oposición a la división que Carlos había hecho, pues retenía parte de los estados que habían sido de los Habsburgo dividiendo zonas históricamente vinculadas.
El 30 de enero y 7 de febrero de 1522, tras las conversaciones de Bruselas, se llegó a unos pactos de familia: Carlos retendría los codiciados territorios de la casa de Borgoña, pero le transferiría a Fernando el resto del patrimonio habsburgo. Con ello, Carlos le otorgaba también la costa que había separado de Carniola y Carintia en el primer reparto así como el Tirol y la Austria Anterior en Suabia y Alsacia cuya reunificación con Austria había sido uno de los éxitos del reinado de Maximiliano. Fernando fue también nombrado vicario imperial o representante de su hermano en el imperio. Los compromisos entre hermanos para repartir la herencia aspiraban a que Fernando fuera nombrado rey de romanos o heredero presunto de Carlos en el Sacro Imperio, pero dado que Carlos aún no había sido formalmente coronado por el papa y la elección de Fernando podía menoscabar la posición de su hermano, el alcance del pacto quedó secreto. Fernando sería inicialmente titulado solo como representante de su hermano (Statthalter). Carlos también limitó las cesiones en Alsacia a la vida de Fernando, debiendo revertir tras su muerte a la rama hispano-borgoñona de la dinastía por su interés estratégico.
Económicamente, Fernando asumiría solo 800 000 florines de la deuda de Maximiliano. Fernando así se responsabilizaría de las hipotecas y cargas sobre los títulos que recibía pero Carlos asumiría el resto y, especialmente, las deudas con Jorge de Sajonia, con quien los Habsburgo tenían una fuerte deuda que se remontaba a tiempos de Maximiliano. Roggendorf, que había gestionado la corte de Fernando por designación de Carlos, fue apartado, entre sospechas de haber abusado de la confianza de Fernando. Carlos también elevó a 60 000 ducados las rentas napolitanas de Fernando, a cambio de su aceptación de la invalidación del testamento de su abuelo aragonés. Carlos, en conflicto con los regentes que había dejado el rey católico, deseaba anular dicho testamento pero no quería reabrir disputas sucesorias con Fernando.

#### Tirol y Vorarlberg

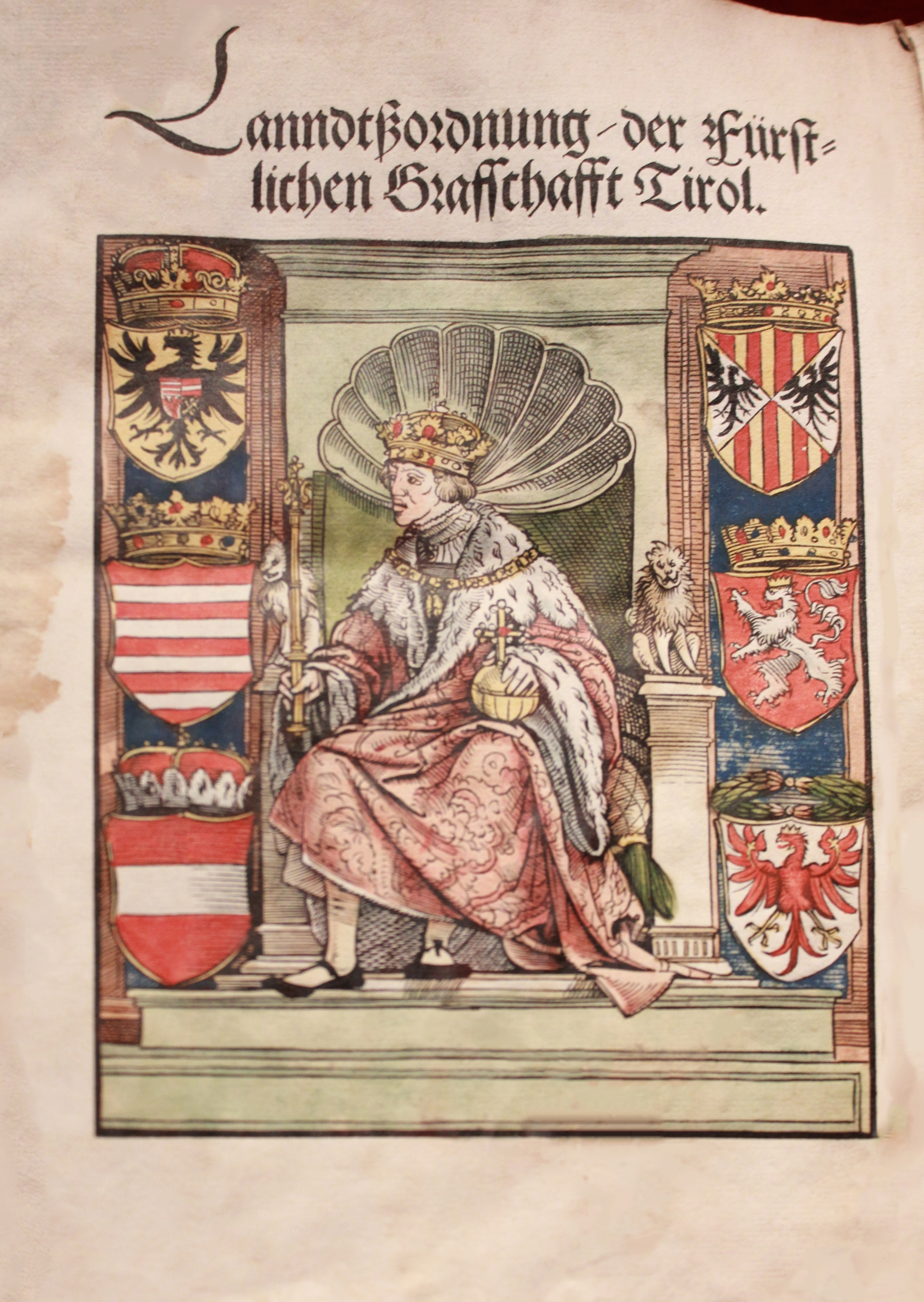
Fernando como conde del Tirol en una ilustración del Landesordnung o código legal de 1526, con símbolos principescos y rodeado por los escudos de armas de los Habsburgo.

Territorialmente, Fernando añadió a su parte de la herencia la Austria Anterior, un conjunto de posesiones territoriales dispersas de los Habsburgo en sus tierras de origen en Alsacia y Suabia. El más notable territorio de esa Austria Anterior era el condado de Tirol, con la capital de su abuelo Maximiliano, Innsbruck, que albergaba su palacio con otro tesoro que Fernando pronto fundiría para repagar deudas. Si bien Fernando viajaría a menudo entre las capitales de sus dominios, Innsbruck sería el hogar habitual de su familia y su residencia predilecta.
El condado, pese al nombre, tenía inmediación imperial como condado principesco (Gefürsteter Graf) y por tanto tenía una posición en la dieta imperial similar a los ducados de Fernando en vez de a los condados normales. Su extensión era también similar, abarcando desde Kufstein y las conquistas de Maximiliano al norte hasta Bolzano y Merano en el sur ya en los límites de Italia, si bien la población de esta zona alpina era menor que en el archiducado, rondando aproximadamente 100 000 habitantes. La mayoría de los pequeños señores representados en la dieta eran germanos, si bien existía una minoría romanceparlante que participaría poco en el gobierno de Fernando, habitualmente escudándose en su vasallaje intermedio a los obispos de Trento y Brixen. Dichos obispados eran teóricamente independientes del condado tirolés pero el conde actuaba como vogt o protector militar de estos según regulaba el landlibell. Dicho landlibell consagraba sin embargo la autonomía del territorio, con los Schützen siendo una fuerza defensiva y restringida al territorio y dicho servicio limitando los impuestos debidos por los estamentos al conde. Así, los impuestos feudales tiroleses rondaban sólo los 30 000 florines.
Innsbruck y el Tirol eran además estratégicos al controlar una histórica ruta alpina entre Italia y Alemania, valiosa por sus peajes y su interés militar, y por ser la base de la industria armamentística que su abuelo había desarrollado. El condado incluía también la importante mina de plata y cobre de Schwaz que había sido clave para la financiación de su abuelo Maximiliano y ya lo estaban siendo para las empresas de su hermano Carlos y para las de Fernando. Fernando llegaría a obtener unos 250 000 florines anuales gracias a la mina, si bien en los comienzos de su reinado obtendría cifras más reducidas. A su alrededor se había generado también una ceca en Hall in Tirol que era un punto crítico del comercio de metales y de la sal. La presencia de cobre había hecho que Maximiliano hubiera instalado ahí una armería clave para sus ejércitos. Fernando mantendría la fundición de cañones en Innsbruck, compitiendo con sus hermanos por el empleo de maestros fundidores y otros especialistas que eran necesarios para un ejército moderno. En total Fernando ganaba con el Tirol y Austria Anterior unos 130 000-160 000 florines de renta.
Inmediatamente junto al Tirol Fernando recibía también los señoríos de Feldkirch, Hohenegg y Dornbirn y la mitad del condado de Bregenz, todo ello comprado a la casa de Montfort además de los señoríos de Sonnenburg y Bludenz, adquiridos a otras dinastías. El territorio se separaba de las Tres Ligas de la pujante Confederación Suiza a través de otros señoríos independientes en manos de pequeñas casas suabas como los Montfort, von Sulz, los von Werdenberg-Sargans o los von Hohenems. Al sur, Fernando heredaba los derechos señoriales sobre ocho valles parcialmente integrados en las ligas suizas. Por ello, aunque Fernando mantuvo un gobernador en Luzein que ejercía la alta justicia y recaudaba los impuestos, se encontró la oposición de las administraciones locales que rehusaron durante años realizar el homenaje feudal. Un poco más al sur obtuvo como exclave del Tirol la localidad de Tarasp, rodeada por la Baja Engandina disputada con la Liga de la Casa de Dios y el obispo de Coria. El éxito militar suizo había tenido en jaque los intereses habsburgo en la zona aunque la reciente derrota suiza en Marignano había enfriado el expansionismo de la Confederación Suiza. Esos territorios entre el Tirol, Suiza y Suabia formaban el área conocida como Vorarlberg, que estaba adquiriendo un carácter propio como área de frontera y sumaba una población de aproximadamente 30 000 habitantes.

#### Austria Anterior y Suabia
Los Habsburgo también habían tenido fuertes intereses en Suabia, que la que se habían llegado a autoproclamar príncipes. Así, también como exclaves pero separados tanto de Suiza como del Tirol por el lago Constanza, Fernando recibió el reichslandvogtei de Altdorf, que agrupaba propiedades alrededor de los núcleos de Altdorf y Gebrazhofen, y el condado de Nellenburg en torno a Stockach, que serían reforzados por la compra que hicieron Carlos y Fernando ese mismo año del cercano pero discontiguo condado de Tengen. Pese a sus limitaciones económicas, para Fernando consolidar sus posesiones en la zona era estratégicamente importante pues, aunque mantuviera el título nominal de conde de Kyburgo, su patrimonio quedaba aislado en la región dada la pérdida de los antiguos dominios habsburgo en Turgovia frente a los suizos. Era a través de esa zona y de la ciudad imperial libre de Lindau que los dominios de Fernando conectaban con el Oeste.
Más al norte, Fernando recibía más títulos fragmentados por Suabia y separados del Tirol por diversos estados suabos. Así obtuvo el margraviato de Burgau en el curso alto del Danubio con Burgau y Günzburg como principales localidades, al que se habían asociado los pequeños condados de Berg-Schelklingen y de Kirchberg-Weißenhorn además de la abadía de Wiblingen. Los territorios seguían en la ribera con las cinco villas del Danubio (Mengen, Munderkingen, Riedlingen, Saulgau y Waldsee) así como el vogtei sobre el monasterio de la Santa Cruz. Fernando también ganó el condado de Hohenberg en el tramo alto del Neckar con Rottenburg, Horb y Oberndorf como principales poblaciones además del señorío de Binsdorf y el exclave del Alto Hohenberg al sur. 
Al norte de Hohenberg Carlos le cedía finalmente el ducado de Wurtemberg, cuyo último duque había sido depuesto por la liga de Suabia. Su territorio, con capital en Stuttgart en la misma cuenca de Neckar, había sido vendido en 1520 por la liga a Carlos dado su valor estratégico para poder consolidar esas posesiones y permitir una posible conexión entre las tierras de Fernando y Borgoña. Dicho territorio era extenso, habiendo absorbido previamente el ducado de Teck y el condado palatino de Tubinga y conquistado tierras fronterizas del Palatinado, y con 300 000-400 000 habitantes, densamente poblado. Sin embargo la colosal deuda que Ulrico dejó había forzado el tratado de Tubinga que daba gran poder a los estados de Wurtemberg a cambio de que estos repagaran la deuda, dejando solo 22 000 florines de renta al duque.

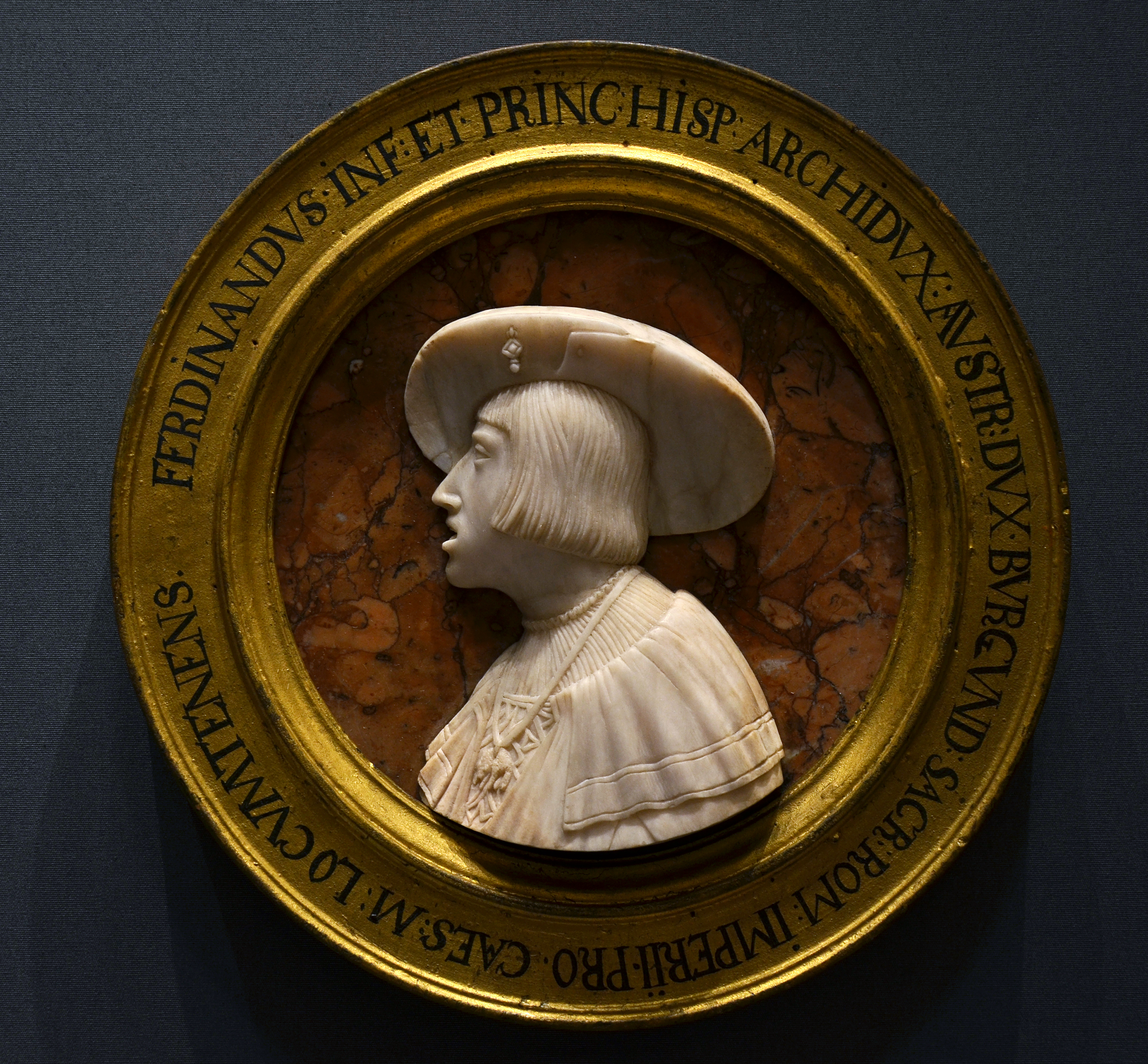
Relieve en mármol y madera con el busto de Fernando. La inscripción, además de sus títulos nobiliarios lo menciona como Caes. Locumtenens o representante del emperador.

Suabia se trataba de una zona altamente conflictiva, pues la consolidación de los microestados imperiales en entidades protoestatales había generado tensiones entre los grandes magnates, los pequeños barones y caballeros imperiales cuyo poder desaparecía y los campesinos. La Confederación Suiza formada como alianza contra los Habsburgo y especialmente su cantón de Zúrich, que seguía aspirando a expandirse por Constanza así como el desposeído Ulrico de Wurtemberg, ahora reducido a conde de Montbéliard pero deseoso de recuperar su antiguo ducado eran focos de oposición a Fernando. La extensión del anabaptismo, que con Ulrico Zuinglio había llegado al poder en Zúrich, y de la doctrina de Lutero amenazaban cualquier acción política de los Habsburgo en la zona, sumándose a la tensión política. Particularmente, las ciudades imperiales libres de Suabia eran focos de las nuevas doctrinas. 
Asimismo el propio Carlos siguió dilatando el acceso de Fernando a su herencia cuando le fue posible y de acuerdo con los pactos de Bruselas Fernando hubo de cargar con numerosas hipotecas de esos territorios que databan de la época de Maximiliano y reducían muchas veces sus poderes a una autoridad nominal. Ese era el caso en el margraviato de Burgau, empeñado a los obispos de Augsburgo, aunque numerosos subfeudos y derechos señoriales habían sido hipotecados a banqueros o pequeños poderes locales. Así los Fugger tenían una hipoteca sobre Kirchberg-Weißenhorn y los Waldburg tenían en prenda las ciudades del Danubio mientras que Ehingen y Schelklingen estaban empeñadas a Luis de Freyberg. Los estados locales de Burgau había recibido la baja justicia a cambio de impuestos excepcionales.
En favor de Fernando, la Liga de Suabia agrupaba a la nobleza del sur del Imperio y habían sido tradicionalmente un respaldo de los Habsburgo. Los pequeños nobles de Suabia combinaban feudos independientes con inmediación imperial y por tanto solo dependientes de la administración imperial de Carlos, con subfeudos y cargos en los nuevos dominios temporales de Fernando. Así ministeriales y pequeños condes como los Montfort, von Waldburg, Furstemberg, Werdenberg, Sulz, Hohenems o von Helfenstein, e incluso los más importantes condes de Hohenzollern y los margraves de Baden-Baden y Baden-Durlach formaban parte de la red de influencias de los Habsburgo en Suabia y serían parte del reinado de Fernando durante todo su gobierno.

#### Alsacia y Brisgovia

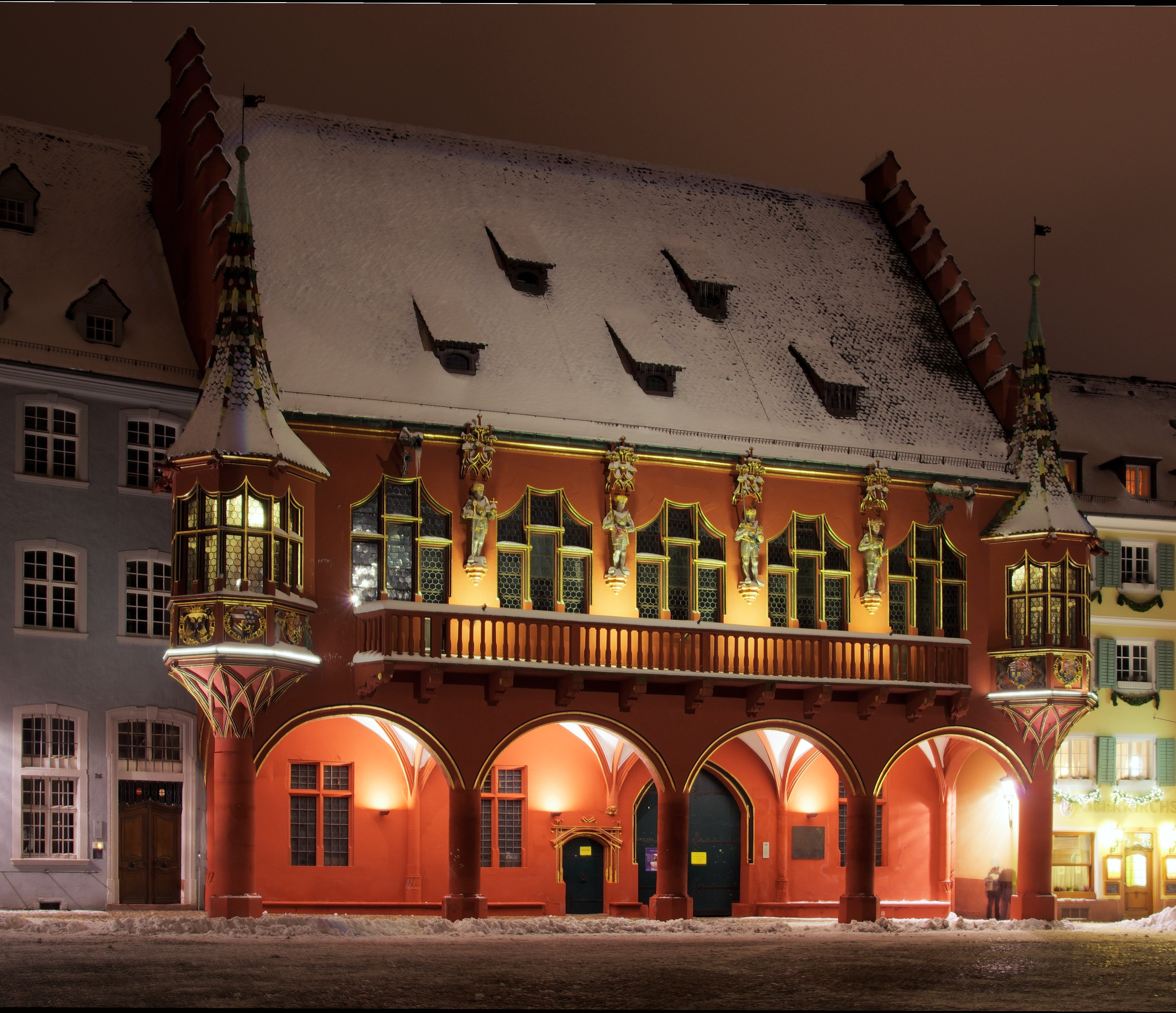
El gran almacén histórico de Friburgo era la sede mercantil de la principal ciudad de Fernando en la Selva Negra. La fachada del edificio, remodelada en 1530 durante su reinado, está decorada con estatuas de su abuelo, su padre, su hermano y él mismo.

Al oeste Fernando obtuvo la cesión vitalicia de las tierras alsaciana de los Habsburgo. Estas abarcaban el histórico landgraviato habsburgo en Alsacia de Sundgau, en la margen izquierda del Rin al sur de la ciudad de Mulhouse. El territorio había crecido con los años, incorporando al oeste el condado de Ferrette en Alsacia con Ferrette y Belfort como principales ciudades y ahora llegaba hasta la puerta de Borgoña en contacto con el Franco Condado que Carlos retenía. En esa orilla del Rin se sumaban al norte los pequeños señoríos de Ensisheim, Issenheim, Haut-Koenigsbourg y Weiler y los derechos sobre el landvogtei de Haguenau en prenda de las multas del Palatinado. Este landvogtei, que había absorbido a su vez el reichsvogtei de Kaysersberg, abarcaba cuarenta villas y aldeas imperiales (Reichsdörfer y Reichsweiler) repartidos por Alsacia del norte así como otras propiedades como el bosque de Haguenau o el castillo de Kaysersberg y ciertas prerrogativas sobre diez ciudades imperiales independientes.
Al otro lado del Rin, el territorio se había extendido por Brisgovia al incluir la estratégica posición de Breisach, la ciudad de Friburgo, el vogtei sobre la abadía de San Trudberto (Münstertal) y los señoríos de Triberg, Kenzingen, Neuenburg, Endingen y Herbolzheim. Particularmente Breisach y Friburgo eran claves para controlar los tráficos en Renania, tanto norte-sur hacia los Países Bajos como este-oeste hacia el resto de Austria Anterior. Además del comercio, la región era famosa por su cultivo de vino que había generado una pequeña burguesía rural influyente en el gobierno municipal de Friburgo. La ciudad era asimismo relevante como sede de la segunda universidad en los dominios de Fernando, que contrapesaba la influencia de la universidad de Heidelberg situada en territorio de los condes del Palatinado. Gracias a juristas y teólogos como Ulrich Zasius y Johann Eck, era una fuente de juristas de la administración habsburgo y un foco de oposición a las doctrinas de Lutero. La recepción del derecho romano medieval, una recuperación del antiguo derecho romano en las universidades europeas frente al derecho consuetudinario feudal, era una de las tendencias de las nacientes monarquías absolutas y serían una de las dinámicas del reinado de Fernando. 
Como exclaves de este núcleo se encontraban el vogtei sobre la abadía de Schuttern (Friesenheim) al norte y los señoríos de Villingen y Bräunlingen al este. Al norte de Brisgovia y al igual que en la otra orilla del Rin, Maximiliano había arrebatado al Palatinado su mitad del landvogtei de Ortenau con una serie de posesiones imperiales en el sur de Renania alrededor de las ciudades imperiales libres de Offenburg, Gengenbach y Zell.
Al sur de Brisgovia se encontraba el condado de Hauenstein (que incluía las bailías de Schlücht, Schwarza, Todtmoos, Schönau y Todtnau junto con el vogtei sobre las abadías de San Blas y Säckingen) y las villas del bosque (Rheinfelden, Laufenburg, Säckingen y Waldshut), últimos restos de la Argovia habsburgo. Estas ciudades eran gobernadas junto con el condado a través de un waldvogt en el valle del Fricktal. Las fortalezas en la zona (Letzen) suponían la segunda zona de contacto de Fernando con Suiza, con una fuerza local que rondaba el millar de hombres.
La situación política era tan complicada como en Suabia. Como landvogt o administrador imperial, Fernando pasaba a ser el representante imperial ante las ciudades imperiales libres y autoridades eclesiásticas en Alsacia más allá del control directo de las aldeas imperiales del landvogtei. Dichas ciudades habían formado una liga para preservar sus derechos y eran fuertemente independientes. La Confederación Suiza, especialmente el cantón de Basilea y la recientemente incluida ciudad de Mulhouse, complicaban el panorama político. Montbeliard, en manos del depuesto duque de Wurtemberg, ocupaba una posición estratégica para conectar o aislar muchos de esos estados. El electorado del Palatinado, en manos de otra rama de la casa rival de Wittelsbach, aspiraba igualmente a recuperar el landvogtei de Alsacia que había perdido recientemente.
El territorio estaba tan hipotecado como en Suabia. Era habitual que los territorios fueran cedidos como prenda de préstamos para cubrir los intereses con las rentas generadas, lo que dejaba en manos de los prestamistas los derechos señoriales (Pfandherr) y era otra causa de descontento social. Entre otros casos, el condado de Ferrette había sido empeñado a los Reich von Reichenstein, mientras que la ciudad en sí estaba hipotecada a su concejo municipal, los señoríos de Belfort y Delle a los barones de Morimont y los de Rougemont y Altkirch a los condes de Sulz. El landvogtei de Ortenau a su vez estaba empeñado a la casa de Furstemberg y al obispado de Estrasburgo. Finalmente, cabe mencionar como las ciudades de Rheinfelden y Laufenburg estaban como prenda en manos de Ulrich von Habsberg, un importante señor local de una rama lejana de los Habsburgo.
El gobierno solía ser delegado en un untervogt o gobernador nombrado de entre la pequeña nobleza alsaciana vasalla de los Habsburgo, que muchas veces recibía como territorios en prenda por financiar las actividades del gobierno. Como en Suabia, la pequeña nobleza local de Alsacia, Renania o Wetterau había colaborado habitualmente con los Habsburgo.

#### El litoral adriático

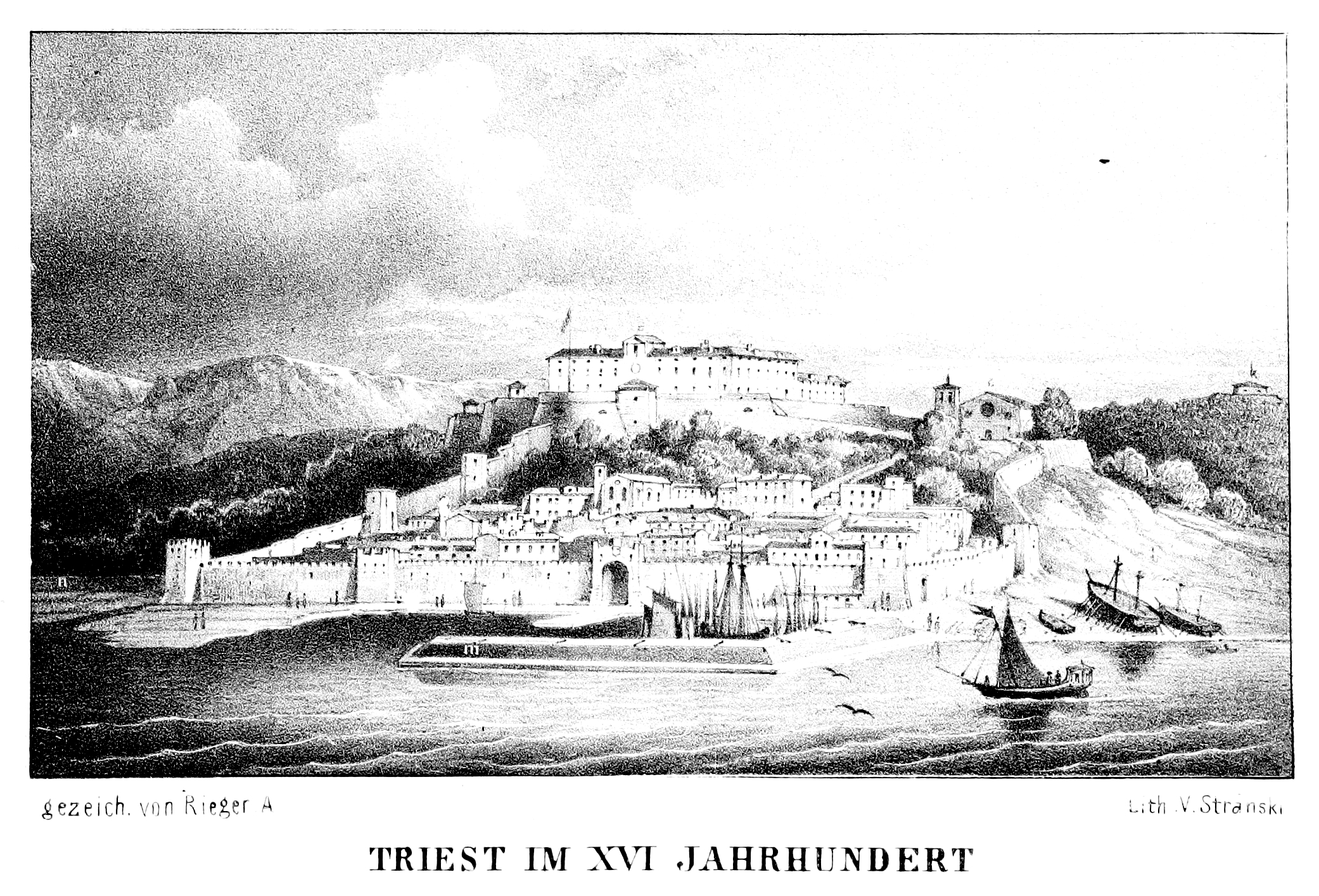
Trieste era el principal puerto de los Habsburgo. Carlos inicialmente se lo había reservado por su vinculación con Italia, pero Fernando logró en 1522 obtener el puerto después de las quejas de la dieta de Carniola por romper la vinculación entre Istria y la provincia.

Finalmente, los territorios que Carlos le cedía en febrero de 1522 le daban una pequeña salida al mar fuertemente relacionada con Carniola que abarcaba los señoríos en el norte de Istria de Trieste, Pazin y Rijeka. Justo al norte, la Marca Víndica se extendía en los valles hacia Carniola. El litoral se completaba al oeste por el pequeño condado de Gorizia, que Maximiliano había heredado gracias al apoyo del magnate local Virgil von Graben. El condado de Gorizia incluía Lienz en el Tirol oriental y el valle del Isonzo que por Duino y Cormòns llegaba hasta la ciudad de Gorizia junto a Istria. 
El último elemento de ese litoral era la frontera recientemente arrebatada por su abuelo Maximiliano a la República de Venecia durante la guerra de la Liga de Cambrai. El territorio conquistado incluía Rovereto junto al Tirol, las localidades en el Isonzo de Cortina d'Ampezzo, Plezzo, Tolmin y Gradisca, así como la ciudad de Aquilea y el fuerte de Marano en la costa y siete aldeas en Istria. Al igual que en otros territorios, algunas de estas localidades habían sido hipotecadas por Maximiliano, como Cormòns al elector de Sajonia o el castillo de Heinfels a la familia von Graben.
Carlos había inicialmente retenido todas estas zonas así debido a la influencia del obispo triestino Pietro Bonomo, que deseaba preservar la independencia de su tierra natal y había defendido el asociarlos a las tierras italianas de Carlos. Pese a ello, la división había generado fuertes críticas de los estados en Carniola y el reparto final de Bruselas incluyó el traspaso de estos territorios a Fernando. Bonomo sí logró de Fernando que su ciudad recibiera exenciones de impuestos y confirmación de sus privilegios tradicionales y pasaría a ser el primer canciller de Fernando.
La adquisición era importante para la economía de los estados de Fernando dado que le daba el control de puertos para la exportación del ganado, mineral y manufacturas que se producían en Austria Interior, pero también condicionó fuertemente su política exterior. Pese al tratado de Noyon, Gradisca era reclamada por la república de Venecia, pues además de haber sido conquistada hace poco convertía Monfalcone en un exclave. El exilio de los patriarcas de Aquilea en Venecia por la ocupación habsburgo de su ciudad fue otro frente diplomático abierto entre Fernando y la república. El sur de la península de Istria también estaba en manos venecianas y fue otra fuente de continuas fricciones durante el reinado de Fernando. Especialmente fueron focos de conflicto los bosques de Valbona alrededor de la abandonada fortaleza veneciana de Rašpor, la llegada de colonos leales a una u otra potencia dada la permeabilidad de las fronteras y el hecho de que las fronteras eclesiásticas no coincidían con las políticas (notablemente haciendo depender el monasterio franciscano de Pazin de la provincia franciscana de Dalmacia, controlada por Venecia). A su vez, Fernando mantuvo las reclamaciones al señorío de Pordenone, en el Friul, que había sido de su abuelo antes de ser perdido en esos conflictos con Venecia.
Fernando comenzó su reinado con un antagonismo contra Venecia por ello. Venecia estaba en 1522 apoyando a Francia en la guerra contra los Habsburgo aunque en abril la victoria imperial en Bicoca abortó amenazas inmediatas contra los dominios de Fernando. Los principados-obispados en la órbita habsburgo de Brixen y Trento y la bailía de An der Etsch actuaban como estados frontera.

### El primer gobierno de Fernando

#### Primeros actos de gobierno
El 16 de marzo de 1522 Carlos emitió un decreto público con los acuerdos de Bruselas, comenzando Fernando a recibir homenajes de sus dominios una vez que el nuevo pacto lo confirmaba como gobernante. Sin embargo, tras la muerte de Maximiliano I había aumentado considerablemente la autonomía de estos por la ausencia de Carlos del territorio y la ambigüedad y reservas que había mostrado en su cesión a Fernando.
El joven Fernando tuvo así escaso éxito en sus primeros escarceos en la política imperial durante la dieta de Núremberg que se celebraba desde marzo. No pudo, carente de fondos y fuerzas militares propias, afrontar la revuelta de los caballeros en Tréveris que fue en cambio suprimida por Luis del Palatinado y Felipe de Hesse pese a ser Fernando el teórico representante del emperador. Finalmente, los intentos de una reforma fiscal imperial fueron abortados por la apelación de las ciudades a Carlos, que rechazó los nuevos impuestos y las medidas antimonopolio defendidas por Fernando en la dieta.
Además, tras haber recibido Fernando en los meses precedentes embajadas húngaras aspirando a que apadrinara su causa ante la dieta imperial, su delegado von Dietrichstein no logró convencer a los estados germanos de apoyar decisivamente a Hungría, lo que fue un fracaso para su posición estratégica. Los testimonios de los embajadores húngaros o las aspiraciones de una cruzada que levantara el sitio de Rodas fueron en vano. Ante los graves problemas financieros de Luis, los estados imperiales tenían dudas de que húngaros y polacos cumplieran su parte de una ofensiva común (con especiales dudas sobre si Luis podría proporcional víveres y municiones a las fuerzas que enviara los estados imperiales) mientras el enfrentamiento entre Carlos y Francisco de Francia hacía que el emperador no priorizara el frente turco.
Las incursiones turcas en Croacia, Carniola y Carintia comenzaron a incrementarse ante esta falta de respuesta. En 1522 una ofensiva turca arrebató a los croatas Knin y Skradin y una de sus incursiones llegó hasta Postojna en Carniola. En Croacia la nobleza local llegó a pedir ayuda directamente a Fernando. Fernando tuvo una delicada situación diplomática tratando de no enemistarse con su cuñado respondiendo a las demandas croatas, pero aun así desplegó fuerzas de sus dominios personales y soldados mandados por otros estados imperiales. Su desempeño contra los turcos fue bastante malo, dados los problemas de financiación, si bien la ofensiva turca fue detenida. La gran cantidad de despachos dirigidos al joven archiduque muestra el interés personal que Fernando tomó en la campaña. Notablemente, ese mismo verano Fernando recibió informes de sus fuerzas en Croacia, alertándole de la necesidad de reforzar la frontera en el río Una y la fortaleza de Bihać tras la pérdida de la línea defensiva croata. Desde entonces Fernando comenzó a desarrollar una red de influencias en Croacia, ganándose con su apoyo la lealtad de Pedro Keglević, ban de la disputada fortaleza de Jajce, y creando una red de inteligencia con Bernardin Ričanin. La política croata no era sin embargo menos compleja que la germana y Fernando tuvo por ello conflictos con los Frankopan, que pese a haber sido aliados de Maximiliano estaban enfrentados con Keglević.

#### Consolidación en el trono

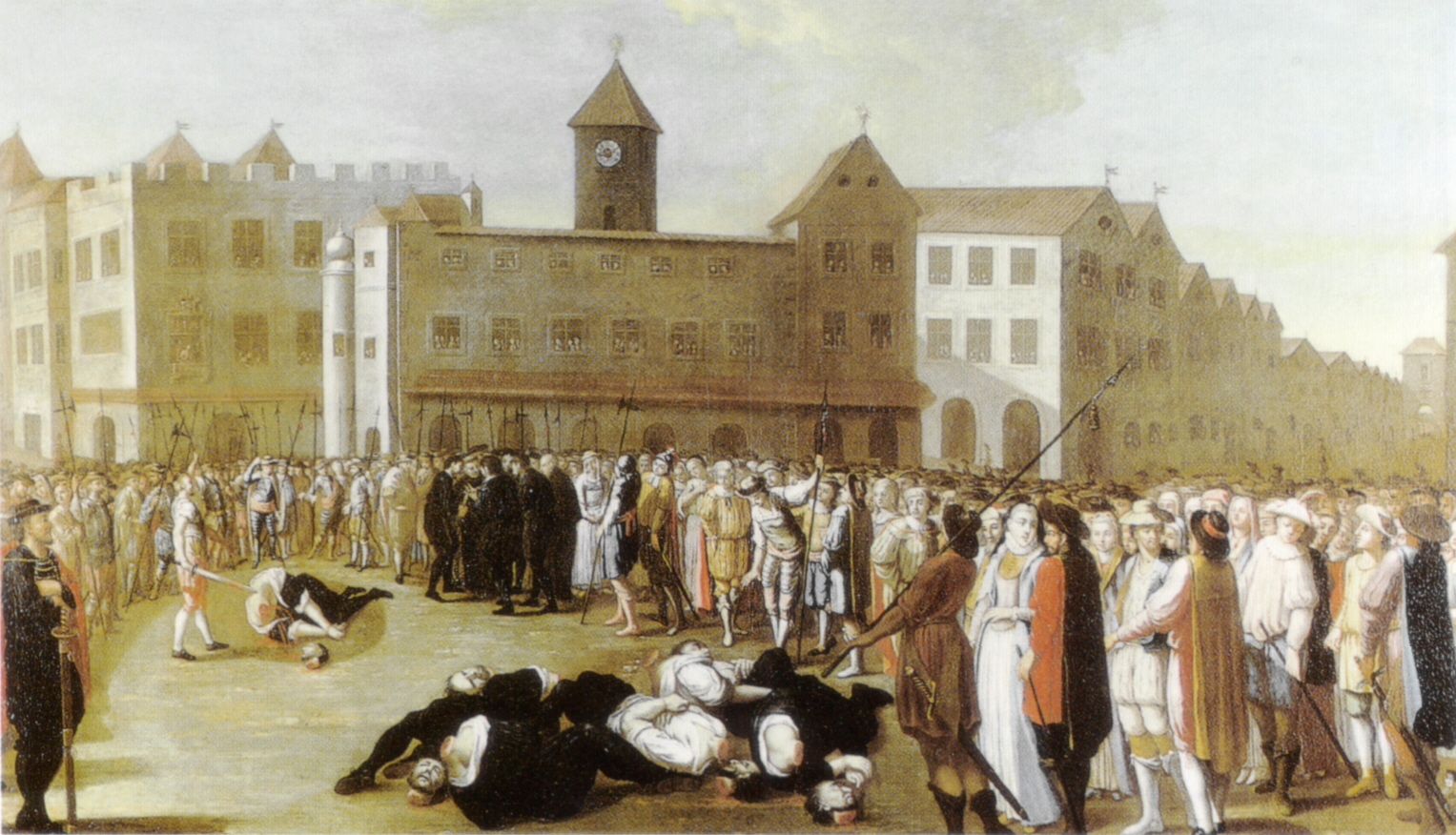
Las ejecuciones de Wiener Neustadt, por Josef Ferdinand Waßhuber.

Fernando pronto consiguió limitar de nuevo la autonomía de sus estados y desde 1522 nombró procuradores como Markus Beck y Johannes Cuspinian que se enfrentaron a los poderes locales que veían como traidores. El modelo era similar a los corregidores que sus abuelos españoles habían utilizado para establecer la autoridad central sobre las villas y municipios. En las ejecuciones de Wiener Neustadt de junio de 1522 Fernando hizo ejecutar a Martin Siebenbürger, burgomaestre de Viena, junto a varios seguidores con los que había tomado de facto el poder en la ciudad tras la muerte de Maximiliano y habían sido responsables de los eventos de 1519 contra Carlos V. También fueron ejecutados Hans von Puchheim y Michael Eitzing, miembros de la pequeña nobleza que se habían significado en la oposición al absolutismo habsburgo desde las dietas de la Alta y Baja Austria, respectivamente.
Fernando se esforzó con ello en crear una autoridad central que asegurara la consistencia interna de sus territorios y centralizara la administración. Para ello, en 1522, recuperó los Regiments u organismos ejecutivos en nombre del monarca que Maximiliano había establecido en el pasado. Fernando mantuvo el esquema de dos Regiments distintos que había usado su abuelo, con uno en Viena para Austria y Austria Interior y otro en Innsbruck para la Austria Anterior. Además, Fernando suspendió los fueros de Viena, acabando con su autonomía.

#### El gobierno de Salamanca y política económica

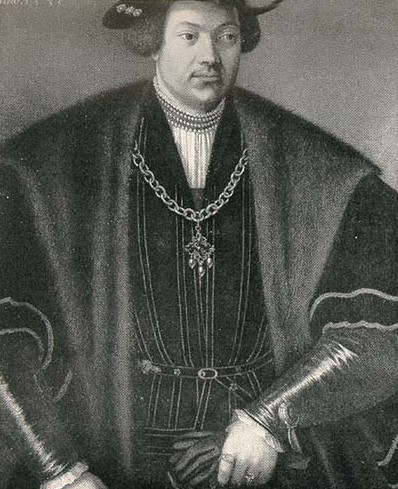
El burgalés Gabriel de Salamanca fue una de las principales influencias en los primeros años del reinado de Fernando.

El joven príncipe ha sido caracterizado por los historiadores como inteligente e inquieto, aunque temperamental y manipulable por su corte. Al comienzo de su reinado, Fernando se apoyó en el español Gabriel de Salamanca, antiguo canciller de Maximiliano y muy bien relacionado con la corte que Fernando había tenido como infante. Salamanca había sido el representante de Fernando durante las negociaciones de la herencia y sería ahora su principal ministro. Salamanca subió los impuestos para afrontar las deudas pero se enfrentó al rechazo local, tanto por sus medidas fiscales como por su origen extranjero. Esta oposición a Salamanca permitió a la nobleza contraria al absolutismo de Fernando canalizar la oposición al archiduque sin enfrentarse frontalmente a él tras las ejecuciones de Wiener Neustadt. El joven archiduque era orgulloso y ambicioso, visto por la población como extranjero y con un primer ministro igualmente extranjero.
En estos comienzos en el gobierno, Fernando delegó, además de en Salamanca, Beck y en su corte personal hispanoflamenca, en antiguos miembros de la administración de Maximiliano, como Siegmund von Dietrichstein y Ludwig von Helfenstein-Wiesentheid que formaban parte de su familia al estar casados con hijas bastardas del difunto emperador. Ambos ocuparían papeles importantes como interlocutores con los príncipes imperiales, ante los que Fernando era un extranjero. Un último familiar en el que Fernando se apoyaría sería su tío Jorge de Austria, hijo bastardo de Maximiliano y destinado a la vida religiosa. 
Otros miembros de la corte de su abuelo continuarían con Fernando en los comienzos de su reinado como el diplomático Sigismund von Herberstein, que representaría a Fernando ante Moscovia y otras potencias de Europa Oriental. Mientras, los ya mayores von Starhemberg, señores fronterizos con Bohemia y Schaunberg y antiguos partidarios de Maximiliano, dieron paso a una nueva generación con Hans von Starhemberg representando a Fernando en Praga. El obispo de Laibach, Cristófer Rauber, no sólo había sido empleado por Maximiliano sino también por su hermano Carlos y Fernando continuó confiando en él, especialmente como embajador ante Hungría. El consejero de Wurtemberg Beato Widmann, que había colaborado con Maximiliano durante los conflictos con el duque Ulrico también se convirtió en parte del círculo interno de Fernando, siendo influyente en su política en el ducado pero también en la cancillería tirolesa y como embajador.
Mejorar la situación económica fue complejo. En agosto de 1522 Fernando creó Reitkammers para gestionar las finanzas de cada Regiment. Las reformas administrativas que realizó en Wurtemberg, destinadas a reforzar la recaudación de impuestos, fueron la mayor aportación de su administración al ducado. Incrementar los ingresos era difícil incluso con esas cámaras, dada la ausencia de un aparato estatal moderno para recaudar impuestos complejos. En su lugar, Salamanca apostó por instaurar peajes e impuestos sobre la venta de productos de primera necesidad (Akzise). Aunque eso incrementó la recaudación en Austria en casi 20 000 florines, el Akzise fue altamente impopular por lo que fue abandonado a largo plazo. También en 1522 se intentó explotar una nueva mina de mercurio en Idria, directamente propiedad de Fernando (el Fürstenbau o pozo del príncipe) aunque su rentabilidad fue problemática y Fernando finalmente pasó a apoyar un monopsonio de facto de los Hochstetter, restringiendo importaciones de Bohemia y Suabia y garantizándole el suministro de Idria a cambio de más de 80 000 florines anuales. En el Tirol, los estados locales bloquearon sus intentos de corregir las ineficiencias recaudatorios en la provincia.

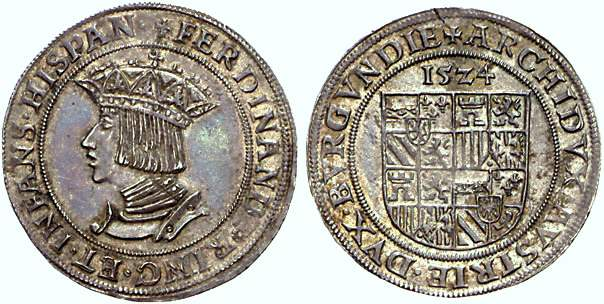
Moneda acuñada en Viena en 1524, con el retrato de Fernando, sus títulos (infante de España, duque de Borgoña y archiduque de Austria) y su escudo de armas.

En 1523 Fernando reemprendió la acuñación de moneda en la ceca de Hall in Tirol gracias a adelantos de plata de comerciantes metalíferos a cuenta de las monedas a acuñar. Pese al aumento de los ingresos Fernando siempre mostró una actitud favorable al gasto, recurriendo a endeudarse cuando hiciera falta. Así, por ejemplo en 1523 subvencionó al conde Rodolfo de Sulz para mantener la red clientelar habsburgo en Suabia y Vorarlberg. Rodolfo era el señor independiente de varios castillos estratégicos frente a Suiza que reforzaría con esta ayuda de Fernando, y nombrado su gobernador en Austria Anterior defendería la zona para los Habsburgo. En septiembre del mismo año Fernando también compró a Hugo de Montfort-Bregenz su parte del condado de Bregenz para consolidar su dominio de Vorarlberg. 
Bajo el gobierno de Salamanca, Fernando continuó mientras restableciendo su autoridad entre los dominios imperiales y en agosto de 1523 recuperó la regencia de Ensisheim, una antigua institución que Segismundo I había usado como capital de Alsacia. Supeditada a la cámara de Innsbruck, sirvió como gobernación de Fernando para sus dominios alsacianos y de la Selva Negra, que a una semana de Viena y cuatro días de Innsbruck formaban la zona más alejada de sus regimientos. Pese a estas medidas, la ambigüedad sobre el reparto de la herencia limitaría la acción de la administración fernandina en Alsacia hasta tan tarde como 1525.

#### Desarrollo de una política exterior
En la Cuaresma de 1523 otra incursión turca asoló Carniola. Fernando celebró una dieta en Augsburgo, donde se afrontó la debilidad del sistema defensivo de la provincia ante el avance turco. De acuerdo con los relatos de los enviados carnios, la provincia había sufrido una gran despoblación por las incursiones turcas ante los que las escasas guarniciones ducales no podían oponer resistencia. Para remediarlo, se aprobaron impuestos y partidas presupuestarias para poner en orden la frontera contra los turcos comprometiendo a todos sus estados en Austria. Con ello se debía mantener un contingente permanente de caballería ligera en la frontera con Croacia y poner el castillo de Liubliana en condiciones. Al mando de esta fuerza quedó Johann Katzianer, un señor local carnio que se convertiría en uno de los más influyente dirigentes militares de Fernando durante los comienzos de su reinado incluso pese a levantar numerosas críticas. En paralelo comenzó en la frontera de Gorizia, Carniola y Estiria el desarrollo de una red de hogueras para alertar de incursiones (Grmada en esloveno), de refugios rurales (tabori) y de silos para la logística militar en caso de movilización.
En otoño de ese año se reunió con su cuñado Luis II de Hungría, primero el 12 de octubre en la ciudad húngara de Sopron, en lo que fue la primera reunión en persona entre ambos, y posteriormente en una conferencia en Wiener Neustadt de 15 a 22 del mismo mes a la que también asistieron delegados polacos. El objetivo de ambas asambleas fue confirmar el apoyo de Fernando a su cuñado contra los turcos y el tratar de articular una propuesta que fuera aceptable para la dieta del Sacro Imperio. Las reuniones continuarían en noviembre, conociendo Fernando en persona por primera vez al influyente Elek Thurzó, un noble húngaro que luego sería uno de sus más destacados colaboradores. En noviembre Fernando recibió en Viena a los enviados de sus dominios, con los de Istria y Carniola incidiendo en su preocupación por la amenaza otomana.

#### Vicario imperial

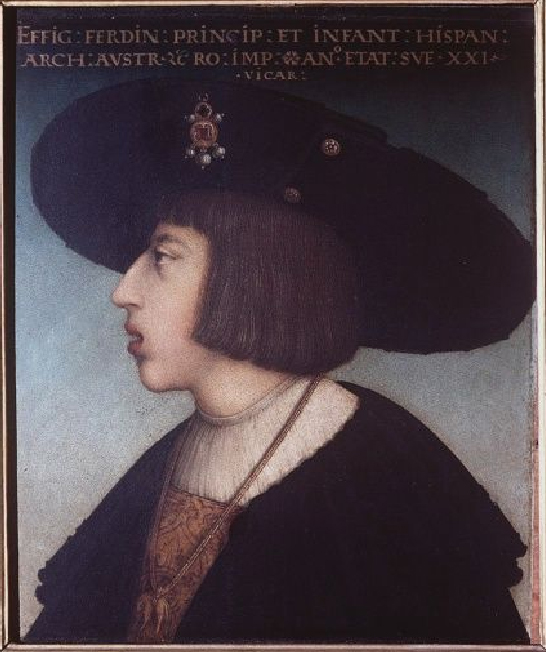
Fernando hacia 1524, retratado por Hans Maler. El título lo describe como infante de España, archiduque de Austria y vicario imperial.

Fernando mientras adecuó sus intereses a la política de su hermano el emperador si bien este estuvo ausente de los asuntos imperiales ocupado por la guerra italiana de 1521-1526. Como su regente, hubo de maniobrar diplomáticamente para evitar que los príncipes protestantes se sumaran a Francia contra los Habsburgo. Las intenciones de Carlos de que Fernando abriera un nuevo frente contra Francia en Borgoña muestran el alejamiento del emperador de la realidad política en el Sacro Imperio y de la precaria situación de su hermano. Un sector de la nobleza germana prefería a Luis del Palatinado como vicario imperial y otro sugería directamente la abolición del vicariato mientras que Fernando encontraba barreras por su juventud, sus costumbres hispanas y su escaso dominio del alemán. Carlos no fue sin embargo el único miembro de la alianza habsburgo que tenía esas expectativas y Enrique VIII de Inglaterra envió a finales de 1523 al arzobispo de York, a la cabeza de una embajada que también incluía al barón de Morley, sir William Hussey y sir Thomas Wriothesley, a nombrar a Fernando caballero de la Jarretera y apremiarle a combatir a Francia y sus aliados protestantes. Fernando los recibió en Núremberg en diciembre, a donde se había desplazado para asistir a una dieta imperial.
Religiosamente, Fernando había mostrado durante su estancia en Flandes una relativa tolerancia por influjo del erasmismo y de los humanistas. Más práctico en los asuntos políticos que su hermano Carlos, se convenció pronto de la imposibilidad de acabar con el luteranismo por la fuerza y buscó la solución del conflicto religioso mediante el diálogo. Con este espíritu participó en abril en la dieta de Núremberg de 1524 y en la asamblea de príncipes católicos de Ratisbona de julio de 1524, que decidió una primera reforma católica en el sur de Alemania que pasaba por una disminución de las fiestas de precepto, criticadas por los protestantes, y la entrega a los príncipes laicos del quinto de las rentas eclesiásticas. Aun así, la tendencia de Carlos a desautorizar a Fernando pese a ser su representante en el imperio frenó las reformas fiscales y religiosas aprobadas en la dieta de Núremberg. Aprendiendo de ello, Fernando ocultó hasta el último momento a Carlos las deliberaciones de Ratisbona, tratando de obtener del cardenal Campeggio el apoyo de la iglesia contra los turcos.
Más inflexible se mostró Fernando con el anabaptismo, ejecutando en sus dominios al predicador calvinista Caspar Tauber en septiembre de 1524 y enjuiciando a otros como Johann Eggenberger, Hans Voystler, Jakob Peregrin y Johann Väsel. Fernando se apoyó en un Consejo de Fe de los Doce, que incluían al obispo de Viena, Johann von Revellis y al futuro obispo Johann Fabri, así como en su tío Jorge de Austria, que fue nombrado obispo de Brixen. Para mediados de 1524 Fernando ya estaba previendo la fragmentación de la Reforma más allá de Lutero, y muchas de las nuevas fes mostraban tendencias más revolucionarias en lo político que el luteranismo. Pese a ese foco en el anabaptismo, Fernando desaprobó la conversión de su hermana Isabel de Austria al luteranismo en 1524.

#### Las guerras en Italia, Croacia y Austria Anterior

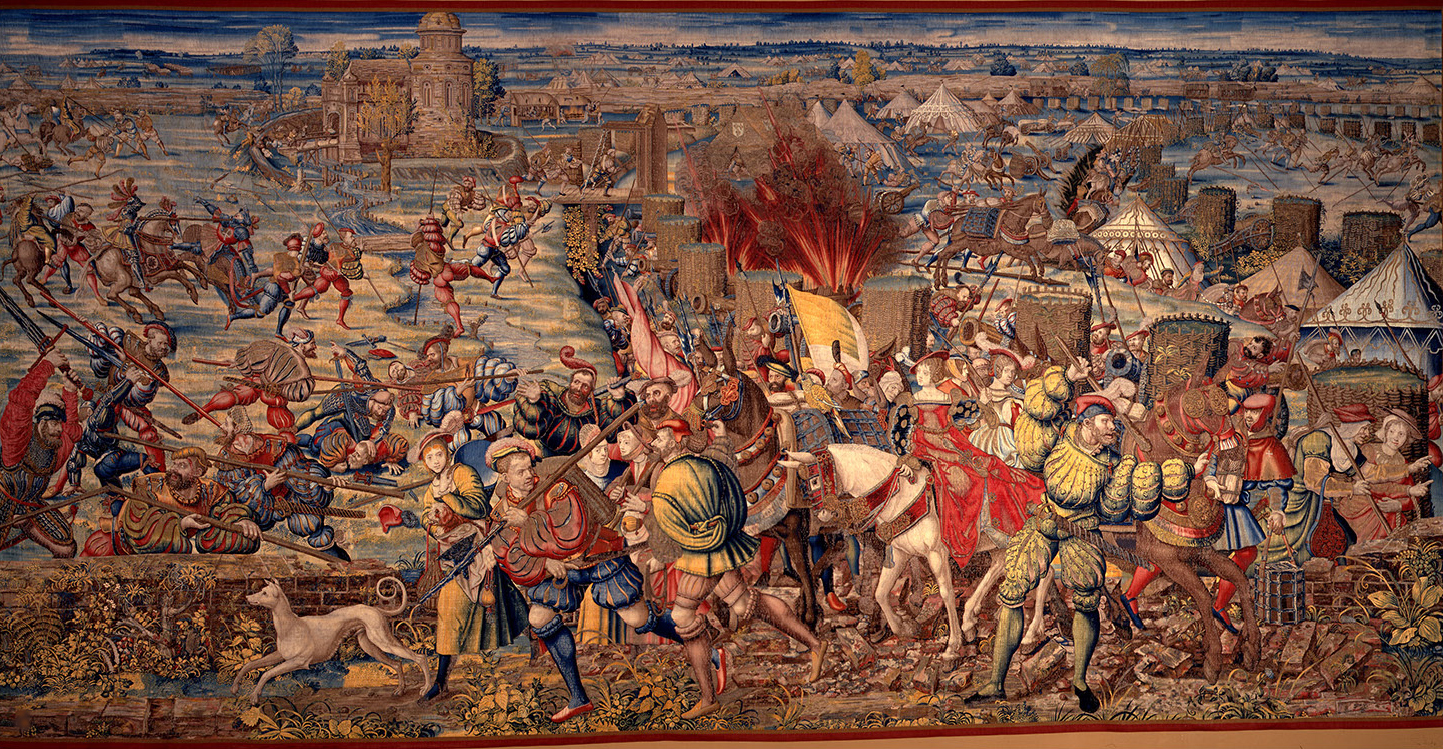
La batalla de Pavía, tildada por Carlos V de una victoria tan de Fernando como de Carlos. Tapiz de Bernard van Orley, Museo de Capodimonte.

En Italia, el ducado de Milán en manos francesas se había convertido en el principal punto de disputa entre Francia y los Habsburgo. Fernando, recuperando los proyectos de sus abuelos, propuso a su hermano que se incorporara a sus estados, que eran vecinos por el norte. Entre octubre de 1524 y enero de 1525 Fernando envió a su hermano refuerzos desde el Tirol, pese a su precaria situación económica y militar. Aproximadamente la mitad de las fuerzas en la batalla de Pavía habían sido enviadas por Fernando y Carlos tendría una mejor relación con su hermano después de su providencial ayuda en Italia.
No era el único frente abierto para Fernando. En octubre de 1524 una incursión turca volvió a asolar Carniola, llegando casi hasta Carintia. Las medidas tomadas el año precedente se revelaron insuficientes y solo una victoria del líder húngaro Tomori contra los incursores evitó males mayores. La debilidad de la frontera cristiana en Croacia se revelaba crítica y el mismo octubre de 1524 Fernando recibió nuevas peticiones de tropas desde Croacia, vetadas por Luis, y que se volverían a repetir al año siguiente. Fernando enviaría fuerzas y fondos de forma no oficial a través de Iván Karlović, Iván Kobasic y Nicolás Jurišić.
Con ello amplió su red clientelar en Croacia a Karlović, antiguo ban de Croacia; Kobasic, influyente noble en la frontera en el sector de Bihać; Stejpan Blagajski, conde de Blagaj; o ramas de los Frankopan mientras extendía sus fuentes de inteligencia al sur de la frontera con el senador de la república de Ragusa, Michael Bocignolo o el comandante serbio al servicio otomano, Petar Ovčarević. Fernando notablemente logró que el contingente permanente financiado por las provincias de Austria Interior y encabezado por Katzianer fuera autorizado a servir como parte de las fuerzas bajo Jurišić fuera de las fronteras de Austria con los que dotaría dos fortalezas de los Zrínyi, otra importante casa nobiliaria croata que le había pedido auxilio. Pese a la oposición de Luis II, Croacia era un territorio fuertemente autónomo y ante la amenaza turca los enviados de Fernando llegaron a funcionar como gobernadores de facto. Hasta siete fortalezas croatas recibieron soldados austríacos para reforzar las fuerzas locales croatas.
Al mismo tiempo, al oeste de Fernando la confederación suiza (y particularmente el radical cantón de Zúrich, que tenía ambiciones de expandirse en la frontera), era un foco de problemas. A finales de 1524 un predicador radical respaldado por los suizos, Baltasar Hubmaier, se hizo con el poder en Waldshut, ciudad de los dominios de Fernando pero en la frontera con Suiza. Tanto Waldshut como Rheinfelden estaban geográficamente expuestas a una posible expansión suiza, pero la lealtad del resto de ciudades del Fricktal al gobierno de Fernando y la oposición del magnate local Ulrich von Habsberg a los anabaptistas frenó el problema.
Ulrico de Wurtemberg, mientras, había levantado un ejército para recobrar su ducado con apoyo suizo pero la victoria de Carlos V en la batalla de Pavía en febrero de 1525 hizo que los suizos retiran las tropas por miedo a que las fuerzas del emperador, que estaban ocupando el Milanesado, llegaran a sus fronteras. En su lugar, los mercenarios landsquenetes desocupados tras la victoria imperial reforzaron el ejército del mariscal de Wurtemberg, Jorge de Waldburg, frente las fuerzas campesinas que había congregado Ulrico. En marzo, el líder mercenario Guillermo de Furstemberg era el que arrebataba a Ulrico y vendía a Fernando los señoríos de Héricourt, L'Isle-sur-le-Doubs y Clémont, territorios de Montbeliard colindantes con el Franco Condado. Fernando los empeñaría a su valido Gabriel de Salamanca.

### Las guerras campesinas

#### Los comienzos

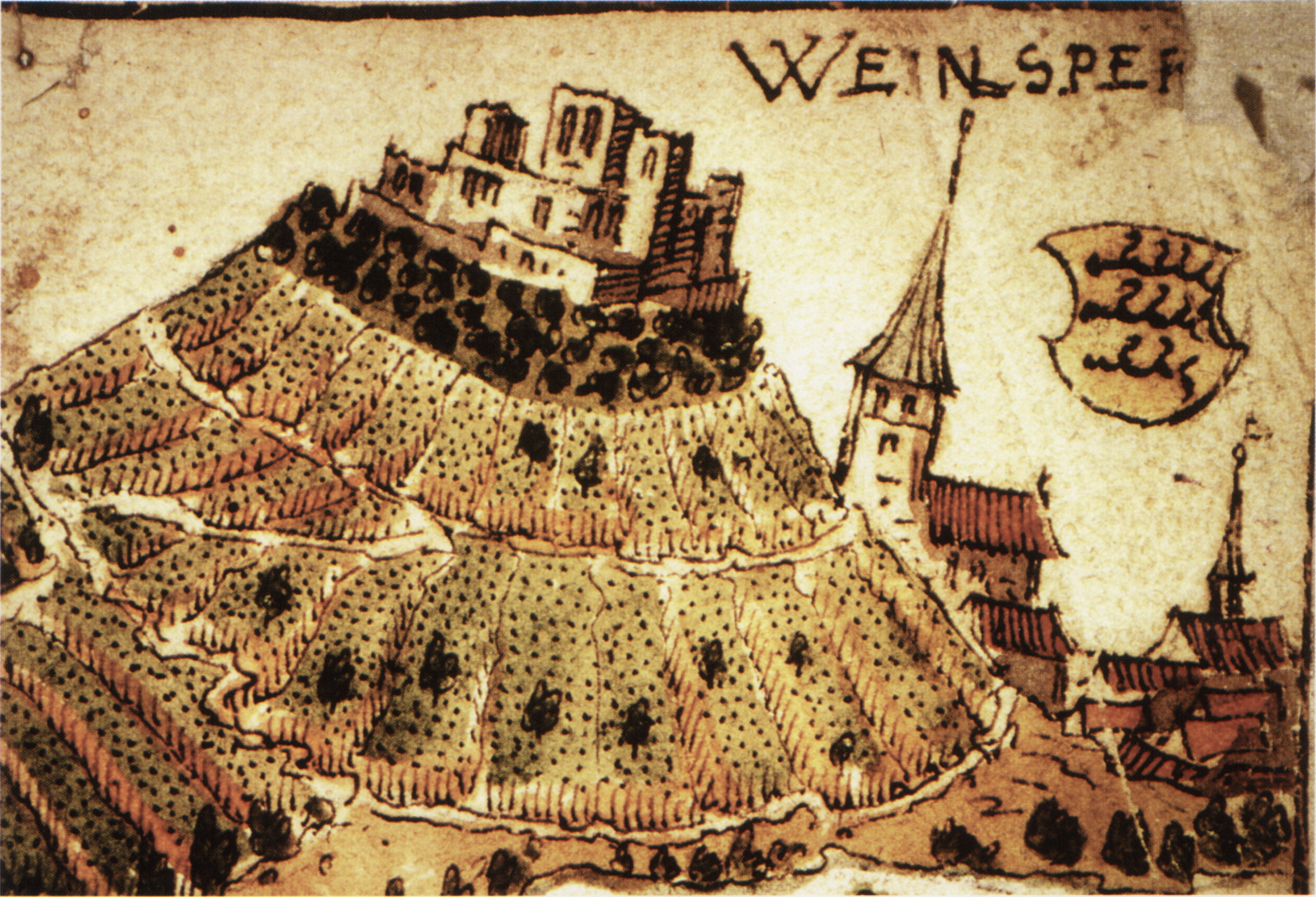
El castillo de Weinsberg, episodio de uno de los eventos más famosos de la guerra de los campesinos

Sería durante la guerra de los campesinos alemanes de 1525 cuando Fernando llegaría a estar personalmente más en peligro. En medio del descontento imperante, tras la proclamación de los Doce Artículos en febrero, las insurrecciones campesinas habían ido al alza en el sur del Sacro Imperio. Estas tenían un carácter anticlerical, rechazando diezmos y jerarguías eclesiásticas, y opuesto a la introducción del derecho romano, que codificaba las obligaciones serviles, frente al consuetudinario tradicional. 
Fernando trató de ejecutar a los líderes de las protestas y cedió en temas como el mantenimiento de los derechos tradicionales pero insistió en que se cumplieran el pago de los impuestos aprobados desde 1523. A eso se sumó la movilización de la Liga de Suabia ese mismo marzo. En los dominios de Fernando se produjeron en abril de 1525 alzamientos en localidades de Alsacia como Eschentzwiller, Helfrantzkirch y Habsheim. En Suabia el truchsess (senescal) de Suabia Jorge von Waldburg dispersó una banda de campesinos en Leipheim pero uno de los gobernadores de Fernando en Wurtemberg, su tío Ludwig von Helfenstein, fue asesinado durante los tumultos en Weinsberg y se perdió el control de la capital del ducado, Stuttgart. 
Las revueltas se extendían por Suabia, el Palatinado, Franconia y otras zonas más lejanas del imperio. La situación fue personalmente difícil para Fernando, dada la extensión del anabaptismo y el descontento campesino en Wurtemberg, Vorarlberg y el Tirol. En la práctica, Fernando apenas podía considerarse seguro fuera de su residencia preferida, Innsbruck. Sin embargo, la masacre en Weinsberg puso a la opinión pública en contra de los levantamientos, siendo condenados por Lutero y atrayendo la acción de la Liga de Suabia y la intervención de príncipes como Antonio de Lorena, Luis del Palatinado, Felipe de Hesse y Jorge de Sajonia contra las bandas en sus respectivos dominios. 
Con las fuerzas llegadas de las guerras italianas, Jorge von Waldburg, que ya había sido responsable de la supresión de las revueltas campesinas del pobre Konrad en años anteriores, fue reconduciendo la situación en Würtemberg y Suabia. Ese abril venció a otra banda de campesinos en la batalla de Wurzach y logró con una paz en Weingarten la desmovilización de parte de los rebeldes. Además, las tropas austríacas entraron en Füssen, ciudad del obispado de Augsburgo clave para impedir que los rebeldes de Austria Anterior, el Tirol y Salzburgo pudieran reunirse y que ni el obispo ni los bávaros mostraban interés en defender.
Pese a ello, muchos nobles menores en el sur eludieron la llamada a las armas de Fernando como vicario imperial y de la Liga de Suabia y pese a que se intentaron organizar entre sí, los recelos entre austríacos y bávaros supusieron problemas para enfrentarse unidos a los rebeldes. La liga, mientras, demoraba el declarar una movilización general. Dada la inseguridad, la misma elección de un lugar para el consejo de la Liga fue un problema, pues los príncipes preferían evitar riesgos no acudiendo a emplazamientos lejanos. Fernando, particularmente objetó a desplazarse a Mühldorf para un consejo. Igualmente las levas locales era de dudosa lealtad, por lo que Fernando recurrió principalmente a tropas profesionales de Italia. Para poder pagarlas, se endeudó con los Fugger.

#### La fase suaba

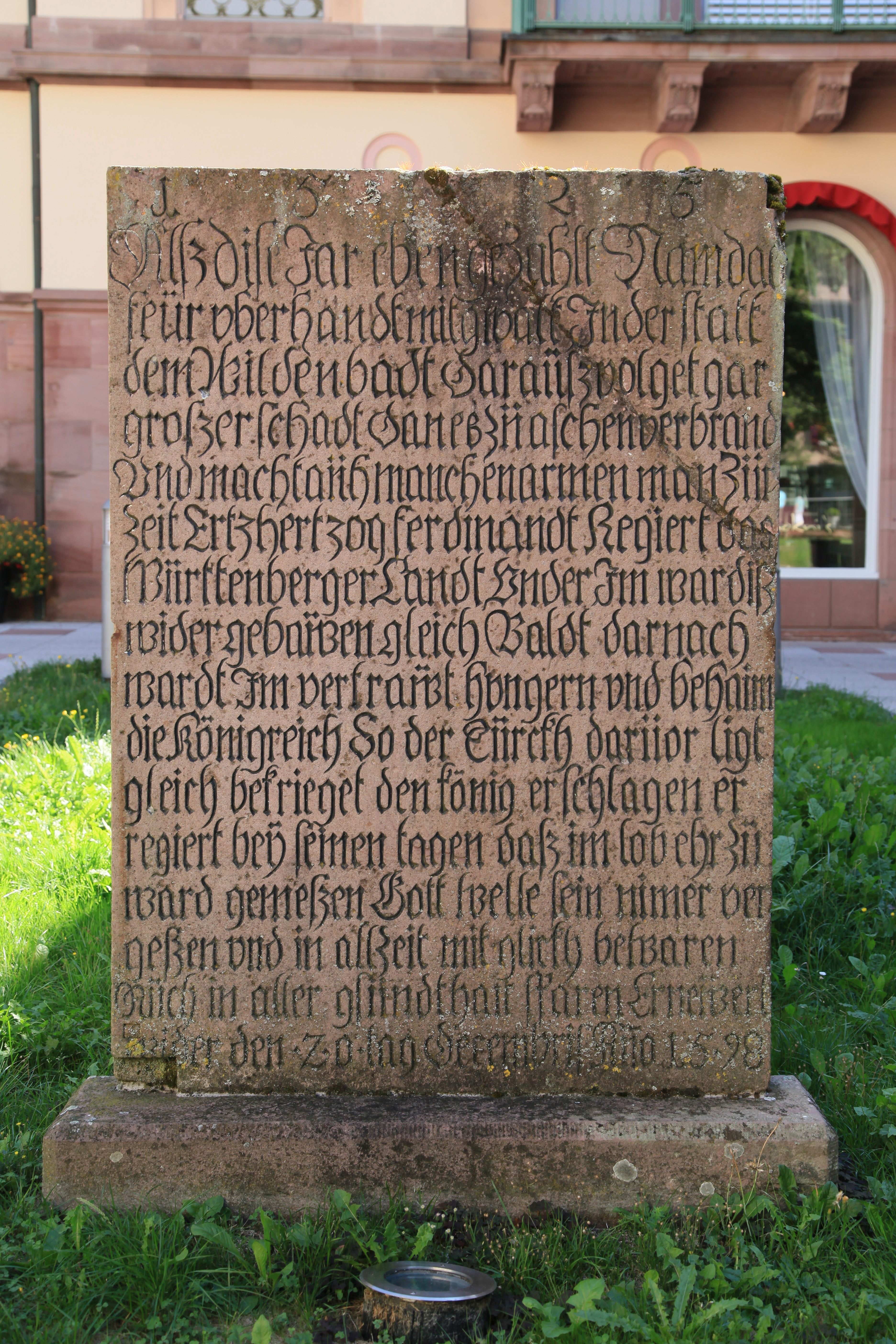
Ferdinandstein (Piedra de Fernando) con una inscripción recordando su reconstrucción de Bad Wildbad.

Los rebeldes, pobremente armados y poco coordinados entre sí, fueron así poco a poco enfrentados con ventaja por las tropas profesionales de los príncipes imperiales en varias provincias, pese a la respuesta principesca igualmente descoordinada. Estas acciones contra los rebeldes no impidieron que Friburgo, una de las principales ciudades de Fernando en Brisgovia, fuera asediada el 2 de mayo y cayera unos días después. Las autoridades municipales sin embargo lograron negociar un estatus neutral, explicitando que la ciudad no se opondría a Fernando. Un pogromo contra los Fugger, Salamanca y los obispos tiroleses saqueó igualmente el 14 de ese mes la estratégica Hall in Tirol, en la mismísima vecindad de Innsbruck. En Alsacia, la clave ciudad de Belfort también cayó ante rebeldes, si bien obteniendo un acuerdo como el de Friburgo.
Sin embargo, otros príncipes imperiales lograron éxitos en mayo contra otras bandas campesinas en Turingia, donde Felipe de Hesse y Jorge de Sajonia lograron una significativa victoria en Frankenhausen. En las inmediaciones de los dominios de Fernando, destacó Antonio de Lorena contra los rebeldes alsacianos, a los que derrotó decisivamente en Saverne el 17 de mayo y de nuevo unos días después en Scherwiller. Sin embargo, como rival local de Fernando, no continuó la campaña contra las bandas rebeldes en territorio habsburgo.
En paralelo von Waldburg reestableció en mayo el control de Stuttgart y aniquilaba otra banda rebelde en Böblingen, restaurando el orden en Wurttemberg. La Baltringer Haufen, una de las principales bandas campesinas, fue derrotada por von Waldburg en Baltringen mientras que la Compañía Negra, considerada la banda con más fuerza militar, fue también expulsada de Suabia por Waldburg y su líder Jäcklein Rohrbach, responsable de la masacre de Weinsberg, quemado en la hoguera. Muchos otros líderes campesinos fueron ejecutados o, como el predicador radical Christoph Schappeler, exiliados a Suiza. La compañía negra sería finalmente derrotada en Ingolstadt en Baviera a finales de mayo mientras que Luis del Palatinado acababa con las revueltas en sus dominios a finales de mes. 
Para junio de 1525 el orden imperial estaba en general repuesto y Fernando estaba en Füssen negociando una paz con los últimos rebeldes suabos para terminar de pacificar Austria Anterior a cambio de acabar con el estatus de villanos de los campesinos. Otros príncipes llegaron también a acuerdos con los últimos insurrectos en el sur del Imperio y gracias a la mediación de la ciudad de Basilea se obtuvo un armisticio con los campesinos que seguían en armas en Alsacia. Fernando asimismo patrocinó en 1525 la reconstrucción de Bad Wildbad en Würtemberg, que había sido quemada durante el conflicto y en la que se conserva una fuente (Ferdinandbrunnen) y una inscripción en piedra (Ferdinanstein) rememorando su papel.
Como parte de las medidas, Fernando ocupó temporalmente territorios eclesiásticos contra los que los campesinos tenían quejas como Füssen o las bailías de los caballeros teutónicos. Los territorios ocupados por Fernando serían devueltos a sus dueños por la presión de la Liga de Suabia y de Baviera, a cambio de una indemnización por los gastos bélicos. La única ganancia territorial duradera sería la mediatización del monasterio de San Pedro en la Selva Negra cerca de Friburgo. Pese a las treguas firmadas, las fuerzas de Fernando derrotaron y capturaron a comienzos de julio a Hans Müller von Bulgenbach, líder del grupo de rebeldes de la Selva Negra que había tomado Friburgo.

#### La fase tirolesa

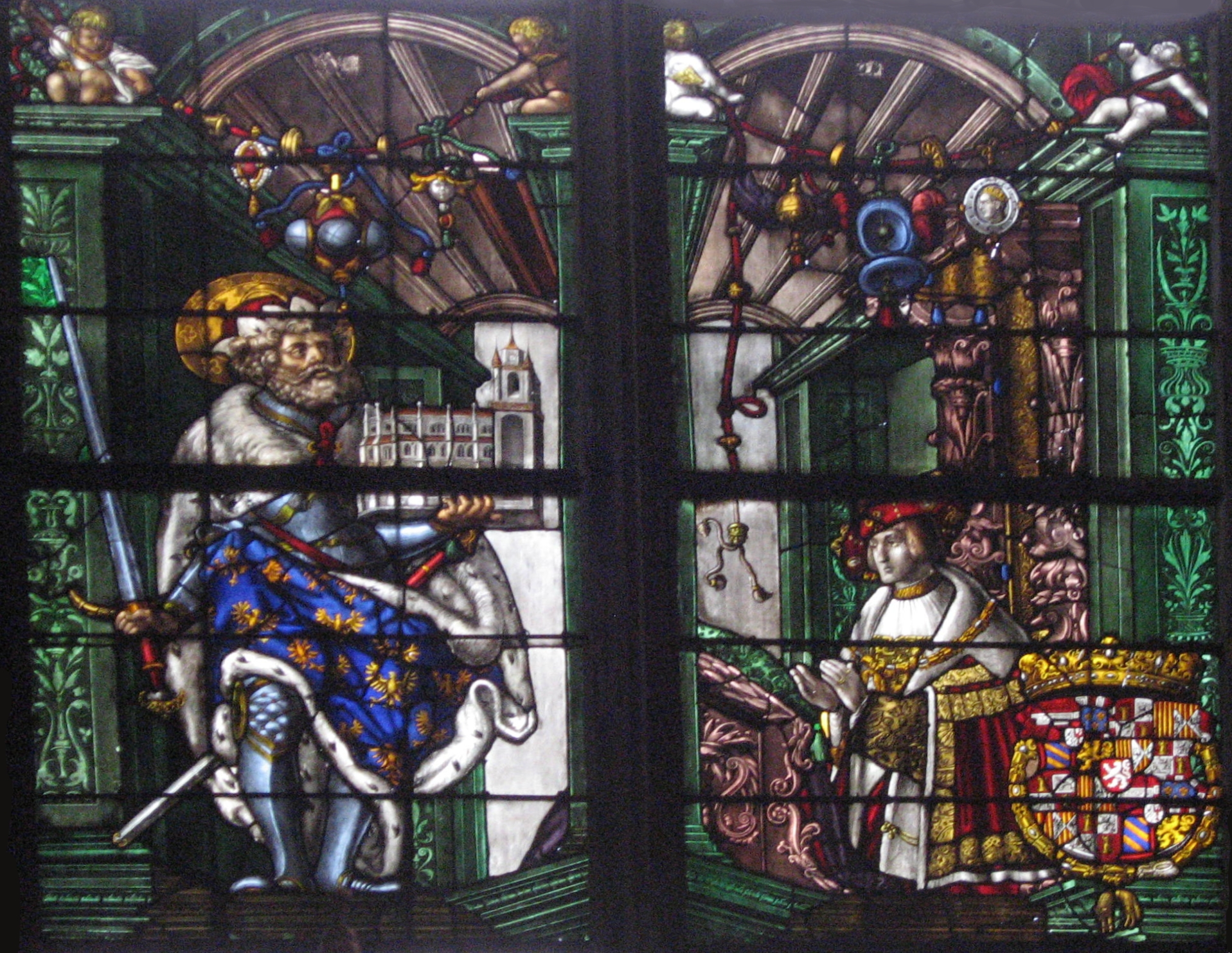
Vidriera de la Catedral de Friburgo de Brisgovia, una de las principales ciudades de la Austria Anterior. Pacificada con el final de las revueltas campesinas, en 1526-1529 Hans Burgkmair amplió esta vidriera de Maximiliano con la imagen de Fernando junto al patrón de los Habsburgo, San Leopoldo.

Pese a estas victorias, hasta diciembre de 1525 continuaron los coletazos en los territorios austríacos. Mientras Fernando estaba en Füssing, la dieta tirolesa reunida en Merano había aprobado una serie de reclamaciones antieclesiásticas con el apoyo de mineros y campesinos. En Salzburgo los campesinos se hicieron con el poder expulsando al obispo, mientras que se producían nuevos levantamientos en dominios vecinos de Fernando. En Estiria el gobernador Dietrichstein fue derrotado y capturado por rebeldes en Schladming el 3 de julio mientras que en Carniola y Carintia los nobles locales pronto reprimieron levantamientos en su territorio, con la caballería ligera de Katzianer ocupando preventivamente Krainburg. Las negociaciones con los campesinos del gobernador de Carintia, Veit Welzer, calmaron la situación en sus estados permitiendo enviar refuerzos a Salzburgo y Estiria. Dietrichstein se libró de ser ejecutado y terminó siendo liberado entre negociaciones para que los rebeldes de Salzburgo depusieran las armas.
La mayor amenaza directa a Fernando se vio neutralizada por las divisiones internas de los rebeldes, con los campesinos de Tirol de Sur enfrentados a los de Tirol del Norte y no logrando consolidarse como una amenaza a largo plazo. En julio Fernando promulgó un nuevo Landsordnung o código legal, convocó en Augsburgo la primera dieta general de todos sus dominios para recibir sus agravios, liberó de impuestos a los campesinos de Trento y ocupó temporalmente el obispado de Brixen calmando la situación. Baviera a su vez ocupó varios territorios eclesiásticos en el Danubio, mientras Fernando tenía una pugna con sus ellos por el control de Salzburgo. Hubo de ser de nuevo la Liga de Suabia la que devolviera el principado al arzobispo pues ni Fernando ni sus rivales mostraban interés en la vuelta de Lang.
Los dominios de Fernando fueron uno de los pocos sitios en el Imperio donde tras las revueltas se produjeron ciertas reformas para mejorar las condiciones de los campesinos y en los años siguientes la situación política en el Tirol se estabilizó. Fernando proscribió al antiguo líder de la revuelta en el Tirol, Michael Gaismair, que sin embargo escapó de prisión y huyó a territorio suizo. Gasmair, cercano al predicador radical Zuinglio y al anabaptismo, intentaría a lo largo de los años siguientes reclutar un ejército con apoyo suizo para reemprender la revolución en Tirol. Fernando mantendría durante el resto de su reinado una política de nula tolerancia con el anabaptismo que había abanderado la revuelta expulsando de sus dominios en los siguientes años a predicadores como Jacob Hutter.
En agosto el antiguo líder campesino Müller, cautivo desde su derrota, fue torturado y ejecutado. Heinrich Wetzel, otro líder campesino agraviado por el incumplimiento del armisticio de junio, se volvió a levantar en armas en Alsacia. Aunque la nueva revuelta logró la extensión de los armnisticios al Sundgau en septiembre, Wetzel fue finalmente derrotado en noviembre y obligado a refugiarse como Gasmair en el extranjero. En diciembre era Baltasar Hubmaier el que era finalmente derrotado y exiliado a Suiza, recuperando Fernando el control de Waldshut. Tanto Suabia como en Alsacia, campesinos y municipios fueron condenados a pagar multas como compensación por los costes de la guerra.

### La paz en Italia, Viena la dieta de Espira de 1526 y la batalla de Mohács

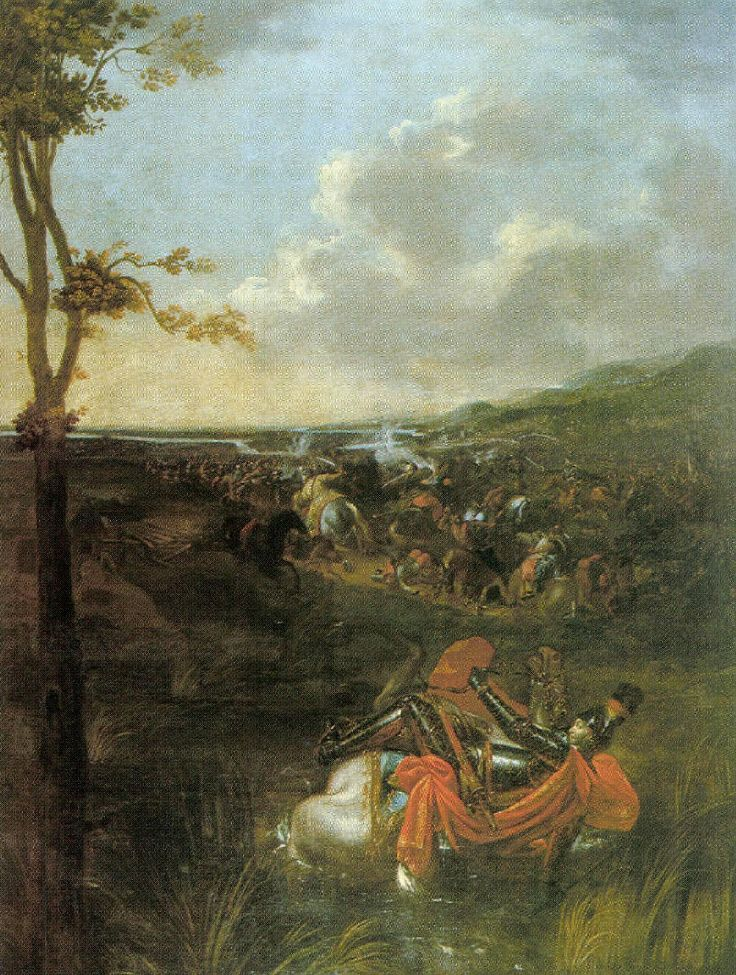
La muerte de Luis II de Hungría, ahogado al caer su caballo en la batalla de Mohács, activaría los proyectos dinásticos para Fernando que su abuelo Maximiliano había trazado.

Su hermano Carlos, mientras, renegó de los proyectos familiares de consolidar un reino en el norte de Italia a sumar a las tierras Habsburgo gestionadas por Fernando. Pese a escribirle a Fernando que la victoria de Pavía había sido de ambos, en julio de 1525 Carlos había entregado a los Sforza, el codiciado territorio de Milán del que habían sido duques a cambio de un sustancioso pago. Asimismo, Carlos llegó a una paz con la república de Venecia, aceptando una multa en vez de la entrega de territorios a Fernando. Fernando recibió la promesa de una parte de dichos ingresos y Carlos quedaba en disposición de intentar su deseada reconquista del ducado de Borgoña. Algunos autores especulan que Carlos tenía dudas de la capacidad de su hermano para gobernar tan disputados territorios, dada su juventud y su débil posición en el imperio. Fernando seguiría en los años siguientes insistiendo en la cesión de Milán, proponiendo una reorganización de Italia para pacificar el país. De esa forma, Fernando en Lombardía y Carlos en Nápoles se repartirían Italia en los esquemas fernandinos. Pese a ignorar esos planes, en 1526 Carlos nombró a su hermano también su vicario o representante en Italia.
Consolidado en el trono, Fernando repuso en marzo la autonomía de Viena con una Stadtordnung que se mantendría en vigor hasta el siglo XVIII. Pese a formalizar una administración municipal, contenía importantes cambios con respecto a los privilegios anteriores: los gremios de artesanos quedaron excluidos de la administración y se confirmaban los poderes de supervisión de los enviados del duque. En general la dieta de Augsburgo de 1525-1526 supuso un punto de inflexión en su relación con la nobleza austríaca, dando paso a una nueva colaboración entre soberano y parlamento.
En agosto, Fernando participó como representante del emperador en una nueva dieta en Espira, donde se aprobaron medidas tolerantes con el luteranismo que volvieron a ser ignoradas por Carlos. Significativamente, se incluyó por sugerencia de Erasmo, a través de Faber y Fernando, la petición de un concilio eclesiástico. Aunque el papa también desoyó la medida, sería el comienzo de un proyecto que Fernando perseguiría todo su reinado hasta culminar en el Concilio de Trento. También se admitía una división territorial de confesiones, que Fernando recuperaría décadas después en su paz de Augsburgo. Finalmente Fernando lograba la aprobación por la dieta imperial de un ayuda militar para su cuñado Luis. Preocupado por la situación en la frontera croata, Fernando había escrito a la nobleza croata a principios de agosto para pedirles que reforzaran la frontera, además de subvencionar él personalmente la guarnición de puntos como la abadía de Topusko.
Dicha ayuda fue sin embargo aprobada demasiado tarde. Solimán mientras había decidido enfrentarse finalmente a los húngaros y planeó una ofensiva militar a gran escala. El 29 de agosto de 1526 Solimán venció a Luis II de Hungría en la batalla de Mohács, en la que falleció gran parte de la alta aristocracia del reino, antes de que Fernando pudiera enviar la ayuda aprobada en Espira. Particularmente el propio Luis II murió en la batalla sin haber dejado descendencia, lo que abrió una disputa sucesoria. Fernando estaba en Innsbruck supervisando el reclutamiento para las guerras en Italia cuando, el 8 de septiembre, le llegó la noticia de la muerte de su cuñado.

## Rey Fernando I

### Ascenso al trono

#### Elección al trono bohemio

Tierras de la Corona de Bohemia, de las que fue elegido rey en 1526

Tras un consejo de gobierno el 15 de septiembre, Fernando reclamó los tronos de Bohemia y Hungría a través de su esposa Ana y los pactos entre los Habsburgo y los Jagellón. A sugerencia de su tía Margarita de Austria, Fernando inició una campaña diplomática para ganarse la elección por las diferentes dietas. Eso encajaba tanto en el escenario político, donde el reconocimiento de los privilegios locales era clave para ganar el apoyo popular, como en el militar dado que Fernando tenía la totalidad de sus recursos movilizados en un ejército bajo Jorge de Frundsberg en apoyo de su hermano en Lombardía.
Fernando empezó buscando el trono bohemio y la corona de San Wenceslao, que abarcaba más territorios que la propia Bohemia, pues las tierras de la Corona de Bohemia se habían expandido en los siglos precedentes con la marca de Moravia, la Alta y Baja Lusacia y los ducados de Silesia. La población, que rondaba 3,6-4 millones de habitantes frente a los dos millones de los ducados austríacos, incluía diferentes grupos eslavos occidentales y germanos. Se trataba de un territorio de gran complejidad política dado el poder de la nobleza en la elección de los reyes y la difusión de las doctrinas husitas alejadas de la ortodoxia europea a las que ya se estaba sumando el protestantismo. Estos estaban organizados con un conjunto de dietas y lugartenientes reales independientes que compartían un mismo rey.
En Bohemia sus embajadores, Hans von Starhemberg y Siegmund von Dietrichstein aconsejaron a Fernando reconocer la electividad del título. Los bohemios lo eligieron rey en la dieta del 24 de octubre, gracias especialmente al respaldo del canciller Adam de Hradec, la división de la oposición en múltiples candidaturas alternativas y que geoestratégicamente solo Fernando parecía poder asumir las cargas económicas y militares que dejaba Luis sin convertir Bohemia en un nuevo campo de batalla. Fernando juró respetar las leyes locales y la autoridad de la dieta, comprometiendo en dádivas buena parte de los recursos de Bohemia. Fernando heredaba asimismo cerca de 300.000 florines en deudas por los gastos bélicos de sus predecesores Jagellón. Sin embargo esta victoria enconó la rivalidad que mantenía con los duques de Baviera, que también habían intentado llevarse la corona.

#### El reino de Bohemia
Bohemia era un territorio predominantemente checo cuya población había sido en gran medida partidaria del reformador Jan Hus, lo que había acabado con la estructura eclesiástica católica en el reino. Tras las subsiguientes guerras husitas, los husitas se habían dividido en grupos como los utraquistas, moderados abiertos a la reconciliación con la iglesia católica y la Hermandad de Moravia de línea más radical y que simpatizaba con los luteranos. Mientras que intentaría reconciliar a los utraquistas, con los que incluso compartía personalmente simpatías por su erasmismo, Fernando mostraría una actitud más dura con otros credos.

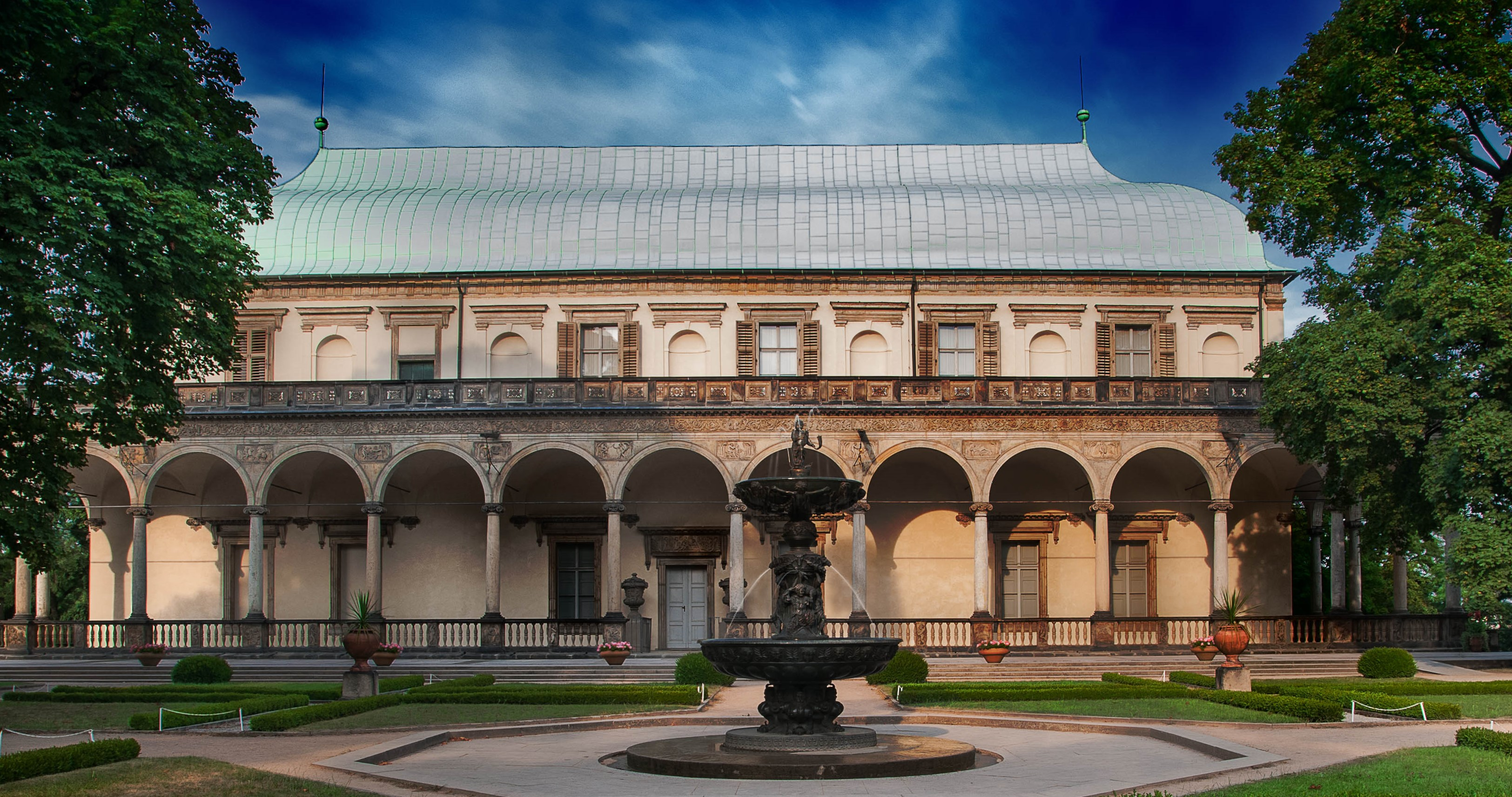
El palacio de verano de la reina Ana, parte del castillo de Praga fue la residencia de verano favorita de la mujer de Fernando. Fernando residiría habitualmente en Praga y mandó construir dicho palacio y los jardines reales.

Políticamente, Bohemia se caracterizaba por una fuerte nobleza regional agrupada en la dieta y un débil poder regio, a lo que se sumaban dietas de distrito (círculos) locales. La fuerza de esta pequeña nobleza no impedía que algunos grandes magnates del reino, que se repartían los doce grandes cargos de la corona, monopolizaran el poder en una fuerte posición frente a Fernando. Estos incluían a los Rosenberg, señores de Český Krumlov y primer linaje de Bohemia, a Zdeněk Lev de Rosental, burgrave de Praga y considerado en 1526 uno de los principales políticos del país, al conde de Schlick, enriquecido por la minería de plata en Joachimsthal y que había pasado a acuñar moneda (los famosos táleros), a Václav de Wartenberg, heredero de extensos estados en Česká Lípa, a la casa de Pernstein, influyente en la zona oriental del reino, y a la casa austríaca de los Hardegg, que habían adquirido el condado de Kladsko. 
Particularmente, el rey de Bohemia contaba con pocos ingresos estables, dependiendo de la dieta para poder financiar cualquier cosas más allá del mínimo funcionamiento de las instituciones reales. Igualmente las fuerzas militares bohemias debían llegar a un acuerdo con el rey antes de actuar fuera de sus fronteras. Eso había dado a los nobles la ocasión de negociar privilegios a cambio de impuestos extraordinarios o apoyo militar y algunas actividades que en Austria eran potestad exclusiva del soberano, como la minería, la acuñación de moneda, el cobro de aranceles o la alta justicia, eran en Bohemia compartidas con la nobleza. La regalia o patrimonio regio que Fernando obtenía se reducía así principalmente a la ceca y minas de plata de Kutná Hora, su parte en peajes internos y las contribuciones de las ciudades reales.
No sólo la nobleza era un problema sino que las numerosas ciudades reales, que para 1526 rondaban la cuarentena, gozaban de gran autonomía con sus autoridades municipales escapando al poder efectivo del monarca. Aunque sus impuestos (census) eran la principal fuente de ingresos regular del soberano, tenían su propio autogobierno y voz en las dietas. Además muchas corporaciones municipales eran dueñas de amplios territorios como señores feudales. Algunas de estas ciudades, las ciudades de la reina, tenían sus ingresos comprometidos como dote de la reina de Bohemia, que en este caso era su hermana viuda María. 
Algunas zonas, como Egerland o Kladsko, participaban sólo en sus dietas locales en vez de en las del reino, aunque se consideraban parte de este. Egerland, un territorio germano más recientemente adquirido por la corona, también mantenía una asamblea local y fuertes relaciones con la zona germana del Vogtland. Así el señorío de Asch, técnicamente parte del Alto Palatinado fuera de las fronteras del reino, estaba en manos de nobles checos mientras que la casa germana de Plauen, expulsada de sus dominios en Sajonia, estaba refugiada en sus otros feudos bohemios. Como residuo de los antiguos intereses bohemios en el Alto Palatinado seguían en manos bohemias Störnstein y el castillo de Hiltpoltstein, si bien el segundo había sido empeñada a la ciudad de Núremberg por lo que el vasallaje era apenas nominal. Kladsko era un condado creado por los premislidas en la frontera oriental con Silesia y que gozaba de gran autonomía frecuentemente tildado de "territorio exterior" (vnější kraj). Igualmente en la frontera oriental estaban las ciudades de la reina bajo la administración del burgrave de Hradec Králové con cierta autonomía propia.
Pese a todos estos problemas, el reino de Bohemia era un territorio densamente poblado, que sumaba aproximadamente 1,6 millones de habitantes, y que a raíz de ello había desarrollado un rico sector primario y era un importante mercado. Fernando obtenía con ello también el dominio de una nueva y rica zona minera en la frontera con Sajonia además de un nexo con la ruta fluvial del río Elba. La capital del reino, Praga, en la que Fernando residiría con frecuencia tras su elección, era un importante centro cultural con una reputada universidad. El reino, además de uno de los principales y más autónomos estados del Imperio, era un electorado y por tanto clave en la elección de futuros emperadores.

#### La corona de Bohemia

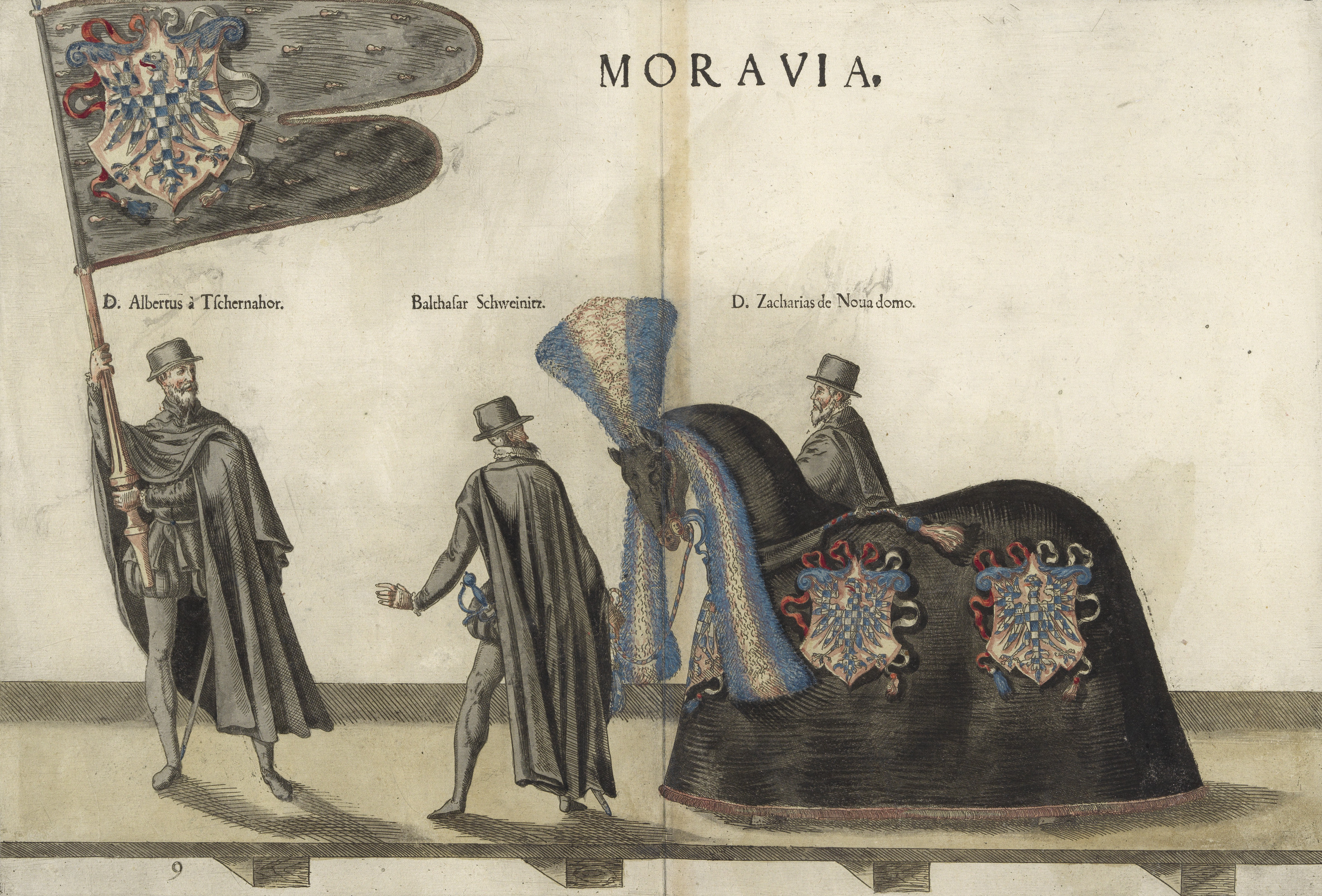
Las armas del margraviato de Moravia, exhibidas en el funeral de Fernando. Recogido en Parentalia Divo Ferdinando de Bartholomäus Hannewald.

Los otros territorios de la corona, que no habían participado en la dieta bohemia que eligió a Fernando por mantener sus propias instituciones, le confirmaron posteriormente como rey a título de su esposa Ana. Así poco después, la dieta moravia eligió igualmente a Fernando en un parlamento en Olomouc celebrado de 11 a 18 de noviembre. Moravia era otro territorio checo con 800 000 habitantes y muchas características en común con Bohemia. Vecina a Austria, se estaba convirtiendo en un refugio para los anabaptistas que Fernando expulsaba al sur y acogería en los siguientes años a Balthasar Hubmaier y Jacob Hutter. Fernando continuó en Moravia la persecución de los anabaptistas que ya había empezado en su archiducado, incluso pese a los reproches de su mentor Erasmo. Aunque la visitaría menos que Praga, Brno actuaba como sede real con las dietas alternando entre Olomouc y dicha ciudad.
Al igual que en Bohemia, en Moravia había numerosas ciudades reales autónomas (destacando, además de las ya mencionadas Brno y Olomouc, Jihlava, Znojmo, Uničov y Hradiště), una pequeña nobleza que se repartía la mayoría del territorio y un gobernador (capitaneus terrae Moraviae, Moravský zemský hejtman) en nombre del rey. Algunas casas bohemias como los Pernstein (que poseían Helfštýn) y los Lipé (señores de Moravský Krumlov) tenían también feudos en Moravia y eran los grandes aristócratas del margraviato junto al obispo de Olomouc, a su vez señor de un territorio semiautónomo con centro en Kroměříž. En 1526 Juan III de Pernstein era el gobernador de Moravia y seguiría siendo uno de los grandes magnates del margraviato durante todo el reinado de Fernando. La mitra de Olomouc estaba en manos de Estanislao I Thurzó, miembro de una familia que influiría en los diversos estados de Fernando a través de sus intereses en Polonia, Silesia, Moravia, Hungría y Austria.
Lusacia se componía de los territorios históricos de los sorbios, eslavos pero en el siglo XV más germanizados y relacionados con las vecinas Sajonia y Brandeburgo. Así por ejemplo dependía eclesiásticamente de la diócesis de Meissen en Sajonia y estaba sometida a una fuerte influencia protestante dada la predicación de Lutero en la vecina Wittenberg que ya se veía en las ciudades y monasterios de la región. Con 150 000-200 000 habitantes, era el más pequeño de los territorios de la corona y se dividía en una Baja Lusacia al norte y una Alta Lusacia al sur, siguiendo la topografía. El poder real se ejercía desde Bautzen con un landvogt para cada Lusacia, que en 1526 eran ejercidos por Heinrich Tunkel von Bernitzko y Carlos de Münsterberg. Aunque sin una elección como tal, las Lusacias pasaron igualmente al control de Fernando. 
La Baja Lusacia contaba con cuatro ciudades en manos del soberano (Calau, Guben, Lübben y Luckau) además de numerosos Standesherrschaft o feudos directos de la corona exentos de impuestos feudales y de los monasterios de Dobrigluk y Neuzelle. Sin embargo, Brandeburgo había adquirido en la paz de Lübben como exclaves bajo teórica soberanía bohemia las localidades de Cottbus, Peitz, Teupitz y Bärwalde, que había paulatinamente ampliado con Sommerfeld y una hipoteca sobre Beeskow mientras que Sajonia había adquirido Senftenberg. Más al sur, la Alta Lusacia compartía con la vecina Bohemia un importante movimiento municipal encabezado por la Liga Lusacia, que confederaba seis ciudades: Bautzen, Görlitz, Kamenz, Lubań, Löbau y Zittau. Estas disputaban el poder regional con la nobleza local y con los monasterios de Marienthal, Marienstern y Lubań. Particularmente Görlitz era una pujante ciudad comercial gracias al comercio de tejidos y tintes que desde Turingia pasaba por la zona hacia Europa Oriental.

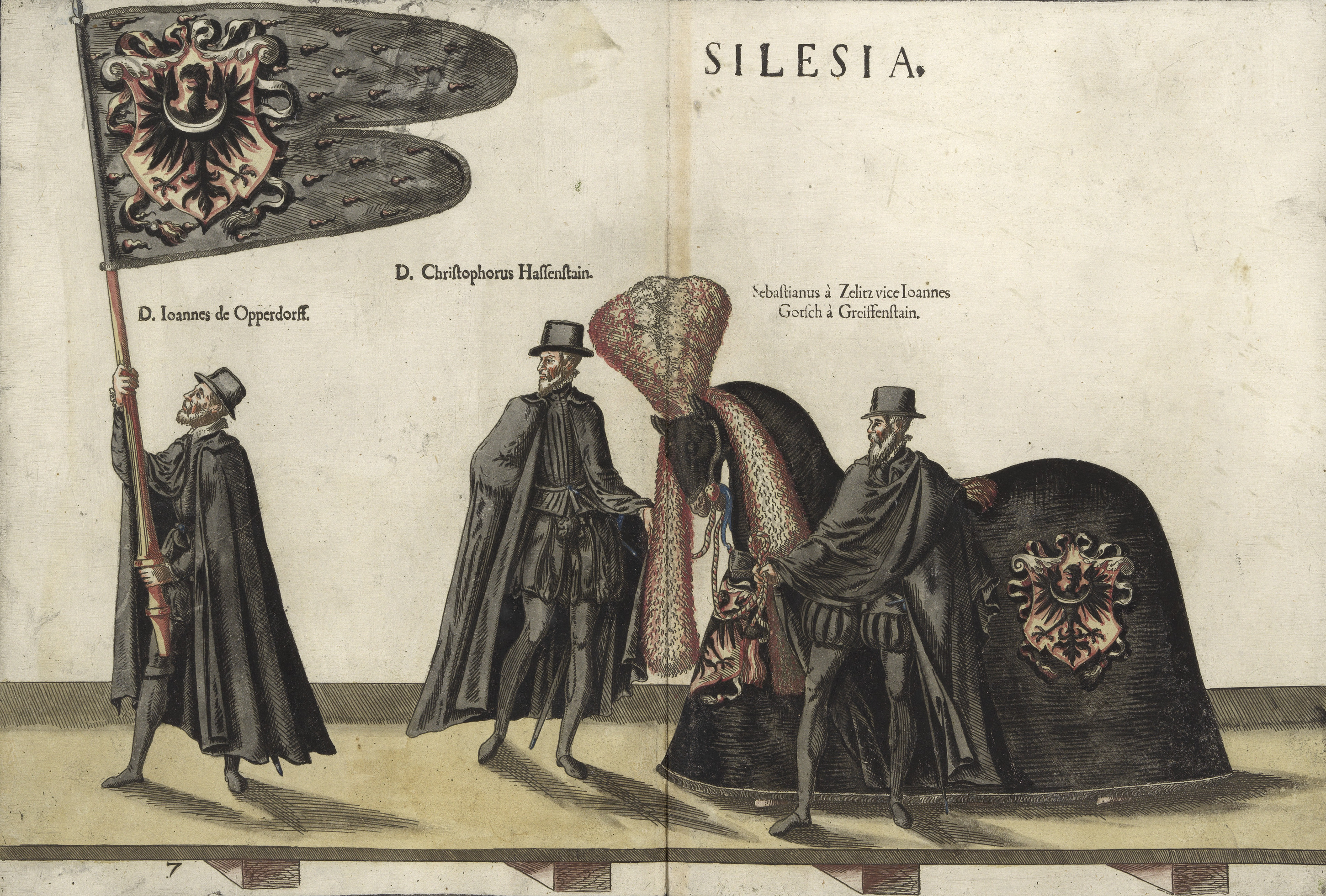
Las armas de Silesia, exhibidas en el funeral de Fernando. Recogido en Parentalia Divo Ferdinando de Bartholomäus Hannewald.

Finalmente, la dieta silesia también aprobó la elección de Fernando el 5 de diciembre en una sesión en Leobschütz a cambio de su promesa de respetar sus privilegios tradicionales. Silesia era un territorio de origen polaco con aproximadamente 1 200 000 habitantes, dividida en pequeños ducados herederos de la descomposición de la dinastía de los Piastas que aspiraban a la inmediación imperial para escapar del vasallaje a Bohemia. La capital de Silesia era Breslavia, sede de las instituciones reales que incluían un Oberlandeshauptmann o gobernador y un obispo católico. Además de Breslavia, pasaban al patrimonio regio de Fernando el ducado de Jawor. Habían sido territorios de poca influencia husita gracias a la fuerza dicho obispo, pero dadas las relaciones con el norte del Sacro Imperio estaban sufriendo una considerable influencia luterana. El gobernador en 1526, Federico II de Legnica, era un destacado introductor de la Reforma. 
Algunos ducados seguían en manos de diferentes ramas piasta, como el ya mencionado Federico II (Legnica-Wohlau-Brzeg), Juan II (Opole-Racibórz) o Casimiro II (Teschen-Oels-Glogovia-Troppau) o de la antigua casa real bohemia de Poděbrady como Carlos (Münsterberg-Oels). Pero muchos otros habían acabado en manos de potencias vecinas con aspiraciones sobre la región, como Sajonia (ducado de Sagan), Polonia (ducados de Auschwitz y Zator además del ducado de Siewierz en manos del arzobispo de Cracovia), el margraviato de Brandeburgo-Ansbach (ducados de Jägerndorf y de Beuthen y baronía de Bohumín), el margraviato de Brandeburgo (ducado de Crossen) o los von Kurzbach de Franconia (Standesherrschaft de Milicz y Żmigród). La fragmentación y venta de los títulos también habían llevado Nysa a manos del obispo de Breslavia y Pless a la casa de Thurzó.

#### El conflicto en Hungría

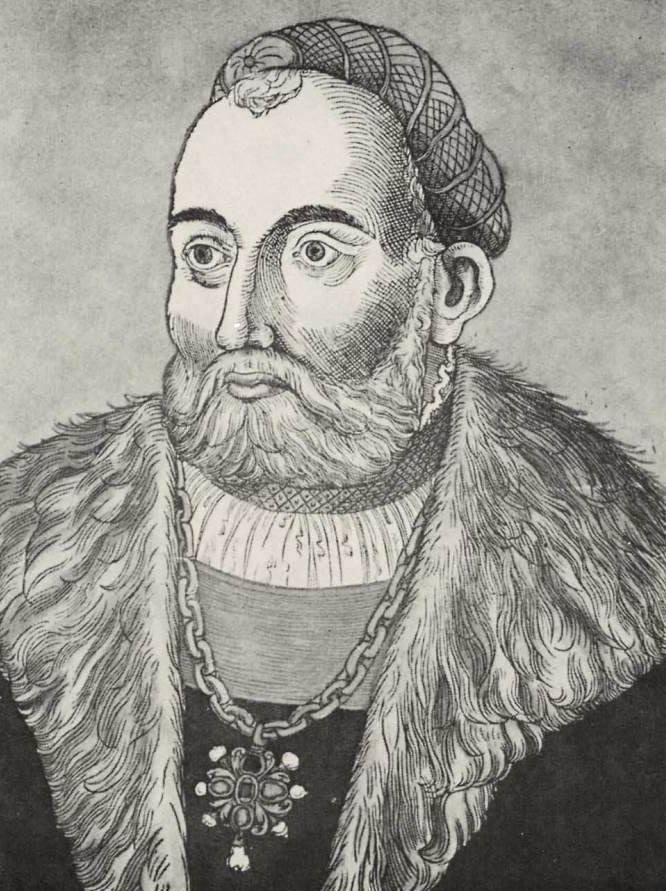
Juan Zápolya, aquí en un grabado de Erhard Schön, fue el gran rival de Fernando. La disputa entre ambos por la corona húngara daría pie a que los otomanos terminaran ocupando gran parte de Hungría.

En Hungría Fernando enfrentó a un competidor por el trono: Juan I de Zápolya, conde por herencia de Szepes cuyos dominios en el norte de Hungría se extendían por los vecinos condados de Liptó, Sáros, Torna y Trencsén. Juan Zápolya había sido además nombrado voivoda de Transilvania por el difunto Luis II, lo que le convertía en virrey de una de las provincias más autónomas del reino así como en titular de diversos mandos militares fronterizos como el condado de los sículos o el banato de Severin. Era así uno de los principales magnates del reino y había sido el principal enemigo del recientemente fallecido canciller Jorge Szatmári, partidario de un acercamiento a los Habsburgo, mientras que Zápolya era visto como la cabeza de la facción popular magiar. Zápolya contaba también con lazos dinásticos con Polonia, que con fuertes intereses en el norte de Hungría era otra importante influencia en el reino. Deseoso de emparentar con la casa real, Zápolya había pretendido en el pasado la mano de la hermana del rey, finalmente desposada con Fernando.
Juan Zápolya se había librado de la derrota en Móhacs al llegar demasiado tarde para participar en la batalla, tras lo que había sido proclamado rey el 10 de noviembre en Székesfehérvár en una dieta dominada por la nobleza magiar. Fernando no reconoció la decisión de dicha dieta aludiendo que no había seguido los procedimientos establecidos. Juan era apoyado entre otros por el prestigioso nádor o palatino de Hungría, Esteban Werbőczy, que era la máxima autoridad del país después del rey y que como tal ejercía de conde y juez en la capital. En el sur el importante conde Christoph Frankopan comandaba la principal fuerza organizada croata superviviente y también se inclinaba por Zápolya. Igualmente fue reconocido por la liga de Cognac, que agrupaba a Francia, Venecia, Baviera y otros enemigos de los Habsburgo.
Las tierras en disputa eran amplias e incluían un amplio tramo de la cuenca del Danubio poblado por magiares o húngaros, pero también por grupos yásicos y cumanos. Al norte abarcaba también el antiguo ducado de Nitra que además de magiares era habitado por una numerosa población eslava y germana, al este Transilvania con una mezcla de magiares, valacos, sículos y colonos sajones y al sudeste los remanentes del despotado de Serbia en el Banato y Sirmia. Al sur se encontraba el reino eslavo de Croacia, Eslavonia y Dalmacia en unión personal pero reteniendo parlamentos (sabor), gobernadores (banes) e instituciones propias tanto para Croacia como para Eslavonia. 
El territorio rondaba los cuatro millones de habitantes y estaba organizado en condados donde la autoridad era ejercida por un ispán, a veces nombrado por el rey y a veces hereditarios o asociados a otros títulos. Pese a la victoria turca, Solimán no había podido ocupar estos territorios efectivamente y se había conformado con saquearlos, consolidar su control de la clave fortaleza de Belgrado y las tierras fronterizas al sur del río Sava (Sirmia) incorporar Petrovaradin aguas arriba en el Danubio. Eso apuntaba al río como eje de la futura expansión turca hacia Buda y Viena, con el sistema defensivo sur del reino húngaro desmantelado. Mientras, las fuerzas otomanas continuaron el asedio de las fortalezas en Bosnia y Croacia que formaban los últimos restos de la línea defensiva sur del reino.

#### La creación de un partido fernandino en Hungría

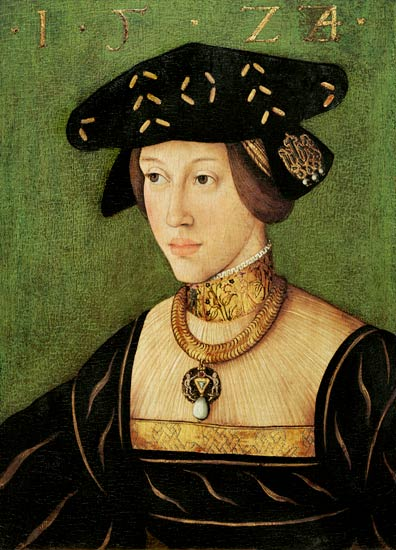
María Habsburgo, retratada en 1522 como reina de Bohemia y Hungría por Hans Krell. María sería clave para las aspiraciones de Fernando a Hungría y durante las décadas siguientes sería crítica para mantener las relaciones familiares cuando Fernando y Carlos tuvieron desavenencias.

Frente a Zápolya Fernando contaba en cambio con apoyos claves como el de su hermana, la reina viuda María de Habsburgo que tras Mohács había avisado a Fernando en septiembre de la situación, creyendo necesario para el reino su apoyo contra los turcos. En torno a ese proyecto se agrupaba buena parte de la alta administración del fallecido rey Luis, como Tomás Nádasdy, de la noble familia húngara Nádasdy y antiguo secretario real, el archidiácono Nicolás Olahus de Komárom, también antiguo secretario real y en aquel entonces secretario de la reina o los también secretarios de la reina Gaspar Serédi, Ferenc Újlaki y Georg von Reicherstorffer. Igualmente contaba con el apoyo de Tomás Szalaházi, clérigo que había servido en la cancillería real y que nombrado obispo de Veszprém formaba parte del séquito de la reina. Algunos miembros del servicio de la reina y de la secretaría real respaldaron sin embargo a Zápolya.
María, con la colaboración clave de Nádasdy, logró el respaldo a Fernando de Esteban VII Báthory, que había sido nombrado nádor por Luis II antes de ser depuesto por la nobleza en favor de Esteban Werbőczy. Báthory a su vez fue crítico para convencer a su antiguo secretario Ferenc Révay y al preboste de Pécs László Macedóniai, así como a su antiguo lugarteniente palatinal Imre Nagy. Finalmente la suma de Esteban al partido de Fernando trajo el respaldo de sus hermanos, Andrés y Jorge Báthory, que detentaban el título de conde de Somogy y el control de la fortaleza de Babócsa.
María y Nádasdy obtuvieron asimismo el apoyo de nobles como la familia Batthyány, señora de feudos en la frontera con Austria como Németújvár, de György Cseszneky, castellano de Tata, los hijos del barón de Szent-Györgyi, señor de propiedades en la frontera con Moravia y Austria como Bazin y Szent-Györgyi. También ganaron el apoyo de Gáspár Horváth, casado con una de las damas de María. Algunos, como los Batthyány, mostraron sin embargo cierta equidistancia inicial entre Fernando y Zápolya. Aunque Fernando prometió resarcir a sus partidarios de gastos y pérdidas derivadas de su apoyo, la facción prohabsburgo padecía escasez de fondos.
Este apoyo a Fernando estaba especialmente concentrado en el norte y el oeste del país, contiguas con los dominios de Fernando y donde muchos como la familia Thurzó, señores moravios como los Pernstein, o el margrave de Ansbach tenían intereses a ambos lados de la frontera. Algunas ciudades en la frontera como Trencsén tenían una notable influencia bohemia en su gobierno municipal. Incluso en el interior del reino húngaro, el margrave germano Jorge de Ansbach, que ya había financiado a Fernando en años pasados, había heredado de su difunta mujer las posesiones hunyadi en el condado de Bekes como el castillo de Gyula. Su hermana María a su vez había recibido en dote amplias áreas en Moson, Zolyom, Borsod y en Máramaros. Elek Thurzó, conde de Körmöcbánya y camarero real, era otro importante propietario en la zona minera del noreste con lazos familiares con los Fugger, la corona de Bohemia y Polonia y fue junto a Esteban Bathory uno de los pocos grandes magnates que respaldaron a Fernando.
Fernando contaba también con las simpatías de la minoría germana en las ciudades mineras del norte y en Transilvania donde Zápolya era visto como el candidato de la población eslava. Aunque los eslavos eran la mayoría de la población en el norte, los germanos formaban un patriciado urbano que controlaba el gobierno municipal en localidades como Bartfa, Nagyszombat, Selmecbánya, Lőcse, Eperjes o Moder además de en siete ciudades transilvanas. Algunas familias germanas habían sido aceptadas entre la nobleza húngara. La familia sajona Pemfflinger eran barones con posesiones en la Alta Hungría y buenas relaciones con la reina viuda. Los Haller fueron otra importante familia mercante germana que respaldó a Fernando.
Fernando tenía también simpatías en varias ciudades reales. Así tenía con una fuerte presencia en Pozsony (conocida como Presburgo en alemán y actualmente más conocida por su nombre en eslovaco, Bratislava), importante ciudad del noroeste del reino junto a la frontera y donde estaba refugiada su hermana. Otra ciudad donde la candidatura de Fernando logró respaldos fue Kassa, segunda ciudad del reino y cabeza de la Alta Hungría. Ahí Fernando sumó el apoyo del juez real Mihály Kakuk y de la minoría germana. También lograron apoyos en la ciudad de Pécs, capital de Baranya y clave para las comunicaciones en el sur del país. Contaban en dicha ciudad con los probostes László Macedóniai y Alberto Peregi, y una nutrida colonia mercante germana. Finalmente, la ciudad de Sopron, en la frontera con Austria, también se inclinaba por la facción habsburgo dada la presencia de tropas germanas en la ciudad tras Mohács y encontrarse en la zona de influencia económica de los dominios de Fernando.
Un último foco de apoyo a Fernando fueron las zonas fronterizas con los otomanos como Croacia, donde había interés en el apoyo habsburgo para detener las incursiones turcas. Tan pronto como en octubre de 1526 habían llegado a Croacia dos emisarios de Fernando, Johann Pichler y el ya mencionado Nikolas Jurišić, para recabar el apoyo de la nobleza croata, y en noviembre Fernando recibió en persona a una delegación croata en Viena. Sin embargo, en Eslavonia el ejército intacto de Zápolya había sido providencial para evitar más pérdidas tras Mohács y los sentimientos en la región favorecían a Juan I por temerse que Fernando atrajera el foco turco. Pese a ello, también en Eslavonia logró sumar partidarios como Luis Pekry, Baltasar Bánffy de Tallóc o Ferenc Zay. Valentín Török, antiguo ban del histórico bastión antiturco de Belgrado, también fue reclutado para el partido de Fernando si bien inicialmente mantuvo una aparente cooperación con Zápolya. Seguía al mando de Subotica en la frontera serbia y cerca de los feudos familiares de Ferenc Révay. 
Pese a todos estos apoyos, la posición de Fernando en Hungría era débil comparada con la de Zapolya. Fernando era un candidato extranjero y solo en Croacia tenía un apoyo popular generalizado. Así el 25 de noviembre Fernando hubo de postponer una asamblea con nobles húngaros en Komárom ante la tibia acogida.

#### Las dietas de Presburgo y Cetin y la coronación en Praga
Nádasdy, junto a Matías Majláth y Juan Szalai, llevó a cabo un gran servicio a Fernando al obtener para él las joyas de la corona real húngara, requisito para una ser coronado rey de Hungría según las tradiciones del reino. Juan Bornemisza, el guardián de la corona de San Esteban, se encerró en el castillo de Presburgo junto a la reina tras enterarse de la derrota de Mohács y no estaba dispuesto a entregarla a nadie, ni siquiera a la reina viuda María de Habsburgo. Bornemisza únicamente se la entregaría a aquel que fuera legítimamente elegido como rey húngaro. Sin embargo, pronto murió y la corona pasó a manos de Fernando. Tomás Nádasdy recibió parte de las propiedades de Bornemisza por mantener Presburgo bajo el control de Fernando y proteger los tesoros reales, que fueron entregados al monarca tras su coronación. Fernando fue así finalmente también elegido rey de Hungría en una dieta rival controlada por su hermana en Presburgo el 17 de diciembre de 1526.

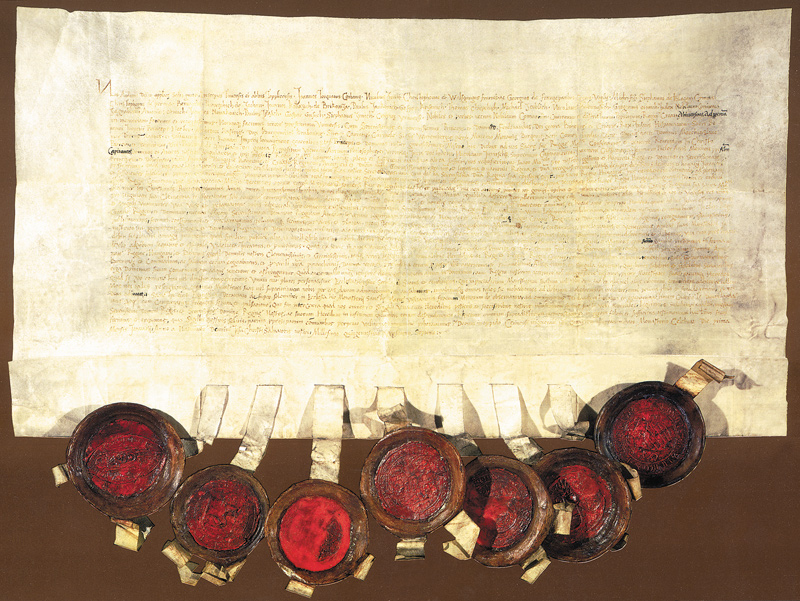
Carta del Parlamento de Cetin, en el que la nobleza croata eligió a Fernando como su rey. El documento se conserva en los Archivos Estatales Austríacos.

Tras un parlamento alargado por las festividades navideñas, los nobles croatas le confirmaron como rey de Croacia, Dalmacia y Eslavonia en una elección en Cetin en enero de 1527. En compensación, Fernando prometió respetar las leyes y costumbres tradicionales del reino y sufragar los costes de la defensa contra los turcos, aportando 200 jinetes, 200 infantes y financiación para 800 jinetes croatas más. A diferencia de los reinos de Bohemia y Hungría, cuyos títulos eran electivos, Fernando logró el reconocimiento de que la sucesión era por derecho de herencia y que se extendía a sus herederos.
El mantenimiento de esta frontera sur fue complicado, dado que requirió a Fernando desviar los ya escasos fondos de sus feudos austríacos pues Croacia apenas recaudaba 3000-6000 florines al año y la fuerza de la dieta de sus nuevos territorios bohemios impedía nuevos impuestos para fines fuera de su corona. Tampoco la nobleza croata estaba dispuesta a ceder las fortalezas en la frontera al rey para su defensa. Los turcos, que seguían avanzando, tomarían esa primavera Obrovac y Udbina y Banja Luka y Jajce antes de final de año.
Pese a ello, Zápolya seguía contando con el apoyo en Croacia del obispo de Zagreb, Simón Erdődy, así como de su hermano Pedro Erdődy y de parte de la nobleza eslavona del oeste donde la presencia magiar era mucho más fuerte. Apenas cinco días después de la elección en Cetin Christoph Frankopan, parte de una rama de los Frankopan, una de las principales casa nobles croatas, reunió en Dubrava a la dieta de Eslavonia para proclamar rey a Juan I. Fernando, con sus fuerzas ocupadas con la guerra de la Liga de Cognac en Italia, llevó a cabo maniobras diplomáticas dilatorias proponiendo una mediación por un árbitro independiente.
Fernando mientras partió de Viena el 21 de enero a una entrada real en sus nuevos dominios bohemios. Entró en Moravia por Znojmo y pasó por Budwitz y Brtnice, jurando el 30 de enero respetar las leyes de la corona en Jihlava en la frontera entre Moravia y Bohemia. Continuó por Německý Brod y visitó las minas de Kutná Hora antes de seguir a Český Brod y finalmente hacer una entrada en la capital el 5 de febrero. En Praga recibió las llaves de la ciudad, confirmó las libertades de los utraquistas y de la universidad carolina y fue formalmente coronado por el arzobispo de Olomouc como rey de la corona de Bohemia en una ceremonia el 24 de febrero. Fernando continuó su viaje por la corona de Bohemia, recibiendo en mayo en Breslavia el homenaje de los estados de Silesia y Lusacia.
Mientras, en el Sacro Imperio se empezaba a ver el riesgo de la fractura de la reforma, pues el teólogo Zuinglio había roto con Lutero por diferencias doctrinales en lo que era el origen de una nueva confesión radical en Suiza, cerca de las fronteras de Fernando. Fernando mandaría ejecutar en Moravia a los anabaptistas Baltasar Hubmaier, que ya había expulsado de Austria, y Johannes Zeising. Similares medidas emprendió fuera de la corona bohemia, habiendo poco antes ejecutando a Michael Sattler, predicador anabaptista de Horb am Neckar en Hohenberg, y expulsando del Tirol en ese mismo enero a Pilgram Marpeck. Durante su visita en la primavera a Breslavia se alarmó también por la extensión del luteranismo en la zona, dejando como sus gobernadores a Carlos de Münsterberg-Oels en Silesia y a Zdislav Berka en Lusacia y presionando a la ciudad de Bautzen para que el deán local respetara la ortodoxia religiosa.

#### El desarrollo de la pugna por Hungría
A su vez Fernando maniobró para evitar posibles intervenciones del rey Segismundo I Jagellón el Viejo de Polonia, primo del fallecido rey Luis él mismo y vinculado matrimonialmente con Zápolya a través de su fallecida esposa, Bárbara de Zápolya. Con sus propios partidarios en Hungría, había sido considerado un candidato al trono antes de la elección de Zápolya. La política exterior polaca estaba dividida entre una facción favorable a la alianza con los Habsburgo (incluyendo el rey Segismundo I o magnates de la Pequeña Polonia fronteriza) y otra enemiga de ellos (como la reina Bona, que tenía intereses dinásticos en Italia opuestos a los de Fernando, los parientes de los Zápolya en Polonia o los magnates de la Gran Polonia que aspiraban a expandirse al noroeste a costa del Sacro Imperio) Es de destacar al poderoso Juan Amor Tarnowski, hetman de la corona polaco-lituana, que se mostró partidario de una política prohabsburgo y cuyo favor Fernando y Carlos trataron de mantener durante sus reinados. También contaba Fernando con el canciller Krzysztof Szydłowiecki, que desde tiempos de Maximiliano había defendido una alianza con los Habsburgo. Por el contrario el excanciller Juan Łaski lideraba un sector que no sólo veía a los Habsburgo como un obstáculo para la política polaca sino que era favorable a Zápolya al respaldarlo en Hungría su sobrino Jerónimo. El vicecanciller Piotr Tomicki ocupó en cambio un papel moderado entre ambos sectores.
Fernando continuó con la política matrimonial de su abuelo y para dar continuidad a la alianza concertada en 1515 prometió a su hija Isabel con el hijo y heredero de Segismundo, Segismundo II Augusto. El matrimonio de su hija mayor fue infeliz, pues Isabel, tímida y enfermiza, no encajó ni con su prometido ni con su poderosa suegra, Bona Sforza. La boda fue sin embargo imperativa para Fernando para mantener la alianza con su poderoso vecino norteño. Isabel fallecería por su mala salud a los pocos años en Polonia pero fue apreciada por su suegro y por la nobleza recelosa del poder de Bona contribuyendo a mantener a Polonia fuera de las alianzas contra Fernando. 
En mayo de 1527 Tomás Nádasdy y György Cseszneky iniciaron una campaña militar contra Zápolya y ocuparon posiciones en Hungría noroccidental pero sin poder tomar muchas fortalezas en la ribera del Danubio. Contra ellos el partidario de Zápolya, Gaspar Ráskai, aseguró para Juan I plazas como Gúta, Komárom y Visegrád en el tramo de dicha ribera cercana a la frontera con Austria. En Croacia, empezó una guerra similar entre la nobleza croata, partidaria de Fernando y encabezada por Ferenc Batthyány e Iván Karlović, y la facción eslavona de Frankopan, que tenía el respaldo de los obispos de Zagreb y Pécs y del conde de Pozsega Juan Tahy. Lo mismo ocurrió entre los serbios que vivían en el sureste de Hungría. La flota de Révay obtuvo la superioridad en el tramo sur del Danubio con Jovan Nenad y Stefan Berislavić formando un bando fernandino en la Sirmia que los otomanos estaban ocupando mientras Radič Božić y Pavle Bakić lideraban un partido serbio prozápolya en el Banato al sur de Transilvania. Fernando envió recursos a sus partidarios a través de Révay y de Juan Hoberdanecz mientras que Zápolya envió tropas húngaras desde Transilvania para acabar con la revuelta serbia. Los enemigos de Fernando, como Venecia, se alarmaron y comenzaron a buscar una intervención turca.

#### La ofensiva de Fernando
En julio y pese a las advertencias de cautela de su hermano, que no deseaba provocar a los otomanos, Fernando inició una ofensiva. Los recientes avances habsburgo en Italia habían permitido a Fernando volver a centrarse personalmente en sus intereses orientales. La recepción de ayuda financiera de Carlos, que envió 100.000 ducados, fue providencial para Fernando que pudo así reunir fuerzas para perseguir la corona húngara. Katzianer cruzó el Danubio a principios de mes tomando sin resistencia Dévény y enlazando con Presburgo. A ello siguió el sitio y toma de Nagyszombat. Las fuerzas húngaras estaban al sur al mando de Nádasdy y Esteban Bathory y tomaron mientras Magyaróvár y Csesznek. La guerra en el sureste fue sin embargo favorable a Zápolya, falleciendo en combate Nenad y adquiriendo poder como magnate local el pariente de Zápolya, Pedro Petrovics. Fernando en cambio permanecía aún en Hainburg en la frontera pero en territorio austríaco.
A finales de mes, Fernando se sumó personalmente a la campaña con un ejército de al menos 10 000 hombres, financiados por el propio Fernando con otros 12 000 soldados pagados por los estados imperiales según lo aprobado en la pasada dieta de Espira. Pese a la presencia de Fernando el mando de facto estaba sin embargo en manos de generales y príncipes germanos como el ya mencionado Katzianer, Casimiro de Brandeburgo, Nicolás de Salm y Wilhelm von Roggendorf. Tras cruzar el Danubio con sus fuerzas germanas y reunirse con sus partidarios húngaros, el 31 de julio Fernando realizó el juramento de Köpcsény, jurando ante el obispo Szalaházy respetar las leyes y costumbres del reino húngaro. Al día siguiente se celebró un consejo en Magyaróvár, donde se debatió si el rey debería participar en la campaña o mantenerse en la retaguardia. Ante la noticia del nacimiento el día previo de un hijo varón, Maximiliano, que garantizaba la sucesión, Fernando decidió continuar en Hungría.
La campaña de Fernando siguió por el Danubio con la toma de Pannonhalma y la fortaleza clave de Komárom. Un contingente bajo Katzianer marchó desde ahí hacia el norte a tomar Gúta y Érsekújvár y abrir la ruta hacia Kassa. Tras dispersar el contraataque de algunas fuerzas zápolya en Galgóc y tomar Nitra, Fernando se aseguró la frontera con Moravia. Pese a ello, casas eslavas locales como los Podmaniczky y los Kostka mantuvieron su apoyo a Zápolya en el noroeste del reino, que además retenía importantes propiedades como el castillo de Trencsén.
Mientras, Nádasdy comandaba la vanguardia y avanzó al sur hacia la capital húngara, Buda, asegurando Győr y Tata aunque otras fortalezas como Estrigonia y Visegrad resistieron a las fuerzas habsburgo. Sin embargo, Juan I abandonó Buda ante su inferioridad numérica el 15 de agosto de 1527 sin haber llegado a ser asediado y se retiró al este por Gyöngyös y Hatvan al encuentro de los refuerzos que esperaba desde su base de poder en Transilvania. Con la retirada de Juan I de Zápolya empezó a colapsar su partido en Pécs y Eslavonia al quedar aisladas del resto de territorios que le eran leales. Törok de Enying controlaba el sur, ya abiertamente como partidario de Fernando, que le nombró conde de Temes. Entre la nobleza húngara y las fuerzas serbias comenzó a haber deserciones en favor de Fernando, especialmente ante la ausencia de respuesta turca y las expectativas de lograr concesiones del nuevo rey. Entre otros nobles que se unieron a Fernando cabe mencionar Gaspar Paksy, conde de Arad. Estrigonia y Visegrád se rindieron, permitiendo a las fuerzas fernandinas reabrir la ruta fluvial por el Danubio.
Al suroeste Fernando se aseguró en paralelo el castillo de Sümeg y Veszprém en la zona del lago Balatón gracias a Tomás Szalaházi y a su pariente András Chorón de Devecser. Desde marzo, el señor de la guerra local László Móré, de origen eslavonio y castellano de Kaposvár, también respaldaba a Fernando. A este partido se sumaban en Transdanubia los Báthory, que controlaban Babócsa y la estratégica ciudad de Varaždin, y, tras sus vacilaciones iniciales, Ferenc Batthyány desde julio. También contaba con la ciudad real de Sopron, que junto a Presburgo había sido la única en asistir a la dieta que le proclamó rey. Un contingente estirio se hizo también con Szombathely en la frontera tras acabar con una revuelta campesina que había surgido ante el vacío de poder. Frente a ellos se encontraban las posesiones de los Erdődy, una familia croato-húngara con intereses en el sur de Hungría y en Eslavonia (notablemente, en Zagreb), y de Juan Banffy de Alsólendva, cabezas del partido de Zápolya en la región, así como el ya mencionado Christoph Frankopan y el conde de Pozsega, Juan Tahy.

#### La batalla de Tokaj, el sitio de Varaždin y la coronación de Székesfehérvár

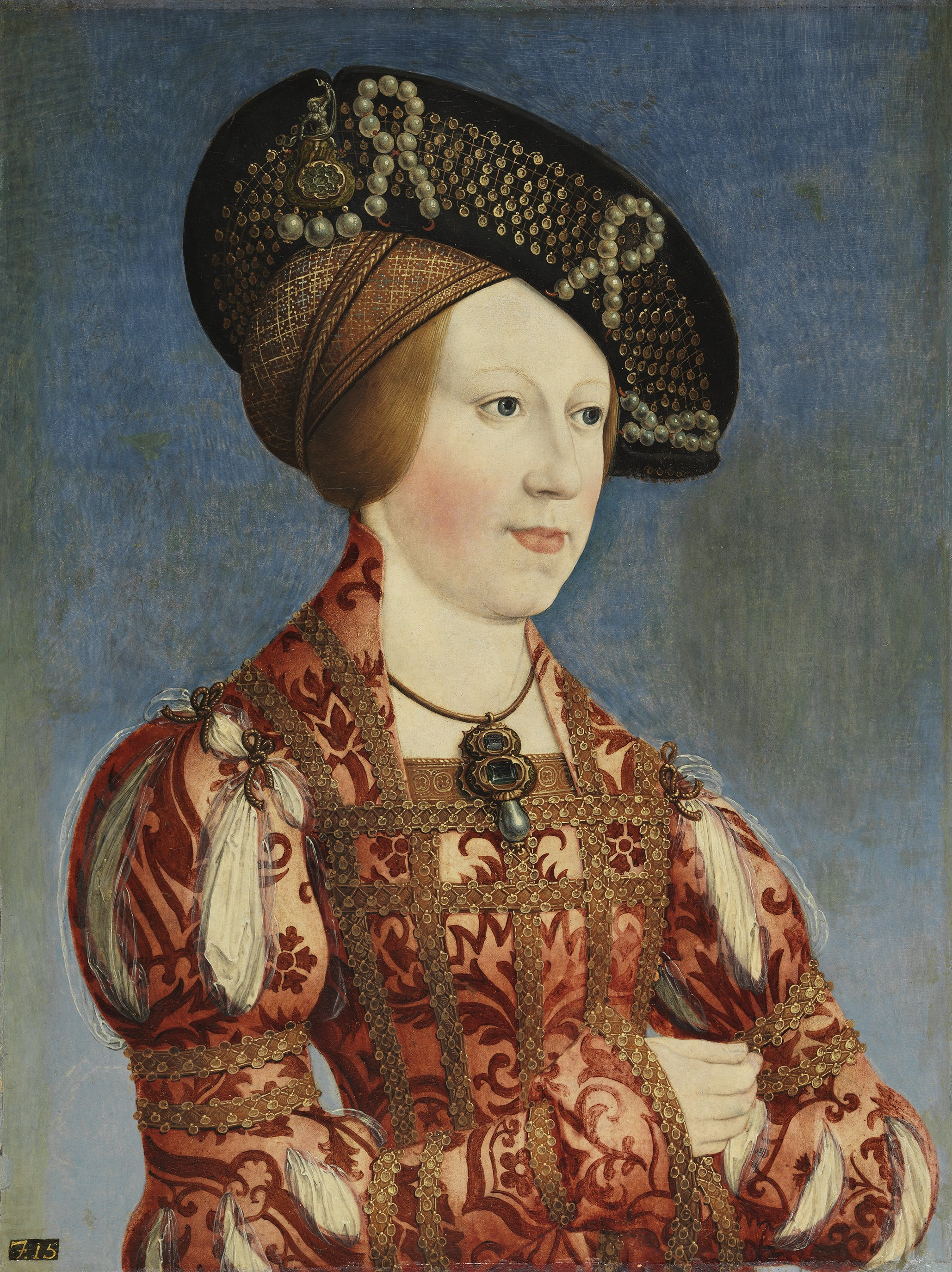
Ana Jagellón, esposa de Fernando desde 1521, fue una notable influencia para Fernando. Fue a través de ella que Fernando reclamó los tronos de Hungría y Bohemia. Juntos tuvieron 15 hijos. Tras su muerte, Fernando no se volvería a casar.

Los lansquenetes de Fernando persiguieron a Zápolya hasta Eger, donde Ferenc Dobó había organizado la zona para Juan I. Las fuerzas fernandinas ocuparon Eger, aunque su general Casimiro de Brandeburgo falleció de enfermedad y sufrieron la política de tierra quemada de Dobó. Ahí enlazaron con los partidarios de Fernando en los condados de Gömör y Torda como Gaspar Hórvath. 
Finalmente se produjo un enfrentamiento en campo abierto frente a Juan Zapolya en septiembre con la batalla de Tokaj. La derrota de Zápolya fue aplastante y tras la batalla fue abandonado en favor de Fernando por algunos de sus aliados como el arzobispo de Estrigonia Pablo Várdai, el obispo de Nitra Esteban Podmaniczky y el obispo de Vác Juan Országh, los hermanos Imre y Ferenc Bebek o el influyente noble Pedro Perényi, tesorero real y señor de propiedades en Abaúj y Temes. Juan Zápolya escapó a sus dominios en Transilvania.
Mientras sus fuerzas ocupaban Tokaj, Tállya, Regéc y Boldogkő, Fernando confió a Gaspar Serédi la pacificación de la Alta Hungría y otorgó a sus aliados Thurzó el título de conde de Szepes de los Zápolya si bien Juan I seguía controlando aún muchas fortalezas en el norte. Las propiedades de Ráskai, Dobó y otros partidarios de Zápolya en Hungría oriental como Ecséd fueron repartidas para ganarse a otras casas nobles como el ya mencionado Perenyi, György Maghy de Szatmár, László Kenderesy de Szolnok y László Parlaghy de Szabolcs. 
El mismo día de la batalla de Tokaj había fallecido en combate Frankopan cuando trataba de arrebatar Varaždin al partidario de Fernando, Esteban Báthory. Los eslavonios nombraron finalmente rey a Fernando en un sabor o parlamento en Križevci el 6 de octubre. En otoño la ciudad de Kassa y más nobles de la Alta Hungría como los Kékedy se decantaron finalmente por Fernando mientras que sus fuerzas en la zona bajo Luis Pekry tomaban más localidades como Késmárk y Liptó. Con estos éxitos empezaron los otomanos a ver a Fernando como una amenaza y a organizar una respuesta.
El 3 de noviembre de 1527 Fernando fue formalmente coronado según la tradición húngara en la basílica de Székesfehérvár. Numerosos nobles húngaros asistieron a la coronación de Fernando, siendo premiados con la confirmación de las concesiones que habían recibido de Zápolya o nuevos títulos. Ese fue el caso de los hermanos Thuróczy, condes y grandes propietarios del condado de Turóc, de Juan Lengyel de Somogy, de Antal Losonczy, hermano del capitán de Temesvár y bien relacionado con la hermana de Fernando, de Imre Országh, hermano del obispo de Vác, o de Mihály Imreffy, señor de Szerdahely en Somogy. 
Pavle Bakic también abandonó el bando de Zápolya a cambio del castillo de Lak mientras que los hermanos Parlaghy recibieron Pálóczy, cuyo señor había fallecido en Mohács. Los hermanos Révay, que habían defendido la candidatura de Fernando en la frontera sur, fueron igualmente recompensados con feudos en la Alta Hungría como Turócszentmárton, Mosóc, Blatnica y Szklabinyaváralja. Se trataría de una política recurrente de Fernando durante todo su reinado, que resarció de sus pérdidas frente a los turcos a sus partidarios de Sirmia, Eslavonia y Hungría meridional con nuevos feudos en el norte. 
Mientras Fernando pasaba el inverno en Estrigonia, sus embajadores, Georg von Reicherstorffer, Sigmund Gross y Martin Mauer estaban logrando a principios de 1528 con cierto éxito el apoyo de los sajones de Transilvania contra Zápolya. Fernando también concedió las propiedades de Bornemisza en Fogaras a Majláth. Otras nacionalidades de Transilvania mostraron menos apoyo a Fernando. Así, los serbios se mantuvieron partidarios de Zápolya bajo Radics Bosics, sufriendo un asedio por fuerzas fernandinas en Lippa. Igualmente respaldaban a Juan I los sículos.

### La administración fernandina

#### Las instituciones

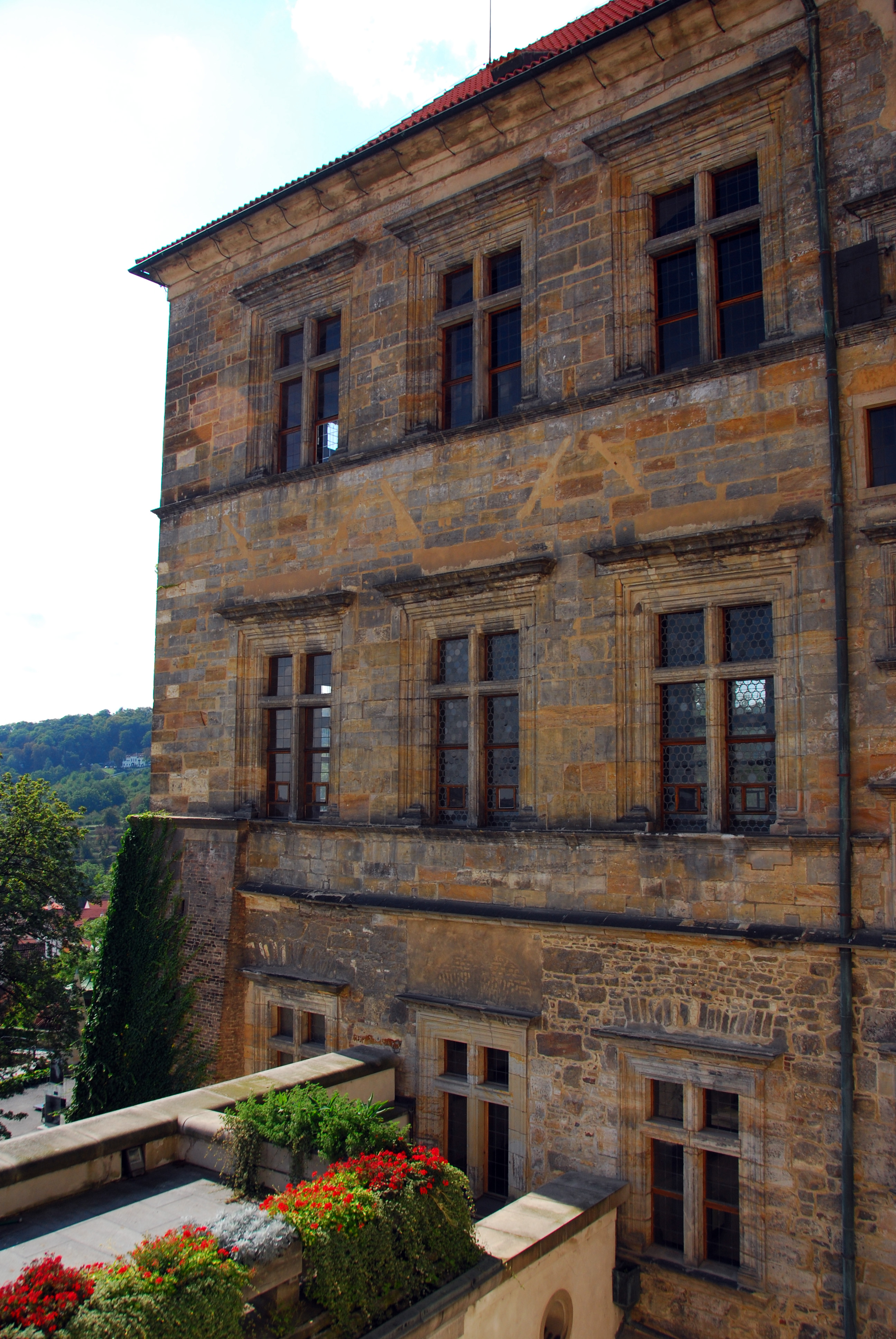
Sede de la cancillería bohemia de Fernando en el castillo de Praga. Fernando desarrolló un conjunto de instituciones para sus diferentes reinos bajo la coordinación central de su corte en Viena.

Fernando intentó desde diciembre de 1527 desarrollar la estructura estatal en sus dominios, con una corte en Viena para el archiducado de Austria e introduciendo instituciones similares a las de Viena en Innsbruck para la Austria Anterior, Praga para Bohemia y Buda para Hungría. Fernando publicó la Hofstaatsordnung codificando su administración. Creó un Geheimrat o Consejo Privado para la política exterior común para sus dominios, separado tanto del Hofrat o Consejo de Gobierno preexistente, que permaneció como cámara judicial, como de los Regiments con funciones ejecutivas en representación permanente suya en cada territorio. 
Igualmente extendió sus Cámaras de Cuentas (Reitkammer en alemán, Česká komora en checo, Udvari Kamarát en húngaro) a Viena, Innsbruck, Praga y Buda para gestionar las finanzas de sus estados, complicadas por las capacidades de veto de cada dieta. Todas ellas quedaron bajo el control de una nueva Hofkammer en Viena. Fernando contó para ello en Bohemia con Florián Gryspek, leal oficial de los Habsburgo en Innsbruck que pese a las reticencias de los nobles checos se convirtió en pieza fundamental de su administración en dicha corona. Con ello buscaba Fernando controlar las finanzas bohemias, identificando qué deudas y gastos realmente correspondían al soberano, y recuperar el dominium speciale o control de un patrimonio del monarca. En Hungría se apoyó en Nicolás Gerendi, parte de la corte de su hermana que Fernando designó obispo de Transilvania, así como sus fieles partidarios Nádasdy, Pemfflinger y Reicherstroffer, y en un antiguo funcionario de Luis II, Ferenc Kisserényi, que aseguró la continuidad de la administración.
Ese sistema permitió a Fernando mantener su control incluso pese a sus frecuentes desplazamientos. Para asegurar el funcionamiento de estas instituciones, Fernando prestó especial atención a la gestión documental, desarrollando un sistema de archivos basados en las innovaciones de la corte de Maximiliano en Innsbruck. Asimismo creó una cancillería ducal en Viena o Hofkanzlei encargada de los documentos y comunicaciones, solucionando las deficiencias de épocas anteriores en las que se dependía de la cancillería imperial. Aunque Fernando intentó centralizar la cancillería para todos sus dominios, hubo de sumar otra en Praga dado el papel del cargo como garante de que los procedimientos eran de acuerdo a la legalidad bohemia. En Hungría, Fernando nombró canciller a Tomás Szalaházi, con base en Presburgo en las cercanías de Viena. Todas estas instituciones se podían enviar correos gracias a la red que Gabriel von Taxis, maestro postal desde tiempos de Maximiliano, iba desarrollado desde Innsbruck al crecer los dominios de Fernando.

#### La burocracia fernandina

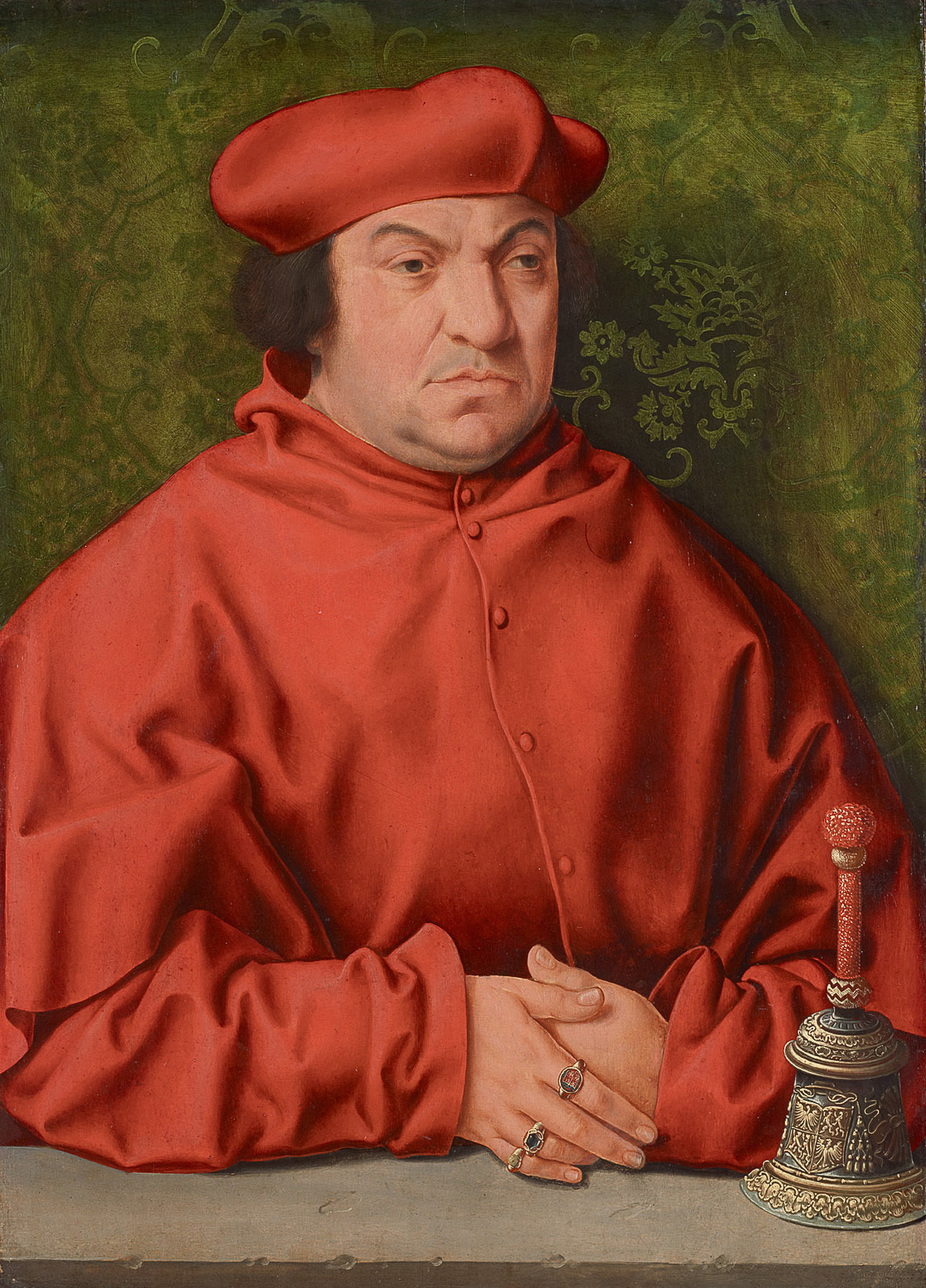
Bernardo Clesio reemplazó a Salamanca en 1528 como primer ministro de Fernando. Como canciller dirigió la política de Fernando de 1528 hasta su muerte en 1539.

Fernando también reemplazó a Gabriel de Salamanca, su impopular favorito español, con nobles locales. Así, ganó notable poder Bernardo Clesio, obispo de Trento, como canciller y principal consejero de Fernando. También se integraron en su consejo miembros de la pequeña nobleza austríaca como su nuevo tesorero Hans Hofmann von Grünbühel o los landeshauptmann o gobernadores Leonhard von Völs, Cyriak von Polheim, Veit Welzer o Hans Ungnad von Sonnegg. Fernando heredaba de Maximiliano una administración donde, por la necesidad del apoyo financiero de los estados, se había llegado a un gobierno compartido entre las dietas y el archiduque. Pese al enfrentamiento que marcó el comienzo de su reinado, desde 1526-1529 príncipe y estados fueron desarrollando una colaboración para gestionar la complejidad de la política exterior y de defensa. Así ganaron peso político los comandantes militares Johann Katzianer, Wilhelm von Roggendorf (cuyo cuñado Nicolás de Salm también había entrado al servicio de Fernando) y Cristoph de Waldburg o la familia Khevenhüller. Carente de experiencia militar de primera mano, Fernando se apoyó en esos generales durante su reinado. Gracias a la germanización de su administración, Fernando logró que las dietas aprobaran levas y contribuciones para la campaña de Hungría.
En Hungría Fernando usó los títulos de barones del reino, que formaban la corte real y la cabeza de la administración del país, para recompensar a sus partidarios. Muchos de ellos estaban vacantes por haber fallecido los titulares en Mohács o haber tomado partido por Zápolya. Así designó como palatino o lugarteniente del monarca a Esteban Báthory, que había sido clave en la creación de una facción favorable a su candidatura. El tercer cargo en rango, el de juez real, fue otorgado a Elek Thurzó, el otro gran magnate que le había apoyado. El hermano de Esteban, Andrés Báthory fue nombrado tesorero, título que pese a ser despojado de sus atribuciones económicas en favor de la nueva cámara húngara seguía siendo un cargo de alta relevancia como supervisor de las ciudades reales. Aun así el gobierno dependía en buena parte de un consejo de regencia dirigido por la reina viuda, María de Habsburgo, con el apoyo del ya mencionado canciller Szalaházi y del tesorero Gerendi. Fernando nombró ban de Croacia a Ivan Karlović, que había dirigido su partido en la región, reconoció a su también partidario Stefan Berislavić como déspota titular de Serbia (si bien la región estaba de facto en manos otomanas) y confirmó a Perenyi el título de voivoda de Transilvania que le había dado Zápolya. Fernando también otorgó títulos cortesanos para consolidar lealtades, nombrando a Imre Országh de Guth maestro de las puertas o responsable de la gestión de los palacios regios, a Juan Lengyel maestro de los conserjes, a Antal Losonczy copero real y a Jorge Báthory, hermano de Esteban y Andrés, maestro del caballo. Una última parte de su séquito serían los húsares reales, que pagados por el rey mantenían contingentes en su nombre y que servían alrededor del monarca como distinción de honor.
En Bohemia, donde no había habido tal renovación de la corte, Fernando retuvo una administración en Praga alrededor de los doce grandes cargos de la corona. El primero de estos era el burgrave supremo de Bohemia o burgrave de Praga, título que estaba en 1528 en manos de Zdeněk Lev de Rosental, uno de los principales magnates del reino. Dicho burgrave hacía de representante en ausencia del rey de forma comparable al palatino en Hungría y de castellano de Praga. Lo seguían en rango sucesivamente el hofmeister o senescal Vojtěch de Pernstein, el mariscal Jan de Lipé, el camarero Jaroslav de Šelmberka, el juez real Zdislav Berka de Dubé a Lipé, el canciller Adam I de Hradce y el juez de la curia Václav Bezdružický de Kolovrat. Todos estos cargos correspondían a los señores del reino. Tras ellos se encontraban los dos burgraves de Karlstein, elegidos uno en representación de los señores y otro en nombre de los caballeros, que gobernaban el castillo en el que se custodiaba el tesoro y archivo real, y los cargos reservados a la pequeña nobleza, como el notario supremo, el vicecamarero, responsable sobre las ciudades reales y el burgrave de Hradec Králové, zona fronteriza con Moravia y con especial autonomía al ser la dote de la reina de Bohemia.
Fernando siguió sin embargo usando e integrando en su administración nobles españoles como el propio Gabriel de Salamanca, que nombrado conde de Ortenburg permaneció en el consejo privado y fue nombrado bailío de Ensisheim. También españoles eran sus embajadores en Bruselas, Madrid, Roma e Inglaterra, Martín de Guzmán, Martín de Salinas, Gabriel Sánchez y Luis de Tovar, que gestionaban su política en lo relacionado con Europa Occidental, su hermano y los intereses dinásticos. En algunos casos como el de Martín de Guzmán o el de Martín de Salinas, se pueden trazar su vinculación a Fernando con su antigua corte en España. Igualmente hispanos fueron muchos cargos personalmente cercanos a Fernando o su familia, como sus secretarios Cristóbal de Castillejo y Juan de Castillejo, sus camareros Martín de Paredes y Juan de Hoyos, sus caballerizos Bernardino de Meneses y Pedro Fernández de Córdoba, su falconero y cazador mayor Alfonso de Mercado, los miembros de la casa de la reina Francisco y Pedro Laso de Castilla y Alonso de Meneses o su boticario, Antonio Calvo. Aunque muchos de esos cargos fueran cortesanos, se trató del círculo de confianza personal de Fernando, que los usó habitualmente en misiones diplomáticas y los recompensó con nombramientos en órdenes militares, matrimonios con la nobleza local austríaca y títulos nobiliarios vacantes. Algunos cargos, como el de caballerizo mayor, fueron usados sistemáticamente durante su reinado para integrar a nobles extranjeros en sus dominios imperiales, con fuertes presencia de los españoles de la corte. Algo similar ocurrió con la armería y la gestión de la ropa y la medicina de la corte de Fernando, así como en el servicio inmediato de la familia imperial. Los españoles siguieron siendo así un grupo significativo de su administración en Viena y el italiano, el español y el francés eran idiomas habituales. 
También fueron habituales los flamencos que habían venido con él de los Países Bajos, especialmente entre los músicos y artistas de su corte. Su maestro de capilla fue así el flamenco Arnold von Bruck, proveniente de la Grande chapelle habsburga de los Países Bajos. La etiqueta de la corte de Fernando, como la de Carlos, seguiría las costumbres borgoñonas. Así notablemente en 1526 Fernando empleaba a un Sumiller de Corps borgoñón, André de Douvrin. Fernando también usaría flamencos como embajadores en su política oriental como llegaría a ser el caso de Cornelio Duplicio Schepper, Gerard Veltwijck o Ogier Ghiselin de Busbecq, así como miembros de la administración imperial de Carlos V como Johan von Weze o de la antigua administración de Maximiliano como el ya mencionado Sigismund von Herberstein. Muchos de estos alemanes, españoles y flamencos alternaron su servicio a Fernando y a su hermano Carlos, con intereses repartidos entre todos los dominios habsburgo. 
Sin embargo, en los comienzos de su reinado en Hungría fueron predominantes los italianos en su diplomacia oriental, como Jerónimo Adorno, Giovanni Maria Malvezzi, Niccolò Secco o Jerónimo de Zara, dada la preponderancia de estos en las rutas comerciales con Oriente, la importancia del imperio otomano en la política exterior de Fernando y la dificultad de encontrar agentes capaces dispuestos a asumir los riesgos del puesto. Eso le llevaría a veces a emplear incluso a embajadores de sus antiguos enemigos como Jerónimo Laski, cuya experiencia en Constantinopla era de gran valor. Con el tiempo, se irían incorporando a dichas misiones militares de la frontera y miembros de su administración húngara como Leonhard von Völs el joven, Antonio Verancsics y Ferenc Zay, que aportaban un conocimiento de la situación real sobre el terreno.
Fernando llevó a cabo una deliberada política de integrar a la nobleza en sus nuevos dominios, favoreciendo los matrimonios entre la nobleza austríaca y bohemia así como con españoles e italianos, la dispersión de sus intereses a lo largo de los diferentes territorios y el uso de comités y asambleas generales que reunieran ambas dietas. La corte itinerante de Fernando sería un punto de socialización común para todos esos nobles. Se preocupó también de que sus propios hijos, especialmente su sucesor Maximiliano, aprendieran diferentes lenguas de sus dominios incluyendo el italiano, alemán, checo y húngaro.

#### Los retos pendientes
Sin embargo, y pese a que con las reformas fiscales de Fernando llegaría con el tiempo a duplicar la recaudación obtenida, los magros austríacos no daban para sufragar los efectivos movilizados para la guerra en Hungría. Fernando trató de introducir contribuciones excepcionales para financiar la defensa contra los otomanos (Türken Steuer, aprobadas en 1524, 1526 y 1529) y para cubrir el déficit, recurrió a la ayuda de su hermano Carlos, a fundir las joyas y tesoros que había dejado su difunto cuñado y a endeudarse con los Fugger. En Bohemia, el fuerte poder de la dieta limitaba sus ingresos. Las finanzas húngaras fueron también complicadas dado que la cámara de Fernando necesitaba de la cooperación de las autoridades condales, que muchas veces podían quedarse la recaudación para costear sus obligaciones militares.
Buscando mejorar sus ingresos, Fernando expandió su monopolio estatal sobre la sal a Bohemia, que era uno de los mayores territorios de Centroeuropa sin minas de sal propias. Implementar este esquema impositivo le obligó a tratar de evitar las importaciones de sal desde las minas del sur de Polonia, que eran la fuente de sal natural de Silesia. También integró las actividades mineras en Hungría, Bohemia y Croacia dentro de los esquemas que ya había organizado en Austria. Se hizo así con ingresos en Croacia gracias a las minas de cobre de Samobor y las minas de plata y plomo de los Zrínyi en Gvozdansko, lo que sin embargo requería asegurar la ruta a los puertos en el Adriático como Bakar, Senj o Rijeka. Fernando también lograría acabar con la acuñación de moneda local en Croacia que realizaban los Zrínyi independientemente de la corona. Otras minas, particularmente las grandes minas bohemias de Joachimsthal o las húngaras de Besztercebánya tenían concesiones previas que limitaban la acción de Fernando. Sin embargo desde su ocupación de la zona minera de Besztercebánya en 1528, Fernando pasó a recibir los pagos de los Fugger por la concesión real.
Otro problema sería integrar a la nobleza húngara que por la competencia de la corte de Zápolya, la existencia de corrientes antigermánicas y por tener una mayor barrera idiomática mantuvieron una menor presencia en la corte vienesa. Aunque los húsares de su séquito fueron una imagen habitual de las ceremonias de la corte participando con la nobleza de otros dominios habsburgo, la presencia estable en Viena se redujo a una pequeña cancillería, especialmente en los primeros años del reinado de Fernando.
Sería en el reino de Bohemia donde primero intentó dar pasos para centralizar la administración. Desde 1528 trató de limitar la gran autonomía de los burgos y municipios en el reino. Contaba con el apoyo de pequeñas dinastías en auge como los ya mencionados señores de Hradec, pero también con los señores de Weitmühl, los de Pernštejn, los Popels de Lobkovicové y los Berkas de Dubá, que encontraron oportunidades de carrera en la burocracia real. Con ellos, fue limitando el poder de los municipios y de los principales magnates. Entre otras cosas, acabó con las asambleas de círculos locales como instrumento legislativo, requirió que el rey convocara las dietas y aprobara los acuerdos de estas como condición para que se ratificaran las leyes y se apropió para corona de la ceca de Joachimsthal, cuyo dueño, el conde de Schlick, había muerto en la batalla de Mohács. Extender esas medidas a toda la corona fue sin embargo problemático, y por ejemplo Silesia siguió manteniendo fuertes dietas locales para cada ducado durante todo el reinado de Fernando mientras que en Bohemia la administración real se ganó la oposición de muchos nobles.
Pese a esta centralización, la elección de Fernando supuso una complicación para la integración de las instituciones de la corona bohemia. Al aumentar la distancia a la capital, Lusacia y Silesia quedaron en una situación más periférica y más lejos de las prioridades del soberano, habitualmente ocupado con la política imperial, el conflicto en Hungría o la política del reino de Bohemia, lo que permitiría el desarrollo de las tendencias centrífugas lusacias y silesias y la preservación de la autonomía local de esas provincias. Fue habitual que los territorios buscaran guía política en Praga y guía religiosa en Sajonia.
Fernando también trató de evitar la extensión del anabaptismo en Bohemia y Silesia, donde se habían refugiado muchos predicadores tras las guerras campesinas. Así expulsó a Caspar Schwenckfeld y Jacob Hutter. En Silesia Fernando aprovecharía la muerte en diciembre de 1528 de Casimiro II de Teschen para tomar los ducados de Glogovia y Troppau.

### El contraataque de Zápolya

#### La Alta Hungría
Ante la neutralidad del rey de Polonia Segismundo I Jagellón el Viejo y la tibia ayuda de la liga antihabsburgo de Francisco de Francia, Venecia, el papa Clemente VII y Enrique VIII de Inglaterra, Zápolya acudió ante el sultán turco Solimán. El 27 de enero de 1528 firmó un tratado con él y lanzó un intento de retomar Kassa. Sin embargo fue derrotado por las tropas de Fernando en marzo de 1528 en Szina. Juan I hubo de refugiarse al norte entre sus simpatizantes en Polonia, lo que motivó quejas de Fernando ante Segismundo.
La batalla fue seguida por nuevos avances fernandinos en la región. Las fuerzas comandadas por Katzianer, Törok de Enying y Perenyi recibieron refuerzos de ciudades leales como Kassa (que celebró la victoria habsburgo) y Bartfa y empezaron una nueva campaña para expulsar a Zápolya de la Alta Hungría. Újhely y Sárospatak, junto a Kassa y en manos de un partidario de Zápolya llamado Simón Athinai, fueron sitiadas y tomadas pese a un intento de socorro de Dobó, así como el castillo de Szepes, otra de las principales bases de Zápolya en la Alta Hungría. Katzianer siguió hacia el norte tomando Bystrica, Likava y Zniót. Trencsén, en la frontera con Moravia, fue sitiada a continuación pero resistió un tiempo. Perenyi mientras mantenía la presión contra Transilvania tomando Dés y Déva e intentando infructuosamente asediar Lippa.
La situación no era sin embargo fácil para Fernando, rodeado de enemigos. Ese marzo una conspiración de Otto von Pack, basada en documentos falsificados que decían que la conquista de Hungría era un primer paso antes de volcarse contra los luteranos, estuvo a punto de causar una guerra con los príncipes protestantes en el Sacro Imperio. Al mismo tiempo Zápolya estaba a punto de abrir un nuevo frente en la zona gracias a un noble lusacio que le era leal, Nickel von Minckwitz. Fernando regresaría entonces a Austria y no volvería físicamente a Hungría durante años. El mismo mes de marzo, los turcos lanzaron otra incursión desde Bosnia contra Croacia y Carniola. Tras haber roto el año previo la línea de defensa croata en Bosnia, los otomanos tomaron ese año Gospić y devastaron Lika y Carniola. En abril otra razia turca asoló Szeged antes de ser derrotada por Hoberdanecz y retirarse a Sirmia. El parlamento eslavonio decretó una movilización contra los turcos ese mes mostrando su respaldo a la causa fernandina. Fernando sin embargo estaba endeudado y debía soldadas a sus tropas de la campaña previa, lo que limitaba su capacidad de respuesta.

#### El impás de 1528-1529
Zápolya, cobijado en Polonia, reorganizaba mientras sus fuerzas y logró retomar posiciones cerca de Kassa como Tőketerebes y sitiar Sárospatak, que cayó antes de recibir auxilio fernandino. Notablemente había mandado a su embajador Jerónimo Laski ante la corte de Solimán, cuyo respaldo contra Fernando logró. A ello siguió un sitio de Tállya por parte de fuerzas zápolya y preparaciones de otro contra Gyula mientras Katzianer seguía ocupado en el sitio de Trencsén. Dicha ciudad cayó finalmente en junio en manos habsburgo gracias a la colaboración de burgueses como Juraj Kupec. Fernando mantuvo a autoridades municipales como Pavel Baračka, lo que apunta a que muchas de ellas le eran favorables. El obispo de Nitra, Esteban Podmaniczky, contemporizaba con la administración de Fernando como tutor de sus sobrinos, los hermanos Rafael y Juan Podmaniczky si bien la zona montañosa era un importante foco de bandolerismo y los nobles locales aprovechaban la guerra para ocupar territorios como barones ladrones. 
A finales de junio, Zápolya regresó a Hungría y obtuvo finalmente una victoria en la batalla de Földvar gracias a las tropas valacas y moldavas vasallas de los otomanos. A cambio de ceder las fortalezas fronterizas de Csicsó, Bálványos y Beszterce a los vasallos turcos, Zápolya aseguró Transilvania. Algunos nobles transilvanos como Matías Majláth, que Fernando había nombrado conde de Fogaras en el sur de Transilvania, pasaron a su bando. La victoria en Földvar y la represión subsiguiente en Transilvania acabaron en la práctica con el apoyo de los sajones a Fernando si bien algunos focos como Brassó, Földvar, Segesvár o Nagyszeben, siguieron resistiendo a Zápolya durante años y mantuvieron ocupadas a las fuerzas transilvanas de Juan I. Todo ello arruinó el plan de Fernando de zanjar las deudas generadas por la campaña entregando a sus acreedores las minas de sal de Transilvania.
Juan I se aseguró además zonas vecinas gracias al apoyo de la nobleza húngara. Pedro Perenyi, cuyas posesiones familiares en los condados de Temes y Abauj lindaban con Transilvania y que había tenido fricciones con los sajones, volvió al partido zápolya. Imre Czibak, obispo de Nagybánya, en el también vecino condado de Bihar, fue otro sólido respaldo de Zápolya mientras que su pariente Petrovics seguía controlando Temesvár. Con simpatías en Polonia y entre nobles magiares y eslavos como los Podmaniczky, los Kostka, los Drugeth o la rama de Somlyó de los Báthory, Zápolya también mantuvo localidades en la Alta Hungría en los condados de Zemplen y Ung o la región de Považie.
Siendo típico que las campañas otomanas empezaran en primavera, Fernando pasó el verano de 1528 explorando alianzas para contener la esperada contraofensiva turca. Su hermano Carlos, enfrascado en su guerra con Francia, rechazó invertir más recursos en Hungría y Fernando tanteó posibles alianzas con Polonia, Inglaterra, Escocia o el papado. Sin embargo, solo hubo otra incursión de saqueo turca contra Croacia y Carniola, mientras el obispo de Zagreb se convertía en el nuevo foco del partido zápolya en Eslavonia y buscaba el apoyo de potencias extranjeras como Venecia. En septiembre Fernando pudo reunir un nuevo contingente de cinco mil soldados contra Erdödy pero terminaron centrados en la amenaza otomana. En la Alta Hungría sus partidarios sufrieron mientras otro revés frente a fuerzas a leales a Zápolya en un combate cerca de Kassa. Fernando entonces fue fuertemente criticado por su ausencia en el país.
En octubre Fernando acudió a Presburgo a solicitar a la dieta húngara financiación para una nueva campaña. Aunque la obtuvo, su general Katzianer fue poco efectivo y no logró articularla durante las inclemencias del otoño. Ese mismo mes el ban de Croacia, Iván Karlović, derrotó en Belaj con fuerzas croatas y carniolas una tercera incursión de fuerzas irregulares turcas, que aún volverían a atacar en noviembre pero sin que hubiera intervenido el ejército imperial otomano. Pese a ello, la amenaza turca hacía poco fiable las lealtades de los nobles en la frontera. La asistencia turca sí devolvió a Zápolya el control de las áreas serbias alrededor de Becse y Becskerek al sudoeste de Transilvania. Fernando volvió a solicitar apoyo a su hermano y a las dietas austríacas en noviembre. Las incursiones turcas no solo motivaron la progresiva restauración y ampliación de las fortalezas en Carniola y Croacia, sino su dotación por tropas de todos los ducados austríacos y mercenarios españoles.

#### Política imperial

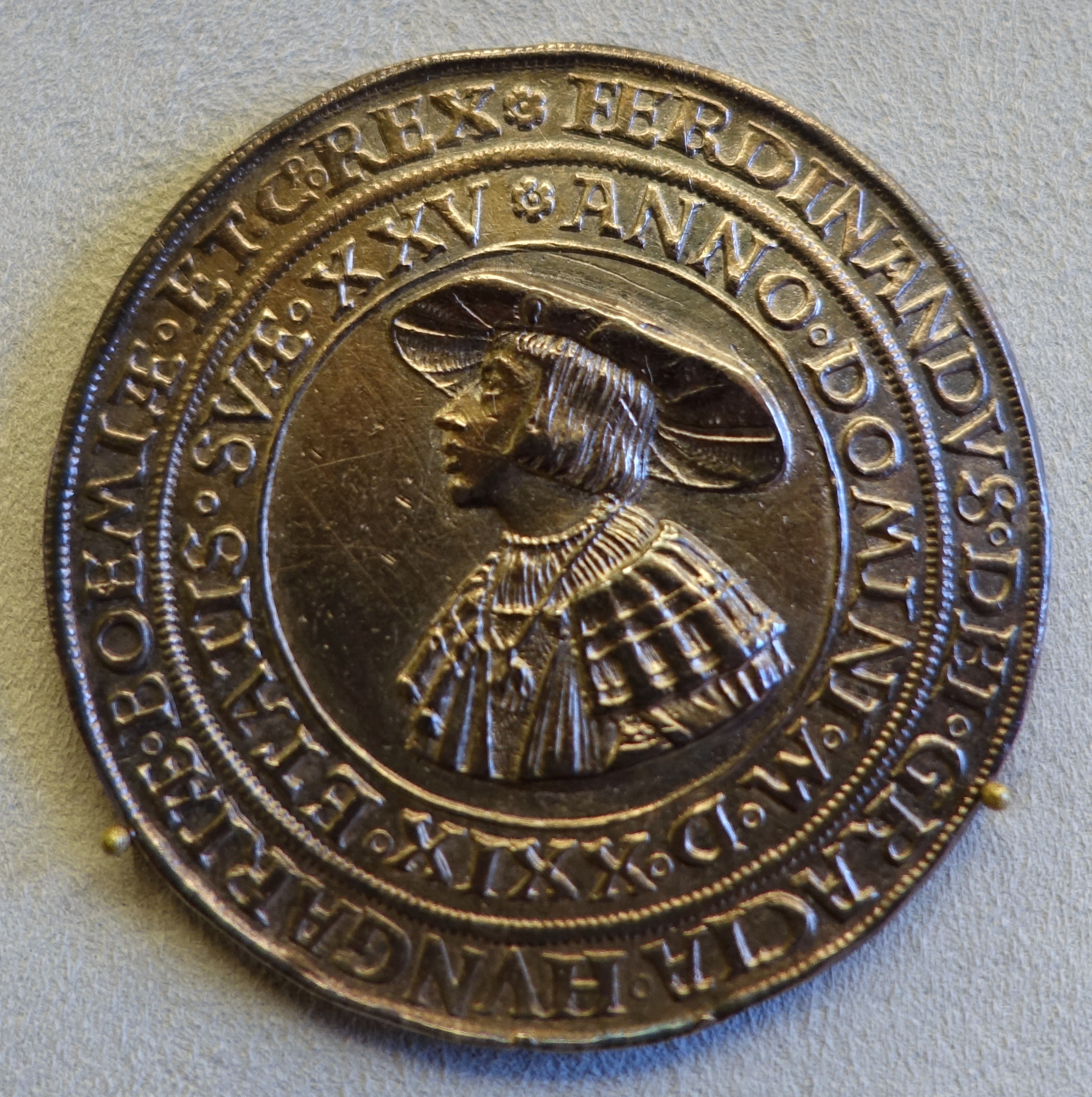
Medalla con el retrato de Fernando, fechada en 1529.

Fernando fue fijando su corte en Viena en una posición más alejada de la primera línea y céntrica a sus diferentes intereses, frente al mayor uso de Innsbruck y Wiener Neustadt en los comienzos de su reinado. Para Bohemia, Fernando designó capitanes y gobernadores que detentaban la representación del rey cuando no estaba presente. En Hungría, Fernando aprovechó la muerte del nádor o palatino Esteban VII Báthory para evitar de facto el cargo y nombrar un gobernador (locumtenens palatinalis) de designación regia pero sin el carácter vitalicio del título nádor. También volvió a involucrarse en la política imperial en paralelo a la húngara tras la crisis que había generado la conspiración de von Pack. 
La dieta de Espira de marzo de 1529, en la que participó como representante de su hermano el emperador, fue un fracaso. Fernando, frustrado con el avance del luteranismo tras las concesiones de las dietas anteriores y receloso de los protestantes tras la conspiración de von Pack, mantuvo una línea dura contra los protestantes pese a las recomendaciones de Carlos, centrado en Italia, y Erasmo, que para enojo de su pupilo tenía puntos comunes con los protestantes. Sin este apoyo, Fernando no pudo dotar las fortificaciones en Hungría ante las noticias de un gran ejército otomano en camino.
Los protestantes sin embargo no estaban unidos, dadas las diferencias de doctrina entre Lutero y Zuinglio. Las tesis de Zuinglio no solo enfrentaron al predicador contra los luteranos sino que alarmaron a los cantones suizos católicos que temían una resurgencia de Zúrich y buscaron el apoyo de Fernando. En abril, Fernando llegó a una Alianza Cristiana con los cantones de Lucerna, Uri, Schwyz, Zug y Unterwalden. Ese mismo año, la primera guerra de Kappel terminó con una victoria protestante frente a los cantones católicos suizos que Fernando respaldaba, en buena parte por la falta de apoyo de un Carlos V ocupado con los conflictos en Italia. Más éxito tuvo Fernando en Zagreb, donde fuerzas hispanogermanas derrotaron al obispo partidario de Zápolya esa primavera.

#### La campaña de Solimán

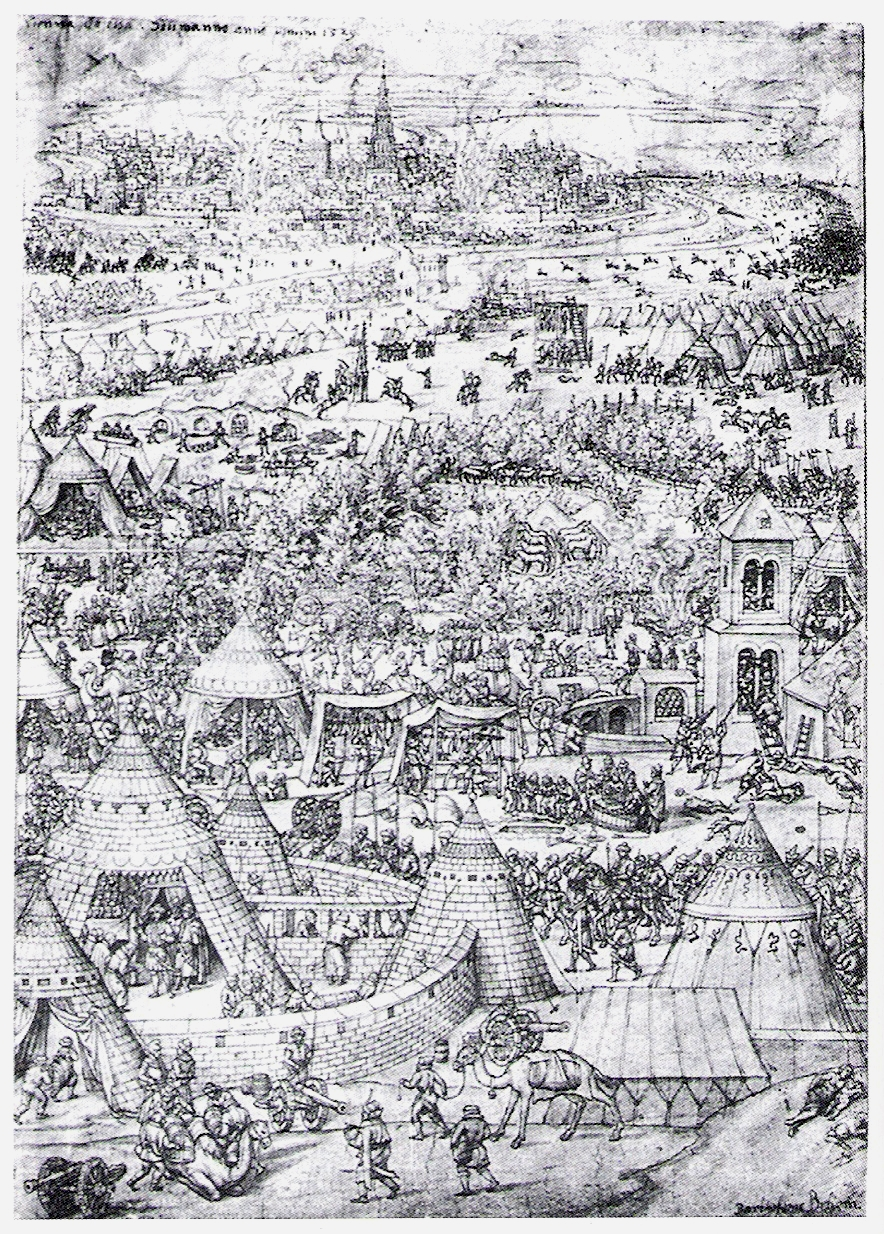
Grabado contemporáneo del sitio de Viena, mostrando a las tropas turcas acampadas frente a los muros de la ciudad (Museo de Viena).

En el verano de 1529 un numeroso ejército otomano, que según las crónicas alcanzaba el cuarto de millón de soldados y trescientos cañones, invadió el reino húngaro y barrió a las fuerzas de Fernando en el sur de Hungría. En Eslavonia y el sur de Hungría, las promesas turcas de parar las incursiones de años previos y devolver áreas fronterizas causaron que la región volviera a respaldar a Zápolya si bien Croacia siguió respaldando a Fernando. Fernando mientras, siguiendo el consejo de su tía, evitó el enfrentamiento en campo abierto contra un enemigo tan superior en fuerzas. Fernando en cambio congregó en Linz a las dietas austríacas y a la dieta de Moravia, logrando la aprobación de levas generales. La dieta bohemia, a diferencia de estas, se negó a desplazarse a Linz por lo que Fernando se trasladó personalmente a Praga. Conocedor de que las fortificaciones austríacas estaban desfasadas, se realizaron mientras llamamientos para tomar medidas de urgencia en las defensas Viena.
La capital de Buda fue tomada por Solimán a principios de septiembre y entregada a Juan I. El cambio de suertes en el conflicto trajo un cambio de lealtades entre los nobles húngaros, perdiendo el bando fernandino a Tomás Nádasdy, que fue capturado durante la toma de Buda y pronto se cambió al partido del rey Juan I de Hungría. Solimán continuó tomando la vecina Pest y avanzando a lo largo del Danubio a través de Visegrád, Estrigonia, Komárom, Tata, Gyor y Magyaróvár antes de llegar ante Viena. Al este del río, Gyula quedó aislada del resto de territorios de Fernando y terminaría siendo tomada por el partidario de Zápolya, Imre Czibak.
Al mismo tiempo las fuerzas en el castillo de Presburgo rechazaron intentos hacia el norte, dejando a los otomanos centrados en Austria a la que llegaron al tomar Bruck. Fernando afrontó su mayor prueba con el sitio de Viena que siguió, si bien él personalmente permaneció en Praga en negociaciones con la dieta bohemia. La llegada de refuerzos imperiales a Krems impidió que los turcos pudieran cruzar más allá en el Danubio. El asedio finalmente terminó con una victoria austríaca gracias a la efectividad de las contraminas de los defensores, el impacto de las inclemencias meteorológicas sobre los sitiadores y los problemas logísticos de los atacantes. En octubre, tras fracasar un último y costoso asalto a gran escala, los otomanos se retiraron de Viena ante las noticias de que se estaba congregando un ejército imperial para liberar la ciudad. La dieta bohemia en Praga había aprobado finalmente sumarse a la campaña y Carlos, tras la firma de la paz de las Damas en agosto, se había trasladado a Espira y había logrado la movilización de los príncipes imperiales para levantar el sitio. 
La victoria en el sitio sería un gran símbolo para Fernando en el futuro, que usaría para presionar a las dietas en favor de nuevas ayudas bélicas y para evitar que otras potencias cristianas apoyaran a Zápolya. El ejército que Solimán había congregado se dispersó durante la retirada. Con ayuda bohemia y moravia, Fernando comenzó la reconstrucción de la ciudad, que había sufrido un incendio en 1525 y había quedado asolada por el sitio. Fernando comenzó con la modernización del Palacio Imperial de Hofburg, antiguo castillo medieval.

#### La contraofensiva de Fernando

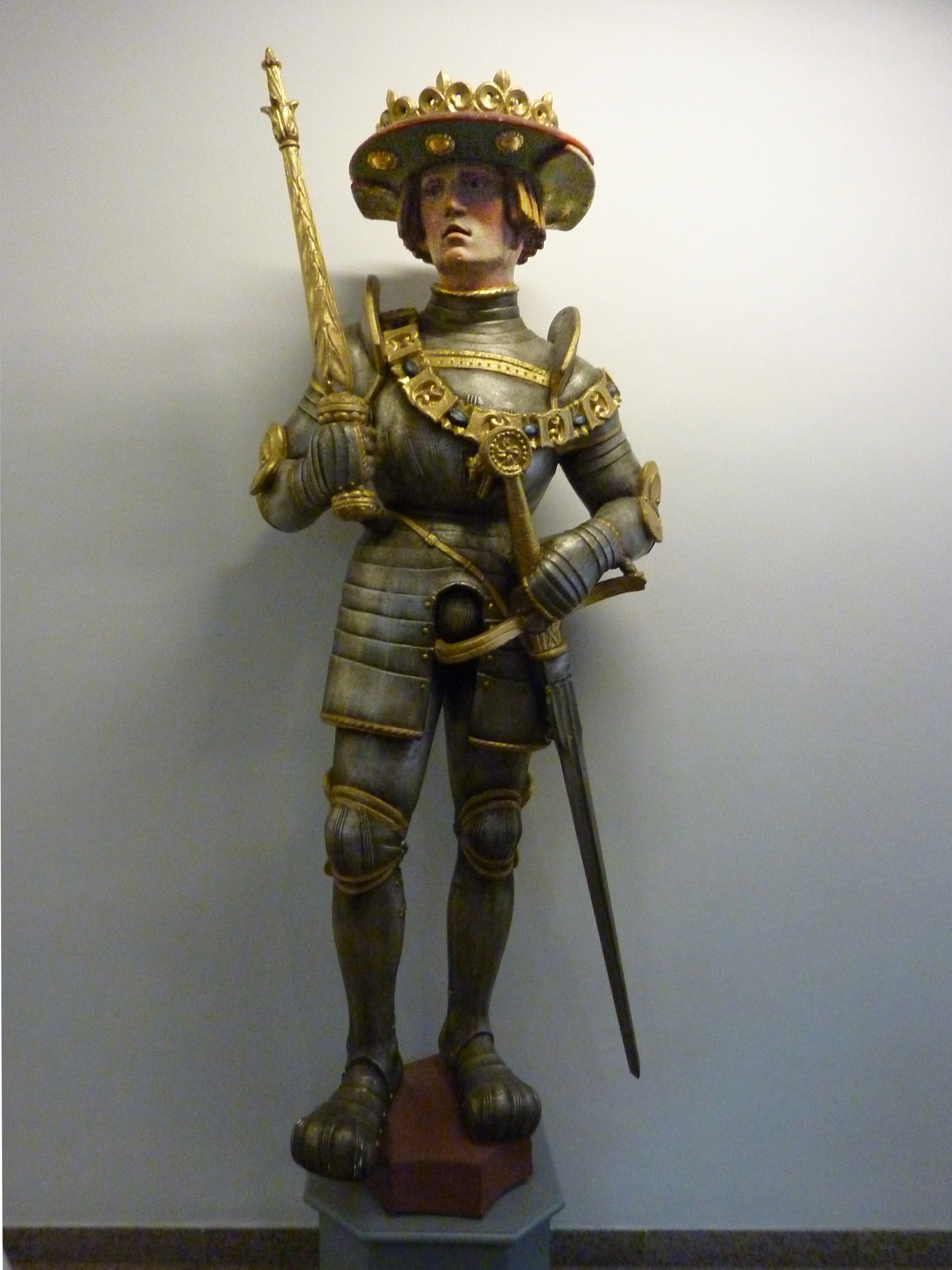
Escultura de Fernando en 1530, obra de Hans Sixt von Staufen destinada a ser exhibida en Friburgo.

Las fuerzas fernandinas retomaron a finales de 1529 tras la retirada de Solimán algunas ciudades fronterizas como Sopron, Magyaróvár, Gyor, Komárom y Estrigonia. Al norte, ciudades como Nagyszombat, Trencsén, Kassa, Szepes y Tokaj fueron aseguradas por los leales a Fernando. En Eslavonia y la Alta Hungría se reanudó la guerra entre los partidarios de los Habsburgo y los Zápolya. Los Habsburgo también mandarían un embajador en 1529 a la Persia safávida, rival de los turcos en el Este, para tratar de abrir un segundo frente, si bien la alianza no terminó de dar frutos. Los recursos de Zápolya estaban sin embargo tan agotados como los de Fernando, lo que supuso que el frente se estancara. Pese a que la situación bélica se estabilizó tanto Fernando como Juan I de Hungría aún reclamaban la corona y la totalidad del reino. Fernando perdió asimismo a su principal general, el conde Nicolás de Salm, a consecuencias de heridas sufridas durante el sitio previo. 
En 1530, Fernando tuvo una complicada negociación de enero a febrero con las múltiples dietas para financiar una nueva campaña, donde notablemente los estados moravios, lusacios y silesios se sumaron a los austríacos en una dieta general. En el sur, la situación era caótica, con razias turcas saqueando tanto la Croacia leal a Fernando como la Eslavonia donde el obispo de Zagreb era partidario de Juan. Algunos partidarios de Fernando como Luis Pekry negociaban con los zápolya ante su superioridad numérica y el miedo a que los turcos los volvieran a apoyar, mientras que los Zrínyi buscaron una tregua particular con los turcos. Fernando convocó a la dieta croata en Topusko, no lejos de la línea defensiva del Una, para organizar la defensa de la frontera, y envió a Rauber a investigar los tratos entre los Zrínyi y los otomanos. En marzo, los estados de Austria Interior volvieron a aprobar un despliegue conjunto para enfrentar las incursiones turcas, que para octubre habían sido movilizadas. Los dirigentes locales, especialmente el mariscal carnio Katzianer y el gobernador de Estiria von Ungnad, adquirieron gran importancia con el mando de esta fuerza.
Aunque no se produjo ninguna división formal de Hungría, de facto el dominio húngaro de Fernando se limitó a lo que organizó como Baja Hungría (las ciudades mineras eslavas del noroeste con el área alrededor de Presburgo, Nitra y Trencsén con las ricas minas de cobre de Besztercebánya propiedad de mercantes de Augsburgo como los Fugger, actual Eslovaquia Occidental), los condados fronterizos entre Austria y el lago Balatón (Estrigonia, Komárom, Moson, Gyor, Sopron, Vas) y la Croacia alrededor de Zagreb, protegida por una línea de fortalezas que pasaba por Varasdin, Sisak, Bihać y Senj. Zapolya mientras reinaba en el centro y el oriente del reino como vasallo de los turcos, que pusieron a Alvise Gritti como primer ministro para mantener su influencia en el país.

#### La frontera militar

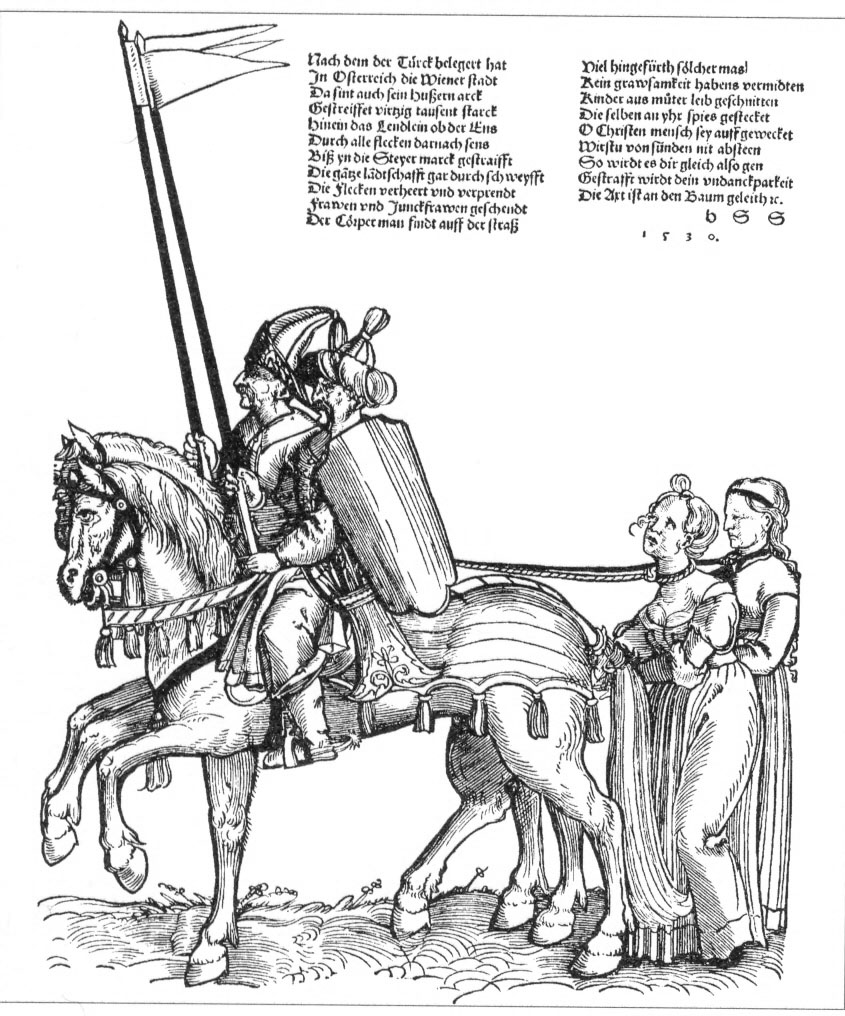
Grabado de Lorenz Stör mostrando dos jinetes turcos con cautivos de una de sus expediciones en Austria Interior, c. 1530

Además, el imperio otomano lindaban directamente a través de sus dominios en Bosnia con la Croacia de Fernando. Las fuerzas regulares turcas estaban suplementadas por los akıncı, soldados irregulares que vivían del botín y cuyas expediciones eran habituales incluso en tiempos de paz. En los años previos ya habían llegado desde Bosnia a Croacia, Carniola y Carintia y en 1530 se vivieron nuevas incursiones en Croacia. Los obispos de Senj y Zagreb se pasaron al partido fernandino ante el miedo a las incursiones turcas en Croacia, si bien hasta 1534 aún mantuvieron una posición ambivalente.
Fernando así continuó con las reformas empezadas en los años previos en Carniola y alrededores y creó una frontera militar, donde expropió las fortalezas de la nobleza de la zona por motivos bélicos, construyó nuevas fortificaciones actualizando los castillos medievales a baluartes aptos para la guerra con artillería (gracias a ingenieros italianos como Domenico dell'Allio) y asentó a colonos en condiciones favorables en la frontera a cambio del compromiso de su servicio militar como Wehrbauer (campesinos militares). Graz, Laibach, Agram (Zagreb) y Viena fueron usadas como depósitos de armas para esta frontera. Igualmente se desarrollaron fundiciones para la construcción de armas de fuego y artillería ligera. Ferenc Batthyány, leal partidario de Fernando en Croacia, había recibido fortalezas en la frontera entre Austria y Hungría (actual Burgenland), que donde asentó colonos dando lugar a los croatas de Burgenland. Numerosos croatas habían tomado parte en la defensa de Viena de 1529 y volverían a participar en la defensa contra las siguientes campañas turcas contra las posiciones en el Danubio.
Aprendiendo de las lecciones de Viena, donde esas fortalezas solas no habían podido parar a los otomanos, Fernando persuadió en mayo a las dietas de sus dominios austríacos para sufragar parte de los gastos de secciones de la frontera que servían como defensa avanzada de sus estados aunque las tropas y fortificaciones estuvieran fuera de su territorio. En la visión estratégica de Fernando era necesario asegurar una zona colchón en Hungría para prevenir nuevas amenazas contra Viena, incluso aunque ello sacrificara a veces sus intereses húngaros. Gracias al respaldo de los estados austríacos Fernando pudo complementar los recursos de los que disponía en Croacia y Hungría. No logró sin embargo el apoyo de la dieta imperial, reacia al creciente poder habsburgo.
Entre otras medidas para obtener fondos adicionales, Fernando recibió un préstamo del patrimonio de su esposa, vendió la ciudad morava de Jemnice a un noble checo y empeñó propiedades en Suabia. Así Haguenau, Kaysersberg y Ortenau volvieron al Palatinado como pago por sus deudas con ellos, reservándose Fernando un derecho de recompra. Felipe del Palatinado-Neoburgo había dirigido junto a Salm la defensa de Viena y la casa del Palatinado volvía a estar alineada políticamente con los Habsburgo. Pese a todo ello, las deudas de Fernando con sus banqueros crecían y los Fugger, que tras una bancarrota de los Hochstetter en 1529 habían pasado a ser los principales financiadores de los Habsburgo, terminaron embargando en 1530 las rentas napolitanas del testamento de su abuelo aragonés. Los Thurzó, socios de los Fugger en sus empresas mineras húngaras y con vínculos matrimoniales con estos, recibieron igualmente en prenda de préstamos numerosos estados en los condados del norte de Hungría junto a la concesión de los trigésimos y aranceles en la zona.

#### Croacia y Eslavonia
Gracias a ello el leal Jurišić, nombrado capitán de Rijeka con mando sobre las defensas al sur de Austria, pudo afrontar una reforma de las defensas en Croacia. Buscando asentar la población en la zona, que ya había sufrido en la pasada guerra con Venecia y que ahora quedaba expuesta a los turcos, Fernando concedió en 1530 un estatuto o carta de población a Rijeka. Para neutralizar la amenaza de incursiones navales otomanas desde Obrovac se construyó en 1530 un castillo en la costa en Bakar, un importante puerto entre Rijeka y Senj, lo que fue seguida por la expropiación de las fortalezas de los Frankopan en la comarca costera de Vinodol y el desarrollo en Senj de una guarnición costera con soldados austríacos. Esos puertos, claves para la defensa contra los otomanos y para el transporte de metales, se desarrollaron durante el gobierno de Fernando, perdiendo su comercio tradicional con la Dalmacia ocupada por los otomanos pero ganando nuevos tráficos hacia Austria e Italia. Al sur, el exclave de Klis seguía en manos croatas gracias al uscoco Petar Kružić. 
Desde Senj la línea zigzabeaba en el interior siguiendo el curso del río Una, en cuyas orillas se encontraban los castillos del lugarteniente de Fernando en Croacia, Ivan Karlović, (Mutnik), de su cuñado Nicolás III Zrínyi (Zrin, Kostajnica), de varias ramas de los Frankopan (Brinje, Tržac, Cetin, Skrad o Slunj) y destacadas fortalezas reales como Ripač, Bihać, Krupa y Otočac. Las fortalezas reales fueron dotadas de fondos para su defensas mientras que algunas fortalezas nobiliarias como Brinje fueron confiscadas por Fernando con el permiso del sabor croata para organizar la defensa. Para 1530, las dietas de Austria Interior habían ampliado a siete las fortalezas que subvencionaban en Croacia.
Tras la desembocadura del Una en el Saba, la línea cubría las ciudades de Sisek y Zagreb gracias a fortalezas entregadas por Fernando al ban Karlović como Medvedgrad, Lukavec y Rakovec, las posesiones de Pedro Keglević, un veterano de las guerras contra los turcos que había adquirido Kostel, Krapina, Blinja, Bijela Stijena, Pakrac, Novi Grad y Lobor y las de los Ernuszt, que habían emparentado con Keglević y que eran dueños de Čakovec, Đurđevac, Molve y otras posesiones en Međimurje. La zona fue clave durante el reinado de Fernando para garantizar el transporte fluvial y financiar las fortificaciones fronterizas con los turcos.
Para consolidar esta frontera, Fernando asentó a uscocos (eslavos de la Bosnia y Croacia otomanas que habían formado bandas en la costa aún libre del dominio turco), refugiados croatas y serbios que huían del avance turco en Sirmia y Eslavonia, y valacos (poblaciones de lengua romance de los Balcanes y el Danubio, habitualmente de tradición trashumante). La primera oleada de dichos colonos comenzó en la década de 1530, con las poblaciones desplazadas de los últimos avances turcos en Bosnia y el sur de Croacia. En la propia Croacia, el asentamiento de estas poblaciones era vital dado que la defensa contra las incursiones irregulares se articulaba en torno al refugio en las fortalezas, que los akıncı no podían tomar al carecer de la artillería del ejército profesional, y la insurrectio o leva temporal convocada por el ban entre los habitantes de las cercanías para emboscar a los incursores, especialmente cuando el botín o las fortalezas los frenaban.

## Rey de Romanos

### Ascenso al trono y estabilización

#### Elección como rey de romanos

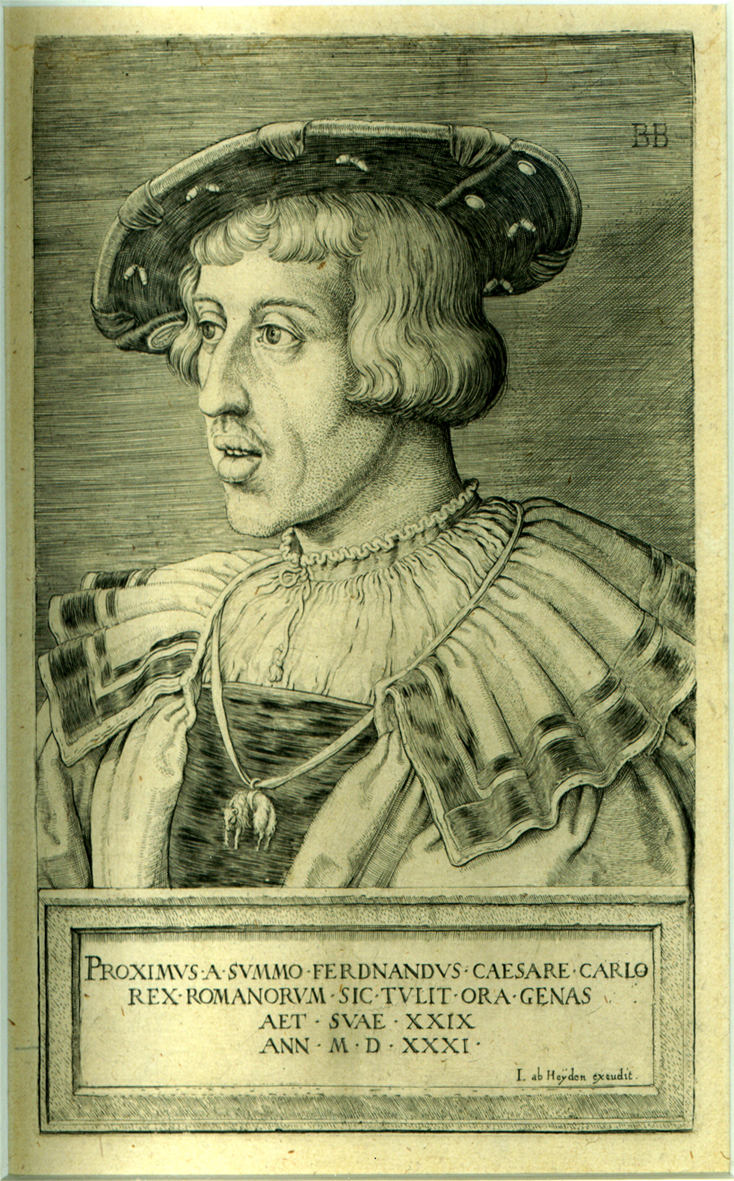
Grabado de Fernando I, por Barthel Beham (c. 1531)

Mientras, la división entre luteranos y reformistas en Alemania y la vuelta del papa a la alianza con los Habsburgo en el tratado de Barcelona habían permitido a Carlos ser por fin coronado en 1530. Aunque su hermano Carlos ya se había servido de Fernando como representante y defensor de su política en el imperio durante sus largos periodos de ausencia, fue a partir de esta coronación imperial en febrero de 1530 que se comenzó a desarrollar el reparto pactado entre hermanos. En septiembre Carlos le confirió formalmente el título de archiduque de Austria en una ceremonia según el Privilegium Maius, una falsificación de sus antepasados que pretendía igualar el estatus de Austria con el de los electores.
La situación no era sin embargo favorable a Fernando. Las confesiones de Augsburgo de verano de 1530 supusieron un punto de inflexión para el luteranismo en sus dominios. En septiembre sus tropas vencieron de nuevo al obispo de Zagreb en Croacia, forzando un armisticio en el sur. En diciembre de 1530, sin embargo, fracasó un sitio de Buda liderado por Wilhelm von Roggendorf y Baltasar Bánffy, deteniendo los avances en Hungría.
Materializando los acuerdos previos con su hermano Carlos, Fernando fue finalmente elegido rey de Romanos en Colonia por los electores el 5 de enero de 1531 si bien sufrió a la oposición a su nombramiento de los principales líderes protestantes, Felipe de Hesse y Juan Federico de Sajonia, a los que se sumaron en la alianza de Saalfeld sus enemigos católicos, los duques de Baviera. El resto de electores apoyó el nombramiento, que al igual que la elección de Carlos fue acompañada de sustanciosos pagos financiados por los Fugger, banqueros de Fernando. El 11 de enero era coronado como rey de romanos en Aquisgrán según el ceremonial imperial. Desde ese momento pasó a gestionar con más protagonismo los asuntos imperiales en nombre de su hermano, cada vez menos presente en el Sacro Imperio. La ejecución del pacto de la herencia consolidó la relación de los hermanos, pasando Fernando a ser un fiel ejecutor en el Imperio de la política de Carlos. Sin embargo también consolidó a Fernando como una fuerza por sí mismo en la política imperial, dando paso a una progresiva emancipación de los Austrias de Viena de la rama principal en España.
El 21 de enero Gritti acordó en Visegrád una tregua en Hungría donde Fernando y Zápolya consolidaban el statu quo en el país. Sin embargo, Fernando seguía envuelto en conflictos también fuera de Hungría. En febrero de 1531 se formó una liga protestante en Esmalcalda que aglutinaba a la oposición a los hermanos Habsburgo. En Hungría mientras la guerra seguía detenida, con Juan I y Fernando intentando repetidas veces una solución diplomática. Así en marzo se celebraron en Babócsa y Bélvár nuevas negociaciones para continuar la paz en Hungría, con ambos bandos proponiendo diferentes sedes para nuevas entrevistas. Mientras, la reforma protestante comenzó a desarrollarse en Hungría de la mano de Matías Dévay.
Las negociaciones entre Fernando y Juan I no fructificaron antes de que llegaran noticias de que Solimán planeaba una nueva campaña. Fernando trasladó la Cámara de Cuentas húngara y su gobernador de Buda a Presburgo en 1531, que pasó a actuar como la capital de facto de la Hungría Real de Fernando. Como parte del cambio, el austríaco Wolfgang Puchler sería nombrado para la cámara húngara, lo que daría comienzo a una mayor presencia germana en la administración húngara. En la corona de Bohemia Fernando fracasó en abril en lograr la aprobación de más financiación para la guerra. En el Danubio, Fernando creó gracias a un préstamo de su hermano una flota de sloops con base en Kómarom. Los otomanos mientras continuaban su expansión tomando Kobaš en Eslavonia ante la inacción de Katzianer.
En esa complicada situación, Fernando afrontó en junio de 1531 la sucesión del duque piasta Juan II, duque de Opole y Racibórz, que había dejado como heredero al margrave Jorge de Brandeburgo-Ansbach. Acosado por las deudas, Fernando aceptó la herencia como prenda de un importante préstamo del margrave. En octubre de 1531, sin embargo, los cantones suizos católicos vencieron en la segunda guerra de Kappel, lo que trajo la muerte del reformador religioso Ulrico Zuinglio y el predominio católico en los valles alpinos de la frontera occidental de Fernando. Con eso y con la muerte en abril de 1532 del histórico líder de los campesinos anabaptistas tiroleses, Michael Gaismair, asesinado por dos soldados que deseaban cobrar la recompensa que Fernando había ofrecido, se alejaron parte de las amenazas sobre sus dominios.

#### La paz en Hungría
Fernando seguía pese a ello acosado simultáneamente por los luteranos en los dominios imperiales y por los otomanos en Hungría. Sufrió la presión de los protestantes demandando una paz con los turcos en la dieta de Ratisbona de abril de 1532. Políticamente, los príncipes imperiales rechazaban aportar fondos para intereses de los Habsburgo fuera del imperio mientras que religiosamente Lutero creía que los turcos eran el castigo de Dios por la corrupción de la iglesia, lo que hacía la lucha contra los turcos de los Habsburgo un desafío a Dios. Los príncipes protestantes sumaron a su causa a las potencias vecinas enemistadas con los Habsburgo. En mayo, el embajador francés concluyó una alianza con ellos en Scheyern, sumándose a Federico I de Dinamarca, que había depuesto al cuñado de Fernando, Cristián II. 
A cambio de mantener las ayudas económicas para la guerra contra los turcos, Fernando concedió en julio de 1532 la paz de Núremberg prometiendo respetar las conversiones mientras no se celebrara un concilio como se había pedido en Espira. Fernando tuvo similares presiones en favor de más libertad religiosa por parte de las dietas de sus dominios austríacos, dada su debilidad política, económica y militar. Su propio hermano Carlos le alentó, ante la falta de fondos para mantener el esfuerzo bélico, a buscar la paz con los turcos. Para el final de la guerra, Fernando llegó a deber casi un millón de florines a los Fugger.

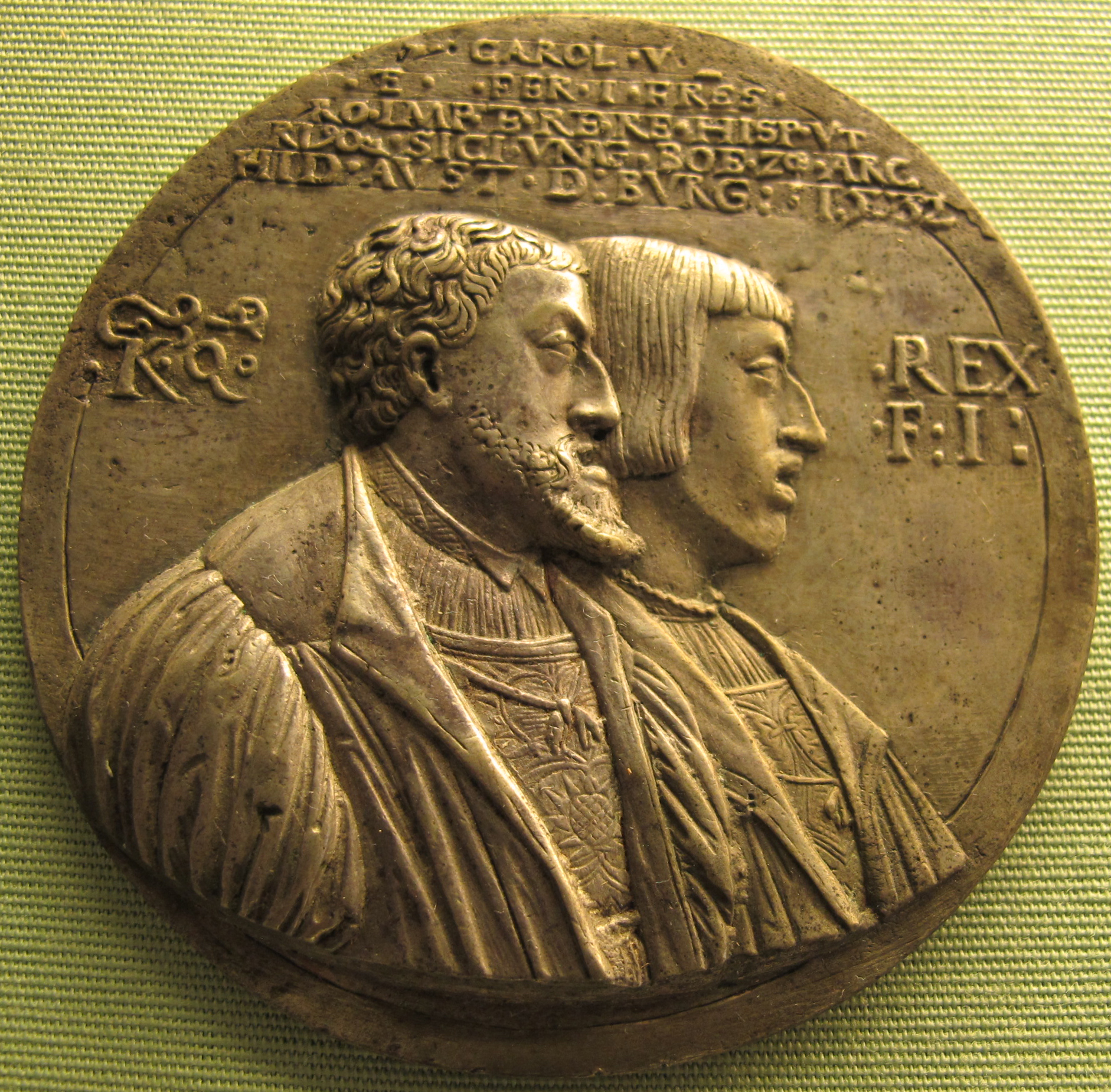
Los hermanos Fernando y Carlos, en una medalla de 1532.

Mientras, las fuerzas de Fernando abortaron una segunda campaña contra Viena con una victoria estratégica en el sitio de Güns en agosto de 1532. La fortaleza, bajo el mando de Nicolás Jurišić, demoró tanto el avance otomano contra Viena que los ejércitos imperiales congregados hicieron a los turcos suspender su avance contra Viena. El principal contingente otomano emprendió la retirada saqueando el territorio. Solimán asedió durante la retirada Graz y Marburgo, sin éxito, lo que fue seguido en septiembre por una aplastante victoria imperial en la batalla de Leobersdorf sobre una fuerza turca que se había separado y posteriormente por la derrota de otro contingente otomano en Wiener Neustadt. En Unterdrauburg, las fuerzas locales lograron rechazar un intento de otra fuerza turca de atravesar los pasos de montaña hacia Carintia. Los restantes efectivos otomanos se retiraron a sus dominios en los Balcanes. En general, la costosa línea de defensa sur en Croacia logró durante las siguientes décadas impedir incursiones turcas contra Carniola y Austria. Incapaz de pagar a las fuerzas reunidas, Fernando no pudo sin embargo contraatacar.
Mientras Fernando enfrentaba la campaña turca, la flota habsburgo del Danubio sufrió ese mes en paralelo una derrota en Komárom frente a las más numerosas embarcaciones de Juan I pero sin consecuencias territoriales en el Danubio dada la retirada del ejército otomano y la incapacidad del ejército de Zápolya de tomar la fortaleza sin apoyo turco. Zápolya sí logró ese año ampliar su control de Pécs y Eslavonia y con ello de la crítica ruta comercial que conectaba Hungría con el mar.
Fernando redobló sus esfuerzos de obtener una alianza con los safávidas enviando una nueva embajada en 1532. Mientras, el mar dio varios triunfos a los Habsburgo: los uscocos de Fernando en Senj incendiaron el puerto en manos turcas de Obrovac en una incursión, los de Klis quemaron en septiembre la cercana fortaleza otomana de Solin y el condottiero Andrea Doria, que recientemente se había pasado al servicio de Carlos V, abrió en otoño un frente en la retaguardia otomana con la toma de Patras y Corona.
Con el corazón mediterráneo de sus dominios amenazado y un creciente peligro persa en su frontera oriental, Solimán accedió primero a una tregua en enero de 1533. La tregua dio tiempo a Solimán para afrontar el problema de las fortalezas griegas que Andrea Doria había tomado, cuyo destino era negociado a cambio de acabar la guerra en Hungría. Pese a las pretensiones de Fernando y la necesidad de desviar recursos a Grecia y la frontera oriental, Solimán se negó a abandonar a Zapólya por haberle dado su palabra. Mientras Fernando a su vez seguía tomando medidas para reforzar la frontera sur. Así se ordenó al gobernador de Istria que asentara a morlacos, un grupo valaco, para reforzar la posición. Igualmente se produjo la primera sesión conjunta de los parlamentos de Croacia y Eslavonia. Zápolya mientras siguió consolidando Pécs y con ello su control de Eslavonia, incluso amenazando Zagreb.
Finalmente Solimán y Fernando llegaron a una paz con mediante el tratado de Constantinopla de junio de 1533, que confirmó la división de facto del reino húngaro a cambio del acuerdo de un tributo de 30 000 florines. El tratado fue una humillación diplomática de los Habsburgo, dados la negativa otomana a reconocer el título imperial de Carlos como igual al padishá turco y el hecho de que Fernando hubo de entregar las llaves de Estrigonia como muestra de derrota, solo para que Solimán pudiera devolvérselas en apariencia de generosidad. Más allá de la humillación, la paz fue un triunfo estratégico de los turcos que gracias a entronizar a Zápolya lograban romper la alianza entre los Habsburgo y Hungría alrededor de la que había pivotado la política de Fernando, previniendo que se convirtiera en una amenaza. Algunos autores lo identifican como un ejemplo clásico de la política exterior otomana, que dividía a los rivales y establecía vasallos previo a intentar una anexión directa. Solimán pudo entonces centrarse en campañas contra Persia y contra Corona, a cuya guarnición española permitiría sin embargo evacuar la ciudad. Fernando volvería a mandar otra embajada a Persia a 1533, con la que los Habsburgo trataban de establecer una alianza que contrarrestara en el futuro la creciente cercanía entre otomanos y franceses.

#### El ducado de Wurttemberg y la paz con los protestantes

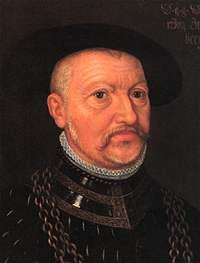
Ulrico de Wurttemberg fue otro destacado enemigo de Fernando. Durante doce años (1522-1534) intentó recuperar el ducado de Wurttemberg en manos de Fernando. Fernando hubo de ceder en 1534, aunque mantendría durante las décadas siguientes sus propias aspiraciones a recuperar el ducado.

Ahuyentada la amenaza turca, la política imperial mantuvo ocupado a Fernando en 1534. El depuesto Ulrico de Wurtemberg seguía reclamando el ducado de Wurtemberg y durante su exilio había logrado el respaldo del líder protestante Felipe de Hesse. En enero de 1534 Francia, que llevaba años interesada en Felipe como líder mercenario en el Imperio, respaldó a ambos tras una entrevista con Felipe en Bar-le-Duc y en febrero la Liga de Suabia, fragmentada en los últimos años entre católicos y protestantes, se disolvió dejando a Fernando sin aliados en su frente occidental. Felipe también pudo sumar a su causa al líder mercenario Guillermo de Fürstenberg, que pese a haber colaborado con los Habsburgo en el pasado servía al mejor postor. La ciudad de Estrasburgo, en manos evangélicas, también apoyó la campaña mientras que otras ciudades protestantes del sur del Sacro Imperio mostraron neutralidad ante las posibles consecuencias.
En mayo, 24 000 soldados invadieron el ducado de Wurtemberg defendido por apenas 11 000 hombres de las guarniciones de Fernando en Austria Anterior dirigidas por Felipe del Palatinado-Neoburgo. Tras ser derrotadas las fuerzas de Fernando en Lauffen el día once, Ulrico recuperó al fin el ducado mientras el emperador Carlos rechazó intervenir en favor de su hermano Fernando en un intento de mantener la paz en el imperio. La tensión con Francia, la guerra del Conde en Dinamarca donde los católicos intentaban recuperar el poder en Escandinavia con apoyo de Carlos y una nueva expedición del corsario otomano Barbarroja en el Mediterráneo tenían los recursos habsburgo al límite. Héricourt, en manos de Salamanca desde los sucesos de 1525, quedó como una plaza estratégica para evitar que la amenaza se extendiera contra el Franco Condado de Carlos o el condado de Ferrette de Fernando, si bien Salamanca deseaba vender el señorío por los costes de mantenimiento y los Habsburgo hubieron de subsidiarle.
Finalmente se llegó el 29 de junio a la paz de Kadan que zanjó el conflicto de Wurtemberg al admitir como duque a Ulrico bajo un vasallaje nominal a Fernando y la aceptación de Fernando como rey de romanos por los protestantes. En la misma paz se negoció la exclusión de los temas religiosos de las competencias del Tribunal de la Cámara Imperial, dado que los bienes eclesiásticos en territorios protestantes se convertían ante el tribunal en una disputa partidista por su composición católica. Dicha paz no solo evitó que los príncipes protestantes se aliaran con potencias extranjeras mientras Enrique VIII estaba creando la iglesia anglicana, sino que también previno que los estados católicos usaran ese mecanismo para controlar obispados en el imperio como podía ser el caso de Baviera con Augsburgo, cerca de la frontera de los estados de Fernando.
Desde ese año Fernando recuperaría una política más conciliadora con los luteranos, llamando a su lado a predicadores erasmistas como Friedrich Nausea. Dicha política siguió excluyendo a los anabaptistas, que durante una visita pastoral del obispo de Viena Fabri a Lusacia en 1534 vieron una nueva campaña de expulsiones de los dominios de Fernando.

#### La paz con Baviera
Fernando también tuvo éxito ese mismo año en ganar la alianza de los duques católicos de Baviera Guillermo IV y Luis X, que volvieron al partido imperial. Los duques eran hermanos de Sabina de Baviera, la mujer de Ulrico cuyo maltrato había causado originalmente la deposición del duque y preferían que el trono pasara a su sobrino Cristóbal, criado en Baviera. Eran además fervientes católicos, frente al protestantismo que traían Felipe de Hesse y Ulrico. En general, pese a disentir sobre quién debía ocupar el trono de Wurtemberg, tanto Fernando como los duques bávaros preferían que continuaran políticas previas como la Liga de Suabia que mantenían la influencia de sus dinastías en la región frente al panorama posterior al regreso de Ulrico, que sólo favorecía la influencia de Felipe de Hesse y de los protestantes. Pese al conflicto dinástico precedente, tras una entrevista en Linz de los hermanos con Fernando en septiembre se llegó a un entendimiento.
Los duques de Baviera aceptaron así el nombramiento de Fernando como rey de romanos, renunciaron a sus reclamaciones sobre el trono de Bohemia y sobre Kufstein e indemnizarían a su hermano Ernesto por su renuncia a la herencia. A cambio, se pactó una alianza política como principales potencias católicas en el sur de Alemania sellada con el compromiso de la segunda hija de Fernando, Ana, con el heredero bávaro Teodoro, con la concesión de que la casa de Baviera heredaría Austria en caso de extinción de la línea masculina de los Habsburgo. También se mantuvieron las exenciones aduaneras a los productos bávaros, críticas al ser Austria y Baviera competidoras en el mercado de la sal.
El matrimonio no se ejecutaría por la temprana muerte de Teodoro en 1534 y pronto surgieron diferencias entre Fernando y los duques de Baviera. Fernando era partidario de una política contemporizadora con los luteranos mientras que los duques de Baviera lo eran de una línea dura católica ante el auge que el luteranismo estaba teniendo en el sur de Alemania tras la introducción de la reforma en Würtemberg. Pese a ello, la entrevista de Linz supuso un reordenamiento de las alianzas en el sur del imperio y los duques respaldarían a los Habsurgo desde entonces.

#### Política imperial
Una última fuente de distensión para Fernando fue la muerte en septiembre de 1534 del ambicioso Alvise Gritti. El representante de los otomanos en Hungría había acumulado poder en el país hasta el punto de que los nobles húngaros creían que aspiraba a la corona para él mismo. Había sido además un importante eslabón en los intentos de cerrar una alianza franco-otomana y en alentar a los príncipes protestantes contra los Habsburgo para tratar de crear un segundo frente que permitiera otra ofensiva de Solimán. Sin embargo su intento de hacerse con el poder frente a la nobleza húngara causó un levantamiento contra él que terminó con la muerte de Gritti y sus hijos. Su muerte supuso que Zapólya, libre de la presión directa turca, estuviera receptivo a nuevas negociaciones con Fernando.
En 1535 Carlos se centró en preparar una expedición masiva contra los turcos en Berbería, delegando en Fernando la política imperial. La carga, que incluía prevenir nuevos conflictos mientras las fuerzas habsburgo estuvieran ocupadas, amenazaba con sobrepasar los recursos de Fernando. Entre otros temas, hubo de lidiar con las guerras de Güeldres, donde el duque de Jülich reclamaba el ducado de Güeldres que Carlos había tomado para sí, la continua amenaza de Francia o del electorado de Sajonia, líder de los luteranos. También hubo de gestionar la implementación de la paz de Kadan negociada el año anterior. El duque Ulrico seguía siendo una fuente de tensión en el imperio por su enfrentamiento con Baviera y por su apoyo a Francia, pese a acudir ese verano a reunirse con Fernando. Igualmente Fernando hubo de vigilar al landgrave Felipe de Hesse, que sin embargo estuvo ocupado con la rebelión anabaptista de Münster.

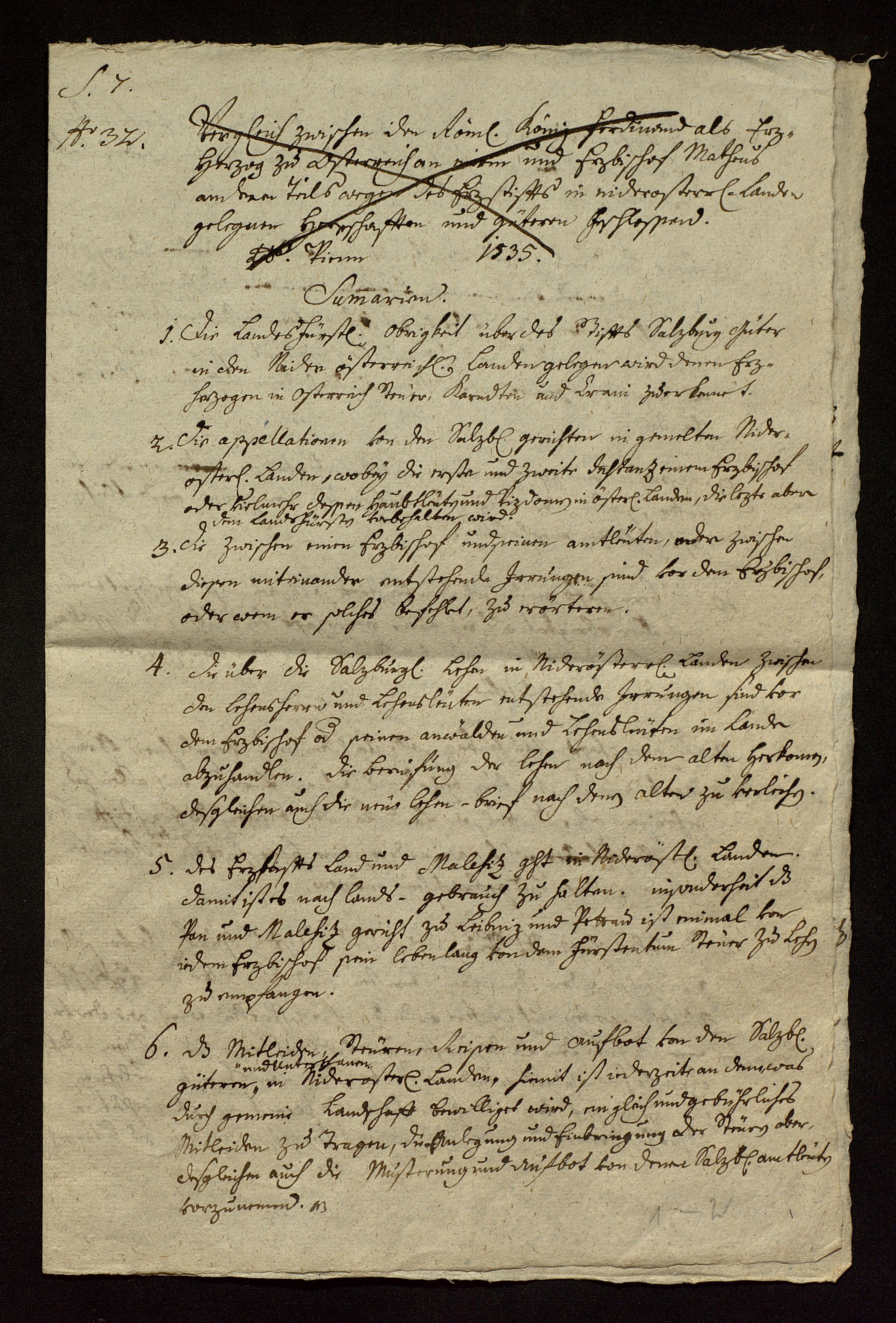
Página del receso de Viena, que zanjaba las disputas entre el los archiduques de Austria y los arzobispos de Salzburgo (Archivos Estatales Austríacos).

Fernando también hubo de mantener la paz con Venecia, con la que había un compromiso de arbitraje para delimitar la frontera en el Friul y con los suizos que colaboraban con Francia y con los que había disputas sobre los ingresos de monasterios fronterizos. Los Habsburgo llegaron finalmente, mediante un pacto en Trento en junio de 1535, a una paz con la república de Venecia, que terminó con la devolución de Aquilea a su antiguo patriarca. Belgrado y Castelnuovo d'Istria siguieron sin embargo siendo disputados entre Fernando y Venecia.
En 1535 Fernando también afrontó la cuestión de Salzburgo. Los arzobispos de Salzburgo, eran príncipes con inmediación imperial y por ende independientes de las posesiones del archiduque de Austria. Sin embargo, eran los propietarios de diversos castillos en Estiria, enclavados en los dominios de Fernando. Si esas localidades se consideraban parte de Salzburgo en vez de propiedades en Estiria, estarían exentas de la ley y, significativamente, de los impuestos del ducado de Fernando. Con base en eso, sus contribuciones habían sido irregulares en los años anteriores, habitualmente dependiendo del apoyo eclesiástico a Fernando en cada momento dado. Sin embargo, el sitio de Güns de 1532 había evidenciado lo crítico que el sistema defensivo sufragado por los estados de Estiria era para todos y las demandas de que las localidades se integraran en el sistema fiscal estirio iban en auge. 
Fernando había obtenido en enero de 1535 un acuerdo con el obispo de Bamberg, también dueño de propiedades en Carintia y Estiria, en el que el obispado confirmaba sus exclaves como parte de los ducados austríacos. Finalmente, Fernando logró en octubre de 1535 el receso de Viena, que zanjaba las propiedades de Salzburgo en Estiria como feudos del ducado y por ello, parte de su dominio. Como parte del acuerdo también se zanjó la primacía austríaca al nominar al obispo de Gurk en Carintia, que sería elegido dos veces por Austria frente a una por Salzburgo.
Ese octubre de 1535 también se vio marcado por la muerte del último Sforza, recomenzando los conflictos en Italia tras la expedición de Túnez. Pese a los proyectos de Fernando, su hermano Carlos finalmente reclamó para sí el ducado de Milán, comenzando una nueva guerra en la que Francia a su vez ocuparía el Piamonte. La cuestión de Milán volvió a tensar las relaciones entre Fernando y Polonia, pues la reina Bona era otra potencial heredera del ducado. Mientras, en Croacia la dieta amenazó con nombrar a otro rey si Fernando no garantizaba la defensa contra los turcos.

#### Política doméstica
Respecto a sus propios estados, Fernando aprovechó la paz para continuar el desarrollo de un estado que cohesionara sus dominios lo que le llevó numerosas negociaciones con los estados feudales. Uno de sus grandes logros fue profesionalizar su administración, introduciendo en sus dominios el concepto de jurista profesional frente al empleo de clérigos en la burocracia. Sería el caso de personas como Claudio Cantiuncula, en Alsacia y la regencia de Innsbruck o el ya mencionado Beato Widmann que incluso tras la pérdida del ducado de Wurtemberg siguió siendo parte importante de la cámara de Austria Anterior. Muchos de ellos provinieron de la escuela de Friburgo, donde además de Zasius y Eck se había llegado a trasladar Erasmo. Otro gran avance de Fernando fue el lograr uniformizar el procedimiento administrativo de las diferentes dietas, empezando en 1535 en Carniola.
En 1535 se construyó un edificio para la regencia de Ensisheim en Alsacia, desde la que se gestionaba la parte más occidental de Austria Anterior (los cuatro países o Alsacia, Sundgau, Brisgovia y Selva Negra) y en 1536 se celebró un parlamento en Altdorf como primera asamblea conjunta de los restantes y dispersos territorios suabos. Las negociaciones con los estados eran complejas y Fernando solo logró del parlamento suabo una fracción de los impuestos que pedía. Tanto la diputación alsaciana como la suaba (desde 1537 mencionada como landvogtei de Suabia en vez de landvogtei de Altdorf) dependían de la regencia de Innsbruck, que pese a la pérdida de Wurtemberg seguía tratando de consolidar sus dominios en la zona. Entre otras medidas, los gobernadores de Fernando en Suabia trataron de mediatizar las abadías de Murbach, Weissenau y Weingarten, el señorío de Morimont y las aldeas imperiales de Leutkircher Heide así como apoderarse de las tierras de la recientemente desaparecida casa de Werdenberg. Sin embargo, esta organización motivó ciertas críticas desde los territorios del Vorarlberg, cuyos representantes se habían reunido por su cuenta en años previos, lo que generó una tercera dieta en Bregenz también dependiente de la regencia de Innsbruck.
En Austria igualmente insistió en mantener la autoridad ducal sobre las ciudades y limitar la influencia de la nobleza en ellas. Mientras, los estados le exigían garantizar la libertad religiosa a cambio de aprobar los necesitados impuestos para aliviar sus finanzas, aunque la existencia de la amenaza turca hizo que supeditaran las demandas religiosas a una política de defensa común.

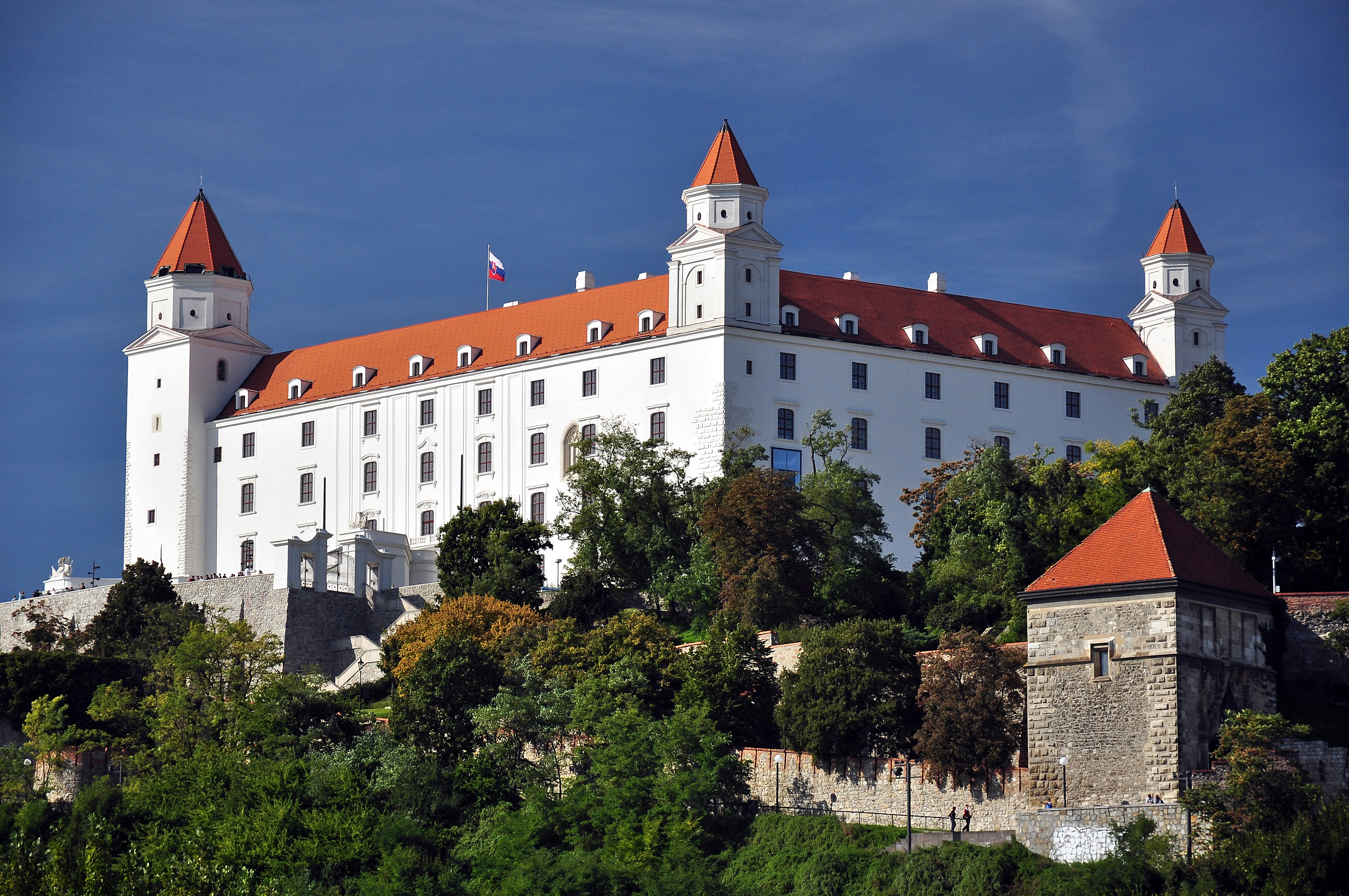
El castillo de Presburgo (Bratislava) fue desde 1536 la sede de la administración húngara de Fernando. El edificio actual es fruto de una reforma de Fernando en 1552.

Al este, Fernando continuó consolidando la frontera frente a los turcos. Además de resolver la ya mencionada cuestión de los enclaves estirios, en 1535 promulgó un privilegio para los colonos que se asentaran en los montes Žumberak, ofreciéndoles 20 años de exenciones de impuestos y libertades a cambio de su colonización y servicio militar en la zona. También restableció la abadía de Topusko, que ocupaba una de las alturas defendibles en la zona y había financiado un contingente militar propio en el pasado pero había sido recientemente abandonada por las incursiones otomanas, llevando a Fernando a ponerla en manos de los Keglević. Empezando por Carniola, desde 1536 se iría dividiendo el territorio de Austria Interior en distritos para organizar la insurrectio o movilización de los campesinos de una zona en caso de incursión enemiga.
En 1536 también se aprobó el traslado de la dieta húngara de Székesfehérvár, sede tradicional pero ocupada por Zápolya, a Presburgo, en el territorio bajo su gobierno. Las negociaciones de Fernando con la nobleza no eran menos difíciles en el este que en el oeste. Fernando hubo de insistir continuamente a su cámara húngara para que hicieran cumplir las prerrogativas del soberano. Sus intentos de que la dieta de Bohemia y las de los estados austríacos también se celebrara en la misma localidad que la húngara fueron rechazados por la oposición de todas las asambleas. Linz, sin embargo, fue a veces usada tanto por las dietas austríacas como por las bohemias dada su práctica ubicación cerca de la frontera entre ambos territorios. Fernando también hubo de limitar las competencias del Hofrat a sus dominios austríacos, respetando los sistemas judiciales de Hungría y Bohemia. Sí logró en cambio ilegalizar las exacciones de las autoridades locales húngaras sobre los siervos y sus peajes no aprobados por el rey, aunque los barones ladrones de algunas zonas requerirían intervenciones militares en los años siguientes.

#### Corte
Fernando también expandió y embelleció sus capitales en el periodo de 1533-1537. Las obras emprendidas y los textos que se conservan muestran que Fernando apreciaba las nuevas corrientes de la arquitectura renacentista, que a raíz de los antiguos tratados de Vitrubio y los más actuales de Sebastiano Serlio estaba generando un nuevo cambio estético. Fernando llegaría incluso a tener una copia personal del tratado de Serlio. Así, en el castillo de Praga, residencia de verano preferida de su mujer, creó unos jardines reales de estilo italiano con un palacio de verano para ella, además de promover una red de parques forestales como Obora Hvězda u Ovenec destinados a la caza a la que tanto Fernando como su mujer eran aficionados. En su palacio de Innsbruck, que seguía siendo la residencia de sus hijos, Fernando acometió una reforma y expansión tras haber sufrido incendios en los años previos. 

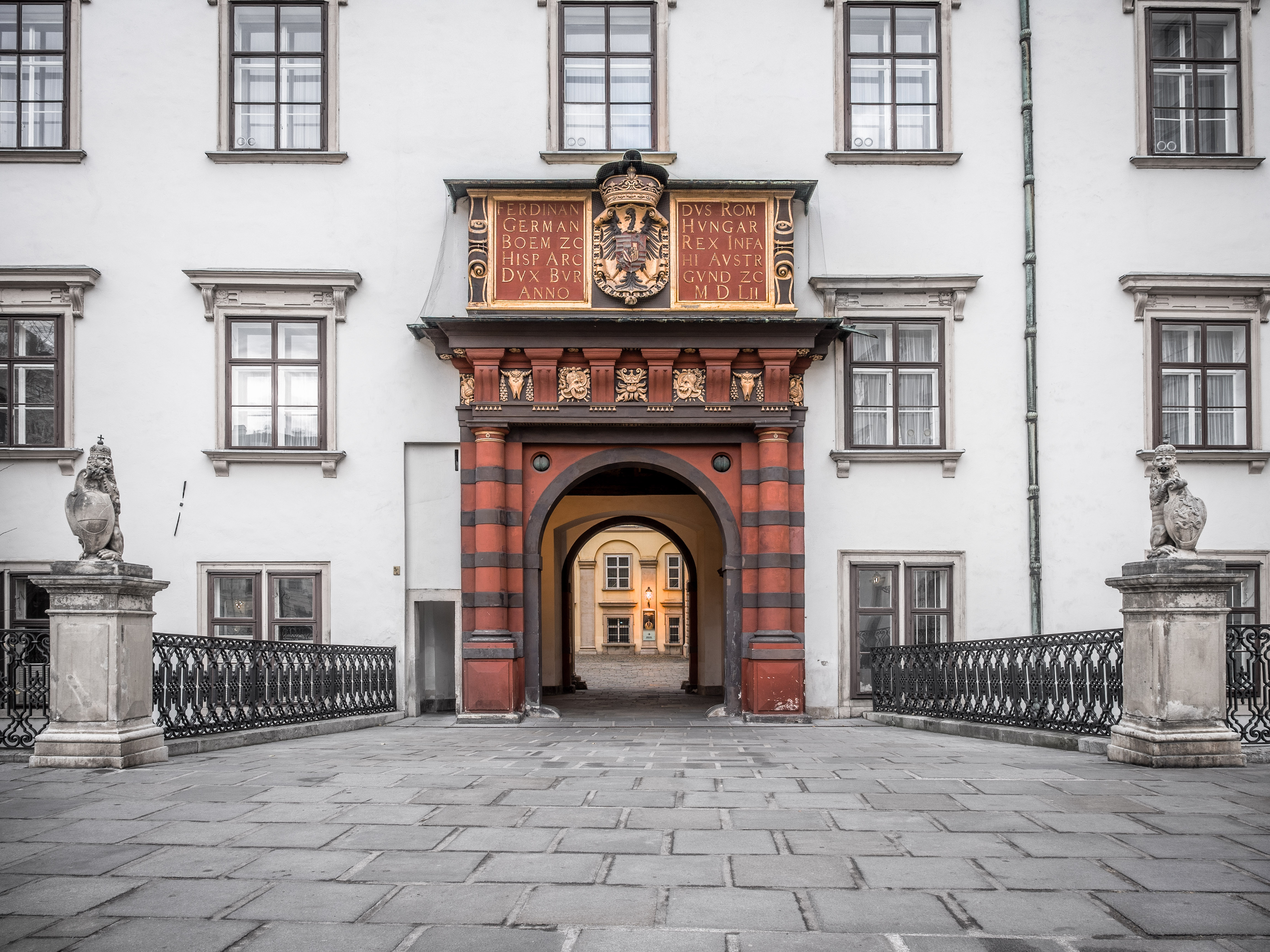
La Puerta Suiza (Schweizertor) del Hofburg de Viena fue reformada bajo Fernando I como recuerda la inscripción que la corona.

Particularmente en Viena, Fernando creó una corte estable acometiendo la reconstrucción del Hofburg, antiguo castillo habsburgo, como palacio imperial tras la devastación de los sitios. En la ciudad se produjeron obras hidráulicas culminando las obras del Hofburg con la inauguración de una fuente en Burggasse así como la creación de unos jardines o Lustgarten, un pabellón para tenis real (que da nombre a la actual Ballhausplatz) y la construcción de un paseo para acceder al Prater, gran coto de caza cerca de la ciudad. Fernando patrocinó una segunda reforma de su universidad como centro cultural pues tras el sitio apenas quedaban treinta estudiantes. Los planes para la ciudad incluían una nueva línea defensiva con baluartes aptos para la guerra con artillería, así como nuevas zonas industriales con acceso al agua y a la madera como combustible. Sin embargo el ambicioso programa constructivo sufrió sobrecostes y retrasos por falta de dinero tan pronto como 1531, además de problemas en el suministro de materiales que no se resolverían hasta pasados años. El consejo militar de Fernando insistió sin embargo en la necesidad de continuar las obras pese las adversidades, pues las temperaturas en invierno y las inundaciones en verano la ventana temporal apta para los trabajos era reducida.
Fernando fue asimismo un conocido mecenas y coleccionista e instaló un gabinete de curiosidades para sus colecciones de arte y curiosidades con Wolfgang Lazius como curador y Jakob Seisenegger como pintor oficial de la corte. Entre otras actividades, Fernando patrocinó los mapas de Augustin Hirschvogel y Georg Tannstetter, empleó al astrólogo Andreas Perlach y contrató al humanista Francysk Skaryna como jardinero de un nuevo jardín botánico en Praga. Otro de sus protegidos fue el historiador y jurista Caspar Ursinus Velius, que sería tutor de sus hijos, autor de los discursos ceremoniales para sus coronaciones como rey de Hungría y rey de romanos y cronista de su reinado.

#### Situación económica
Pese a ello, fue un periodo de profunda precariedad económica para Fernando y su familia, que vivieron incluso estrecheces personales que fueron vox populi en la época. Particularmente problemáticas fueron sus finanzas húngaras, pues no solo estaba la mayor parte del país en manos de Zápolya, sino que los dominios de Fernando estaban centrados en los territorios que su hermana, la reina viuda María, retenía como dote detrayendo sus impuestos de la hacienda real. Aunque María había sido nombrada por Carlos V en 1530 gobernadora de los Países Bajos, no había recibido rentas para financiar su nueva corte por lo que seguía financiándose de los dominios de Fernando, lo que causaba conflictos entre los hermanos. Adicionalmente, las minas de cobre de Besztercebánya habían sido concedidas a los Fugger en época de Luis II y Fernando había empeñado buena parte de los ingresos reales como censos para financiar la pasada guerra, debilitando aún más la capacidad recaudatoria del reino. Fernando impuso nuevos trigésimos para generar ingresos adicionales con los que paulatinamente ir desempeñado el patrimonio regio.
Sus finanzas bohemias no eran mejores, pues para complementar los escasos ingresos reales durante la guerra precedente había hipotecado las propiedades del patrimonio de la corona. El embajador veneciano llegaría a decir que los pocos ingresos que le quedaban al rey eran los peajes en las puertas de Praga, con apenas 10 000 florines de ingresos. Sí mantenía en cambio las operaciones mineras de la corona, que le aportaban unos 20 000-30 000 florines. Fernando intentó implementar en 1534 un impuesto sobre las ventas basado en la alcabala hispana, buscando redimir propiedades reales hipotecadas como el condado de Glatz, pero la oposición de la dieta terminó con el proyecto de alkabala. Así, aunque Fernando compró el condado fue incapaz de pagarlo, quedando en manos de los Hardegg. Para mantener las finanzas reales, Fernando forzó a los monasterios lusacios, al borde de la desaparición por la extensión de la reforma, a prestar dinero a la corona.
Aunque en Austria su capacidad recaudatoria era mejor, la década de 1530 estuvo caracterizada por una alta inflación, malas cosechas y las consecuencias económicas de la pasada guerra. Una muestra de la importancia que los Fugger habían alcanzado para el mantenimiento de la administración de Fernando y de Carlos es que fueron ennoblecidos en 1536, con Raymund Fugger siendo nombrado conde de Kirchberg, Weißenhorn y Marstetten mientras que Hans Fugger fue nombrado señor de Glött. Aunque las aldeas eran originalmente dependientes del margraviato de Burgau, los Fugger fueron designados como príncipes imperiales.

### La recuperación de Hungría

#### El juego de influencias en Eslavonia, Hungría occidental y la Alta Hungría

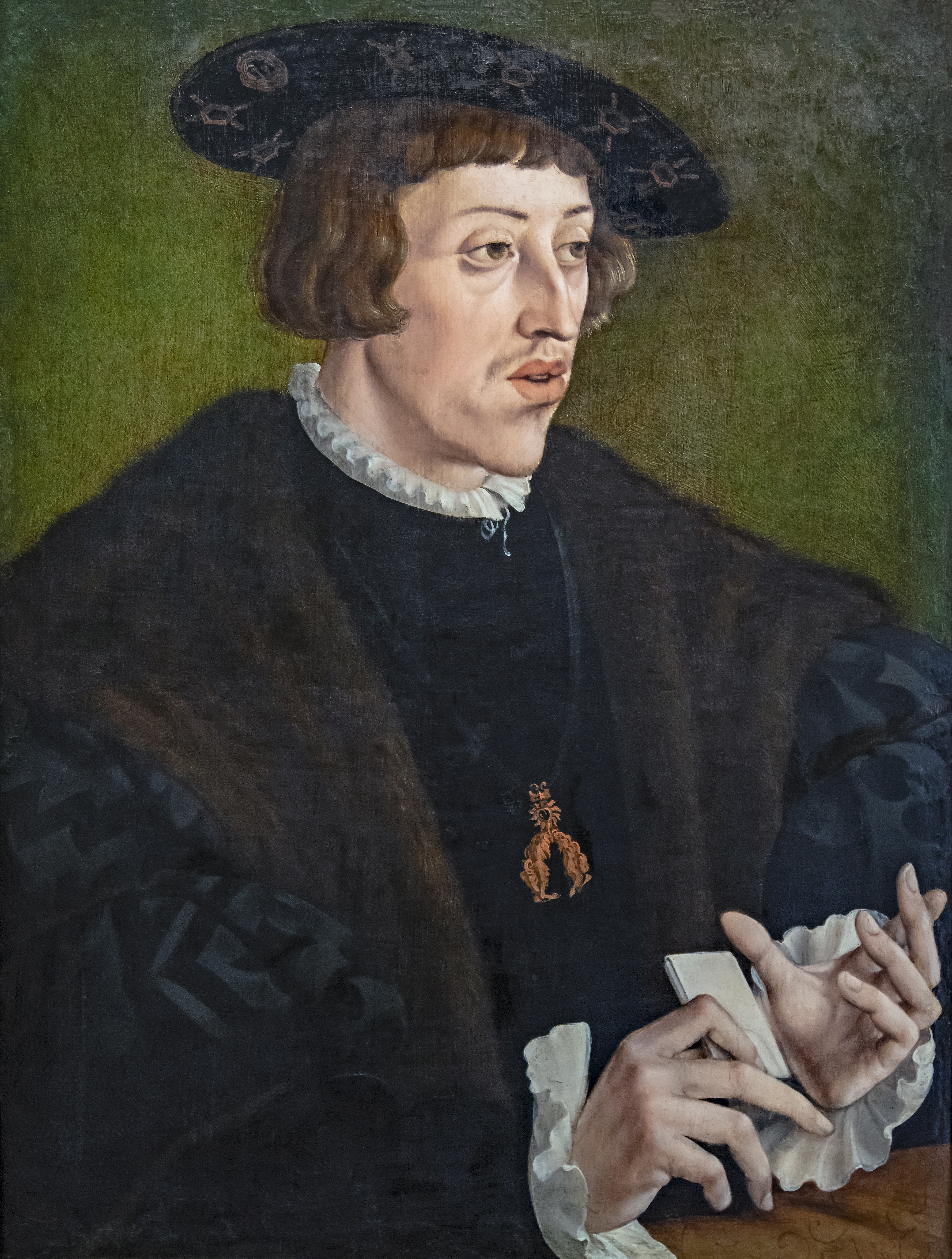
Fernando de Habsburgo, retratado por Jan Cornelisz Vermeyen.

Desde 1534, Fernando fue logrando diplomáticamente una serie de éxitos en Hungría. Nobles que como Nádasdy habían terminado en el bando de Zápolya tras la última guerra fueron reconciliándose con él, lo que trajo un incremento de su influencia en Eslavonia y en Hungría suroccidental. Notablemente, Nádasdy, a través de las propiedades de su familia y de su matrimonio con la rica heredera Úrsula Kanizsai (heredera de Vasvár o Nagykanizsa entre otros lugares) le aseguró los condados de Vas y Zala. Nádasdy arrastró con él a otros nobles de esos condados, como Ákos Csányi, los Sennyey o los Pogány. El matrimonio de Sara Pogány con Matías Brodarics significativamente supuso que a través de Nádasdy y Esteban Brodarics (hermano de Matías e influyente consejero de Juan Zápolya), se volvieran a realizar negociaciones en favor de un entendimiento diplomático con la oscilante nobleza húngara.
Nádasdy regresaría abiertamente al servicio de Fernando en 1536 y contribuyó significativamente a restablecer también su influencia en Eslavonia. Nádasdy no fue el único noble húngaro de esta región que se unió al partido fernandino, cabiendo mencionar a Juan Dessewffy, al general Baltasar Bánffy y a los hermanos Maximiliano y Juan Ostrosith, todos originarios del condado de Pozsega. Los hermanos Erdödy, incluyendo al obispo de Zagreb, también terminaron ante la amenaza turca definitivamente en el bando de Fernando. El conde de Pozsega, Juan Tahy, también se pasó al partido habsburgo en 1534.
Al norte, en la Hungría central entre Austria y el Balatón, había preservado la ciudad de Sopron y el condado de Veszprém gracias al obispo Tomás Szalaházi, partidario de Fernando que no dudó en recurrir a la fuerza en Tihany en 1534 para restablecer el control de su diócesis. El serbio Pavle Bakić (Lak, Szombathely, Hédervár) y los húngaros Ferenc Batthyány (Németújvár) y György Cseszneky (Győr, Kisbabot), que se habían mantenido leales a Fernando, tenían feudos a ambos lados del Balatón y en la ribera del Danubio antes de Buda. Fernando había retenido también la importante fortaleza de Komárom en dicha ribera. Pablo Várdai, arzobispo de Estrigonia también terminó definitivamente en el partido Habsburgo tras un tiempo de ambigüedad.
Más al norte había otros nobles húngaros partidarios de los Habsburgo como Lőrinc Nyáry (con Berencs y Korlátkő y el título de conde de Hont), los Thuróczy en el condado de Turóc o los Péchy (en el condado de Sáros). Además, numerosas ciudades como Presburgo, Kassa o Trencsén habían seguido bajo su control y la reina viuda María seguía siendo señora de las ciudades mineras de la Hungría noroccidental cedidas en su dote. Alejandro y Juan Thurzó, a los que Fernando había otorgado los feudos de Szepes de los Zapolya también apoyaba a Fernando. 
Mikuláš Kostka se pasó al bando fernandino tras la muerte de su hermano ampliando la influencia habsburgo en Považie (Sztrecsény, Litova, Zsolna). Fernando supo explotar diplomáticamente las ambiciones sobre territorios teóricamente propiedad de su hermana para recompensar a Nádasdy y ganarse a los Lipcsey (con propiedades en los condados de Zemplen y Bereng como Ujhely y Bilke) y los Pemfflinger (familia de origen germano influyente entre los sajones de Transilvania) gracias a concesiones sobre territorios orientales de la dote de su hermana pero de facto en mano de Zápolya como Maramaros, Just o Diósgyőr. Jerónimo Laski, señor de Késmárk y antiguo partidario de Zápolya que había sido encarcelado por sus lazos con Gritti, también pasó al bando habsburgo.

#### La disputa por la Alta Hungría
Juan Zápolya mientras consolidó su control de Transilvania. Nagyszeben, último bastión de los sajones de Transilvania que habían apoyado a Fernando, cayó finalmente. Contaba con el ya mencionado apoyo de Perenyi al oeste de Transilvania así como de los hermanos Podmanitzky (Aszód, Považský Hrad), rivales de los Kostka, y de los Drugeth (con posesiones en los condados de Zemplen y Ung y especialmente la importante ciudad de Ungvár) en la Alta Hungría. Tenía también el respaldo de otras familias nobles menores, como los Kekedy en Abauj y los Tárczay del condado de Szepes así como la ciudad de Lőcse, inmersa en un conflicto local contra Késmárk.
Fernando también perdió en 1536 el apoyo de Valentín Török de Enying, que había ocupado las posesiones de otros nobles en Hungría Occidental y estaba convirtiéndose en un señor semiindependiente. Notablemente, estaban en juego los estados del fallecido Esteban Bathory en Varazdin, los de Ivan Karlović en Eslavonia, los de los Kanizsay en Zala y los de los Ernuszt en Međimurje. Todas estas familias no habían dejado hijos varones aunque sí hijas y hermanas casadas con rivales de Törok como los Nádasdy, los Zrínyi y los Keglević, lo que permitió a Fernando recompensar a las familias que formaban la primera línea de defensa contra los turcos. 
En respuesta al avance sobre Nagyszeben, Fernando mandó en 1536 un ejército de socorro, que se conformó con saquear algunas localidades en la frontera con Transilvania como Szatmár. Más éxito tuvo Fernando en expulsar a los Tárczay, partidarios de Zápolya en la Alta Hungría, repartiendo sus posesiones (Makovica, Vörösalma, Tarkő) entre partidarios suyos como los Ostrosith, los Dessewffy o los Péchy. Un contraataque de las fuerzas leales a Juan I terminó con una victoria pírrica zápolya pues perdieron a su general Kocsárd Kún si bien lograron tomar los castillos de Tállya y Zboró a László Nagy. También retomaron el castillo de Tokaj, que había seguido en manos del gobernador fernandino Gaspar Serédi. Finalmente, en diciembre de 1536 Zápolya impuso su autoridad sobre Kassa, principal localidad en la Alta Hungría, tras lo que expulsó a la minoría germana de la ciudad. El gobernador Seredi y las fuerzas fernandinas en la región bajo Leonhard von Völs, hijo del gobernador del Tirol del mismo nombre y veterano del sitio de Viena, se reorganizaron con Eperjes como nueva base en la zona, logrando rechazar a las fuerzas de Zápolya que intentaban tomar la ciudad. Incluso con los avances zápolya, Fernando pasó de recaudar impuestos en siete condados húngaros a hacerlo en una quincena.

#### El conflicto en Dalmacia
Mientras los Habsburgo y Zapolya se disputaban Hungría, las incursiones turcas continuaban, tanto contra la Croacia y Eslavonia fernandinas como contra la Eslavonia y el sur de Hungría zápolya, tomando Bosanski Brod y alarmando al obispo de Zagreb. La atención turca había estado sin embargo centrada en el mar tras la victoria de Carlos V en la jornada de Túnez de 1535. Buscando contrapesar a los Habsburgo, habían logrado una alianza franco-otomana en 1536 para colaborar en Italia y el Mediterráneo. Fernando intentó sin embargo no provocar a los otomanos y no respondió a la ocupación turca de Slavonski Brod en julio, pese a que los turcos acumulaban artillería y fuerzas de campaña.

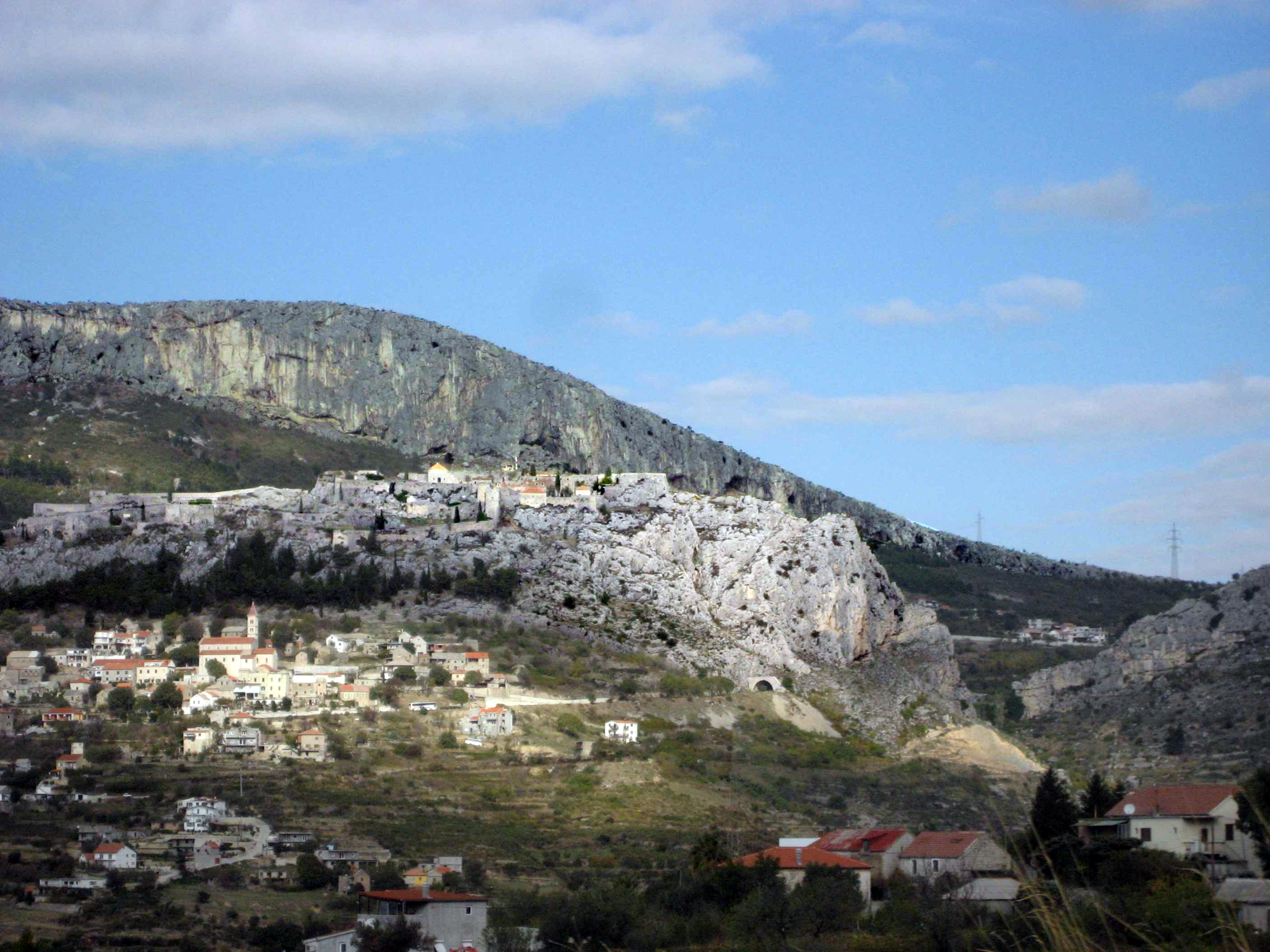
La fortaleza de Klis, en la costa dálmata, fue refugio de bosnios y croatas que huían del avance otomano.

Fernando se vio finalmente envuelto en el conflicto debido a las tensiones por la piratería en el Adriático y la guerra irregular que los uscocos llevaban contra los gobernadores otomanos. La situación se agudizaba dado los perennes problemas de fondos de Fernando, que hacían que muchas guarniciones cobraran sus sueldos con considerables retrasos y tuvieran que recurrir a actos de piratería o bandidaje para complementar sus ingresos. Esta piratería en el Adriático fue un foco de fricciones a tres bandas entre Fernando, la república de Venecia y los otomanos. Fernando mostró cierta connivencia, pues no solo permitía sostenerse a las guarniciones sino que había generado una lucrativa economía en Senj que pagaba notables impuestos por la venta del botín.
Así Klis, puerto nominalmente croata pero exclave en territorio turco desde la toma de Bosnia por los otomanos en 1463, se había convertido en un foco de piratería que los otomanos redujeron en un asedio entre agosto de 1536 y enero de 1537. Pese a los intentos de Fernando de salvar la plaza con apoyo papal, finalmente se entregó la fortaleza a los turcos, evacuándose a la guarnición y a la población a Senj, donde engrosaron los uscocos de Fernando. Estos nuevos pobladores no solo permitieron que el desarrollo del puerto continuara, sino que también se asentaron colonos en los montes Žumberak en la frontera croata. Los otomanos continuaron su campaña por Dalmacia con la guerra turco-veneciana (1537-1540).
A mediados de septiembre y gracias a la mediación papal se llegó a una Santa Alianza que sumaba a Venecia, los Habsburgo y el papado y a la que se intentó atraer a Zápolya. La mediación papal fue también clave para que Francia, que seguía en guerra con los Habsburgo, no interviniera contra esa coalición. Los estados italianos y los Habsburgo apoyarían marítimamente a Venecia pero organizar una ofensiva terrestre era problemática. Fernando pedía poder usar los diezmos o financiación imperial para poder hacerlo dados su escasos recursos disponibles mientras que Zápola, directamente expuesto a los turcos vacilaba en tomar partido sin un compromiso de apoyo militar de Fernando. El cardenal Morone, personalmente cercano a Fernando, fue un negociador clave para atraerle a una intervención pese a las dudas de sus principales consejeros, el canciller Clesio, el tesorero Hoffmann, el general von Roggendorf y el obispo Fabri.

#### La ofensiva de 1537

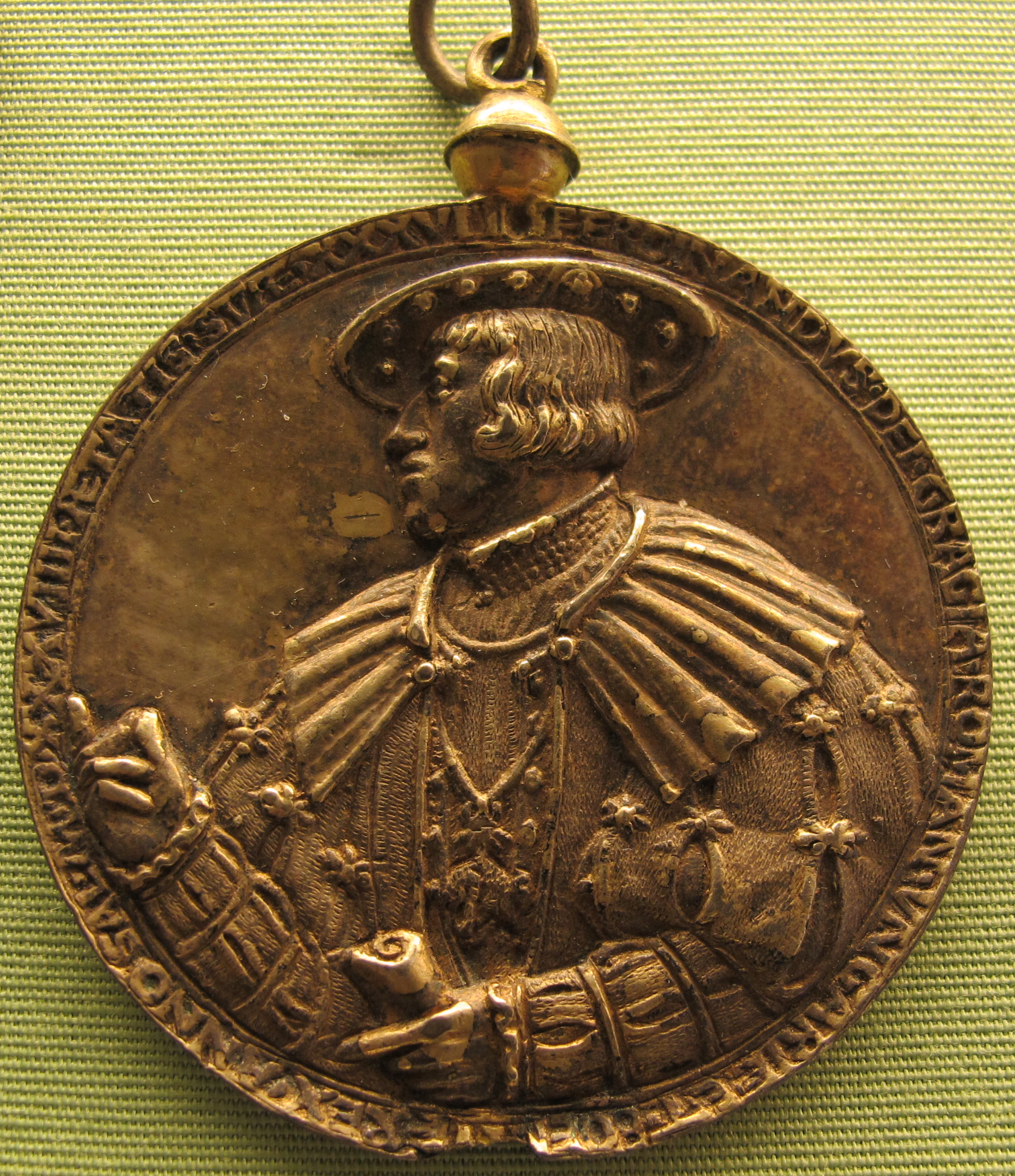
Medalla con el retrato de Fernando en 1537, obra de Hans Reinhart el Viejo.

Buscando esa financiación en 1537 Fernando asistió a las dietas de la corona de Bohemia, con profundos problemas religiosos. En la dieta bohemia de marzo de 1537 Fernando aprobó la compactata, un acuerdo que admitía en Bohemia el utraquismo, versión moderada del husismo local, en un intento de reintegrar a este sector junto a los católicos. Igualmente vendió ese verano el condado de Glatz a Juan III de Pernstein, gobernador de Moravia. También avanzaba el luteranismo y en 1537, el duque piasta Federico II de Legnica, gran promotor de dicho credo en Silesia y sin hijos, firmó un contrato para que sus dominios pasaran a su muerte a manos del margrave Hohenzoller de Brandeburgo, destacado líder luterano vecino de la corona bohemia. Los estados que le vendía incluían los ducados de Legnica, Wohlau y Brzeg. Igualmente tuvo que mediar Fernando entre el consejo municipal de la ciudad lusacia de Löbau y el párroco de la localidad, que no estaba recibiendo los diezmos ante el avance del luteranismo.
La gran ofensiva habsburgo incluyó un doble ataque, con una campaña en el norte y otra en el sur. En 1537 el general fernandino von Völs avanzó en la Alta Hungría. En septiembre tomó tras un asedio Nagysáros, recuperando Tállya y Regéc y llegando hasta Tokaj. Tokaj y el castillo Palanok de Munkács volvieron a tener gobernadores fernandinos si bien parece que en algún estatus compartido con Zápolya.  
Menos éxito tuvo Fernando en el frente sur. En octubre de 1537, un intento de Fernando de revertir los avances turcos en la frontera eslavona y tomar la base logística otomana en Sirmia de Osijek fue aplastado en la batalla de Gorjani. Contribuyeron a la derrota las disensiones entre sus generales y la falta de provisiones debida a la colaboración del magnate local Törok de Enying con los otomanos y al escaso apoyo del obispo de Zagreb. Varios generales de Fernando como Pavle Bakić o Ludovico Lodron fallecieron en la batalla mientras que otros incluyendo a Katzianer, huyeron. Los comandantes supervivientes fueron duramente criticados por la opinión pública y Fernando ordenó la detención de Katzianer y Pekry tras el fracaso. La presencia fernandina en Požega colapsó generando otra oleada de refugiados en la frontera croata. Morone, delegado papal ante Fernando y uno de los organizadores de la alianza consideró la derrota peor que Mohács, dada la pérdida de artíllería y tropas irremplazables a corto plazo. Fernando, en cartas a su hermana María, lamentó el fracaso, que atribuía a la cobardía de sus generales. Autores posteriores se han mostrado en cambio críticos con Fernando, acusándolo de albergar expectativas irreales en la campaña.

#### Eslavonia tras el fracaso de Osijek
El derrotado general de Fernando, Johann Katzianer, fue arrestado por el fracaso pero escapó y trató de organizar una conspiración contra Fernando con apoyo turco antes de ser capturado y ejecutado por Nicolás IV Zrínyi. Zrínyi había sucedido a su padre en los territorios croata del Una y, pese a la contemporización de su padre con los turcos, se convertiría en uno de los hombres de confianza de Fernando y líder del sector más fervientemente antiotomano en Croacia. Fernando con el tiempo aprobaría su adquisición de los estados de los Karlović y nuevas donaciones para permitir a Zrínyi financiar su lucha contra los otomanos.
El fracaso militar que supuso Osijek trajo importantes cambios en el enfoque de Fernando. Así reorganizó la maquinaria militar austríaca con un consejo militar en Pettau en mayo de 1538. Probablemente influyera también la muerte ese año de su favorito, el obispo Bernhard von Cles pues, aunque fue sustituido por el jurista Georg Gienger von Rotteneck, Fernando nunca volvió a concentrar tanto poder en una misma persona y fue evolucionando a organismos más colegiados. En paralelo Fernando sustituyó en el banato de Croacia a Luis Pekry debido al fracaso, nombrando en su lugar a los leales Tomás Nádasdy y Pedro Keglević como co-banes.
Este consejo se dedicó a coordinar los recursos, la inteligencia y asegurar comunicaciones entre las distintas fuerzas, especialmente entre los destacamentos enviados por los estados germanos y las fuerzas locales croatas y húngaras. El territorio fue dividido en distritos con capitanes regionales, con Carniola y Carintia centrándose más en apoyar a Croacia y Estiria asumiendo un papel similar en Eslavonia. Pese a las pérdidas, los estados de Austria Interior aumentaron la financiación hasta alcanzar la docena de fortificaciones a su cargo. En los años siguientes, Nicolás II de Salm, hijo del héroe de 1529, iría transformando ese alto mando en un organismo moderno que reemplazara como mando militar a ban de Croacia, gobernador de origen feudal. Los castillos en la frontera croata acabaron así bajo el mando unificado del germano Eramo von Thurn, mientras que el ban era responsable de reunir las fuerzas que la nobleza proporcionaba para la defensa de un segundo sector entre los ríos Una y Kolpa. El sabor croata aprobaría un estado de movilización permanente e impuestos bélicos (subsidium) para financiar ese contingente. Con estas medidas, Croacia pasó presupuestariamente a ser competencia de las cámaras de cuentas austríacas en vez de la cámara húngara.
Para estabilizar la frontera eslavonia, Fernando recuperó al héroe de Güns, Nicolás Jurišić, como capitán de dicha región. Entre otras medidas, se crearon también subcapitanías responsables de distritos en la zona, se extendió a Eslavonia la red logística ya existente en Croacia con Zagreb, Virovitica y Đurđevac como puntos de reunión de tropas y se reguló el abastecimiento de cereal para evitar nuevos problemas de intendencia. Un parlamento conjunto croato-eslavonio aprobaría igualmente la obligación de los habitantes de proporcionar alojamiento a los soldados en tiempos de guerra. Finalmente, Fernando aprobó en septiembre privilegios para colonos, incluyendo católicos y valacos serbios, que fueran a repoblar localidades en los montes Bilogora como Čazma y Bjelovar por donde se estableció la frontera. Estos colonos dependían de la nueva capitanía de Eslavonia en vez de la jurisdicción regular del ban, que pasaría a actuar más como gobernador civil en la retaguardia y comandar militarmente solo una fuerza reducida. El avance otomano siguió en 1538 con la toma de Dubica pero, aunque Zagreb llegó a estar amenazada, la recuperación por Nádasdy y Keglević de Jasenovac en abril de 1538 estabilizó la frontera.

### La diplomacia previa a la muerte de Juan Zápolya

#### Visita a Sajonia, Lusacia y Silesia
La debilidad militar también hizo a Fernando buscar una solución diplomática, incluso pese a que el orgullo personal de Fernando le hacía rechazar pactar con alguien que veía de peor cuna. Zápolya a su vez se encontraba una situación de debilidad frente a los turcos similar, hasta el punto de que los obispos Franjo Frankopan y Esteban Broderics amenazaron con pasarse al bando fernandino. Finalmente en febrero de 1538 Juan y Fernando firmaron un tratado en secreto en Nagyvárad. El acuerdo, alcanzado tras largas negociaciones con el primer ministro de Zápolya, Jorge Martinuzzi, se basaba en el principio compartido de la unidad del reino. Puesto que Juan I no tenía hijos, ambos reconocieron sus dominios de facto y Fernando le reconoció como rey a cambio de ser reconocido como heredero de Zápolya. 
Ante la superioridad bélica otomana, Fernando desplegó también una intensa actividad política. En 1538 los estados austríacos celebraron una dieta en Linz, donde la cuestión religiosa fue uno de los puntos centrales. En mayo se desplazó a Bohemia para solicitar nuevos recursos a las dietas de dicha corona, con participación estiria y húngara dada la crítica situación tras Osijek. Fernando aprovechó el desplazamiento para sellar alianzas con los príncipes imperiales vecinos en Sajonia y Brandeburgo. 
Particularmente importante le era el apoyo de los Hohenzollern, pues el matrimonio de Beatriz de Frangepán, duquesa húngara, con Jorge de Brandeburgo-Ansbach había dejado a estos con importantes intereses en Silesia y Hungría mientras que la rama principal de la dinastía, ahora dividida entre Joaquín II y su hermano Juan de Brandeburgo-Küstrin habían adquirido en las generaciones previas propiedades en Silesia (Crossen) y Baja Lusacia (Cottbus). Los planes de los margraves intentaban desarrollar esas compras y hacia 1538 acariciaban la idea de recibir la Baja Lusacia en prenda, a lo que Fernando se resistía. Fernando aceptaría finalmente en 1537-1538 la incorporación a Brandeburgo-Küstrin de Crossen y tendría en los margraves de Brandeburgo un aliado clave para sus próximas campañas. Igualmente Joaquín, con una posición moderada entre catolicismo y luteranismo, colaboraría con Fernando en sus proyectos de diálogo religioso en el imperio.
Ese mayo Fernando también visitó Dresde para sus negociaciones con Sajonia. En la Baja Lusacia emitió el 26 de mayo el Privilegium Ferdinandeum, asegurando los derechos de la provincia a cambio del apoyo de su dieta contra los turcos. En su única estancia en Lusacia, prosiguió por Bautzen y Görlitz, en la Alta Lusacia. En Görlitz, Fernando protagonizó una entrada real, recibiendo el homenaje de las autoridades locales e inaugurando un fresco en la iglesia que le mostraba junto a su mujer, su hermano Carlos y su cuñada Isabel de Portugal. El fresco parece haber captado el interés personal de Fernando, pues volvería a preguntar por el mismo al año siguiente.
El margrave de Brandeburgo se comprometió a enviar tropas tras reunirse ahí con Fernando, sumándose a una oferta que los duques de Baviera habían hecho en paralelo. Fernando finalmente viajó por Bunzlau hasta Breslavia, donde convocó a la dieta silesia sin lograr avances dado que la división entre protestantes y católicos hacía que ambos bandos recelaran de mandar sus fuerzas fuera de sus fronteras ante el temor de que su ausencia fuera aprovechada por sus rivales. Sin embargo en Breslavia Fernando recibió buenas noticias de Zápolya, dispuesto a unirse a ellos contra los turcos a cambio de que las tropas fernandinas guarnecieran Buda. Para junio Fernando regresó por Olomouc y Linz a Austria.

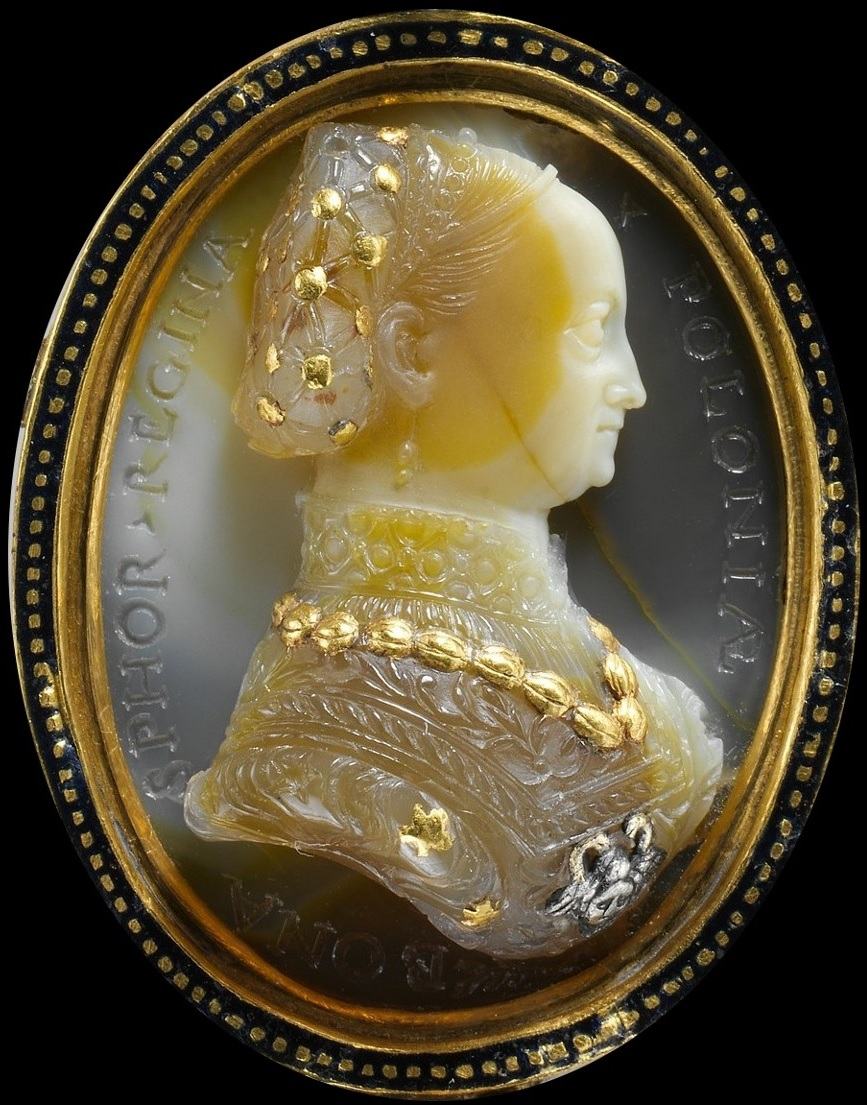
Bona Sforza, c. 1540, fue un personaje recurrente en la vida de Fernando. Heredera del ducado de Bari y pretendiente al de Milán, ambos aspiraron de jóvenes a un estado en la turbulenta Italia del siglo XVI y se terminaron casando según las alianzas pactadas en 1515 por Maximiliano I, pasando a reinar en estados vecinos. Pese a ser suegra de dos de las hijas de Fernando, Bona siempre reclamaría sus derechos en Italia negados por el hermano de Fernando y por las propias aspiraciones de este.

#### Política imperial y húngara
No solo en Hungría se intentó esta aproximación negociada. En junio la cuestión religiosa centró la atención de Fernando. En respuesta a los avances protestantes de los años previos, que habían convertido a varios electores y que de la mano de Felipe de Hesse y Ulrico de Wurtemberg se extendían por el sur, se formó una alianza católica. El 10 de junio se firmó en Núremberg una liga que sumaba a Fernando, los duques de Baviera, el duque Jorge de Sajonia, dos duques de Brunswick y los arzobispos de Maguncia y Salzburgo. La alianza no tenía sin embargo el respaldo papal ni, temeroso de arrojar a los protestantes en brazos de Francia, del emperador Carlos V.
En agosto de 1538 Solimán realizó una campaña contra Moldavia que alarmó a las cortes europeas, que temían que el ejército otomano movilizado atacara Hungría. Dada la ausencia de respuesta de Fernando, que temía un ataque contra sus dominios en Eslavonia en vez de contra la Transilvania de Juan, Zápolya pagó un tributo extraordinario al sultán como muestra de sumisión. Las acciones turcas asolaron también Venecia mientras las operaciones navales hispanoitalianas contra los otomanos como Préveza (1538) o Castelnuovo (1539) resultaron infructuosas. Aunque Fernando también recibió como refuerzos tropas españolas para Croacia, su incapacidad de pagar la logística de una campaña o incluso las soldadas con regularidad le impidieron nuevas acciones.
En paralelo a la diplomacia de Fernando y pese al pacto de Nagyvárad, la reina de Polonia Bona Sforza, enemistada por los Habsburgo al tener reivindicaciones dinásticas sobre Milán, acordó en febrero de 1539 el matrimonio de su hija Isabela con Juan I en búsqueda de un heredero para la dinastía húngara. Tanto Fernando como Solimán fueron invitados a enviar un embajador a la boda, mostrando una actitud ambigua.
Los turcos siguieron amenazando a lo largo del año Croacia y Dalmacia,  notablemente poniendo en riesgo las minas de Gvozdansko, principales fuentes de ingresos de Zrínyi, que escribió a Fernando sobre el pobre estado de la frontera. Venecia acabaría llegando a una paz con los otomanos y una vuelta a las alianzas previas con Francia y los otomanos.
Mientras, los Habsburgo habían llegado a la tregua de Niza con Francia y revalidaron en marzo de 1539 la paz con los luteranos en el tratado de Fráncfort. Pese a ese tratado hubo conatos de conflicto en octubre cuando Fernando intervino militarmente en favor del monasterio de San Ulrico de Augsburgo, que había dejado de cobrar los diezmos de Haunstetten por la extensión de la reforma. La liga de Esmalcalda, en cambio, apoyó a las ciudades protestantes del sur de Alemania como la mencionada Augsburgo, Ulm, Memmingen, Heilbronn y Estrasburgo. En noviembre hubo nuevas negociaciones entre católicos y protestantes en busca de una solución diplomática.
En diciembre falleció Gabriel de Salamanca, antiguo valido de Fernando y su gobernador en Alsacia. Fernando nombró entonces a Claudio Cantiuncula, consejero de su confianza y natural de la región, como su nuevo regente en Ensisheim y a Johann III. von Trautson como líder de la regencia de Innsbruck.

#### Visita a los Países Bajos y Alsacia

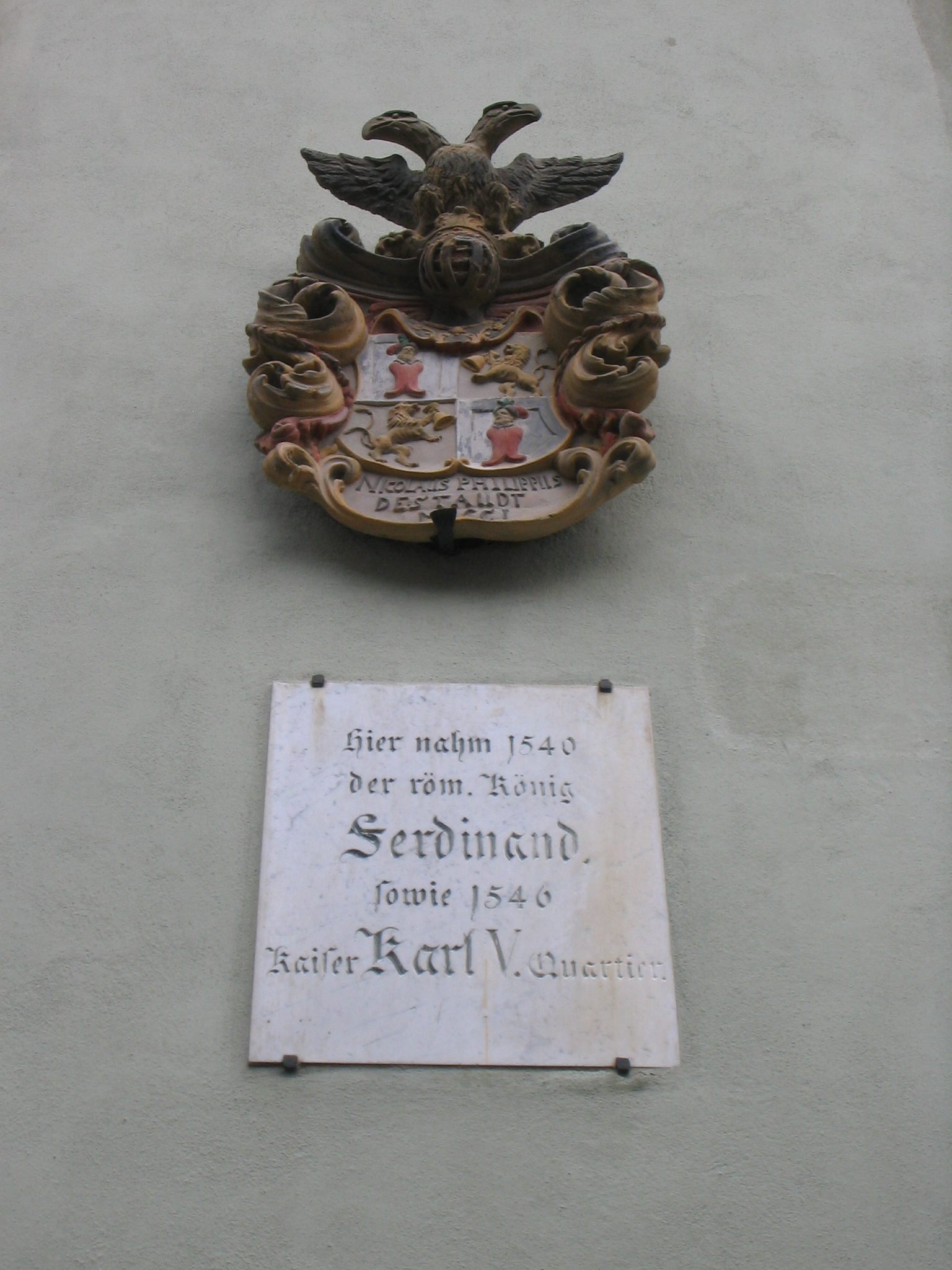
Placa en el número 18 de la calle Herrngasse, en el centro histórico de Rothenburg ob der Tauber, ciudad entre los dominios de Fernando y Renania, conmemorando la visita de Fernando en 1540.

Al año siguiente, Carlos se desplazó a Gante para acabar con una revuelta localista y negociar una solución diplomática con Francia. Notablemente quedaban en disputa el norte de Italia (con Francia ocupando Saboya y Piamonte y Carlos el Milanesado) y el ducado de Güeldres, disputado entre Carlos y el duque de Jülich-Cleves. A eso se sumaba el ducado de Lorena en la frontera entre el Sacro Imperio y Francia, cuyo duque Antonio buscaba la neutralidad entre ambas potencias y había también aspirado al trono de Güeldres.
Fernando se reunió con su hermano en la ciudad flamenca en febrero y el 13 de mayo, procedente de Gante, marchó por Bruselas y Boondael hasta pasar la noche en el  monasterio de Groenendael. Los dos hermanos participaron en una cacería en el palacio habsburgo en Groenendael. Se trataría de un cónclave familiar con la participación de sus hermanas Leonor, reina de Francia, y María, gobernadora de los Países Bajos, así como del príncipe Felipe. Dada la participación en la cacería de la mujer de Fernando, Ana de Bohemia y Hungría, y del depuesto rey de Túnez ahora en la corte de Carlos, Muley Hassan, ha sido a veces referida como la jornada de las siete cabezas coronadas. 
Entre los pactos a los que se llegó, se reafirmó en mayo el acuerdo entre hermanos sobre la herencia y, notablemente, Fernando logró que la cesión de Alsacia pasara de ser un usufructo de por vida a una cesión total que pudiera legar a sus herederos. Menos éxito tuvo Fernando con Milán, pues aunque siguió intentando su cesión, su hermano retuvo el ducado. Como solución a las reclamaciones de Francia se planteó una boda entre Valois y Habsburgo, que de ser con la hija de Fernando llevaría Milán como dote. Dudando de las intenciones reales del emperador, Francia redobló sus esfuerzos de alianza con los protestantes y los otomanos. A su vez los Habsburgo iniciaron un acercamiento a Lorena, prometiendo Carlos y Fernando a su sobrina Cristina de Dinamarca con el heredero del duque. Fernando posteriormente regresó a Alemania a través de Tierlemont.
Fernando también estaría ocupado en el periodo con la reestructuración episcopal del sur del Sacro Imperio. La muerte en marzo de Lang de Wellenburg le permitió proponer a su colaborador Ernesto de Baviera para la mitra de Salzburgo, lo que a su vez dejó vacante la sede de Passau para Wolfang de Salm, uno de los hijos de su difunto general. Ambos eran opositores a la Reforma y en buenas relaciones con los duques de Baviera, estratégicos aliados de Fernando. 
En junio y julio de 1540 Fernando lideraría el coloquio religioso de Haguenau en Alsacia, tratando infructuosamente de llegar a una solución diplomática a la división entre católicos y protestantes en el Sacro Imperio. Pese a todos estos planes, pocos días antes de que Juan I muriese el 17 de julio de 1540, su esposa Isabela Jagellón de Hungría dio a luz a Juan Segismundo de Zápolya, a quien Isabela y el primer ministro Martinuzzi hicieron coronar inmediatamente faltando al pacto con Fernando.

### La guerra de 1540-1545

#### La ofensiva de Fernando
Pese a la coronación, Fernando reclamó en agosto el cumplimiento del tratado de Nagyvárad. Sus fuerzas avanzaron hacia Hungría reclamando el trono y volviendo a ocupar amplias partes del reino. Fernando contaba con el recobrado apoyo de la nobleza húngara, particularmente de Tomás Nádasdy, Franjo Frankopan, Pedro Perényi, Ferenc Bebek y Esteban Ráskay, decepcionada por la influencia de Martinuzzi sobre el rey y, especialmente, su control de las rentas reales. La muerte ese año de František Drugeth también supuso el cambio de partido de sus hermanos. La nobleza húngara esperaba que los Habsburgo, tanto Fernando propiamente como su hermano Carlos, gran enemigo de los otomanos, pudieran a cambio proteger Hungría de los turcos.
Martinuzzi, que desconfiaba de la capacidad de Fernando de proteger el reino húngaro frente a los otomanos, recurrió en cambio a pedir ayuda al imperio otomano, y al padre de Isabela, Segismundo I Jagellón el Viejo. Fernando apostó por mantener su juego de alianzas mandando otra embajada a los safávidas, que seguían en guerra con los turcos, en 1540 y tratando de mantener la entente Habsburgo-Jagellón. Igualmente envió ante Solimán a su embajador, Jerónimo Laski, para informarle del tratado con Juan I. En octubre las fuerzas de Fernando tomaron numerosas ciudades como Visegrád, Vác, Pest, Tata o Székesfehérvár pero no lograron entrar en Buda, frente a la que sus fuerzas se amotinaron por la falta de provisiones. A los escasos recursos se sumaban las desavenencias entre alemanes y húngaros, con mandos diferentes que llegaron a enfrentarse entre sí.
Mientras que Segismundo no quiso perturbar las alianza que había sellado con Maximiliano para contener a Moscovia, Solimán encarceló a Laski, siguiendo la costumbre turca de hacer a los embajadores responsables de los actos de sus señores, y envió al ejército otomano en respuesta. Kostajnica superó un sitio turco, ante lo que Fernando aprobó nuevos fondos para poner a punto la frontera sur. Durante el invierno de 1540 un contingente turco invernó en Vác, en lo que era la primera presencia otomana en Hungría fuera del periodo de campaña estival. Se trataba de un cambio estratégico en los otomanos, que tras casi dos décadas de intervención más indirecta en Hungría retomaron la idea de una intervención abierta contra Fernando. Con el renovado apoyo de los vasallos otomanos, el infante Juan Segismundo fue coronado por la dieta de sus dominios húngaros. Francia mientras se alineaba con los otomanos gracias al trabajo de su embajador en Constantinopla, Antonio de Rincón, si bien evitó inicialmente intervenir directamente para evitar el escándalo de apoyar a una potencia musulmana contra el emperador. Incapaces de combatir en más frentes, los Habsburgo mantuvieron una actitud conciliadora durante el fracasado coloquio de Ratisbona de principios de 1541 entre protestantes y católicos en el Sacro Imperio.

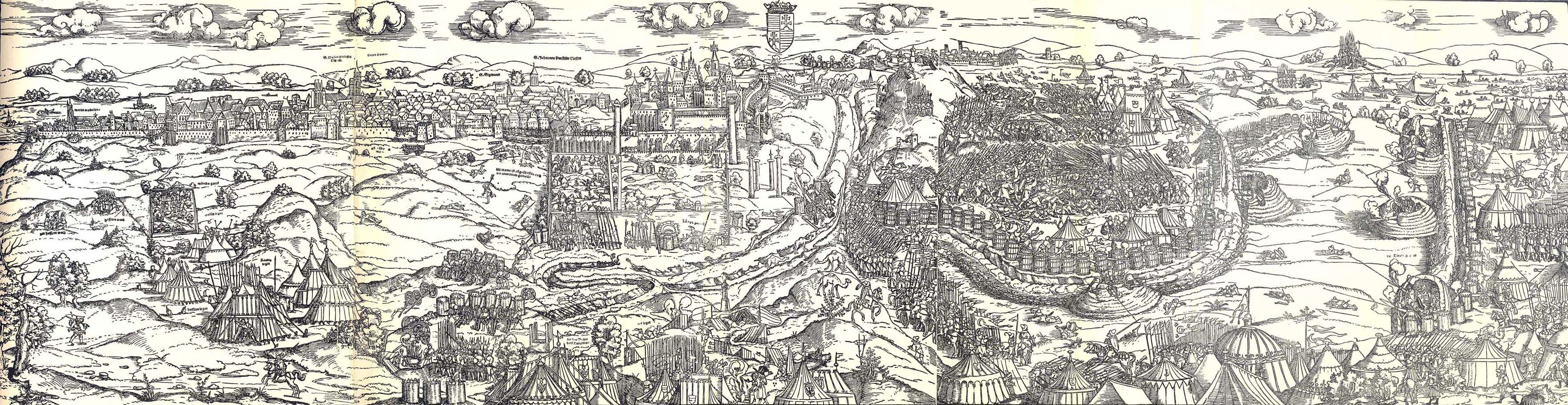
El sitio de Buda, obra de Erhard Schön.

Envalentonado por los informes de sus embajadores, que sobreestimaban la amenaza persa sobre Solimán, Fernando volvió a intentar tomar Buda en mayo de 1541 gracias al apoyo del margrave Joaquín II de Brandeburgo. La llegada del ejército otomano en agosto hizo que la campaña fuera un fracaso, muriendo su general Wilhelm von Roggendorf. Las ciudades de Buda y Pest fueron finalmente tomada por los turcos en septiembre, que con la creación del eyalato de Budin comenzaron a ocupar parte de Hungría. Isabela, Juan Segismundo, Martinuzzi y buena parte de la alta nobleza húngara fue capturada por Solimán en la toma de la capital. Solimán se autoproclamó regente en nombre del infante Juan Segismundo para proteger Hungría de Fernando y finalmente liberó a los aristócratas que había capturado como gobernadores de los distritos de Hungría Oriental en su nombre. Törok de Enying quedó sin embargo rehén de Solimán.
La caída de la ciudad también supuso la pérdida de gran parte de la artillería del ejército de Fernando, que tuvo que reconstruir en los años siguientes. Para solucionarlo Fernando trató de contratar a Gregor Löffler, maestro fundidor que sin embargo estaba ocupado con encargos para Carlos V, encomendó a Philippe Layminger la creación de una nueva fundición en Senj y realizó encargos a los talleres metalúrgicos de los Fugger.

#### Las dietas de 1541 y la financiación de la guerra
Fernando finalmente convocó a las dietas austríacas y bohemias en busca de levas e impuestos para sostener una guerra abierta contra los turcos. Significativamente el noble austríaco protestante Hans von Ungnad medió entre Fernando y la dieta en Linz, logrando la aprobación en octubre de un paquete de impuestos plurianual para financiar tres años de guerra a cambio de garantías religiosas en Austria. La dieta bohemia aprobaría posteriormente en Praga contribuir igualmente a la guerra, repartiendo las cargas según la población entre Austria (un tercio) y la corona de Bohemia (los restantes dos tercios). Hungría, con un sistema fiscal anticuado que favorecía a la nobleza, contribuía aparte con un impuesto extraordinario llamado dica, junto al que Fernando logró que se aprobara un nuevo sexagésimo. Por contra, Austria Anterior quedó excluida de contribuir gracias a su gran autonomía fiscal, aunque Fernando lograría pequeñas contribuciones excepcionales de la región durante la guerra. Tanto en Austria como en Bohemia se pagaba en función de la tierra, medida por el alquiler feudal, mientras que la dica húngara era pagada solo por los siervos y por cabeza. El sexagésimo se cobró igualmente por el patrimonio feudal, pero con una considerable reducción a la nobleza que prestaba servicios militares. En Austria para poder recaudar eficientemente el impuesto se creó un censo de ingresos feudales (Gültbücher) mientras que en Bohemia se estimaba el valor suponiendo un interés legal.
Estos impuestos se sumaban a los ingresos regulares del soberano. En la Baja Austria adicionalmente se instauró un fogaje por casa (Rauchfangsteuer) mientras que en Bohemia las ciudades reales tenían una contribución semianual y en Hungría se recaudaban los impuestos regulares del trigésimo sobre las ventas y las contribuciones de las ciudades reales bajo su control. A lo largo de las tres coronas, el soberano explotaba también los monopolios reales sobre la sal y la minería. Fernando llegó así a poder reclutar 20 000 soldados desde Austria y otros 5 000 desde Bohemia. Entre otras medidas adicionales, Fernando también empeñó el ducado de Glogovia a Federico II de Legnica y cedió al elector de Sajonia la abadía de Dobrilugk en la Baja Lusacia en pago de deudas, lo que sumado al apoyo de los margraves de Brandeburgo le garantizaba paz y apoyo desde el norte. 
A todo eso se sumó un subsidio imperial aprobado en 1541 y que se revalidaría año a año durante la guerra a cambio de prórrogas de la tregua religiosa de 1532, cesiones políticas y económicas y un nuevo intento ecuménico. Fernando contó con el apoyo del cardenal Morone, providencial para convencer a los príncipes alemanes y al Papa de la necesidad de contrarrestar el expansionismo otomano. Incluso encarnizados enemigos de Fernando en el imperio como Felipe de Hesse se alarmaron ante la amenaza turca. En las negociaciones con la dieta del Sacro Imperio, Fernando ganó aún más importancia en el imperio como mediador entre los príncipes y Carlos, igualmente necesitado de subsidios para enfrentar sus guerras en el Mediterráneo e Italia. Fernando se distinguió especialmente como patrón de la pequeña nobleza suaba, que no tenía representación directa en la dieta imperial.
Los esfuerzos exteriores de los Habsburgo quedaban sin embargo divididos pues Carlos V primó el teatro mediterráneo frente al apoyo a su hermano en Hungría, con un fracaso en octubre en Argel. Tampoco ayudaban los intereses de la dinastía en los Países Bajos, pues la corte de Bruselas buscaba reafirmar su autonomía del imperio y eludía los impuestos imperiales. Aunque Fernando era el receptor de la ayuda contra los turcos, sus hermanos Carlos y María apoyaban las tesis borgoñonas bajo la idea de que esos recursos eran necesarios para defender la otra frontera imperial frente a Francia. Fernando particularmente pidió a su hermano que contribuyera a la expedición de los estados germanos en Hungría con arcabuceros españoles e italianos, tanto por el impacto moral que tenía la contribución personal del emperador como por la experiencia de estos en operaciones anfibias como las que requeriría una campaña en el Danubio y por sus conocimientos sobre fortificaciones pirobalísticas. Sin embargo Carlos rechazó comprometer recursos de sus dominios fuera del imperio, especialmente mientras veía la posibilidad de una guerra con Francia, y sólo mantendría un contingente reducido que ya había enviado para la campaña previa de 1541. Carlos tampoco cumplió la promesa de su vicecanciller de sumarse personalmente a la campaña, lo que fue motivo de críticas entre los príncipes imperiales.

#### La guerra contra los otomanos
La aproximación diplomática de Fernando llegó el 29 de diciembre de 1541 al tratado de Gilău con Martinuzzi, bajo el que se recuperaba el acuerdo de Nagyvárad. Los Zapólya y la nobleza húngara decepcionada por la ocupación turca de Buda combatirían a los otomanos a cambio de respetar un principado de Juan Segismundo en la Alta Hungría y Transilvania. No todos los nobles húngaros mostraron su apoyo, con algunos tratando de jugar a varias bandas entre los Habsburgo, los Zápolya y los turcos. Los Podmanitzky de Aszód, Matías Basó desde Murányalja o los Bebek en Alta Hungría operaron como señores cuasiindependientes y fueron focos de bandidaje y moneda falsa. Otros magnates como Perenyi, Martinuzzi y Pedro Petrovics trataban de medrar en el conflicto. Así, Pedro Perenyi celebró un cónclave en mayo de 1542 tratando de organizar una conspiración. Fernando le detuvo y le confiscó los castillos de Tata, Estrigonia y Visegrád mientras que otros como Eger en Hungría Oriental pasaban a Zapólya o castellanos independientes. Los Zápolya recibieron la promesa de recuperar sus feudos hereditarios en Szepes.

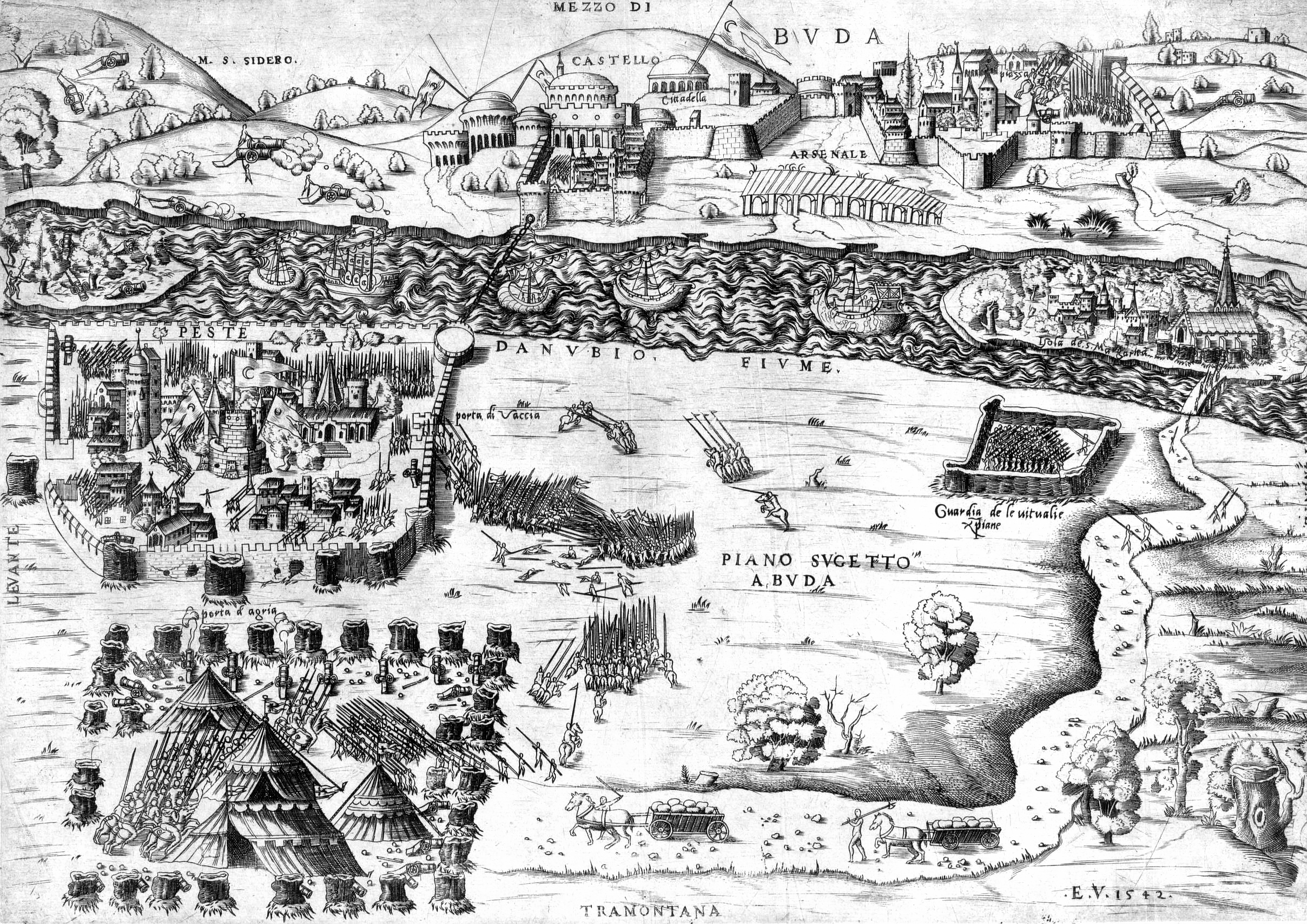
El sitio de Pest de 1542, por el grabador italiano Enea Vico.

En junio de 1542, Fernando volvió a intentar tomar Pest para tratar de prevenir nuevos avances turcos. Con Carlos ausente, Fernando rehusó el mando de la expedición y se quedó en retaguardia organizando la logística, que había hecho fracasar las campañas de 1538 y 1540 y que seguía siendo problemática dadas las desiguales contribuciones de los estados imperiales. Contaba para comandar el frente con el continuado apoyo de Joaquín de Brandeburgo aunque la campaña fue de nuevo infructuosa. El avance fue lento, plagado por la escasez de recursos pese a que Fernando financió las fuerzas ante los retrasos en los pagos de los diferentes estados y por la complejidad de coordinar una fuerza multinacional. Solo gracias a la intervención de Nicolás Zrínyi durante la retirada se evitó una derrota estratégica. Los gobernadores otomanos de Bosnia aprovecharon para saquear los castillos de Garic y Racsa.
El fracaso de Fernando en tomar Pest hizo que para diciembre de 1542 los Zápolya renegaran del acuerdo de Gilău. Más allá de una derrota concreta, la campaña había evidenciado que Fernando era incapaz de una victoria decisiva en Hungría sin el apoyo de su hermano, que sin embargo no tenía Hungría entre sus prioridades. Los otomanos a su vez rechazaron firmar la paz sin la entrega de las fortalezas alrededor de la capital. Fernando mantuvo sin embargo su esfuerzo diplomático firmando en enero de 1543 un pacto secreto con el príncipe de Valaquia Radu Paisie, vasallo de los otomanos, para tratar de abrir un segundo frente a los turcos.

#### La extensión de la frontera militar
Internamente, el fracaso de la campaña de 1542 también supuso reajustes en la estrategia de Fernando. La concepción estratégica cambió, con la defensa adelantada croata extendiéndose a otras áreas. Así, Estiria y Austria pasaron a financiar un despliegue en Eslavonia similar al que Carintia y Carniola seguían manteniendo en Croacia. En la dieta de Besztercebanya de ese año, los estados húngaros entregaron a Fernando fortalezas en la frontera que ya no podían mantener, en un esquema similar al de la frontera croata. Escaso de fondos, Fernando muchas veces las empeñó a nobles leales como Zrínyi (en la línea del Una y en Eslavonia), Hans von Ungnad (en Varazdin al sur del Danubio), Andrés Báthory (Babocsa, en la otra orilla del Danubio), Nadasdy (Nagykanizsa) o el arzobispo de Estrigonia Pablo Várdai (Érsekújvár al norte) a cambio de que estos las repararan y dotaran. Sería significativo que por primera vez desde 1528 Fernando asistiera en persona a dicha dieta. Desde 1542 no sólo Fernando acudiría personalmente en las asambleas húngaras sino que la nobleza húngara participaría más en la vida de la corte en Viena.
Gracias a la nueva financiación aprobada por la dieta estiria fueron llegando tropas reales a fortalezas de Eslavonia como Varazdin, Virovitica, Đurđevac, Virje y Koprivnica, hasta llegar a 22 plazas fuertes con financiación austríaca. Fernando a su vez comprometió sus ingresos reales en Eslavonia, complementados por los diezmos y beneficios eclesiásticos locales y los recursos del ban croata, para reforzar las fortificaciones. Se apostó por la llegada de ingenieros militares italianos, que introdujeron los últimos avances en la técnica bélica. Así al ya presente Domenico dell'Allio, que se encontraba trabajando en la fortaleza de Varaždin (Stari grad) se sumaron otros como Pietro Ferrabosco o Francesco de Pozzo. Además de Varazdin, fue notable la inversión en la fortaleza de Sisek para proteger Zagreb y la reactivación del proyecto del anillo de bastiones en Viena, proyectos ambos que consumirían recursos durante la década siguiente.
En otro paso hacia la futura organización militar que los Habsburgo retuvieron durante siglos, Fernando dividió la frontera húngara en las capitanías de Cisdanubia y Transdanubia. Poco a poco, el consejo militar liderado por Salm fue integrando las fuerzas enviadas por los estados austríacos y las de la dieta húngara, como ya había pasado en Croacia. Zrínyi fue nombrado ban de Croacia en sustitución de Pedro Keglević, cuya posición contra los turcos era vista como ambigua en la corte de Viena. La decisión fue estratégicamente considerada por Fernando, pues Zrínyi, cuyos estados estaban en la primera línea contra los turcos, había sido desde hace años el principal foco de la ira turca por sus propias incursiones en territorio otomano. Nádasdy fue nombrado capitán de Transdanubia con el mando de las fuerzas húngaras en el sur del reino mientras que von Ungnad era la principal autoridad del contingente estirio. Para coordinar estos sectores, se establecerían líneas postales militares entre Pettau, Varazdin y Zagreb.

#### La internacionalización del conflicto

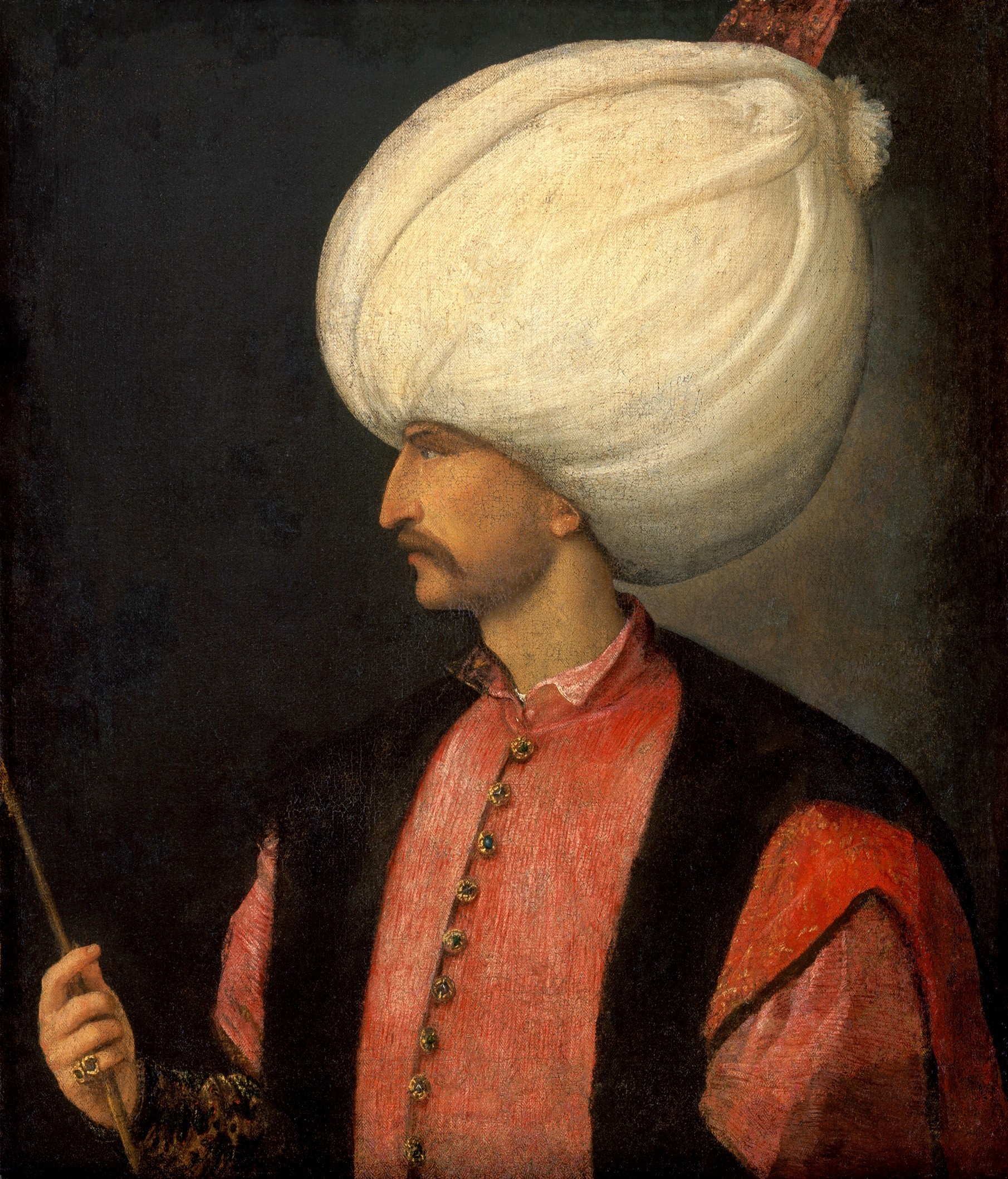
Solimán I, aquí retratado por Tiziano, fue un peligroso adversario de Fernando. Realizaría personalmente campañas contra Hungría en 1521, 1526, 1529, 1532, 1541, 1543 y finalmente en 1566. Buena parte de la política exterior de Fernando se dedicó a tratar de contrarrestar la superioridad militar del ejército otomano.

La guerra se internacionalizó por la alianza franco-otomana y el estallido de la guerra italiana de 1542-1546 que provocó el asesinato del embajador francés y promotor de la alianza turcofrancesa, Antonio de Rincón. Además de los conflictos directos entre Francia y España, tanto Francisco I de Francia, en apoyo de los turcos, como Carlos V, en apoyo de Fernando, enviaron tropas a la guerra por Hungría. Pese a ello, para el emperador Carlos la hegemonía en el Mediterráneo e Italia eran prioritarias frente a Hungría, que sacrificó en el gran juego estratégico cuando fue menester. Igualmente la guerra se extendió a la frontera occidental del Sacro Imperio, con un ataque francés contra los Países Bajos y la suma de Guillermo de Cleves al bando francés. La amenaza francesa sobre Flandes hizo que se enfriara el apoyo de su hermana María a la causa de Fernando. Fernando a su vez llegó en agosto al tratado de Núremberg con Lorena, consolidando su neutralidad a cambio de una gran autonomía dentro del imperio.
Pese a haber tomado la capital el año anterior la situación en Hungría tampoco era completamente favorable a los otomanos. El noble húngaro Imre Werbőczy mantuvo sus fortalezas en el condado de Tolna, lo que obstaculizaba las líneas de suministro otomanas a Buda e incluso tras caer estas Zrínyi, Nádasdy y las fuerzas austríacas continuaron hostigando las comunicaciones turcas a través del Danubio. Al norte, el principal castillo de los Podmanitzky ardió, con lo que terminaron pasando al bando habsburgo en busca de protección, consolidando el control fernandino del noroeste. 
Por ello los turcos dedicaron el verano de 1543 a tomar fortalezas claves para crear una zona segura alrededor de Buda y preparar una ruta a Viena. Solimán emprendió una nueva campaña tomando Valpó, Atyina, Brezovica y Daruvar en la frontera eslavona, así como Siklós, Szeged y Pécs en el sur de Hungría. Con ello protegían las comunicaciones entre Buda y Belgrado, obligando a las fuerzas habsburgo a operar desde Szigetvár. En la Eslavonia fernandina cundió un pánico como el que había seguido a la derrota de Osijek, con una nueva oleada de refugiados dirigiéndose principalmente a Koprivnica en la retaguardia. La campaña turca siguió al oeste de Buda con Kaposvár, Somogyvár y Battyán entre el Danubio y el Balatón. Estrigonia en el norte soportaba mientras un asedio que era visto como prioritario por los consejeros de Fernando dado que la ciudad defendía la ruta a Viena. 
La guerra de posiciones resultante con el sistema fronterizo organizado tras 1542 evitó sin embargo más peligros contra Viena: la línea croata en el río Una se extendía al norte con Čazma y Virovitica en Eslavonia entre Sisek y el río Drava, lo que seguía a la otra orilla del río con Babócsa y Nagykanizsa, que resistió un sitio en mayo, hasta el lago Balatón. Al norte del lago, Veszprém, Gyor y Komárom continuaban hasta el Danubio y Érsekújvár al norte de este último cerraba la ruta por los valles de los ríos Nitra y Vag. Algunos autores han sugerido que Solimán evitó deliberadamente una nueva campaña a gran escala contra Viena, ya que la experiencia de 1529 y 1532 hacía suponer que tal amenaza permitiría a Fernando reclutar un nuevo ejército entre los príncipes imperiales. Aun así la caída de Estrigonia abrió la ruta del Danubio a los otomanos, que incendiaron las fortalezas de Tata, Gesztes y Vitány, lo que fue seguida por la toma de Székesfehérvár. Komárom se convirtió entonces en la principal posición adelantada habsburgo en el Danubio.
En agosto Pedro Keglević derrotó una fuerza otomana en Otočac, junto a Senj, mientras Fernando reunía un ejército contra Estrigonia. Sin embargo, carente de fondos y con la falta de apoyo de las dietas bohemias y moravias no logró lanzar una nueva ofensiva en la zona del Balatón. En septiembre, con la llegada del otoño y después de que su caballería tártara sufriera una derrota frente a Zrínyi en Vásárhelyi, Solimán dio por finalizada su campaña. 
En paralelo la armada turca pasó a apoyar a los franceses en sus campañas en Italia contra los aliados de los Habsburgo durante el sitio de Niza de 1543. Buscando estrechar vínculos con sus aliados italianos, Fernando prometió a su hija Catalina con Francisco III Gonzaga, duque de Mantua y marqués de Montferrato. Junto con el Milanesado en manos de Carlos, esos aliados protegían la frontera meridional de sus estados y la campaña del conde de Enghien de 1543 también amenazaba los dominios de Fernando. Notablemente, ese año cayó por traición la fortaleza de Marano, que fue vendida por un condottiero a la República de Venecia para gran enojo de Fernando. En 1544 la derrota de Cerisoles mostró que la posición habsburgo en el norte de Italia seguía sin ser hegemónica y un contraataque para retomar Marano fracasó, aunque Fernando sí logró recuperar Aquilea.

#### La tregua de 1545

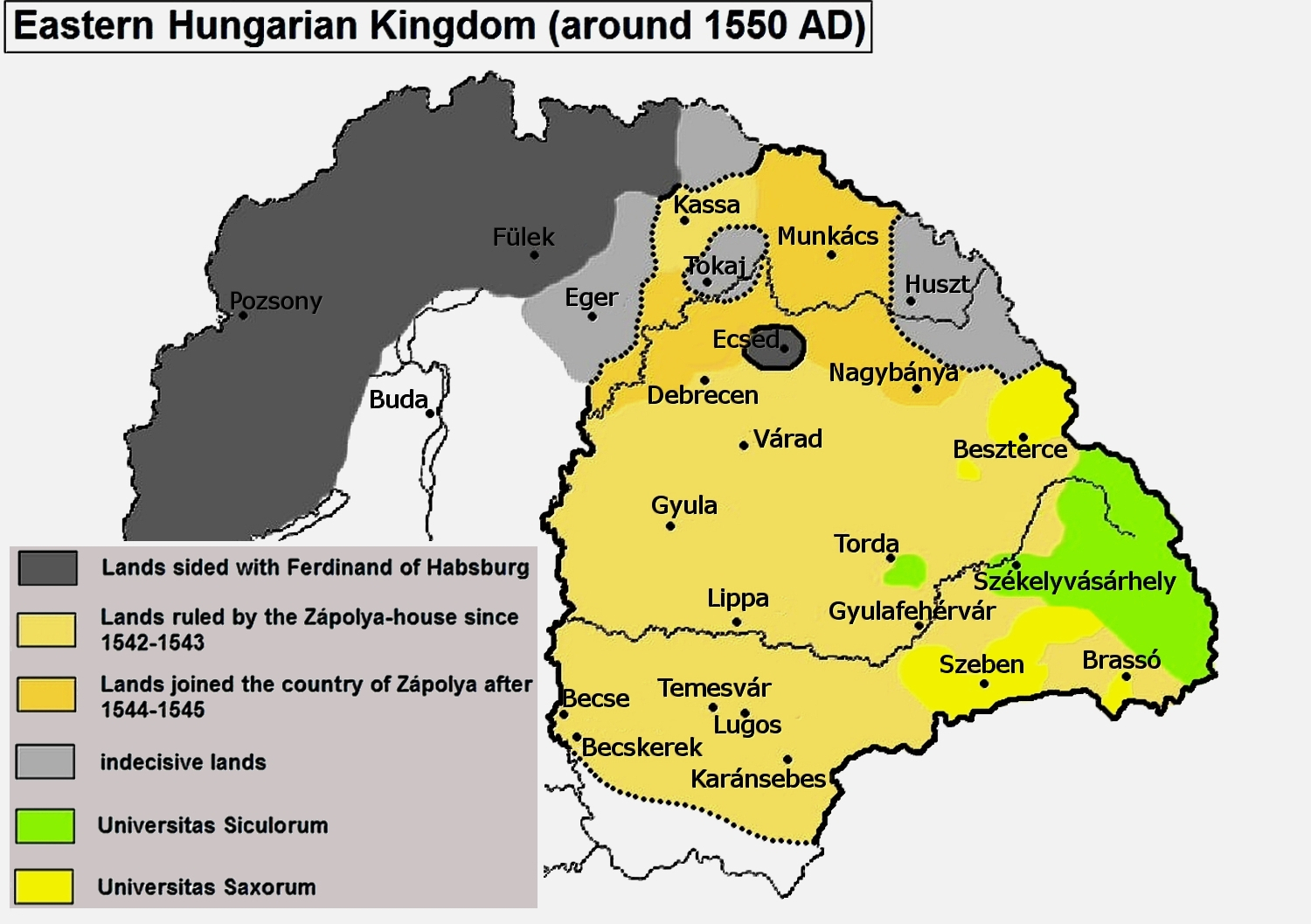
División de Hungría hacia 1544-1545 tras la toma del centro del país por los otomanos y la estabilización del conflicto en la Alta Hungría.

En 1544 los otomanos terminaron de crear un cinturón defensivo en torno a Buda con la toma de Pakrac, Fejérkõ, Velika y Kistallóc en el sur y Visegrád, Nógrád y Hatvan en el norte si bien fracasaron en Szécsény en ese último frente. Ese mismo año el ambicioso Valentín Török de Enying, que había sido encarcelado por el sultán, renunció a los dominios que había establecido en Hungría Occidental a cambio de ser liberado. Aunque parte de ellos fueron efectivamente ocupados por los turcos, que establecieron feudos para timariots en Hungría, otras partes como Gesztes volvieron a manos fernandinas. Notablemente, Fernando aseguró la fortaleza de Szigetvár al norte del Danubio, clave para disputar Eslavonia con Pécs en manos otomanas. Mientras Szigetvár estuviera en manos de Fernando, las incursiones de Zrínyi podrían acosar la retaguardia otomana, impidiendo que los beyes del sur de Hungría y Eslavonia unieran fuerzas y amenazando el abastecimiento de las guarniciones de Buda y alrededores.
Fernando se enfrentaba mientras a una conflictividad interna otra vez en auge. Había hace poco expulsado de Bohemia al predicador Václav Mitmánek y ese mismo año, alarmado por la extensión del luteranismo recuperó el ducado de Glogovia en Silesia de manos del protestante Federico II de Legnica. Fernando intentó plantear un cambio de política en Silesia, con más presencia de nobles leales bohemios y austríacos pese a que los fueros locales requerían que las autoridades de la provincia fueran escogidas entre la nobleza local. En Bohemia en cambio, aprovecharía el incendio de los archivos para presionar a la dieta para considerar su coronación en 1527 como un homenaje por derecho hereditario en vez de una elección.
En el sur y en el oeste, también aumentaban los desafíos. La ciudad de Augsburgo se enfrentó con él apoyando a predicadores luteranos en Mindelaltheim, parte de Burgau. Sin embargo, Fernando se impuso gracias a que su posición legal como soberano del territorio hizo que la Liga de Esmalcalda rechazara apoyar a la ciudad. Igualmente hubo de intervenir confiscando al polémico señor Hans Wolf von Habsberg las ciudades de Waldshut y Rheinfelden que tenía en prenda ante la amenaza de una revuelta local. Su hermano Carlos también empezó a presionar para lograr una paz que le permitiera centrarse en la política imperial y envió sus propios embajadores,
Las finanzas de Fernando seguían exhaustas, con las cuentas húngaras de 1544 siendo motivo de un auditoría desde Austria. En 1545 Fernando tuvo que pedir un gran préstamo de los Manlich, además de empeñar Thann a Christoph Herwart y rentas de su monopolio sobre la sal a Hans Hoffman. Fernando confiaría en Philiph Breiner, burócrata de la cámara austríaca, la auditoría de la situación financiera. En el Tirol Fernando intentó, a través de su hijo Maximiliano, reformar el ineficaz sistema fiscal de la provincia.
Sus oponentes afrontaban problemas similares. Martinuzzi celebró en agosto una dieta de la Hungría Oriental para consolidar el dominio zápolya de Transilvania y de la Alta Hungría oriental tras tener que suprimir revueltas internas. Solimán se centraba en deponer a Radu Paisie en Valaquia y tenía otra escalada fronteriza contra Persia. Ante este contexto, Fernando intentó ya en 1544 negociar una tregua sin éxito. Fue la paz de Crépy de septiembre, que supuso el fin de los conflictos entre los Habsburgo y Francia en Italia, lo que abrió la posibilidad de una paz. Los franceses comenzaron a mediar entre sus aliados otomanos y Fernando, esperando poder recuperar diplomáticamente Milán con una boda con una hija de Fernando según una de las opciones planteadas en Crepy.
En mayo de 1545, los turcos derrotaron a Zrínyi en Konjšćina (Moslavina en Eslavonia), aunque las fuerzas croatas se refugiaron en el castillo tras quemar el fuerte de Ustilonje para que no cayera en manos enemigas. En Hungría la situación no era mejor, con las fuerzas otomanas tomando Döbrököz, última posición de Werbőczy en Tolna. Pese a ello, Nagykanizsa volvió a sobrevivir a otro sitio impidiendo amenazas a los ducados austríacos. Finalmente, Fernando firmó una humillante tregua en 1545. El reino húngaro quedó dividido de facto, ahora en tres partes: una occidental bajo el control de los Habsburgo, con escasos avances con respecto a la paz de 1533, una porción central bajo dominio otomano, verdaderos vencedores de la guerra, y un reino Zápolya ahora reducido a una Hungría oriental en torno a la Alta Hungría, el voivodato de Transilvania y los condados vecinos (Temesvár, Hunyad, Bihar, Maramaros), bajo tutela otomana y enfrentado a Fernando en una pugna por reunificar Hungría. 
En el norte de Hungría, muchos señores habían llegado a un estatus semiindependiente, por lo que Fernando logró que su hermano Carlos le cediera un tercio de 2400 soldados bajo Álvaro de Sande para devolver a los Kostka y los Podmanitzky a la obediencia. Sande era nieto de Sancho de Paredes, antiguo mayordomo de su corte de la infancia en España, y parte de una familia que Fernando siempre protegió.

### Las guerras en el Sacro Imperio

#### Los intentos diplomáticos y la campaña suaba
La paz de Crépy en Italia en 1544 y la tregua con los turcos en 1545 permitieron a los Habsburgo responder a la creciente amenaza protestante. Igualmente las sucesivas muertes de Antonio de Lorena (1544) y Francisco de Lorena (1545) dejó a la sobrina de Fernando y Carlos, Cristina de Dinamarca, como regente prohabsburgo en el estratégico ducado de Lorena. El cambio de política en el Sacro Imperio también fue acompañada en 1544 por un cambio de vicecanciller, sustituyendo Johann Ulrich Zasius a Georg Gienger von Rotteneck. En diciembre de 1545 comenzó el Concilio de Trento destinado a plantear una contrarreforma de la Iglesia católica para responder a los conflictos en aumento. Tras ciertas disputas sobre la sede, se decidió realizar el concilio en Trento, al ser la frontera entre Italia, próxima al papado, y los terrenos alemanes de los protestantes. Se encontraba asimismo en un obispado autónomo, pero fuertemente vinculado a los dominios tiroleses de Fernando.

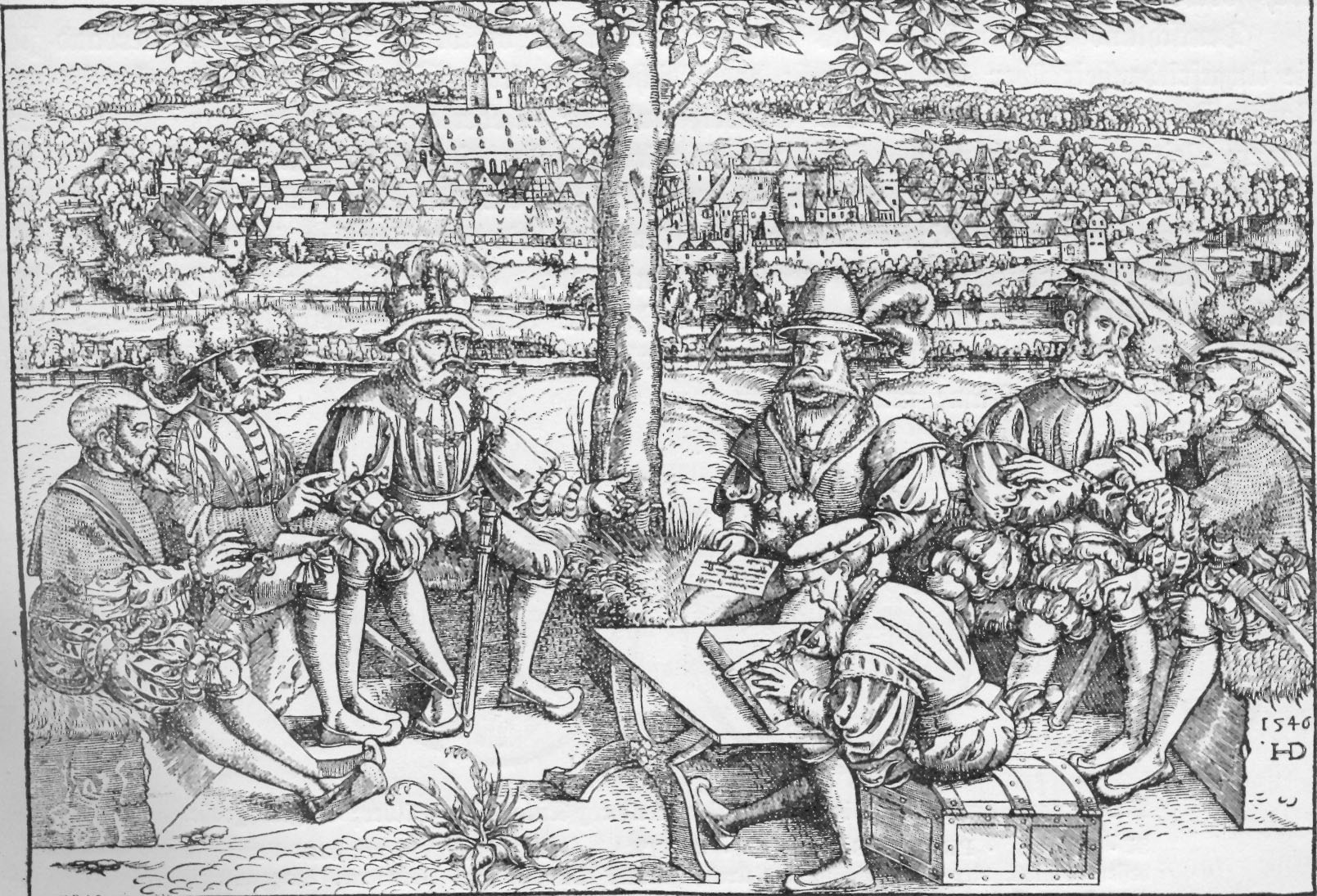
Grabado mostrando un consejo de guerra imperial en 1546, durante la campaña del Danubio. El personaje central es el conde de Salm, hijo del general de Fernando que había defendido Viena en 1529 y futuro general de Fernando durante la campaña de Hungría de 1548-1550.

El conflicto exacerbó también los problemas religiosos internos en Bohemia, donde la nobleza checa seguidora de la Hermandad de Moravia simpatizaba con los protestantes y el descontento contra la política centralizadora y procatólica de Fernando crecía. Pese a esta oposición, la nobleza bohemia estaba dividida respecto a la perspectiva de participar en un conflicto imperial. En mayo de 1546 Fernando anuló la venta de los ducados de Legnica, Wohlau y Brzeg al margrave luterano de Brandeburgo. El incumplido contrato de los Hohenzoller con el duque seguiría sin embargo siendo esgrimido por estos en los siglos siguientes. 
Pese a estas negociaciones, en el verano de 1546 estalló el conflicto en Suabia cuando los fuerzas protestantes amenazaron Augsburgo. Los protestantes sobrepasaron a las fuerzas católicas en el sur del Imperio, sitiándolas en Ingolstadt. Sin embargo las disensiones internas en el bando protestante impidieron un acuerdo para atacar los dominios de Fernando, que se mantenía formalmente neutral. Gracias a estar el paso del Tirol bajo control de Fernando, se pudieron congregar las fuerzas de Guillermo IV de Baviera, fuerzas imperiales de Carlos desde los Países Bajos y las fuerzas pontificias de Octavio Farnesio desde Italia. En julio, los Habsburgo formalmente proscribieron a los principales líderes protestantes por haber depuesto al católico Enrique V de Brunswick-Luneburgo en contra del derecho imperial, dando comienzo a una guerra abierta.
Los Habsburgo neutralizaron tras ello a los principales príncipes protestantes en el sur de Alemania como Federico II del Palatinado e impusieron multas y límites al control municipal luterano en las ciudades imperiales de Augsburgo y Ulm. Entre los resultados de la campaña de 1546 estuvo la sumisión del protestante Ulrico de Wurtemberg con el que, pese a los deseos de Fernando de recuperar el ducado, Carlos firmó el tratado de Heilbronn en el que a cambio de fuertes multas, su abandono de la liga y una humillación diplomática le confirmó en el trono. La decisión comenzó un periodo de progresivo distanciamiento entre los hermanos. Felipe de Hesse permaneció oponiéndose a los Habsburgo, si bien había consumido sus recursos y dejó de ser una amenaza activa.

#### La creación de una coalición imperial y la campaña sajona
Tras los éxitos católicos en Suabia, la resistencia protestante se centró alrededor del elector Juan Federico I de Sajonia en el noreste. Particularmente, la actividad diplomática de Fernando en octubre de 1546 fue crítica para tejer una red de alianzas en Alemania, ganándose entre otros al duque Mauricio de Sajonia, primo de Juan Federico. Además de sus negociaciones con Federico, Fernando casó a sus hijas Ana con Alberto V de Baviera, prominente líder católico en el Imperio con el que Fernando buscaba consolidar lazos,  y María con Guillermo de Jülich-Cléveris-Berg, rico duque católico moderado que con esta alianza se reintegraba a la paz del tratado de Venlo.

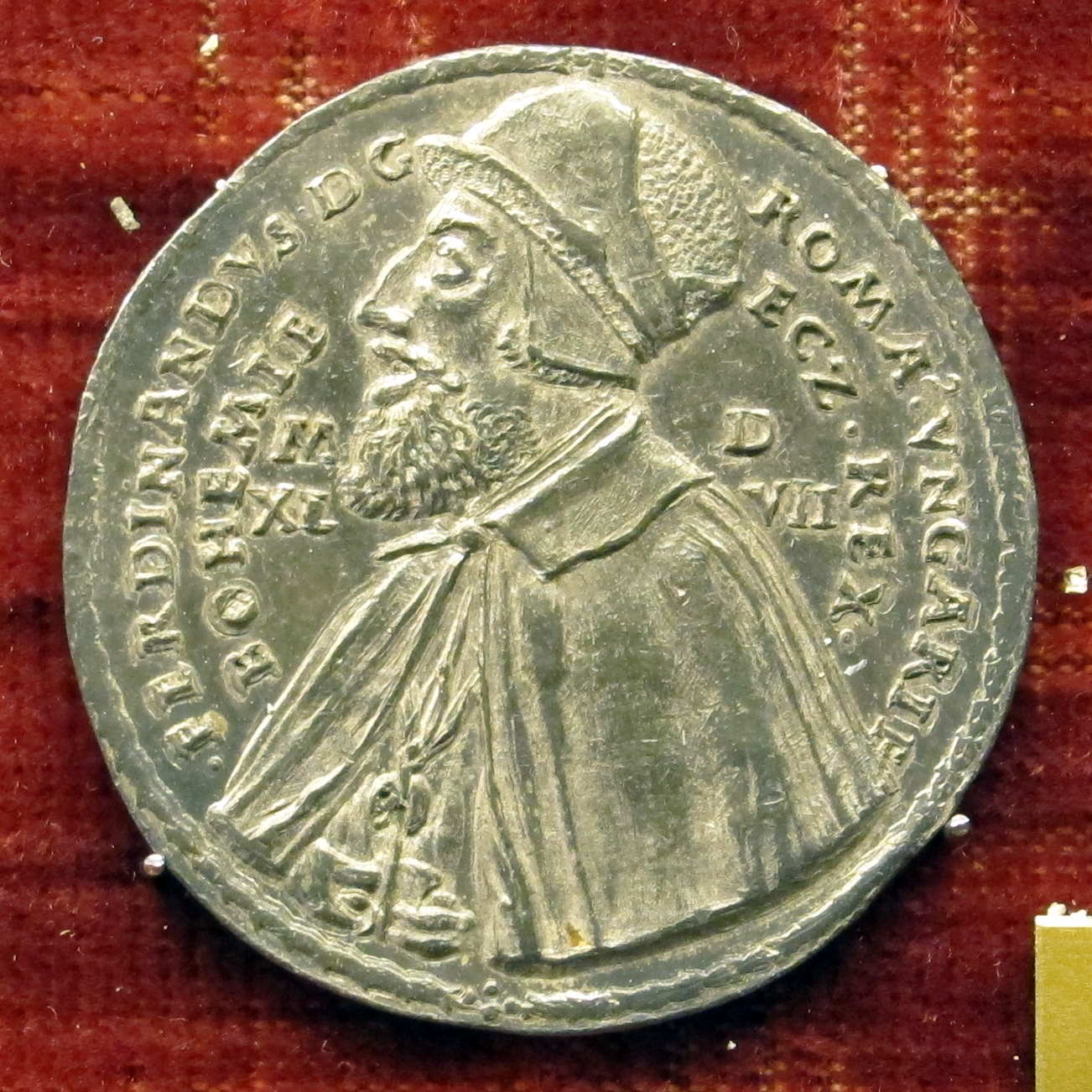
Medalla con el retrato de Fernando, fechada en 1547.

A principios de 1547 nació Juana, última hija de Fernando, falleciendo su amada mujer Ana Jagellón de Hungría y Bohemia el 27 de enero por complicaciones derivadas del parto. Fernando, muy unido a su mujer, no se volvería a casar y dispuso en el nuevo testamento que redactó ese año que fueran enterrados juntos a su muerte. Tanto Fernando como sus hijos mayores Maximiliano y Fernando participaron personalmente en la campaña de 1547, con Maximiliano empezando a intervenir personalmente en la política habsburgo. Por ello, y dada su reputación de cercano a los protestantes, Fernando y Carlos pactaron su boda con su prima María de Austria y Portugal y un periodo de estancia como regente en España. Como parte de las garantías y contragarantías de estos enlaces dinásticos, Fernando confirmó a Maximiliano como su sucesor en Bohemia a cambio de que este renunciara a ejercer el título real en vida de su padre. La relación entre padre e hijo se iría complicando en los años siguientes, con Maximiliano reclamando más dinero para su corte o mostrando recelos por la participación de su hermano Fernando en el gobierno. Fernando compartía con su segundo hijo numerosos puntos en común y pese a ser el segundo era considerado el hijo favorito.
Sin embargo Fernando sufrió la rebelión de parte de la nobleza checa, que rehusaba apoyar la guerra contra los protestantes ahora que la guerra se acercaba a sus mismas fronteras. Dicha nobleza, encabezada por el burgrave de Praga como su líder, se negó a sumarse a las fuerzas congregadas con Mauricio, ejemplo que fue seguido por la Liga Lusacia de la Alta Lusacia, que terminaron licenciando a las tropas reunidas pese a misivas de Fernando, y que se terminó extendiendo a la Baja Lusacia y Moravia. Mientras Fernando y las fuerzas de los territorios que le eran leales se reunían con Mauricio en Most, Federico de Sajonia invadió localidades bohemias en la frontera como Přísečnice o Jáchymov.
Para poder realizar la campaña, Fernando negoció con los turcos la extensión de la tregua vigente, obteniendo su embajador prometedores resultados a principios de año a cambio de promesas de tributo. Eso dejaría a ambos bandos libres para combatir a sus enemigos en el Sacro Imperio y Persia, respectivamente. Las negociaciones muestran tanto un cambio de la política oriental de Fernando a una más realista, como una mayor involucración personal suya ahora que a diferencia de las décadas previas su posición como el líder de la casa de Habsburgo en Europa Central se había reforzado. Igualmente, se ve una mayor madurez de su servicio diplomático. El resultante tratado de Adrianópolis alarmó al bando zápolya pero la subsecuente partida de Solimán a una campaña en Persia supuso que Fernando por fin se sintiera serguro en su frontera oriental. La muerte en marzo de 1547 del otro gran rival de los Habsburgo, Francisco I de Francia, mantuvo la paz en la frontera occidental de los Habsburgo permitiéndoles continuar su foco en el Sacro Imperio.
Tras recibir ese marzo una desafiante respuesta de la dieta bohemia que exigía limitaciones del poder real, Carlos y Fernando reunieron sus fuerzas en Bohemia, suprimiendo a la nobleza bohemia rebelde y acorralando al elector de Sajonia. La guerra terminó ese año con una victoria católica en dicha campaña en la batalla de Mühlberg en abril de 1547, que forzó la capitulación de Wittenberg. Poco después era capturado el otro gran líder protestante, Felipe de Hesse, aunque las ciudades luteranas de la costa norte alemana lograron resistir a los ejércitos imperiales con una postrera victoria en la batalla de Drakenburg.

#### La capitulación de Wittenberg

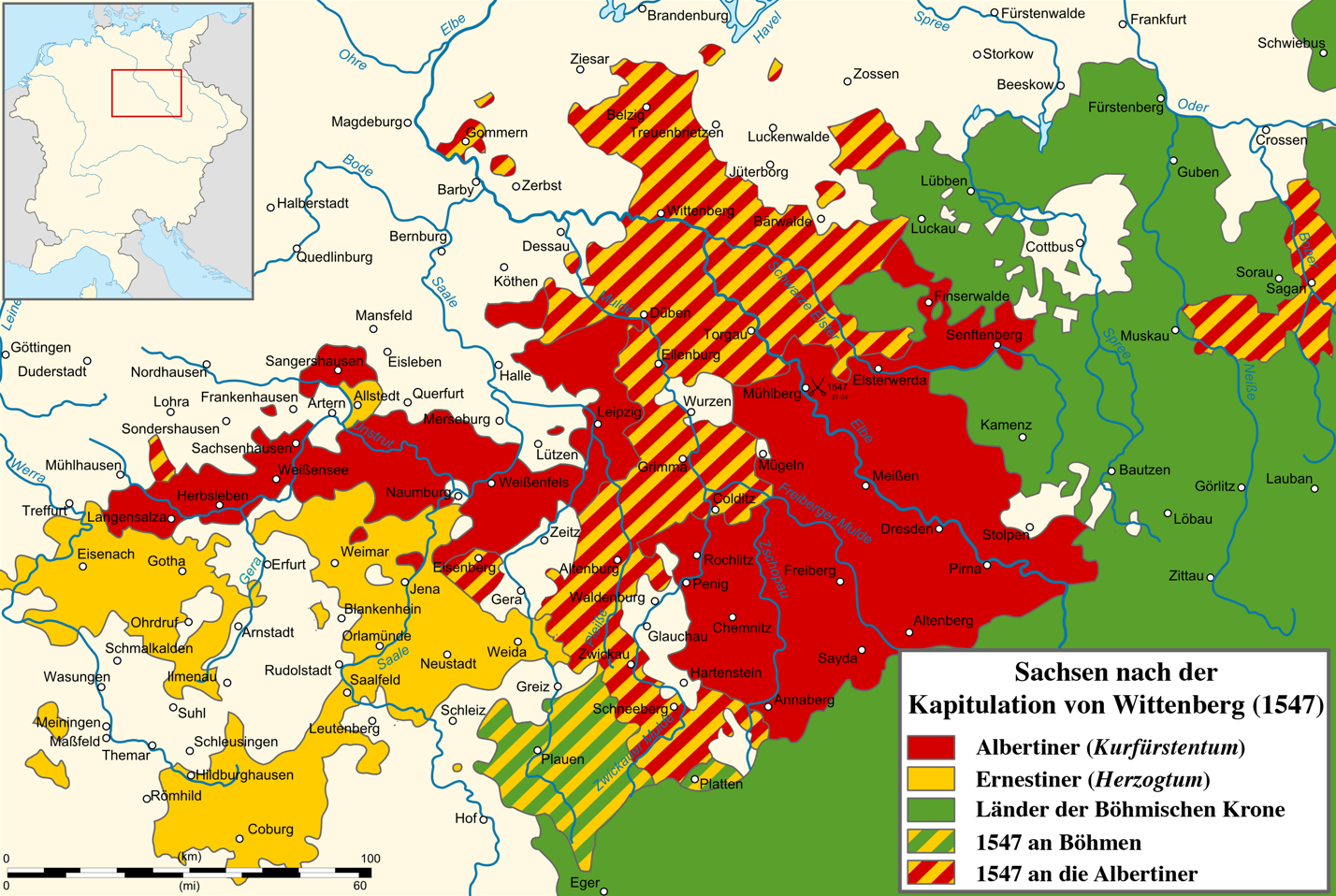
La situación en Sajonia tras la capitulación de Wittenberg (1547), con los avances de Fernando (en verde) y Mauricio (en rojo). El ducado de Sagan aparece indicado en rojo, pues sería transferido a Fernando en 1549 dentro unos reajustes fronterizos.

Los términos de la paz en Wittenberg depusieron a la rama ernestina del electorado de Sajona en favor de su primo Mauricio, de la rama albertina. En la frontera entre Bohemia y Sajonia, Fernando y Mauricio se repartieron la baronía de Schwarzenberg, aunque el reparto detallado requería negociaciones en los años siguientes. 
Otro gran beneficiado fue Enrique IV de Plauen, noble con propiedades en Bohemia y Sajonia, y que como canciller de Bohemia había sido el embajador de Fernando en las negociaciones con Mauricio. Enrique amplió sus posesiones en Vogtland, en la frontera entre Bohemia y Sajonia, recuperando las tierras en Sajonia que habían sido de su padre y recibió el título de príncipe. Fernando también recuperó las tierras de la abadía de Dobrilugk en Lusacia, que Sajonia había tomado en 1541 como compensación por el impago de deudas bohemias. Aš, en las cercanías de Egerland, sería integrado en Bohemia también en los años siguientes.
Fernando, como rey de Bohemia, también reorganizó la situación en Silesia. Tomó para la corona el ducado de Sagan, que estaba igualmente en manos de la rama sajona derrotada, y se hizo con la regencia de los ducados de Opole y Racibórz, del margrave de Ansbach de apenas 5 años de edad Jorge Federico de Brandeburgo-Ansbach, en reemplazo del protestante Alberto de Prusia. El último gran piasta, Federico II de Legnica, había mientras muerto en 1547 y Fernando confirmó la sucesión por sus hijos luteranos, Federico III y Jorge, que se repartieron sus dominios. 
En junio se firmó finalmente el tratado de Adrianópolis con los turcos. La paz consolidaba la situación de facto en Hungría y cerraba a favor de Fernando los principales puntos en disputa, como los antiguos dominios de Perenyi y Törok de Enying, a cambio de un tributo de 30 000 florines anuales. Eso dejaba en manos de Fernando un tramo en el Danubio en la zona de Tata y en el Drava alrededor de Szigetvár, ambas de gran valor estratégico.

#### La dieta sangrienta
En Bohemia y la Alta Lusacia, siguió una represión (Pönfall según el derecho germano para súbditos que se rebelaban contra la autoridad) del sector protestante. Tras reducir la resistencia de Praga en julio, Fernando entró en la ciudad en agosto y celebró la llamada dieta sangrienta, donde se destacaron actos de humillación pública de las autoridades de Praga, cuatro ejecuciones en la ciudad y veintiséis encarcelaciones de nobles o cargos municipales, incluyendo el obispo Jan Augusta. Además se produjo una centralización de la administración bohemia, al cargo de la que dejó a su segundo hijo Fernando como virrey. Tras la victoria militar, Fernando pudo introducir funcionarios reales para intervenir en el gobierno de las ciudades reales y de la reina. La acuñación de moneda pasó asimismo del Nejvyšší mincmistr, uno de los cargos de la corona, a la cámara de cuentas designada por el rey. Fernando también introdujo una corte de apelaciones (rada nad apelacemi) dependiente del rey sobre los tribunales de las ciudades y los señores feudales, creando una justicia regia. El nuevo tribunal también evitaba el recurso habitual a la jurisdicción de Magdeburgo o Leipzig, fuera de la corona de Bohemia y ahora en territorio protestante. Finalmente, se restringió la libertad de imprenta en el país.

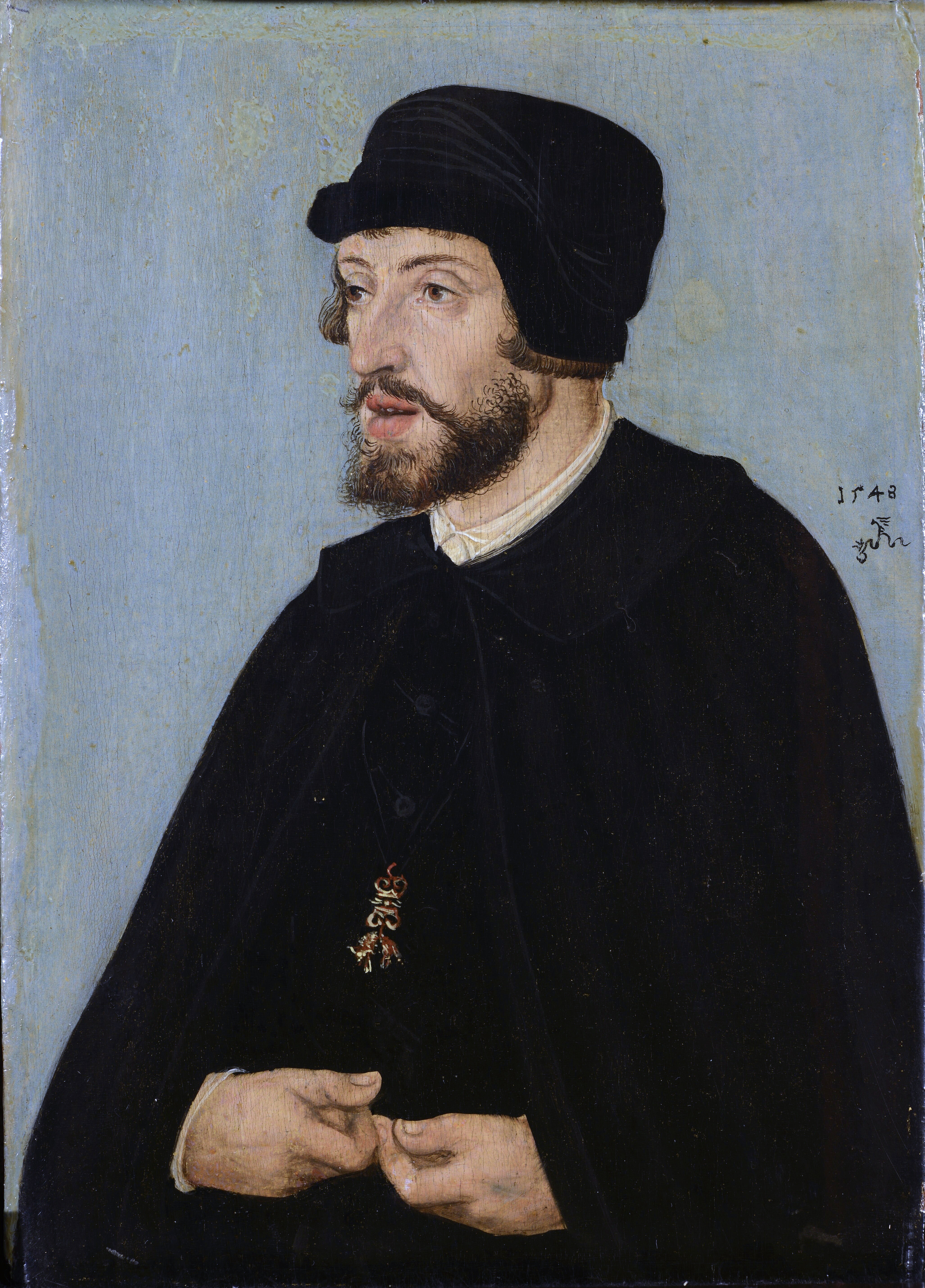
El rey Fernando I, en 1548, por Lucas Cranach el Viejo.

Fernando introdujo un rango principesco en la jerarquía nobiliaria bohemia, para dar cabida a los nuevos territorios de Enrique en Plauen y como posible encaje para los ducados silesios, pese al histórico rechazo que los nobles checos habían mostrado a ello por miedo a que debilitara el poder de la pequeña nobleza en la dieta. La nueva posición de Enrique supuso un conflicto con los condes de Rosenberg, que hasta entonces tenían una posición preferente después del rey en jerarquía nobiliaria. Fernando aceptaría una falsificación de los Rosenberg para justificar su preeminencia ceremonial entre la nobleza bohemia.
Las propiedades confiscadas a ciudades y nobles encarcelados pasaron al patrimonio regio, fueron otorgadas a aquellos que se habían mantenido leales o vendidas rápidamente para pagar deudas. La cámara de cuentas checa se hizo así cargo de las ciudades de Luby, Čelákovice, Chlumec, Horní Slavkov, Litomysl o Vimperk incrementando las rentas de la corona, que también se hizo con propiedades como los castillos de Loket y Freudenstein o las minas de plata de Jáchymov y aumentó la red de palacios y zonas de caza reales con Pardubice, Brandýs, Kostelec y Lysá en el Elba. Las ciudades bohemias que habían mantenido su apoyo a la corona como Pilsen, Budějovice o Ústí nad Labem mantuvieron sus propiedades. Fernando también introdujo un impuesto sobre la cerveza, pujante actividad económica en el país y fácil de gravar, que supuso desde entonces una importante financiación para la corona independiente de la dieta. Todo ello convirtió la campaña en un éxito económico, con ingresos excepcionales de un millón de florines frente a 500 000 florines de coste, y catapultaría los ingresos recurrentes de Fernando en la corona de Bohemia a 400 000-500 000 florines anuales.
Praga, la Liga Lusacia y las ciudades reales vieron así recortados sus poderes tradicionales y muchas de sus propiedades confiscadas. Así por ejemplo Görlitz perdió su derecho a acuñar moneda, los municipios que conformaban Praga tuvieron capitanes de designación real y la justicia en las ciudades pasó a jueces reales. Las autoridades municipales de Lusacia vieron limitados sus mandatos y pasaron a requerir una aprobación real como la que Fernando había impuesto a Viena en décadas previas. Además las ciudades rebeldes debieron pagar multas para financiar la campaña, lo que unido a las confiscaciones las sumió en la deuda y las anuló como poder político. En la Alta Lusacia, eso acabó con la disputa entre nobleza y ciudades por el poder político en favor de la primera, que se había mantenido leal a Fernando. Las ciudades que Fernando adquirió para la corona fueron consideradas "ciudades de la cámara" (královštíi rychtáři) en vez de ciudades reales y, por tanto, sin presencia propia en la dieta. Incluso en las ciudades reales el nuevo control financiero del monarca le permitía financiarse a través de préstamos forzosos desde el tesoro de las ciudades.
En otros territorios de la corona bohemia, donde el apoyo a los rebeldes había sido más limitado, la represión fue más laxa. En Moravia, Jihlava, única ciudad real que había tomado partido abiertamente por los rebeldes hubo de pagar multas y fueron confiscadas algunas propiedades del recientemente fallecido gobernador y líder del partido noble Juan III de Pernstein, como Kyjov y Nový Bydžov. Sin embargo, la falta de un apoyo más claro de los estados de Moravia y del condado de Glatz a la rebelión y la pronta reconciliación de Pernstein supusieron un trato más suave en esos territorios. En la Baja Lusacia los municipios de Guben y Luckau fueron acusados de haber apoyado a los rebeldes pero fueron absueltos. En Silesia igualmente la provincia se había mantenido neutral y solo la dieta local de Świdnica-Jawor había apoyado la revuelta. La respuesta de Fernando en Silesia se limitó a acabar igualmente con el poder de los municipios en la dieta regional.
La represión tras la victoria en Bohemia ha sido considerada por algunos autores como una de las principales manchas en el reinado de Fernando, con algunos autores apuntando que la dureza e incluso crueldad en su respuesta sería otra muestra del orgullo y temperamento que ya había manifestado de joven y que, si bien fue controlando con la madurez, aún mostraba en situaciones donde sentía ofendido su estatus. Otros autores han señalado que fue sin embargo suave comparada con las consecuencias de las guerras husitas previas y han señalado que se buscaron vías de integrar pacíficamente al sector utraquista moderado. En los años siguientes, muchos municipios irían recuperando poco a poco su autogobierno y algunas de sus propiedades. Algunos autores también notan que Fernando castigó la desobediencia al rey, pero no tomó medidas religiosas contra las mayorías luteranas de las ciudades lusacias, mostrando una inclinación a aceptar diferencias religiosas mientras se respetara su autoridad.

#### El ínterim de Augsburgo

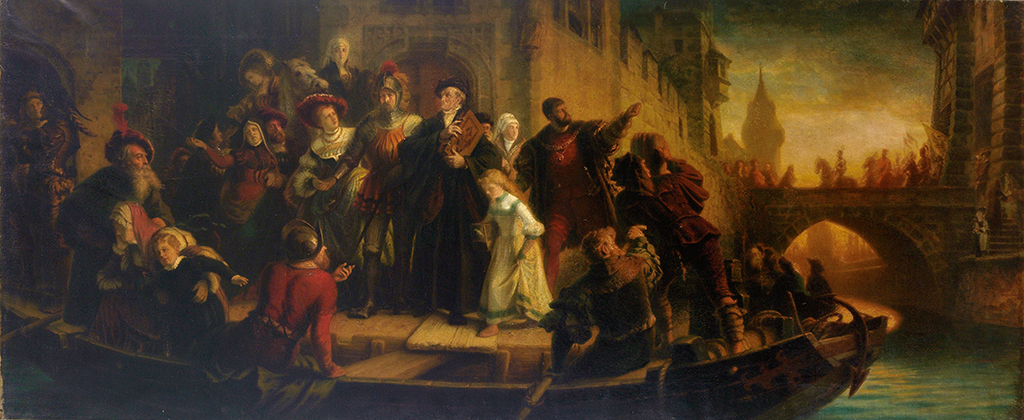
Entrega de la ciudad de Constanza a la Casa de Austria - La emigración de los reformados (1548), pintura de August Friedrich Pecht.

El interim de Augsburgo, proclamado en mayo de 1548 tras la victoria contra Sajonia y que revocaba las concesiones a los luteranos de dietas previas, fue un intento de restaurar el orden imperial tras la victoria católica. Un grupo de protestantes encabezado por Philip Melanchthon estaba dispuesto a aceptar al menos parcialmente el ínterim aunque la mayoría de los predicadores luteranos lo rechazaron. Pese a que la victoria dejó a los Habsburgo sin rival en el imperio, la brecha entre los hermanos continuó creciendo por las discrepancias sobre como tratar a los protestantes derrotados y por el intento de Carlos de replantear la sucesión imperial que se había pactado en 1531 al elegir a Fernando rey de romanos. Su hermana María de Hungría fue empezando a actuar como mediadora entre ambos.
El ínterim trajo consecuencias en Suabia y Austria. La ciudad imperial libre de Constanza, antigua sede de un obispado que había abandonado la ciudad al convertirse en territorio luterano, rechazó el ínterim y fue proscrita. Aunque rechazó ataques iniciales de tropas españolas en agosto, las fuerzas de la regencia de Innsbruck se sumaron a la campaña y terminaron tomando la ciudad en septiembre, que fue incorporada a la Austria Anterior de Fernando. Los obispados de Trento y Brixen también fueron incluidos dentro de la matrícula imperial del Tirol, lo que en la práctica les eximía de pagar impuestos. Asimismo, el condado de Schaunberg, contiguo a la Alta Austria y cuyo soberano se había convertido al luteranismo, perdió su inmediación imperial y quedó finalmente vasallo del duque de Austria. 
Igualmente, dentro de los dominios austríacos de Fernando la cuestión religiosa desapareció de las demandas políticas de las dietas. En Carniola Primož Trubar, que había sido un destacado predicador protestante, fue proscrito dentro de una campaña de contrarreforma del obispo de Laibach. También fue expulsado de Carniola el canónigo luterano Paul Wiener, que se refugiaría entre los sajones de Transilvania llevando la reforma a la región. Para finales de 1548 el ínterim de Leipzig suavizó algunos puntos del de Augsburgo aunque el descontento de los luteranos seguía siendo alto.

### Avances en Hungría

#### La campaña de 1549

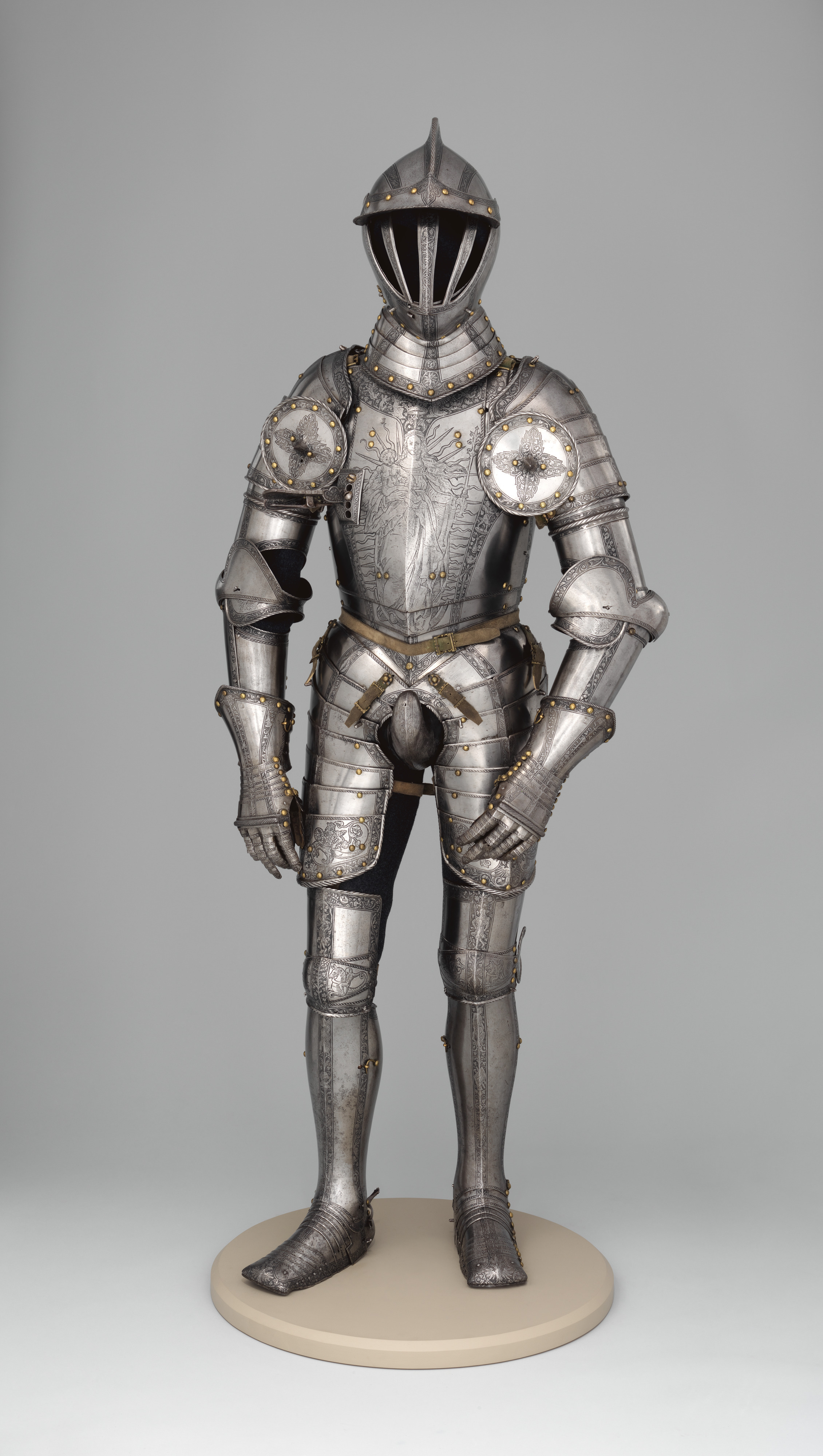
La armadura de Fernando I, actualmente en el Museo Metropolitano de Arte de Nueva York, fue elaborada para el emperador en 1549 y es tenida por un gran ejemplo de las armaduras de placas usada en el periodo. Sus grabados representan el papel de los Habsburgo en la Europa del.

La victoria contra los protestantes dejó a Fernando con fuerzas disponibles para reanudar la guerra en Hungría desde 1548. En general en 1548-1549 se produjo una decisiva reorganización de las fuerzas militares de Fernando. Se empezó el proyecto de la adecuación de las murallas de Viena con modernos bastiones para la guerra con artillería. Por petición de la dieta de Estiria, se empezó un proyecto similar en Graz, fortificando la colina del Schloßberg. Otras ciudades fronterizas cuyas fortalezas se reforzaron incluyen Bad Radkersburg, Marburgo, Pettau y Rann. Los trabajos continuaban en la frontera eslavonia en Varaždin, Koprivnica, Križevci y Ivanić-Grad y el castillo de Hochosterwitz en Carintia. Todo ello tuvo lugar bajo la dirección de dell'Allio, que se apoyó en su hermano y en los comasken o cuadrillas de trabajadores originarios de la región del lago Como lo que fue un importante vector de propagación en los dominios de Fernando de nuevas corrientes estéticas (notablemente de la arquitectura renacentista) y tecnológicas (destacando la incorporación de polvorines o Pulvertürme y de torres diseñadas para su defensa mediante artillería en vez de arqueros).
En Bohemia y Hungría Fernando pactó con su hermana María, viuda de Luis, la reincorporación al patrimonio real de las propiedades que la reina viuda había retenido como su dote. Eso incluía las ciudades de la reina en Bohemia, la ciudad húngara occidental de Magyaróvár, que tenía un estatus similar, las ciudades húngaras en las rica zona minera del noroeste que le habían sido dadas como dote a los que María había añadido mediante compras posesiones en Eslavonia. Al ser Fernando viudo, estas ciudades se reincorporaron al control real, no solo incrementando sus rentas sino reactivando el interés en asegurar la Alta Hungría y sus ricas minas. Gracias a un contrato en 1548 para que la casa comercial Manlich actuara como agente comercial, el tesoro imperial volvió a poner en funcionamiento las ricas minas de cobre de Besztercebánya que los Fugger habían abandonado en 1546. En paralelo, la extensión de la administración habsburgo había llevado su capacidad recaudatoria hasta 35 condados, llevando sus finanzas húngaras a nuevas cotas.
Mientras, las tropas ahora desocupadas, incluyendo fuerzas alemanas bajo el príncipe Nicolás II de Salm, españolas bajo el maestre de campo Bernardo de Aldana, e italianas bajo Giambattista Castaldo, emprendieron una campaña contra los levantiscos nobles vecinos Melchor Balassa y Matías Basó, ampliando el dominio de Fernando en la Alta y Baja Hungría y extendiendo su control hasta Léva, Sitno, Csábrágvarbók y Murányalja. El mando militar lo detentaba Salm, favorito de Fernando y que arrastraba intereses personales en la zona dada la participación de su familia materna en la minería en Hungría. Finalmente Basó fue capturado y ejecutado en 1549. Otros nobles de lealtades variables en la zona como Ferenc Bebek (señor de los castillos alrededor de Krásna Hôrka) y Esteban Dobó (a cargo del castillo de Eger) se sumaron finalmente a la campaña como vasallos de Fernando ante su nueva hegemonía regional. Pudo igualmente establecer a su partidario Nicolás Olahus como obispo de Eger, sede vacante desde hace años y que conllevaba el control condal de Heves y el de importantes rentas para guarnecer el castillo homónimo.
La campaña fue planteada estratégicamente pues proyectaba el poder de Fernando a la Alta Hungría y Transilvania, poniendo en jaque la influencia otomana en sus vasallos (Transilvania, Valaquia, Moldavia) y con ello su capacidad logística para nuevas campañas en el Danubio. Fernando era consciente de la división de la corte transilvana, con su ministro Martinuzzi enfrentado a la reina y tratando de lograr un mediador que le permitiera negociar con Fernando. También de que Solimán, centrado en su guerra con los safávidas y la negociación de una paz perpetua con Polonia, tenía una reducida capacidad de respuesta. Segismundo II era igualmente incapaz de asistir a su hermana debido a sus propios problemas internos. La campaña militar fue acompañada de un intenso juego diplomático que mantuvo a Fernando negociando con facciones transilvanas y ganando el respaldo de magnates como el diplomático Antonio Verancsics o Andrés Bathory, señor de Ecsed, mientras controlaba la reacción otomana que protestó diplomáticamente tras la ocupación de Murányalja pero no tomó medidas frente al fait accompli. Su principal fracaso fue en cambio su intento de sumar a su hermano Carlos, que estaba de nuevo centrado en la política mediterránea, algo que llevó a los franceses a redoblar sus intentos de que los otomanos volvieran a centrarse en su política occidental.
La campaña turca en Persia sin embargo no estaba marchando bien, lo que envalentonó a Fernando. Los informes de sus diplomáticos, que se habían desplazado a Alepo para ver al sultán en su cuartel de campaña, aseguraban a Fernando que la capacidad de respuesta turca ante sus avances era reducida. Los avances territoriales también dispararon los ingresos de la hacienda húngara de Fernando, permitiéndole rescatar propiedades reales en el país que habían sido empeñadas para financiar las guerras previas. Con esos nuevos ingresos, sumados a los beneficios eclesiásticos vacantes en sedes como Eger y a los impuestos mediante corvea o trabajo de los siervos, Fernando empezó una nueva campaña de fortificaciones en la frontera norte. La colaboración de las tropas profesionales extranjeras también fue vital, pues permitieron crear nuevas fortificaciones pirobalísticas en la ruta entre la Baja, la Alta Hungría y Transilvania como Szolnok.

#### El tratado de Weissenburg

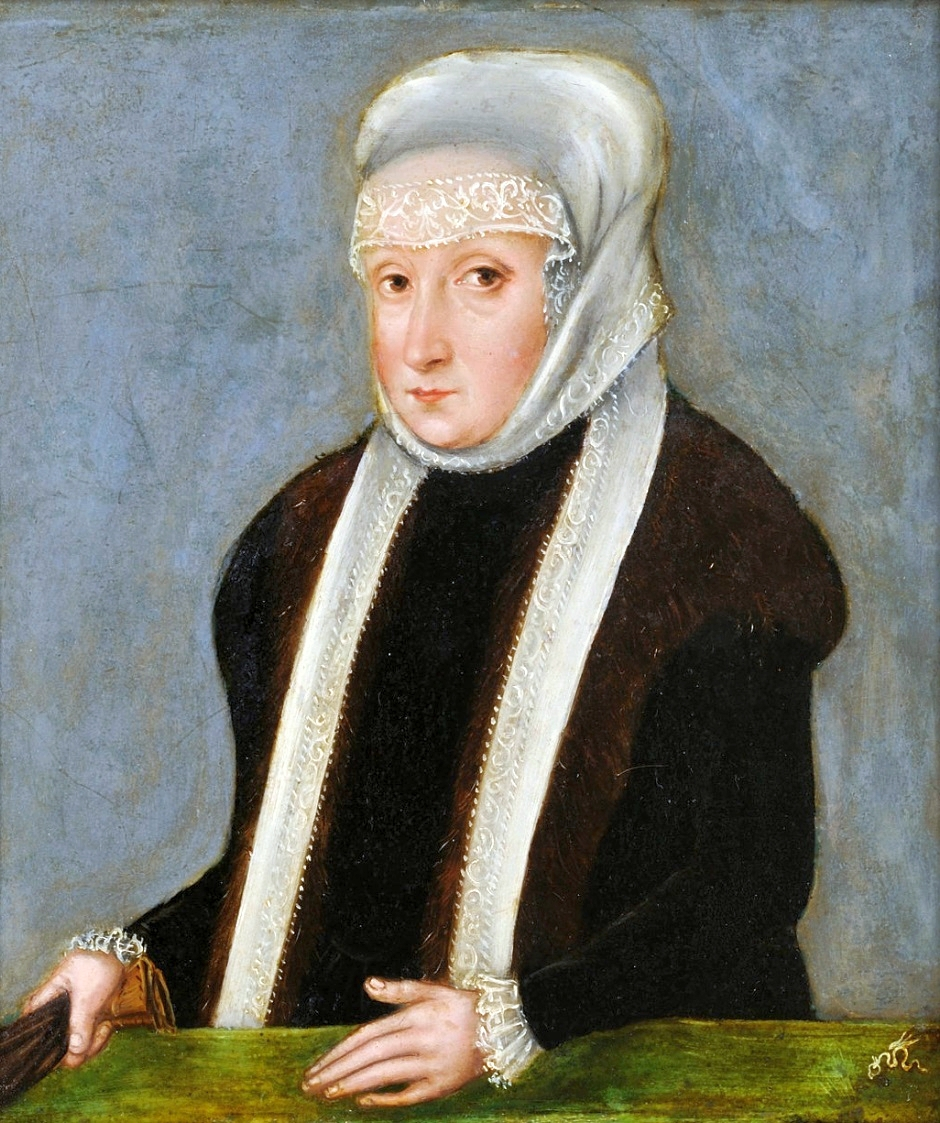
Isabela Jagellón, aquí retratada por Lucas Cranach el Joven c. 1553, fue hija de Bona Sforza y viuda de Juan Zápolya, ambos grandes enemigos de Fernando. Ella continuaría la disputa por Hungría en nombre de su hijo Juan Segismundo.

A finales de 1549 la política turca viró de nuevo hacia occidente. Mientras, en Hungría el obispo Jorge Martinuzzi, regente de la reina Isabel Jagellón, había llegado a una situación insostenible al caer en desgracia con la reina y con el sultán otomano e intensificó sus negociaciones con Fernando. Sin muchas más opciones, se había alzado con el poder en 1550 y, tras rechazar maniobras turcas, ofreció la corona de una Hungría reunificada a Fernando con el tratado de Weissenburg en julio de 1551. Fernando, que pasó finales de 1550 en Augsburgo en negociaciones con príncipes imperiales, respondió enérgicamente dado su conocimiento de la falta de preparación otomana para responder. En recompensa, Fernando confirmó a Martinuzzi como voivoda de Transilvania mientras que el papa Julio III le nombraba cardenal. Isabel obtuvo la promesa de rentas por valor de 100 000 florines con los ducados de Opole, Racibórz y Münsterberg, en Silesia, con Kassa en Alta Hungría como prenda hasta la recepción de sus nuevos dominios. Igualmente su hijo Juan Segismundo se prometería con la hija menor de Fernando, Juana. Para ello, Fernando cambiaría esos ducados a Jorge Federico de Brandeburgo-Ansbach, del que era regente, por el ducado de Sagan y redimiría la hipoteca sobre Münsterberg.
Un grupo reducido de fuerzas habsburgo fueron llegando a Kassa, Tokaj y Transilvania e instaurando una línea defensiva oriental con Temesvár como bastión clave. El control de Transilvania, y particularmente de la ricas minas de sal de Máramaros, fue una importante adición a los dominios de Fernando, que amplió su administración fiscal húngara enviando al germano-húngaro Haller para gestionar los nuevos ingresos. A eso se sumaba el renovado control sobre las ciudades sajonas transilvanas, cuyos impuestos fueron un importante sostén de la administración transilvana de Fernando. Sus embajadores le informaban en cambio que los turcos empezaban una campaña diplomática para revertir los avances fernandinos, especialmente negociando una alianza con Polonia.
No recibiendo más que una fracción de sus nuevas propiedades silesias por los problemas financieros de Fernando, Isabel se refugió con su hijo en la corte polaca de su hermano. Si bien el rey de Polonia Segismundo II Augusto Jagellón podía haber asistido a su hermana Isabela contra Fernando, la amenaza de reeditar el antiguo apoyo Habsburgo a Moscú, que bajo Iván el Terrible estaba en auge en su frontera oriental, le llevó a regañadientes a pactar un nuevo matrimonio con Catalina, hija viuda de Fernando, y reeditar la alianza entre los Habsburgo y los Jagellón. De nuevo, Fernando se endeudó con los Fugger para pagar la dote del matrimonio.
Sin embargo, la presión de los otomanos contra Hungría continuó aunque sin abrir hostilidades a gran escala por la hegemonía habsburgo del momento. Tras Mühlberg los protestantes habían dejado de ser una amenaza en el imperio y Francia tampoco era una amenaza activa contra los Habsburgo tras la costosa guerra italiana de 1542-1546 y la muerte de Francisco I. Ambos peligros seguían empero tan latentes como el turco. La dieta moravia había desbaratado los intentos de Fernando de reintegrar a los utraquistas a la ortodoxia católica y en 1550 llegaron a enfrentarse abiertamente con él. Los luteranos revivieron su alianza en Torgau en mayo de 1551 con la incorporación de un Mauricio de Sajonia decepcionado por la política de Carlos V y especialmente por la prisión a la que habían sido sometidos los líderes protestantes violando los términos de su rendición. Fernando depuso a su vasallo silesio Federico III de Legnica por sumarse a la liga, si bien los protestantes carecían de capacidad militar para desafiar a los Habsburgo en el imperio.

#### El asesinato de Martinuzzi
Desde ese mismo verano de 1551 y a raíz de la alianza franco-otomana, Francia y los turcos fueron escalando sus acciones contra los Habsburgo en una nueva guerra en el Mediterráneo con los sitios de Gozo (julio de 1551) y Trípoli (agosto de 1551). El objetivo era revertir el predominio naval de Carlos V tras la toma de Mahdía (1550) como preliminares de una nueva guerra italiana donde Francia y los otomanos se enfrentaran a los Habsburgo.

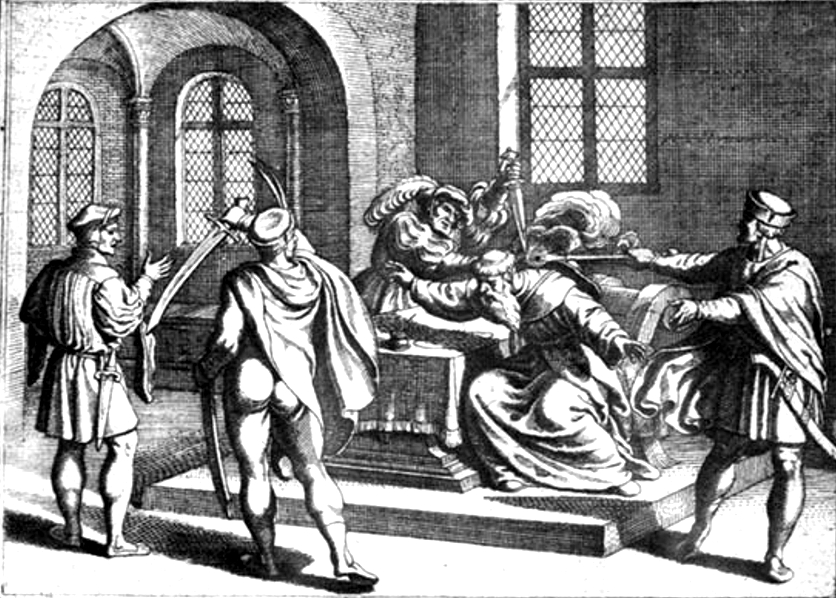
El asesinato de Martinuzzi por órdenes de Castaldo el 17 de diciembre de 1551

Martinuzzi, en una Transilvania en la frontera y a la que apenas había llegado una vanguardia, mantuvo una política ambigua con los turcos. A su carácter intrigante se unía un conflicto personal con Castaldo, que tras la muerte de Salm en diciembre de 1550 había asumido el mando supremo de las fuerzas fernandinas en Hungría. Csanád, guarnecida por un contingente serbio, cayó en manos turcas en octubre sin que dichas tropas ofrecieran resistencia y poco después era un noble transilvano el que rendía Lippa sin lucha. El voivoda igualmente demoraba la llegada de otro ejército fernandino que bajo el condotiero Sforza Pallavicini venía a reforzar a Castaldo. Las fuerzas de Fernando recuperarían pronto Lippa, logrando Martinuzzi una rendición de las fuerzas turcas a cambio de poder evacuar la plaza en buenas condiciones. Similar ocurrió con Csanád, donde sin embargo las tropas habsburgo no respetaron los términos de la rendición. Sospechando que Martinuzzi cooperaba con los turcos, Castaldo ordenó su asesinato en diciembre de 1551 con la connivencia del propio Fernando.
Dado que Martinuzzi había sido nombrado cardenal, el asesinato hizo que tanto Castaldo como Fernando fueran excomulgados por el papa Julio III, que por la política italiana había terminado aliando con Francia. Solo después de la muerte de Julio III y la elección de su sucesor Paulo, y de que Fernando enviara una larga acusación ante el papa, detallando 87 cargos contra Martinuzzi con 116 testigos, fue levantada en 1555 la excomunión.

### La reactivación del conflicto en el Sacro Imperio

#### La sucesión imperial

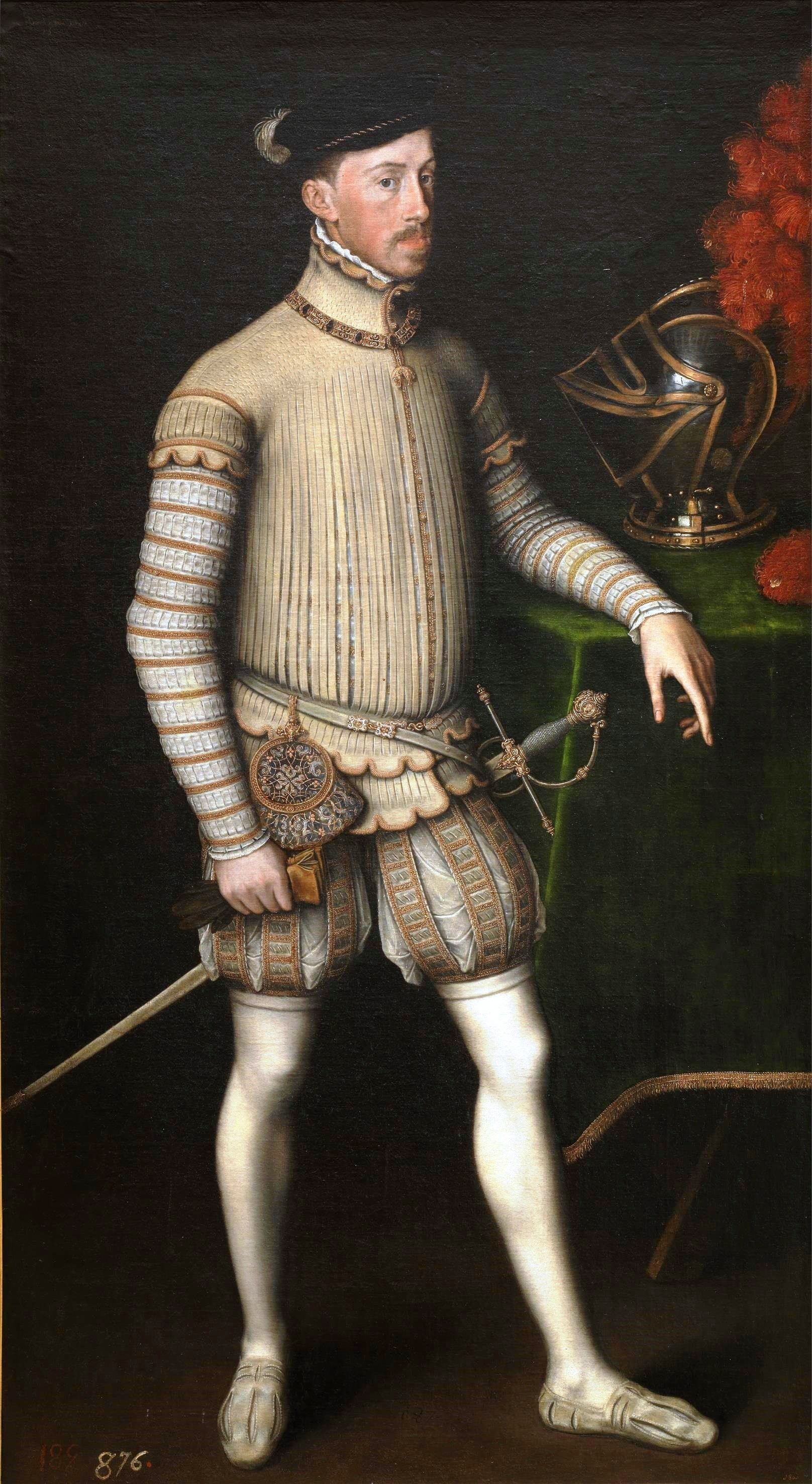
Maximiliano, hijo mayor de Fernando, retratado por Antonio Moro en 1550. Tras una estancia con su tío Carlos, en 1552 estaba de vuelta con su padre. Sus deseos de preservar su herencia frente a su primo Felipe acentuaron el conflicto entre Fernando y su hermano.

La ausencia de Carlos había supuesto que Fernando presidiera casi todas las dietas imperiales. Sin embargo, la política religiosa y el plan de Carlos de dejar en herencia a su hijo Felipe la corona imperial, pese a ser Fernando el heredero aparente (tanto por el pacto de Bruselas de 1522 como por su título de rey de romanos), fue distanciando a ambos hermanos durante ese periodo de rearme franco-otomano. Si bien es posible que Carlos pretendiera que Fernando ascendiera al trono imperial con Felipe como su sucesor como rey de romanos (dando comienzo a una alternancia en la corona imperial entre ambas ramas Habsburgo), la versión considerada más probable en las cortes germanas era que Felipe sería nombrado directamente emperador relegando a Fernando. 
El plan era en general visto con desagrado por las cortes alemanas, que veían otro posible emperador extranjero y ausente y, particularmente por los electores imperiales, cuyas prerrogativas eran ninguneadas. Para Carlos, nombrar a su hijo Felipe aseguraba que el emperador tenía los recursos para defender al imperio que aportaban los Países Bajos, España e Italia, mientras que Fernando objetaba a lo que era una violación de la legalidad imperial. El plan llevaba a Carlos a replantear de nuevo la cesión de los territorios alsacianos y renanos, claves para crear una zona de frontera con Francia y para permitir las comunicaciones entre Italia, Borgoña y Países Bajos.
El conflicto se agudizó por la posición del hijo mayor de Fernando, Maximiliano. Fernando planeaba repartir sus territorios entre sus tres hijos, lo que ampliaba las desigualdades entre las herencias que esperaban recibir todos los primos Habsburgo. El carácter de Carlos rara vez había permitido discrepancias en la familia y Maximiliano sentía que su padre siempre sacrificaba sus intereses junto con los de sus hijos ante la voluntad de su hermano. Desde 1550 Maximiliano había pedido volver al Sacro Imperio, temiendo ser visto en la carrera por el trono imperial como extranjero como había sido el caso de su padre, a lo que Carlos se había opuesto enfrentándose los dos hermanos por el tema. Durante un breve periodo en que se le permitió volver en 1550-1551, el joven príncipe sondeó a los electores y a potencias extranjeras como Venecia o Francia para oponerse a los planes de su tío.
Asimismo, Fernando, más pragmático que su hermano, mostró su rechazo a la supeditación que Carlos hacía de la política imperial, tanto en cuanto a mantener la paz interna como en su defensa contra amenazas extranjeras como los turcos, frente a su política borgoñona y religiosa. Carlos a su vez, en iguales problemas financieros que Fernando, le reprochaba que las contribuciones para la defensa del imperio fueran mayormente a él y el poco agradecimiento al apoyo que le había dado durante la reciente guerra de Esmalcalda. En 1551-1552 ambos hermanos apenas se hablaban sino a través de su hermana María en los Países Bajos.
Para finales de 1551 un Maximiliano en rebeldía estaba regresando al Sacro Imperio. El joven príncipe sería desde entonces el foco de la oposición a los proyectos de su tío en la corte de Fernando.

#### La crisis de 1552
Pese la tensión en alza entre los hermanos, Fernando siguió desempeñando el papel de intermediario entre los príncipes y Carlos V. Lideró el arreglo del conflicto religioso que resurgía a medida que los príncipes protestantes trataban de revertir la hegemonía católica posterior a Mühlberg. Mientras los Habsburgo se dividían por la herencia, los luteranos trataban de solucionar su debilidad militar con una alianza con Francia en enero de 1552, ofreciendo a esta los Tres Obispados en la frontera renana a cambio de su apoyo. Fernando tuvo un encuentro con Mauricio de Sajonia en abril de 1552 para tratar de encontrar una solución diplomática.
Distanciándose de su hermano Carlos, Fernando empezó a tomar una posición cada vez más independiente en su política imperial. Pese a la traición de Mauricio de Sajonia a Carlos en el episodio de la huida de Innsbruck en mayo de 1552, Fernando continuó las negociaciones de la paz de Passau en junio y julio de 1552. El electorado de Mauricio era vecino del reino bohemio de Fernando y ambos lograron mantener su relación al margen del conflicto entre Mauricio y el emperador si bien Carlos siguió rechazando la paz con su enemigo. Las negociaciones de Passau mostraron al propio Fernando y a los estados neutrales más próximos a los rebeldes protestantes frente a un gobierno imperial impopular por ser considerado extranjero. Particularmente Fernando se mostró partidario de realizar concesiones religiosas, algo que Carlos siempre rechazó, ganándose con ello el apoyo de muchos príncipes imperiales.
Pese a la línea dura de Carlos, se pactó el 2 de septiembre la liberación de los prisioneros protestantes a cambio de la retirada de su apoyo a Francia. Otro tema zanjado fue la herencia de Ulrico de Wurtemberg, fallecido en 1550 y sobre cuyo ducado Fernando seguían teniendo reclamaciones. Su hijo Cristóbal de Wurtemberg hubo de pagar multas por haber incumplido el ínterim de Ausburgo.

### La ofensiva turca de 1552

#### Avance otomano

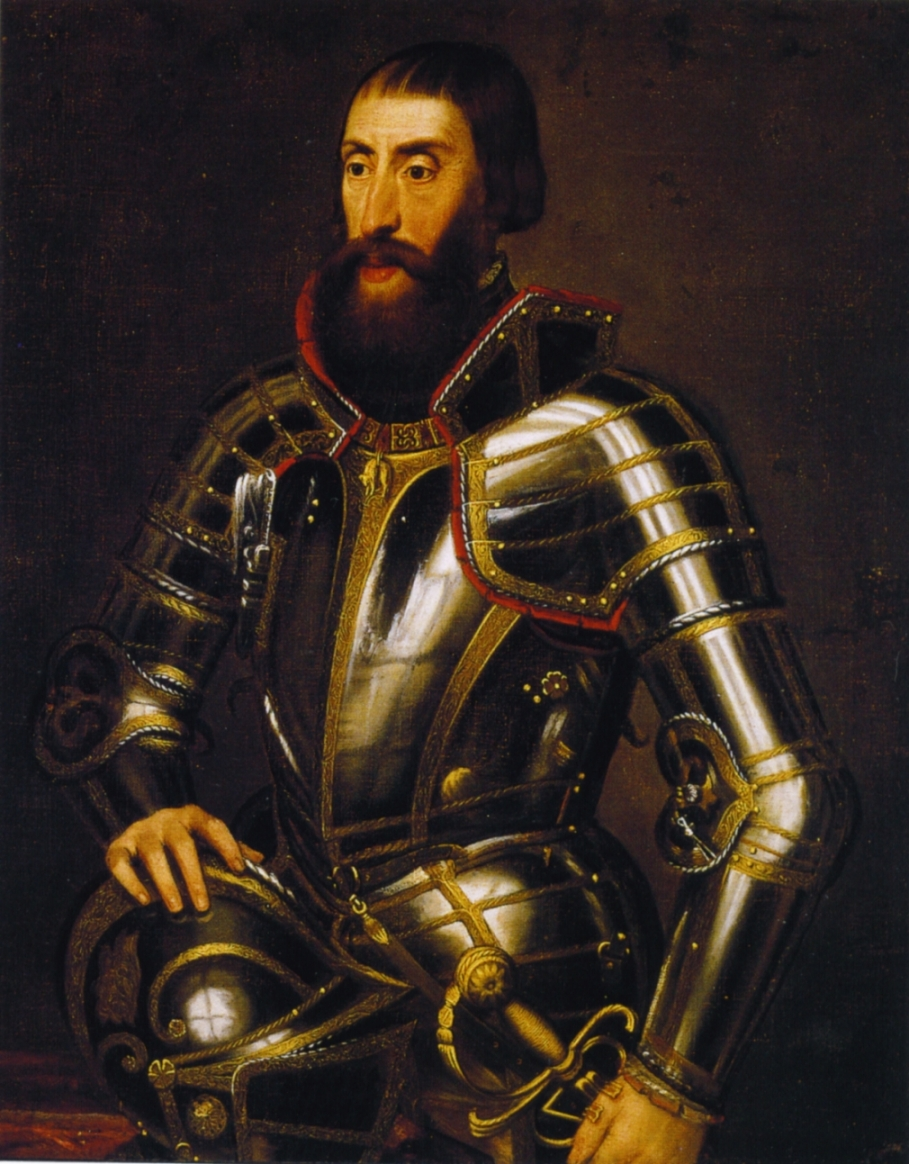
Fernando I, en armadura

Mientras, los turcos se habían alarmado por el avance de Fernando en Transilvania y en la primavera de 1552 iniciaron una nueva ofensiva. Su campaña fue un éxito, sorprendiendo a un Aldana en el intento de una arriesgada acción contra Szeged en febrero. Los turcos empezaron en abril un sitio contra la principal fortaleza fernandina, Temesvár. 
Al suroeste y tratando de aliviar la presión contra Transilvania, Zrínyi logró éxitos iniciales en Eslavonia al tomar y demoler fuertes otomanos en Požega como Gradiška, aunque el gobernador de Bosnia tenía fuerzas en reserva. Sin levantar el sitio de Temesvár, los otomanos recuperaron el terreno en Eslavonia y contraatacaron sitiando a Zrínyi en Virovitica. Al otro lado del río, los turcos tomaron Görösgalt y amenazaron Szigetvár. Más al norte, Veszprém cayó en junio en manos turcas al desertar parte de la guarnición, trasladándose desde entonces el obispo al castillo de Sümeg.
En el este de Hungría los otomanos también siguieron avanzando. Szolnok al noreste también cayó en junio, complicando las líneas de aprovisionamiento a Transilvania. Otras fortalezas cercanas como Eger o Lippa quedaron bajo asedio. Se reclutaron milicias locales (banderia) y Fernando apremió a su hijo Maximiliano, al que había instaurado como gobernador en Hungría, para que se actualizaran las fortificaciones de plazas como Presburgo y Zagreb. Congregando los recursos de sus diferentes estados, Fernando envió 7000 soldados de refuerzo al mando de Erasmus Teuffel a Hungría.
Los turcos continuaron su campaña por la Alta Hungría y varias fortalezas de la primera línea defensiva, comenzando con Drégely en julio, cayeron en cadena cuando las guarniciones, escasas y a menudo sin haber recibido sus soldadas, desertaron. Las fuerzas de Fernando en el área se mostraron descoordinadas, con Erasmus Teuffel no socorriendo Dregely desde su base en Léva. Ipolyság, Germat, Hollókő, Szécsény y Bújak cayeron así en manos tucas en el norte de Hungría.

#### La caída de Temesvár, la derrota en Palást y la pérdida de Čazma

Miniatura otomana en el palacio de Topkapi, mostrando las consecuencias de la caída de Temesvár en 1552.

Finalmente en julio capituló Temesvár tras una derrota en Szentandrás. Su caída hundió el frente oriental y sucesivamente pasaron a manos turcas Becse, Becskerek, Arad y Lippa en la Hungría Suroriental. El frente pasó a la asediada Eger y Gyula, que siguieron en manos de Fernando. La brutalidad de los turcos con la guarnición de Temesvár, en represalia por los eventos de Lippa del año previo, el riesgo de perder las comunicaciones con Hungría sin Szolnok y los disturbios en Transilvania por el asesinato de Martinuzzi dejaron a Castaldo en una precaria situación.
El fracaso de la línea defensiva en Transilvania llevó a un cruce de acusaciones entre los generales de Fernando, incluyendo un juicio por la nueva rendición de Lippa. Particularmente la caída de Szolnok, clave para las comunicaciones con Transilvania y en la que se habían invertido cuantiosos recursos, fue una decepción en la corte de Viena. Castaldo no solo tuvo problemas para colaborar con Martinuzzi sino también con su subordinado, Aldana, con el que arrastraba rencillas de las campañas en Alemania. Dicho Aldana, a favor del que intervinieron Carlos V y su hijo Felipe, fue condenado. En general, parece que las fuerzas de Fernando, con soldadas atrasadas y dirigidas por un Aldana poco acostumbrado a las complejidades de dirigir una fuerza multinacional, rindieron pobremente en la línea defensiva que se había ideado. 
Poco después, el restante ejército habsburgo en Hungría fue derrotado en la batalla de Palást (actual Plášťovce) en agosto. La derrota fue casi total, siendo capturados Teuffel y Pallavicino y cundiendo el pánico en la Alta Hungría y las ciudades mineras. El general turco al mando sin embargo regresó a Buda para recibir órdenes de Solimán sin avanzar más al norte. Ese mismo mes de agosto también capitulaba la guarnición de Virovitica, y aunque la intervención de Nádasdy salvó Đurđevac, fue seguida por la caída de Čazma, poniendo Zagreb y Sisek en peligro. Pedro Erdödi y Jorge Frankopán realizaron razias contra territorio turco en respuesta.
El fracaso en Eslavonia generó un revuelo similar al de la caída de Szolnok. Hans von Ungnad, que lideraba a la nobleza estiria, criticó públicamente a Zrínyi, que recibía cuantiosas subvenciones para defender la frontera pero no había podido abrir con éxito un segundo frente. Zrínyi presentó su dimisión, que sin embargo no fue aceptada por Fernando recibiendo en su lugar nuevos refuerzos para sus castillos en el Una. Zrínyi escribió en octubre a Fernando pidiéndole refuerzos para retomar Čazma y, pese a las críticas de Ungnad, Estiria aprobaría nuevas contribuciones excepcionales para restablecer el frente en Eslavonia. Otras provincias austríacas como Baja Austria también incrementaron sus contribuciones, duplicándose sus ingresos desde 1552 (con la salvedad de Austria Anterior).

#### El sitio de Eger

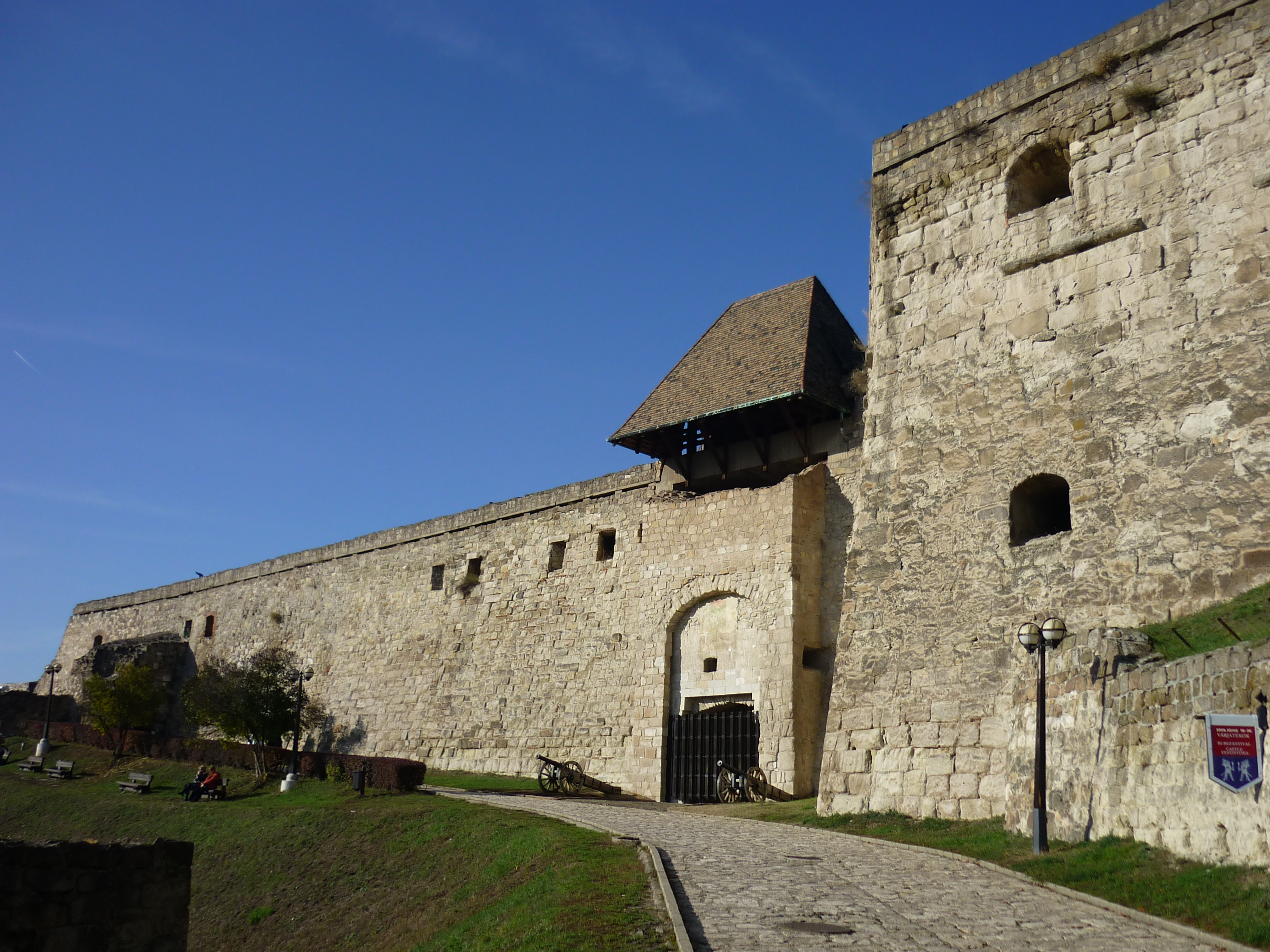
El castillo de Eger, cuya guarnición evitó la derrota de Fernando en la campaña de 1552.

Sin embargo, la guarnición de Eger, comandada por Esteban Dobó, logró vencer contra todo pronóstico en el asedio de 1552 en el norte del país. La fortaleza era clave para proteger la poco fortificada Kassa y evitar el aislamiento de Transilvania y, pese a su inferioridad numérica, la plaza resistió hasta que Mauricio de Sajonia intervino tras la paz de Passau en apoyo de Fernando con un ejército de refresco, salvándola. Esta victoria en Eger supuso un cambio en las suertes bélicas, parando la campaña otomana y dando a Fernando buenas razones para pensar que Hungría aún podía decantarse para su lado.
En octubre una victoria menor de Zrínyi en Biškupac alejaba el peligro de un ofensiva turca contra Croacia y en noviembre Radu Ilie Haidăul se hizo brevemente con el trono en el principado de Valaquia con apoyo de las fuerzas de Castaldo en Transilvania, sembrando el caos entre los vasallos otomanos de la zona. Sin embargo, con desavenencias entre Mauricio y Castaldo tampoco hubo nuevos avances a favor de Fernando. Con noticias de una nueva ofensiva safávida y de un motín entre las fuerzas de su ejército en Oriente en torno a su heredero Şehzade Mustafa, Solimán pactó en otoño otra paz a cambio de un tributo anual. Ese conflicto por la sucesión también trajo la caída temporal del poderoso gran visir otomano, Rüstem Pasha, que había sido partidario de mantener la línea más dura en Hungría.
La campaña terminó con el reino Zápolya repartido entre los otomanos, que sumaron a la Hungría otomana el nuevo eyalato de Temesvár y Fernando, que convirtió Eger en un baluarte y pasó a controlar los remanentes de la Alta Hungría y Transilvania bajo amenaza turca. Incluso pese a todas las pérdidas de territorio desde Mohács, algunos autores húngaros sostienen que Hungría era el principal estado por ingresos de Fernando en aquel entonces. Otros autores cifran la recaudación de 750.000 florines, con estimaciones de la misma magnitud para los ducados austríacos y solo ligeramente inferiores para las tierras de Bohemia. La historiografía checa ha señalado en cambio que Bohemia era la corona que más contribuía a gastos fuera de su propio territorio. En cualquier caso, con unos gastos bélicos que habían llegado a superar el millón y medio de florines anuales, se necesitaban los recursos de los tres territorios para enfrentarse a los turcos.
Pese a la tregua formal, las escaramuzas y conflictos irregulares continuaron a baja escala. Fue típico que los gobernadores otomanos cobraran bajo extorsión tributo "voluntario" a localidades en ambos lados de la frontera, para desagrado de los húngaros. Eso adicionalmente supuso disputas internas en la corte de Fernando, pues los aristócratas lejanos a la frontera o en mejor situación solían acusar a los que pagaban dichas extorsiones de pactar con los turcos. Asimismo, las fuerzas irregulares prohabsburgo (haiduques) seguían atacando igualmente a las guarniciones provinciales turcas en una guerra de guerrillas motivando a veces contraataques de los beyes y pachás turcos contra fortalezas de Fernando pese al armisticio. Zrínyi y sus fuerzas, particularmente, siguieron hostigando a los otomanos cuando les fue posible. Para mantener las fortalezas de la frontera, los gobernadores fernandinos también intentaron seguir cobrando impuestos en los antiguos distritos de estas, aunque hubieran quedado en el lado turco de la frontera.

### La paz en el imperio

#### La reconciliación entre hermanos

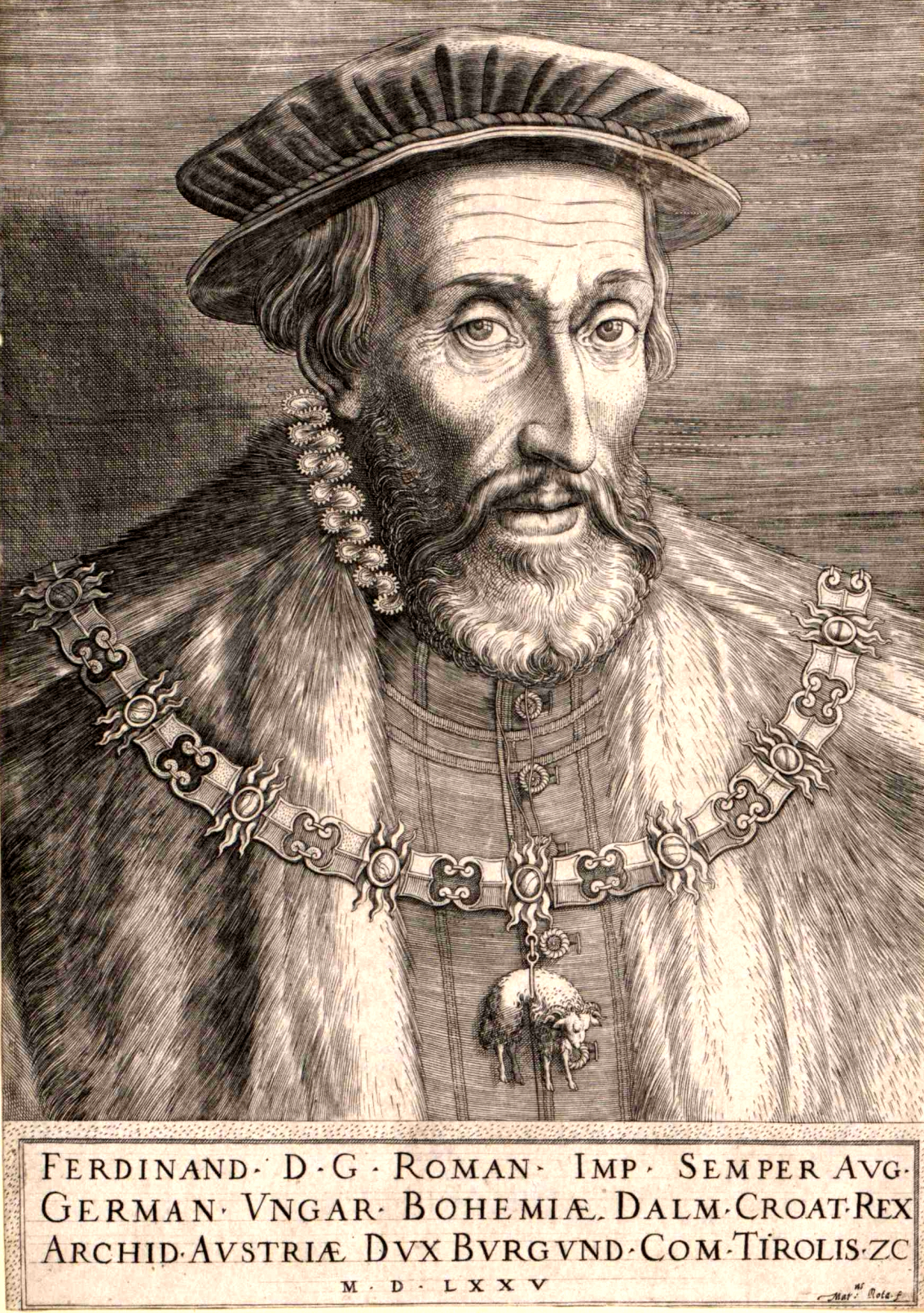
Fernando I de Habsburgo, en un grabado de Martino Rota.

Las relaciones entre Fernando y Carlos continuaban siendo problemáticas. Frente al deseo de Carlos de ganarse a Alberto de Brandeburgo, veterano líder militar que le fue de gran utilidad al emperador contra Francia en el sitio de Metz de 1552-1553 y era uno de sus últimos apoyos en Alemania, la campaña de saqueo de este en Franconia llevó a Fernando a apoyar la liga levantada en su contra en 1553-1554. La campaña terminó con el margrave Alberto derrotado a costa de la muerte de Mauricio de Sajonia en 1553. Los estados de Alberto Alcibíades fueron asignados a su pariente, Jorge Federico de Brandeburgo-Ansbach, del que Fernando era tutor. Sin embargo, incluso derrotado Alberto de Brandeburgo Carlos se negó a proscribirlo.
Otro foco de conflicto entre hermanos fue la propuesta de un candidato Habsburgo para desposar a María I de Inglaterra en un intento de ganar otro reino para la dinastía. Fernando propuso a su hijo menor Fernando mientras que Carlos V defendió la candidatura de su hijo Felipe, imponiéndose finalmente. Su otro hijo Maximiliano siguió mostrando su desagrado con lo que veía como otra imposición de Carlos a Fernando. Adicionalmente, el desaire fue visto en las cortes germanas como otro paso en favor de la candidatura de Felipe al trono imperial.
Las diferencias entre Fernando y Carlos continuaron hasta que finalmente Carlos aceptó en 1553 excluir a su hijo Felipe de la sucesión alemana. Incluso aun así Carlos logró imponer ciertas condiciones en favor de Felipe, como la promesa de que fuera nombrado vicario imperial en Italia una vez Fernando fuera emperador. Fernando mientras recurrió a medidas como la construcción de una entrada monumental con los símbolos imperiales en su palacio de Viena o del cenotafio de su abuelo Maximiliano para enfatizar su herencia imperial.

#### La paz de Augsburgo
Recuperándose las relaciones entre los hermanos, Fernando intentó conseguir que Roma permitiese la comunión bajo las dos especies en 1554, uno de los puntos doctrinales en disputa entre luteranos y católicos y reivindicación histórica de los utraquistas moderados de sus dominios bohemios. Posteriormente, se esforzó en atenuar el conflicto religioso durante las negociaciones de la paz en Augsburgo en 1555. Dado que Carlos V no asistió a las negociaciones, delegando en Fernando por negarse personalmente a aceptar cesiones en cuestiones religiosas, la resultante paz de Augsburgo de 1555 fue así en gran parte obra suya.

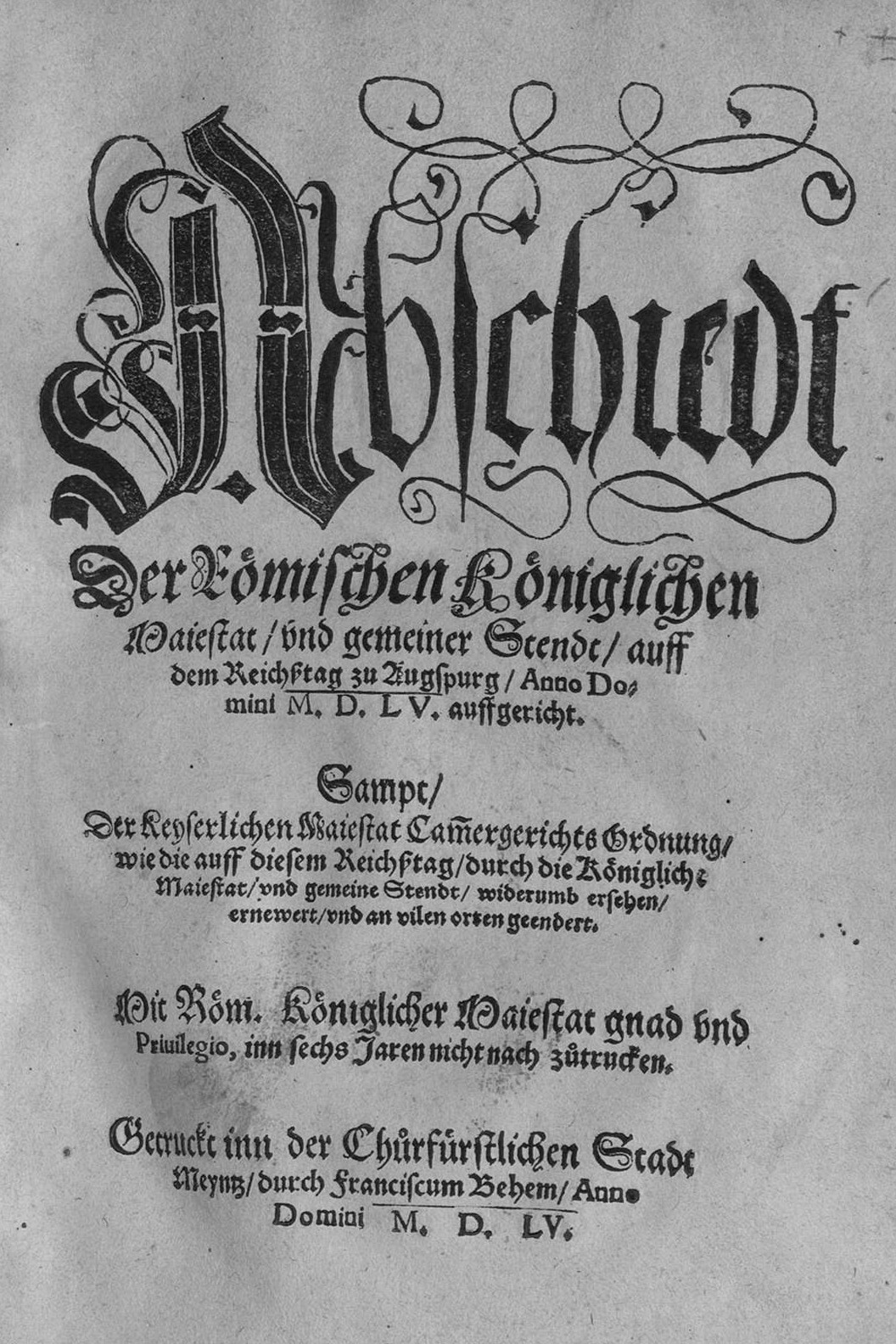
Portada de la edición impresa de los artículos del tratado, (Maguncia, 1555). La paz de Augsburgo es a menudo considerada el mayor éxito de Fernando I, poniendo fin a décadas de guerras religiosas en el imperio

En dicha paz se establecieron las bases firmes de entendimiento para los siguientes sesenta años, en lo que sería la victoria final de la política de Fernando I frente a la de Carlos V:
1. cuius regio, eius religio (según sea la del rey, así será la religión) estableciendo unidad religiosa dentro de un estado. Aquellos que no quisieran seguir la religión oficial eran libres de marcharse, lo que era una innovación en el siglo XVI.
2. reservatum ecclesiasticum (reserva eclesiástica) sobre los estados eclesiásticos. En ellos la conversión del prelado soberano no forzaría a sus habitantes a tener que convertirse, sino que el prelado deberá abandonar el cargo. La redacción de este punto fue sin embargo menos cuidadosa y su implementación en las décadas siguientes trajo ciertos debates.
3. Declaratio Ferdinandei (Declaración fernandina), exceptuaba a los caballeros y ciudades que se hubieran convertido antes de mediados de 1520 de los requisitos de unidad religiosa, permitiendo ciertas zonas de religión mixta. Fue un añadido personal de Fernando en el último minuto, atendiendo a los ruegos de familias y caballeros imperiales,[846] que introdujo en ejercicio de su autoridad en la Asamblea como delegado del emperador.[843]

Aunque estos principios fueron la base para el futuro entendimiento de luteranos y católicos, quedaban fuera de su alcance las otras ramificaciones de la Reforma protestante, como el anabaptismo del sur de Alemania, las doctrinas de Calvino y Zuinglo, populares en Suiza, o el menonismo frisio.
Después de la abdicación de su hermano Carlos V a finales de 1555, fue finalmente designado por su hermano como su sucesor como emperador. Fernando se mostró más conciliador que su hermano e impulsó la vigencia de la paz que había negociado en Augsburgo. Así, por ejemplo repuso a su vasallo Federico III en Legnica. En 1556 organizó la alianza de Landsberg como coalición entre estados católicos y protestantes, sobre la base de la liga multiconfesional que se había levantado contra el margrave de Brandeburgo en 1552. La liga incluía a los duques de Wurtemberg y Baviera, a los obispados de Wurzburgo, Salzburgo y Bamberg y a las ciudades de Augsburgo y Núremberg, lo que extendió la influencia de Fernando en Baviera y Franconia. Igualmente Fernando contaba con lazos matrimoniales con importantes líderes tanto católicos como protestantes. Pese a todo, su énfasis en que los obispos conservaran su autoridad secular siguió dividiendo a ambas confesiones. 
Internamente, Fernando vio como dentro de sus dominios muchos nobles se declaraban abiertamente protestantes tras la paz de Augsburgo, volviendo a ser la libertad religiosa una petición política en las dietas. Un caso famoso fue el de Hans von Ungnad, que dejó el servicio de Fernando tras haber sido convertido por la escuela de Primož Trubar. Después de más de dos décadas de servicio, su tesorero Hans Hofmann von Grünbühel, también de sospechadas inclinaciones luteranas, se retiró. Nádasdy, otro de los históricos colaboradores de Fernando mantuvo abierta correspondencia con Melanchthon y Mátyás Dévai, si bien no hay consenso sobre si cambió de fe.
Más resultados tuvo su patrocinio de los jesuitas para la recatolización de sus dominios. Desde 1556 ocuparon el Clementinum, una iglesia que Fernando les donó en Praga y en 1561 pudo Fernando recrear una diócesis católica en Praga. El predicador Pedro Canisio, que había popularizado un catecismo para legos en alemán, también fue ganando desde 1554 influencia sobre Fernando aunque le terminó llevando a un conflicto con su hijo Maximiliano, que era un seguidor de Johann Sebastian Pfauser, predicador luterano que Canisio denunciaba. Pese a esa política, Fernando mostró personalmente gran tolerancia con el luteranismo, favoreciendo y escuchando desde la paz de Augsburgo a teólogos con ideas ecuménicas de reconciliación entre católicos y protestantes como Friedrich Staphylus, Georg Witzel y Jorge Casandro. En 1557, el coloquio de Worms fue un nuevo intento de acercar posturas entre luteranos y católicos liderado por ese sector bajo el patrocinio de Fernando.

#### La corte imperial de Fernando

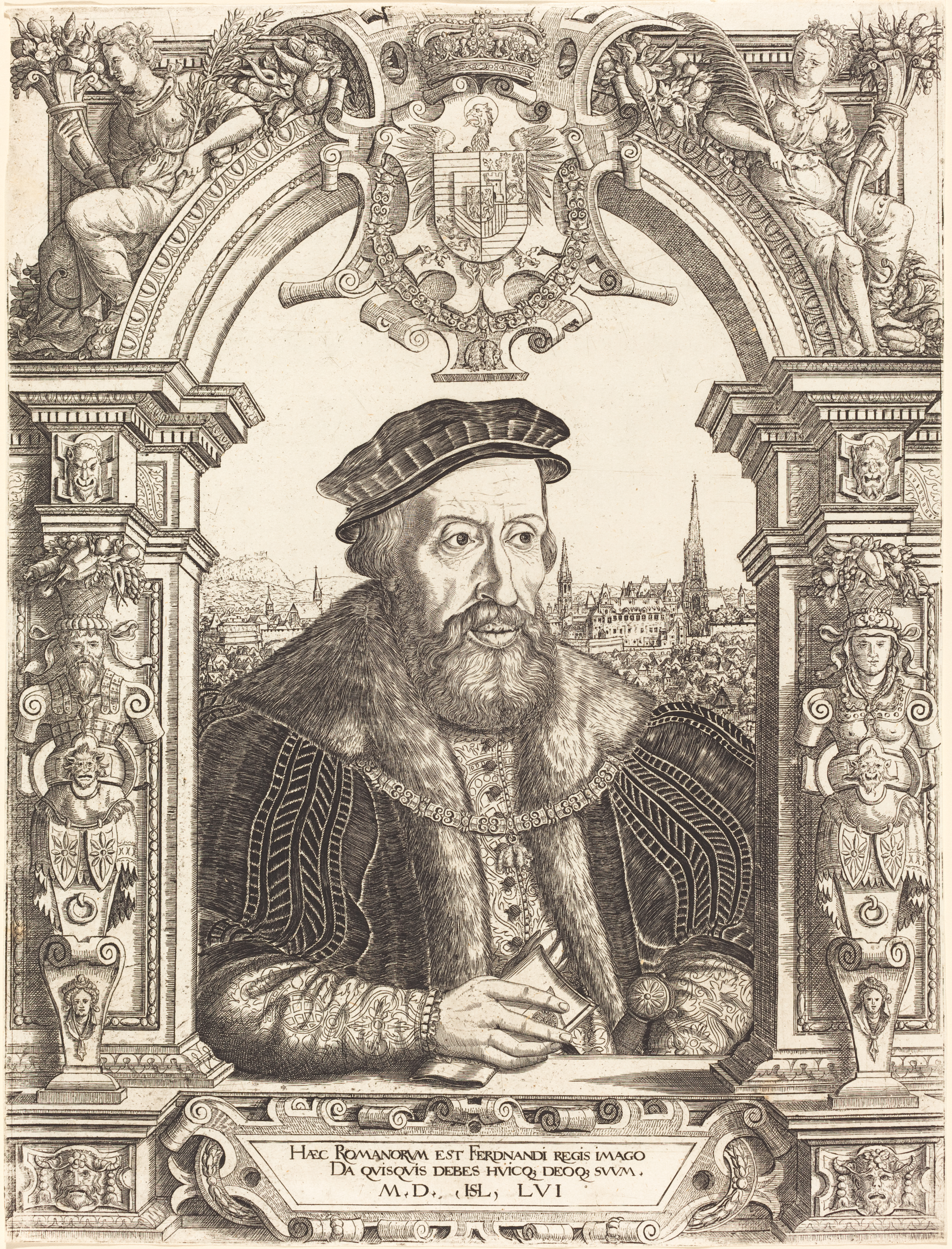
Grabado de Fernando I en 1556, obra de Hanns Lautensack.

La abdicación de Carlos y la consolidación de Fernando también fue acompañada de la potenciación de su corte como epicentro cultural del imperio. Fue particularmente famoso el caso de su colección numismática que incluía monedas antiguas reunidas por Leopold Heyperger, administrador del Hofburg de Viena. En 1554 Fernando encargó su copia gráfica, lo que llevó a una polémica entre el anticuario de Fernando, Wolfgang Lazius, y el intelectual italiano Jacopo Strada que le acusó de diversos errores al atribuir las monedas. Aunque Lazius adscribió la disputa a nacionalismos entre italianos y alemanes, Strada terminaría en 1556 al servicio de Fernando, siendo providencial en acabar las obras de su palacio de verano en Praga y en su colección de antigüedades clásicas. Se trataba de una actividad que mostraba el poder e influencia de su mecenas, siendo el gran rival de Strada el anticuario del duque de Baviera, Nicolò Stoppio, en un paralelismo con la competición entre los Habsburgo y los Wittelsbach.
La colección de Fernando incluía un cuerno de unicornio (probablemente de narval) regalado por el rey de Polonia y el cuenco de ágata, reliquia tardorromana que había acabado en manos de los Habsburgo entre leyendas del Santo Grial. Dados los supuestos poderes mágicos de ambos, los hijos de Fernando los consideraron altamente valiosos en el reparto del testamento como "reliquias inalienables" a no ser divididas entre los herederos y forman parte del germen del tesoro imperial austríaco. Fernando también acumuló como regalos numerosos presentes de oriente, incluyendo probablemente parte de la corona veneciana de Solimán el Magnífico, como presente de una embajada del sultán, o las dioscórides de Viena, que su embajador adquiriría en Constantinopla.
Fernando no sólo potenciaría esta colección, sino que emplearía a artistas e intelectuales como el pintor Hanns Lautensack, el grabador Melchior Lorck o el músico y mecánico Simon Michael. En general, el sur del Sacro Imperio era una activa zona cultural a medida que se extendía el arte renacentista con la escuela del Danubio y los pequeños maestros de Núremberg bajo el empleo de los diferentes príncipes locales como Fernando pero también sus aliados y rivales. La red de relaciones de Fernando, que atraía a su corte a personajes del resto del Sacro Imperio y particularmente del gran foco cultural que eran los Países Bajos, fue providencial para este desarrollo. Igualmente, el gobierno de Fernando suponía el nexo del Sacro Imperio con el imperio otomano y oriente, lo que permitiría la difusión de innovaciones como los tulipanes (que su embajador Ghiselin de Busbecq llevaría desde Oriente a sus Países Bajos natales) o la uva de Tokaj (que su general von Schwendi traería tras sus campañas húngaras a sus dominios en Alsacia). 
El gobierno de Fernando era también el nexo de Bohemia y Hungría con la arquitectura renacentista italiana. El palacio de verano de Fernando en Praga, junto a la restauración del castillo de Praga y las obras desde 1555 del también palacio real conocido como Lustschloss traerían a Bohemia al ya mencionado Strada pero también a Giovanni Battista Aostalli de Sala y su hijo Ulrico Aostalli, a Paolo della Stella y a Giovanni de Statia además de los germanos Bonifaz Wohlmut y Hans von Tirol. Muchos de esos arquitectos eran originarios del Ticino, en la Suiza italoparlante, de la región del lago Como o de otras zonas vecinas a las posesiones de Fernando en Austria Anterior. Su trabajo formaba parte del proyecto para crear una corte real en Praga de acuerdo a las últimas tendencias europeas, como capital de los dominios bohemios de Fernando con su hijo homónimo como gobernador durante las ausencias personales del rey. Igualmente, en la corona de Hungría los ya mencionados ingenieros italianos como Dell'Allio o Ferrabosco estaban siendo críticos para la extensión de las nuevas corrientes estéticas desde Italia.

### Reactivación de la guerra en Hungría

#### Reorganización de la frontera militar
En Hungría, la situación mientras era precaria. Las fuerzas irregulares de ambos bandos se seguían atacando ocasionalmente. Eran especialmente habituales las incursiones de la guarnición de Szigetvár, que desde el Danubio ponían en riesgo la línea de abastecimiento otomana entre Buda y Belgrado. Por la parte otomana, sus gobernadores habían tomado en 1554 por traición la fortaleza de Fülek en el norte. Para 1555 en el imperio otomano Rüstem Pasha había recuperado el puesto de gran visir y logrado en mayo la paz de Amasya con los persas, lo que hacía esperable que se reactivara la guerra. En septiembre un general otomano atacó la frontera, tomando las importantes posiciones de Korotna, Kaposvár y Babócsa.
Sabiendo que la tregua con los otomanos no se iba a renovar con la frontera oriental turca al fin en paz, Fernando tomó medidas para fortalecer su frontera. Del 10 al 25 de enero de 1556 permaneció en Presburgo asistiendo a la dieta húngara, en la que las pérdidas pasadas frente a los turcos fueron un tema de debate. Políticamente Fernando sufrió la presión de la dieta húngara, que le reprochaba el poco tiempo que pasaba en el país y la ausencia del nádor, cargo que debía actuar en ausencia del rey. Para remediarlo, Fernando nombró nádor a Tomás Nádasdy. 
Para principios de marzo, sus consejeros tenían un nuevo plan para reestructurar la frontera que presentaron a la dieta imperial en Ratisbona. Pettau, histórico punto de reunión y abastecimiento para las fuerzas de la frontera, fue adquirida al obispado de Salzburgo y su fortaleza sería un importante depósito de armas para complementar la red existente. El arquitecto dell'Allio también realizó obras de fortificación en Fürstenfeld, Marburgo y otras plazas de Austria Interior. Los estados de Austria Interior acordaron en una asamblea en Cili el crear una fuerza de 3000 hombres en la frontera, pagar los costes de las guarniciones y fortificar Zagreb.

Capitanías militares de la frontera en 1572, bajo el hijo y sucesor de Fernando, Maximiliano II. Aunque algunas plazas cambiaron de manos desde 1556, el esquema es básicamente el Fernando dispuso.

La frontera en sí fue reorganizada, poniendo bajo ese nuevo mando capitanías individuales cubriendo diferentes sectores y subdivididas en distritos secundarios. Al igual que se había hecho previamente en Austria Interior, en el territorio de Croacia se fueron desplegando posiciones menores (čardaks) con patrullas y vigías para detectar las incursiones, mientras los núcleos principales actuaban como sedes de las guarniciones del distrito. Las exenciones de impuestos por veinte años promulgadas en 1535 fueron renovadas a cambio de que las poblaciones establecidas en la frontera mantuvieran su servicio militar. Los sectores de la frontera eran:
- Croacia: con la línea militar sur establecida en 1527 y subsidiada por las vecinas Carniola[863][864] y Carintia,[865][864] a las que protegía.
- Eslavonia: con la parte norte de la antigua frontera croata, subsidiada por la vecina Estiria.[866]
- Gyor: heredera de la capitanía de Transdanubia con los condados de Hungría Occidental y subsidiada por el ducado de Austria.[867]
- Baja Hungría: protegiendo las ricas ciudades mineras del noroeste, con financiación bohemia.[868]
- Alta Hungría: protegiendo el noreste del reino húngaro, con Eger como bastión en primera línea y Kassa como cuartel general. Para organizar la zona se creó una cámara con sede en Szepes, inicialmente dependiente de la cámara de Presburgo.[869] El distrito llegaría con el tiempo a recibir financiación desde los ingresos de Silesia.[868]

Esta financiación de la frontera por el hinterland militar de cada distrito permitió mantener las dotaciones en un momento en que las pérdidas territoriales húngaras habían dejado muchas fortalezas desconectadas de las zonas cuyos tributos las habían mantenido en el pasado. Con eso, junto a la extensión en 1556 del impuesto sobre bebidas alcohólicas a Austria como una tasa sobre el vino (Tranksteuer) y la subida de los impuestos bélicos en el Tirol para asemejarlo al resto de Austria, el sistema fiscal habsburgo fue alcanzando la madurez.

#### La campaña de 1556

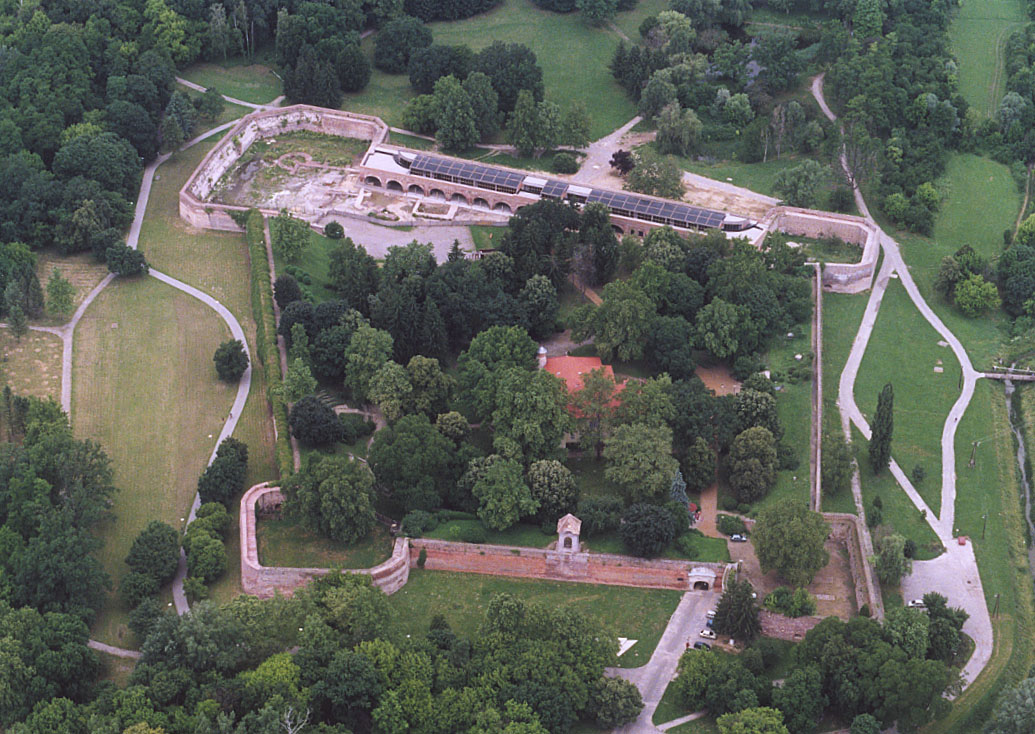
La fortaleza de Szigetvár es uno de los máximos exponentes de las líneas defensivas creadas por Fernando I. La fortaleza impidió en la guerra de 1551-1562 que los otomanos pudieran volver a atacar Viena. Poco después de la muerte de Fernando, Solimán I volvería a intentar tomarla, falleciendo en el intento.

La reorganización militar y el aumento de fondos permitió a Fernando afrontar con éxito la nueva ofensiva turca. En junio de 1556 comenzó un asedio turco contra la fortaleza de Szigetvár que sin embargo no cayó. Mientras, un contraataque imperial liderado por Pallavicino y Nádasdy amenazó Babócsa. El contraataque hizo a los otomanos levantar el sitio de Szigetvár. El archiduque Fernando, segundo hijo de Fernando I, apareció personalmente en la zona en septiembre con un ejército de 12 000 soldados, lo que permitió a Pallavicino y Zrínyi tomar Korotna. Superados en ese frente, los otomanos abandonaron fuertes menores como Sellye, Kaposvár o Dravaszentrmárton, antes de rendir finalmente Babócsa.
Turopolje, la región al sur de Zagreb, resistió mientras cuatro ataques otomanos en agosto, incluyendo una incursión contra Topusko. Desde su base en  Čazma, los turcos también atacaron Gradec al norte de Zagreb. Sin embargo, aprovechando que las fuerzas habsburgo estaban ocupadas en el Danubio y Eslavonia, el gobernador de Bosnia tomó los castillos de Novi Grad y Kostajnica en la línea del Una en Croacia. Con Fernando también apoyando a su sobrino Felipe en su guerra italiana contra Francia, los Habsburgo austríacos tenían serias limitaciones para combatir a los otomanos en varios frentes simultáneos. La pérdida de estos castillos fue un duro golpe para la frontera croata, que tuvo que reforzar Blinja para compensar la pérdida.
La presión turca y el descontento transilvano con Castaldo permitieron el regreso de Isabela Jagellón y su hijo Juan Segismundo en octubre, que retomaron el poder en Transilvania en una dieta de 1556 con el apoyo de la nobleza local y los vasallos turcos de Valaquia y Moldavia. Fernando canceló entonces los cambios de propiedad pactados en Silesia, quedando los ducados de Sagan y Münsterberg en manos de la corona y los de Opole y Racibórz en posesión del margrave de Ansbach. Asimismo, retiró sus restantes tropas de Transilvania.
Además del apoyo otomano, Isabela contó con el respaldo de la rama transilvana de los Báthory, especialmente de Jorge Báthory que tomó Nagyvárad, y de Ferenc Kendi, señor de Cluj en Transilvania y de Barkó en la Alta Hungría. Contaba también con el apoyo de otros magnates húngaros de zonas fronterizas como Pedro Petrovics, líder de los serbios al suroeste de Transilvania, de algunos miembros de la familia Perényi al oeste y el norte como el señor de Nagyszőlős Ferenc Perényi, del señor de Zétény Ferenc Némethy, que le aseguró Tokaj y Szerencs al noroeste, y del antiguo rebelde y señor de la guerra Melchor Balassa al norte. 
Sin embargo las fuerzas fernandinas en la Alta Hungría lograron conservar la principal ciudad en la región, Kassa. En 1556 los generales de Fernando vencieron en acciones en Nagyida (motivo de un poema popular húngaro) y Tarkő, antiguos castillos en las cercanías de Kassa que fueron tomados y demolidos. Igual ocurrió entre los antiguos focos prozápolya al norte de la Alta Hungría, donde por ejemplo las propiedades de los Varkócz (Kereszt, Nére), favorables a los Zápolya, fueron cedidas a los Horváth, de origen eslavonio y partidarios de los Habsburgo. La victoria en este frente fue estratégica, dado que tras la pérdida de Hungría Central y Transilvania era necesario conservar Alta Hungría para mantener la entidad institucional del reino húngaro. Tras 1556 Fernando adaptaría su enfoque, concediendo de facto Transilvania y priorizando defender la Alta Hungría. El abandono de Transilvania es así visto como un fracaso de Fernando pero solo parcialmente dado que al retener la Alta Hungría quedó finalmente reforzado frente a Zapólya ante los ojos húngaros como el único candidato real que podía realmente reclamar la corona de una Hungría unificada. Solimán obtenía una importante victoria al atar Transilvania a su vasallaje mientras que Zápolya quedaba en una situación mucho más débil que antes del tratado de Weissenburg.
Tras la campaña de 1556 Fernando perdió a sus principales generales. Pallavicino fue contratado por la república de Venecia y Castaldo, enfermo, pasó a labores de gobierno en Milán. La innovación más crítica sería sin embargo la creación en noviembre de 1556 del Steter Kriegsrat como un alto mando de los principales generales con autoridad sobre los territorios militarizados de la frontera. Zrínyi, superado por los requerimientos económicos del banato, pidió ser relevado. Aunque siguió combatiendo a los otomanos desde sus estados, en 1557 fue sustituido como ban de Croacia por Pedro Erdődy.

#### El camino a la tregua de 1558

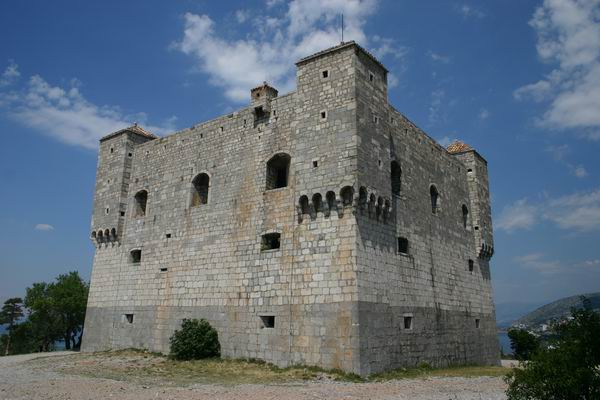
El castillo de Nehaj ("no importa") en Senj es un símbolo uscoco. Construido para defenderse de los turcos, debe su nombre a que estando situado en una zona con frecuentes incursiones se quería recordar a la población que su hipotética caída en manos enemigas no era significativa.

En 1557 Fernando emprendió nuevas obras de fortificación, integrándose un arsenal para la flota del Danubio en las fortalezas de Viena y reparándose y ampliándose las fortificaciones de Komárom, otra base de dicha flota. En la Alta Hungría se empezó la construcción de baluartes en Kassa, con fortalezas anticuadas y dependiente hasta entonces para su seguridad de la supervivencia de Eger. En Croacia y Eslavonia se fortificaron Senj, la principal fortaleza en la costa, (donde se construyó la fortaleza de Nehaj) y Sisek, que permitía una defensa adelantada antes de Zagreb. Topusko, otra de las piezas de la defensa de Zagreb pero desatendida por los hijos de Keglević, fue dada al obispo de Zagreb para su defensa. El nuevo gobernador del distrito militar, Iván Lenković, promovería una política deliberada de abandono de posiciones menores y concentración de la población en los enclaves más defendibles, así como en asegurar las posiciones que garantizaran las comunicaciones entre estos.
La amenaza otomana siguió activa pese a estas medidas y en 1557 una razia del bey de Bosnia saqueó Skrad, Hoisić y Ogulin, antes de ser derrotado por las fuerzas de Lenković en Sveta Jelena. Otro enfrentamiento en la frontera terminó con el lugarteniente de Lenković, Herbard von Auersperg, dispersando una fuerza turca superior en número mientras que Krsto Ungnad derrotó otro contingente otomano en Koprivnica. Zrínyi, pese a haber sido relevado del banato, organizó una campaña para recuperar Čazma, cuya caída en la guerra anterior había comprometido la frontera. Pese al apoyo de Lenković y Nádasdy, la falta de artillería le impidió tomar la plaza y la llegada del gobernador turco de Pécs acabó con la campaña cristiana. En el sur de Hungría, los turcos se hicieron ese verano con el castillo de Szöcseny.
Las fuerzas de Isabela mientras avanzaron lideradas por Melchor Balassa en 1557 tomando Just y Büdy en el noreste de Hungría junto a la frontera con Transilvania, si bien Gyula y Eger, además de Kassa, quedaron en manos de Fernando en la Alta Hungría. El general fernandino Imre Thelekessy lideraba sus fuerzas en la zona desde Kassa con el apoyo de otros nobles locales leales a Fernando como Simón Forgách, Matías Szennyesy, Jorge Bebek, Antal Székely y Juan Petheő y organizó una respuesta. En vez de contraatacar contra Tokaj marchó contra los feudos hereditarios de los partidarios de Zapólya y tomó a su vez Zétény en julio, Barkó en agosto, Kövesd en septiembre y Nagyszőlős en octubre además de derrotar en Szikszó a un contingente turco enviado para apoyar a Zápolya ese mismo mes. Sin embargo no pudo hacerse con Munkács, ante la que murió en diciembre el líder fernandino en Zemplen, Mihály Perényi. Al sur otro intento fernandino liderado por Petheő de avanzar en paralelo contra Tokaj fracasó. 
En 1558 Balassa volvió a tomar la iniciativa y arrasó Nagyszőlős aunque terminó llegando a un punto muerto con Thelekessy y negociaron una retirada negociada como fin a la campaña. Las lealtades de otras áreas fronterizas como Debrecen o Miskolc oscilaron mientras. Como parte del avance zapólya hubo también un auge de credos protestantes en Hungría y Transilvania, particularmente del unitarismo. 
Para 1558 ambos bandos volvían a tener otras preocupaciones más allá de la guerra. En el imperio otomano, tras la muerte de la valide sultan Roxelana había estallado otra pugna sucesoria entre los hijos supervivientes de Solimán que afectaba al gran visir. Su política exterior tenía también que considerar la creciente presión moscovita sobre Crimea. Isabela por su parte tenía problemas internos en Transilvania como demuestra que en 1558 los Kendi de Cluj y Ferenc Bebek intentaran un fracasado golpe de Estado, que hizo que Isabela ordenara su ejecución. En Austria, Fernando estaba desde 1557 de nuevo involucrado en la política imperial y sufría en la frontera los efectos de una plaga además de los de la guerra.
Ogier Ghiselin de Busbecq, embajador de Fernando, realizó una importante labor para tratar de lograr una paz con Solimán. Sin embargo, tanto Isabela como Francia, que seguía en guerra con los Habsurgo, trataban de continuar el conflicto y el turco buscaba la cesión de Szigetvár, que seguía resistiendo exitosamente, a cambio de la paz. Pese a ello, se llegó a una tregua para 1558 que paraba las operaciones turcas contra Hungría a cambio de que Fernando hiciera lo mismo en Transilvania.

## Gobierno como emperador

### Coronación

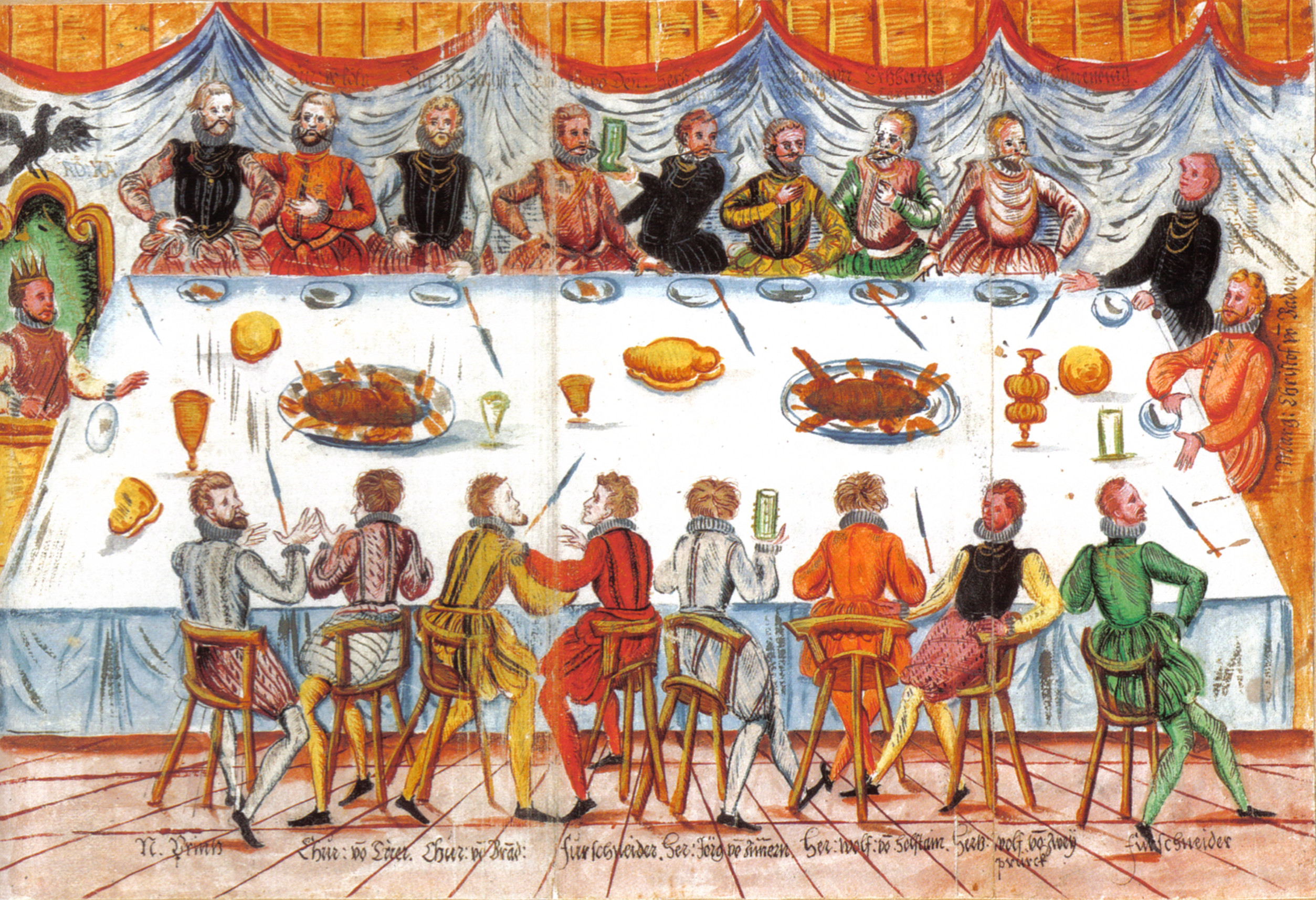
Acuarela de los Archivos de Núremberg mostrando la cena ceremonial tras la coronación de Fernando como emperador

Pese a la abdicación de su hermano en 1555, la política imperial hizo que no fuera ratificado definitivamente como emperador electo hasta el 12 de marzo de 1558. El título imperial era electivo y los electores no reconocían la potestad de Carlos para elegir a su sucesor, teniendo Fernando que ganárselos con el compromiso de mantener la electividad del título. Fue coronado dos días después en Fráncfort, realizando una entrada imperial en Viena el 14 de abril, meses antes de fallecer su hermano, aunque la dieta del Sacro Imperio no reconoció formalmente a Fernando hasta el 3 de mayo de ese año. En noviembre Fernando realizó otra entrada imperial en Praga, donde su hijo homónimo organizó celebraciones en su honor.
El papa Paulo IV pospuso su reconocimiento hasta el final de la guerra italiana de 1551-1559 que enfrentaba a los Habsburgo con Francia, restándole legitimidad entre los príncipes católicos del imperio. Fernando, al igual que previamente había hecho Carlos V, evitó desplazarse a Roma para ser coronado por el papa. Paulo IV, opuesto además a la política de conciliación con los protestantes que emanaba de Augsburgo fue reacio a Fernando, que usó el título de emperador electo que había empleado su abuelo Maximiliano. Sería a raíz de esa disputa que los emperadores del Sacro Imperio dejaran de ser coronados por el papa.

### Administración imperial

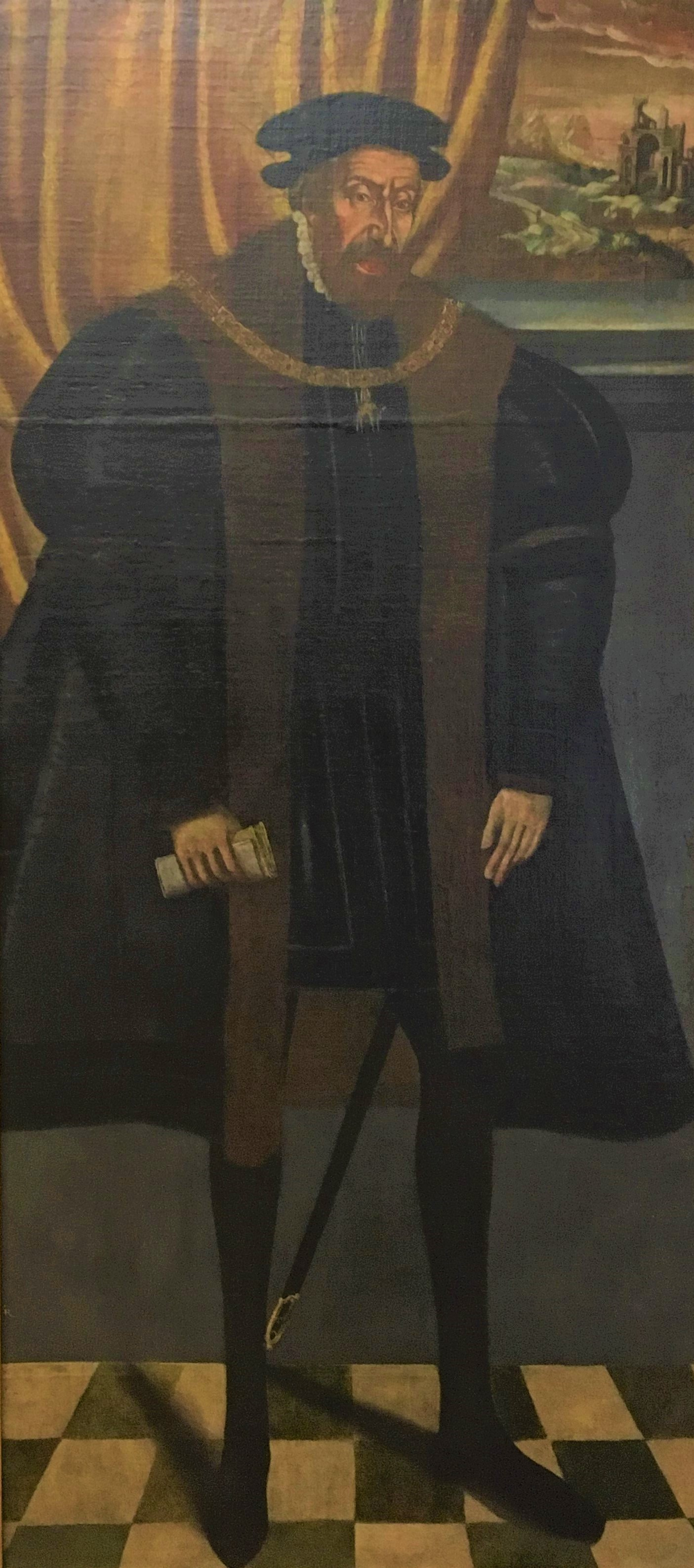
El emperador Fernando I (Hans Krell, castillo de Praga).

El gobierno de Fernando una vez emperador continuó igualmente marcado por una intensa y fructífera reforma administrativa, tanto de la burocracia imperial como de la de sus estados. Entre otros aspectos de su política imperial cabe citar la reforma del sistema monetario. En 1559 implementó la Reichsmünzordnung, con una tabla bimetálica de equivalencia de diferentes monedas para afrontar el caos monetario que vivía el imperio. Contribuyó fuertemente el apaciguamiento de los conflictos confesionales, que llevó a una fructífera negociación entre los dos principales Bergherren: la protestante Sajonia y el católico Fernando. Eso le llevó a tener que afrontar el problema de controlar la plata que salía del Tirol y que generaba flujos de contrabando hacia la vecina República de Venecia, a un conflicto con las ciudades imperiales de Alsacia y Suabia, que emitían su propia moneda fuera de los estándares imperiales, y a la oposición de los señores renanos que veían que sus peajes comerciales (tasados únicamente en oro) perdían valor. Esta política monetaria le permitía en cambio contrarrestar la financiación que Sajonia obtenía por señoreaje como emisor de táleros de gran calidad desde sus minas de plata.
Fernando también reorganizó la justicia imperial. El consejo áulico, dependiente del emperador, fue reformado con el uso de juristas profesionales, dado que los cargos formales se habían convertido en títulos protocolarios de los electores. Fernando había ya transformado su cancillería austríaca, liderada por Jakob von Jonas en una cancillería imperial para organizar su administración. Pero desde 1558 Fernando se apoyó especialmente en un nuevo vicecanciller, Georg Sigmund Seld, que gestionaría los temas imperiales. Dicho tribunal tenía competencia sobre los dominios del emperador mientras que el otro gran tribunal imperial, el tribunal de la Cámara Imperial, pagado por los estados imperiales, actuaba como corte de apelación de la justicia de este o en caso de pleitos entre estados inmediatos. Desde la coronación de Fernando el segundo tribunal también tuvo uno de sus momentos de máxima efectividad a medida que se iban optimizando su funcionamiento y se resolvían temas como la confesionalidad de sus jueces.
Fernando logró mientras en sus estados que las distintas dietas de sus territorios se coordinaran con representantes ante él en su capital, evitando la necesidad de una corte itinerante para convocar las distintas asambleas de cada corona coordinadamente como estados generales. El futuro imperio austrohúngaro mantendría hasta el siglo XIX el sistema de administración y gobierno que Fernando planteó.
El sistema fiscal que formó, pese a sus imperfecciones, fue la base usada por sus herederos y llegaría a duplicar la recaudación de sus territorios. Para 1560 estaba logrando ingresos de más de dos millones de florines, de los que una cuarta parte eran consumidos por su corte y administración y otro cuarto por el mantenimiento de las fortificaciones en Hungría. Un logro notable fue el incremento de producción de las salinas de Salzkammergut, que a finales del reinado de Fernando lograron valores que no se superarían hasta el siglo XIX. La elección imperial también le dio un acceso más estable a los impuestos imperiales para paliar el déficit de sus estados. La sustitución de Carlos en el trono imperial despejó las objeciones de los príncipes a las contribuciones para la defensa común contra los turcos, quintuplicándose desde 1556 hasta llegar a un promedio 600.000 florines anuales, gracias a lo cual los estados austríacos llegaron a financiar cincuenta y cinco fortalezas en la frontera militar para finales del reinado de Fernando.

### Austria Anterior
Otra muestra de la mejora de sus finanzas fue el cambio de situación en Austria Anterior. Pese a que en 1554 la cámara de Innsbruck estaba en quiebra técnica, siendo incapaz de cubrir siquiera los intereses de su deuda, desde 1556 Fernando fue logrando que se duplicaran los impuestos directos en el Tirol hasta igual a las otras provincias.
Fernando pudo así rescatar en 1558 Ortenau, Haguenau y Kaysersberg del Palatinado, ejerciendo la recompra reservada veintiocho años antes. En el caso de Ortenau, Fernando pudo incluso comprar la mitad en manos del obispo de Estrasburgo. Igualmente rescató en 1559 el margraviato de Burgau, tras décadas en manos de los obispos de Augsburgo. Con ello Fernando preparaba Austria Anterior para formar el núcleo de la parte de la herencia que iba a dejar a su hijo homónimo, si bien no lograría desempeñar en vida la principal hipoteca en la región, la del condado de Ferrette. Esta, proveniente de la época de Maximiliano y ahora en manos de los Fugger, no sería levantada hasta el reinado de su hijo Fernando II.
Tampoco logró Fernando imponerse al obispo de Espira en una disputa por anexionarse las tierras de la recientemente abandonada abadía de Wissembourg, con inmediación imperial, en Alsacia. En cambio la guerra con Francia reforzó su relación con las ciudades imperiales, convocando el landvogt una asamblea en Ensisheim para organizar la defensa de los territorios habsburgo a la que asistieron las ciudades imperiales.

### Silesia y Lusacia

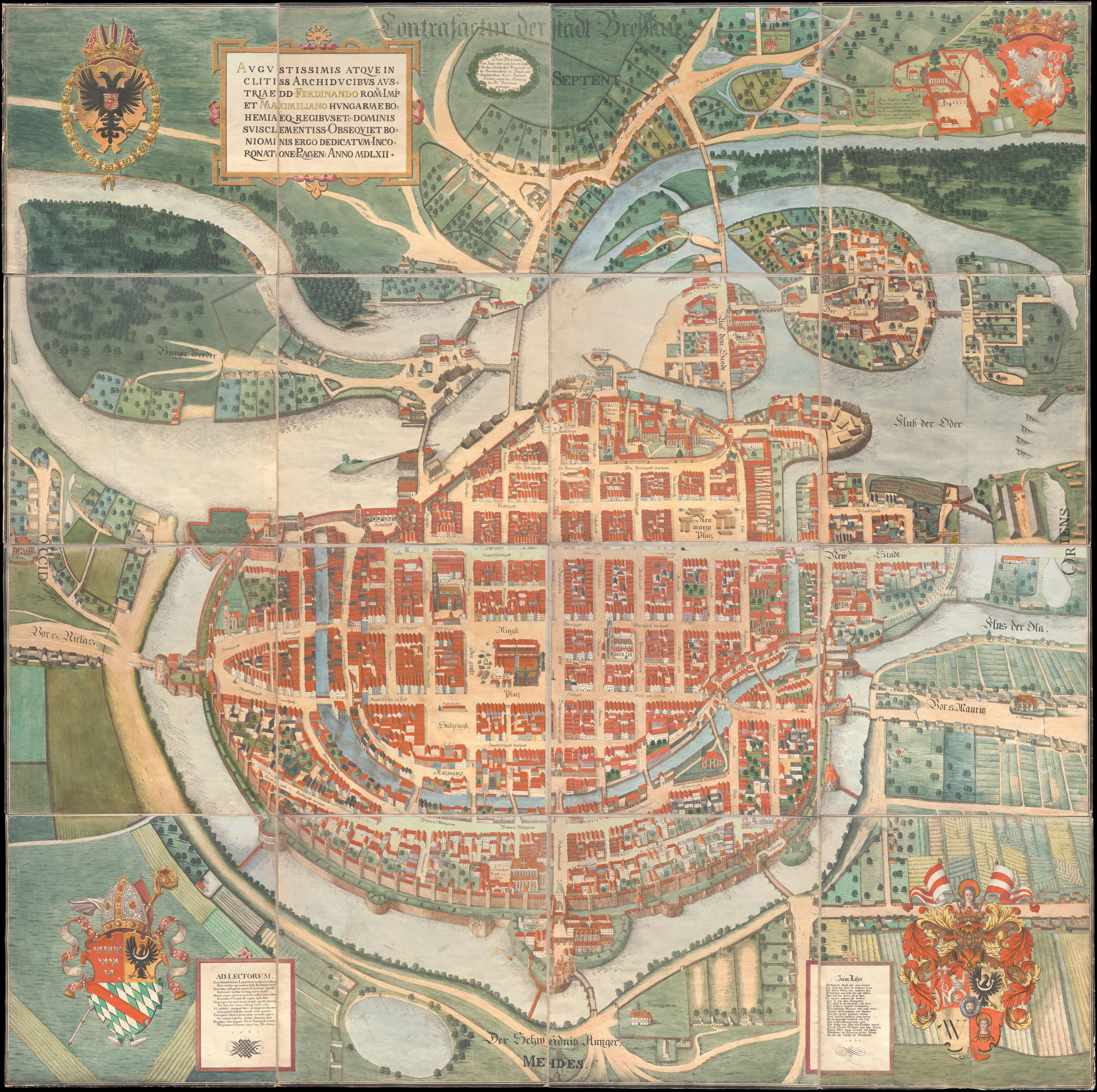
Plano de Breslavia, sede del gobierno silesio de Fernando, en 1562.

Desde 1558 Fernando pasó también a intervenir más activamente en Silesia. En noviembre de ese año creó una nueva Hofkammer en Breslavia para Silesia que respondía directamente de la corte de Viena y al frente de la cual puso a Friedrich von Rödern. La medida acababa con el largo periodo de inefectividad en Silesia de la cámara bohemia, que había sido otro de los problemas de la autoridad real en la región.
Dentro de las medidas para mejorar los ingresos en Silesia, Fernando llegó en 1558 a un acuerdo en Müllrose con el elector Joaquín II de Brandeburgo para construir un canal entre los ríos Óder y Spree, permitiendo la navegación fluvial entre el mar y Silesia. Aunque la parte silesia se construyó (el tramo llamado Kaisergraben o excavación del emperador), Brandeburgo pospuso su parte y no sería hasta un siglo después que el proyecto se acabaría bajo el nombre de canal de Federico Guillermo. Las reformas económicas en Silesia llevarían también a la fundación en 1563 de Neusalz an der Oder, un puerto fluvial en el Óder destinado a competir con el tráfico de sal desde las minas de Polonia favoreciendo en cambio el comercio marítimo y las importaciones desde el Báltico.
Aunque las medidas fiscales fueron impopulares en Silesia, el incremento de los ingresos permitió a Fernando recuperar los ducados de Opole y Racibórz de Ansbach para impedir la concentración territorial pues Jorge Federico de Brandeburgo-Ansbach ya heredaba los margraviatos de Ansbach y Kulmach, los ducados de Jägerndorf y de Beuthen y la baronía de Bohumín, bordeando el crear un estado propio en la zona. Menos éxito tuvo con sus parientes de Brandeburgo, pues Fernando renovó e incluso amplió las hipotecas que estos poseían sobre Beeskow y Storkow en la Baja Lusacia. Políticamente, volvió a deponer al problemático duque protestante Federico III de Legnica en favor del hijo de este, Enrique XI.
Las medidas para consolidar su dominio de la zona no fueron únicamente económicas, sino también religiosas. Así en 1559 se creó un deán (Dekan) y comisario general (Generalkommisar) con sede en Bautzen para la Alta y Baja Lusacia buscando separar la región de la autoridad del obispo de Meissen, que se había convertido al luteranismo. Sin embargo, Fernando nunca logró que se elevara la provincia a obispado.

### El conflicto con los turcos

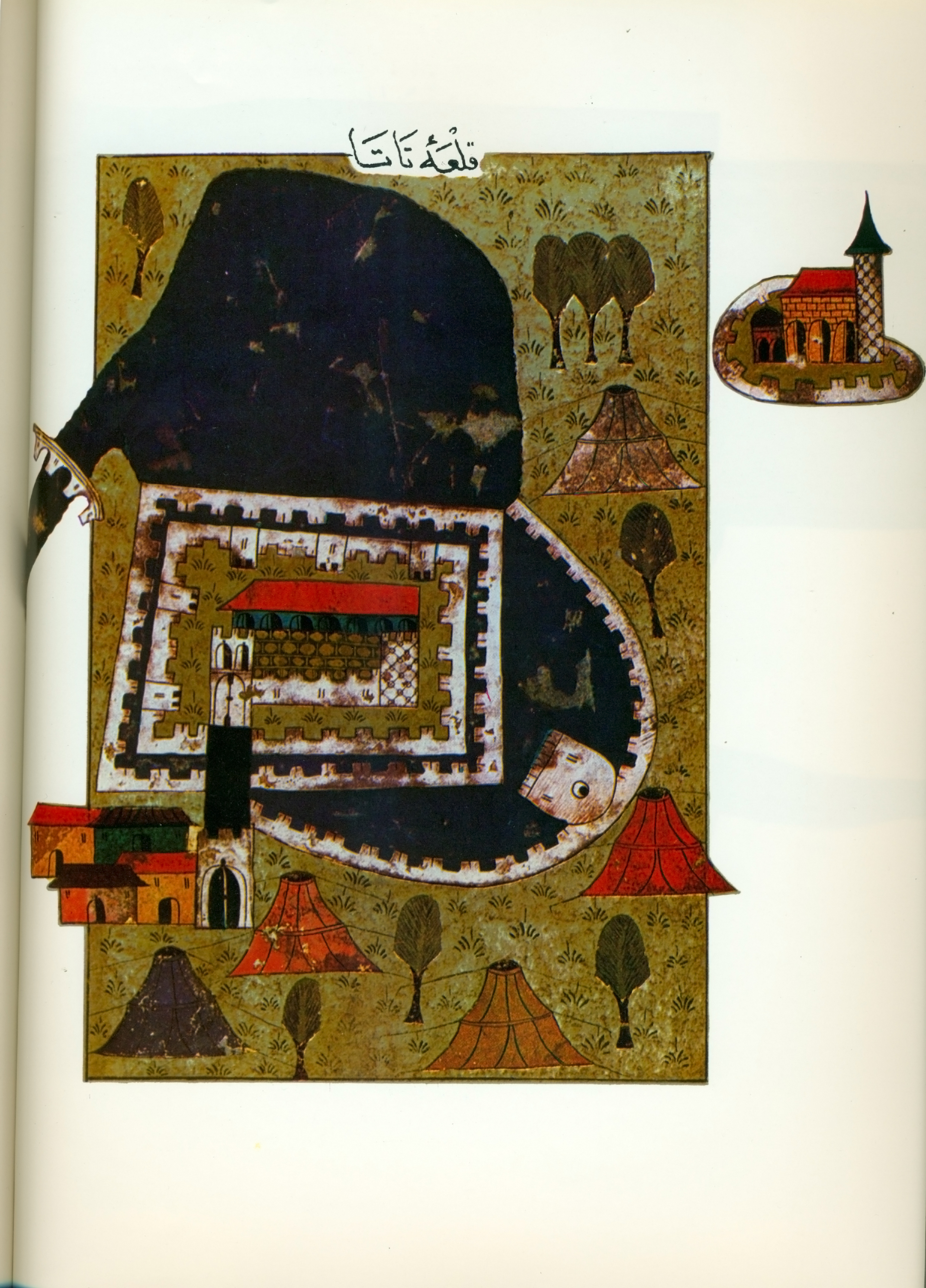
La fortaleza de Tata junto al Danubio, descrita en 1558 por el embajador francés de la Vigne como "de grandísima importancia" en una miniatura turca.

Mientras, para afrontar la amenaza turca las dietas de Eslavonia y Croacia se reunieron conjuntamente desde 1558 dada la ocupación turca de gran parte de ambos territorios. Esa primera dieta, celebrada en Stjeničnjak, acordó reforzar castillos como Pokupsko y Sračica a costa de la nobleza e iglesia croata y eslavonia. Las labores de fortificación y reforma en Croacia y Eslavonia fueron efectivas y el ban Erdődy tuvo éxito en repeler en 1558 una ofensiva turca contra Hrastovica, aunque otras incursiones saquearon Reifnitz en Carniola y Topusko en Eslavonia. El único éxito otomano duradero fue la toma de Tata, en el norte de Hungría, debido a una incursión de un gobernador turco violando una tregua en el verano de 1558.
Aunque dicha captura mantuvo la amenaza otomana sobre Fernando evitando que apoyara a su sobrino en su guerra contra Francia, las relaciones entre los enemigos de Fernando no pasaban su mejor momento. La amenaza persa y la guerra entre los hijos de Solimán debilitaban al imperio otomano y aunque Solimán deseaba cumplir con su alianza con Francia, su visir Rüstem Pasha favorecía una política apaciguadora para dejar que los Habsburgo y Francia se desgastaran mutuamente. Rüstem Pasha sin embargo prometía oficialmente su apoyo a los franceses para que el conflicto con los Habsburgo continuara. Los turcos sin embargo empezaron a hacer concesiones diplomáticas, entre las que destaca que en junio de 1559 reconocieron por primera vez a Fernando el título de emperador, algo que nunca habían hecho con su hermano Carlos. La diplomacia otomana fue así suavizando las exigencias para aceptar una paz mientras que Fernando iba ganando el control de la situación con Francia y el Sacro Imperio
La guerra en Hungría terminó llegando a un impás en el que ningún bando lograba avances. Para 1559 las propuestas de Fernando pasaban por la devolución de Tata y Fülek, dado que ambas localidades habían sido tomadas en violación de treguas. Con ambas en manos turcas ganaron importancia las fortalezas de Komárom y Érsekújvár, al norte de Tata protegiendo el tramo alto del Danubio y Presburgo, y Divény (cuyo castillo fue reforzado en 1559), al norte de Fülek protegiendo otro acceso desde el este a las ciudades mineras. 
Pese este panorama, el miedo a que los turcos ocuparan definitivamente Transilvania hacía que en la corte de Fernando muchos desearan la paz. Particularmente se temía la muerte de Isabela, cuya salud se sabía mala, dado que el fallecimiento podía acabar con la oportunidad de una solución pacífica y dar alas a un mayor dominio turco. A su vez Isabela, recelosa de sus propios generales, se mostraba abierta a una posible solución diplomática. La muerte de Isabela en octubre fue sin embargo acompañada de un renovado interés por una solución diplomática, como la boda de Juan Segismundo con una hija de Fernando y su reconocimiento como duque de una Transilvania todavía parte del reino húngaro. Sin embargo parte importante de la nobleza transilvana estaban en contra del acuerdo. Las fuerzas habsburgo intentaron mientras avanzar militarmente en ese el norte contra las últimas fortalezas de la Alta Hungría en manos zápolya, Tokaj, Munkács y Just, que serían el centro de las desavenencias fronterizas entre Zápolyas y Habsburgo en la década siguiente.
Los otomanos deseaban en cambio obtener la fortaleza de Szigetvár, su principal objetivo en la guerra, a cambio de la paz. La situación sobre el terreno no les era en cambio favorable en ese frente. En Croacia, las fuerzas uscocas de Ivan Lenković derrotaron una incursión turca en Klana en 1559 y similar destino corrió otra razia otomana contra Möttling, siendo la última vez que los otomanos lograban penetrar más allá de la frontera militar croata. La frontera seguía en Eslavonia hasta Szigetvár pasando a las afueras de Sisek por Blinja, cuya fortaleza Lenković consideró demoler ante la dificultad de defenderla, Križevci, Prodavić y Đurđevac mientras los otomanos controlaban Novi Grad, Kostajnica y Čazma. Al norte de Szigetvár Fernando logró en 1559 avances menores en Transdanubia en los condados de Veszprém y Fejér gracias a Balázs Baranyai y Mihály Cseszneky, si bien apenas recuperó algunas aldeas.

### El Concilio de Trento

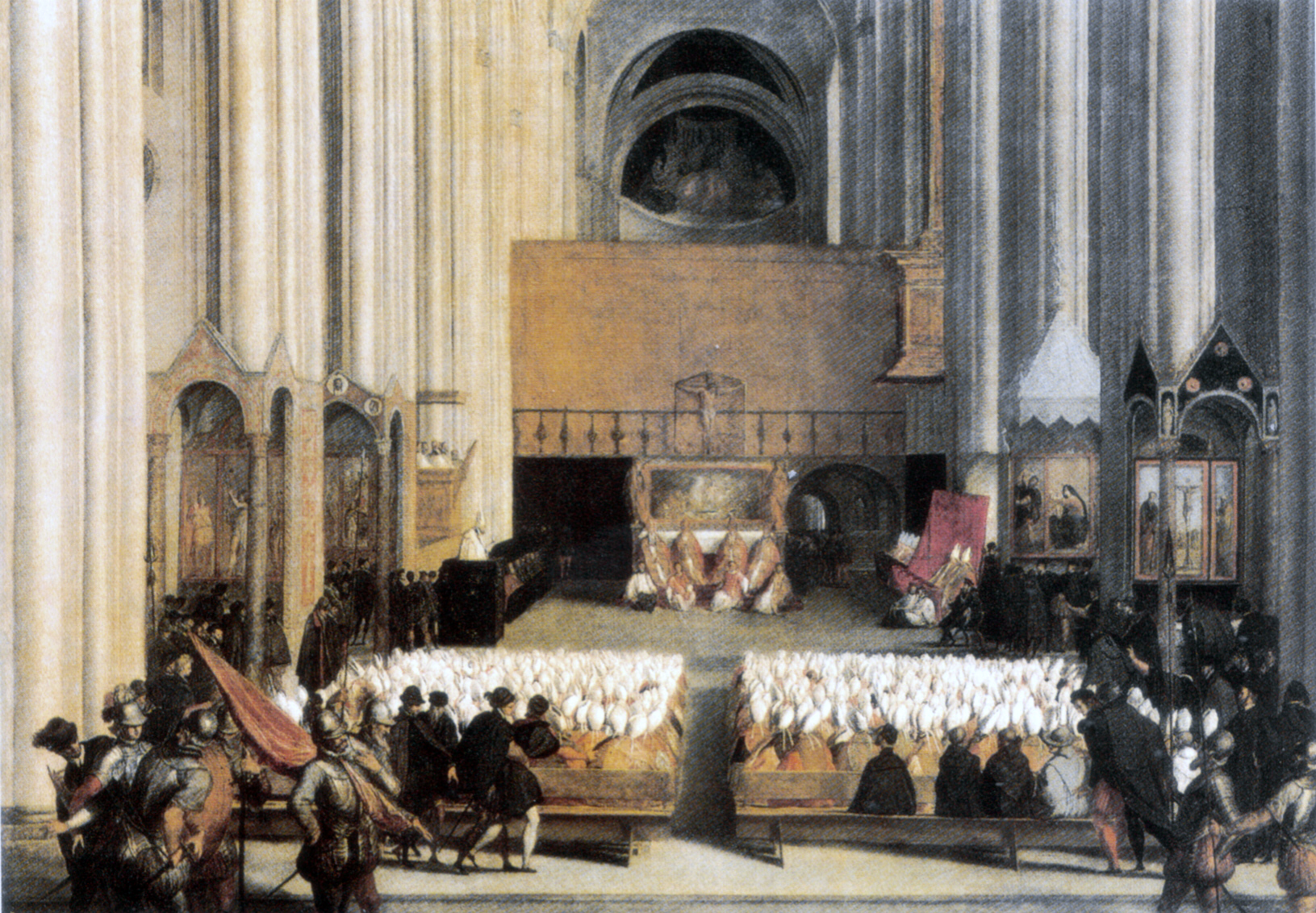
El Concilio de Trento, aquí ilustrado por Tiziano, fue una prioridad para Fernando en sus últimos años.

En abril de 1559 se logró la paz de Cateau-Cambrésis, entre los Habsburgo y Francia. La paz puso fin a los conflictos activos en el imperio, restaurando el estatus previo en numerosas zonas occidentales y en Italia, si bien dejaba los Tres Obispados (Metz, Toul y Verdún) bajo ocupación francesa. Pese a tener una débil posición negociadora por su mala situación militar, Fernando logró evitar durante las negociaciones el nombramiento de su sobrino Felipe II de España como vicario imperial de Italia, lo que abortaba posibles conflictos como los que habían plagado su relación con su hermano Carlos. Adicionalmente, supuso la retirada de las objeciones papales a Fernando como emperador y permitió a Fernando lograr del papa que el monasterio de Pazin en Istria dejara de depender eclesiásticamente de Venecia.
La principal consecuencia de la paz fue el acuerdo de todos de retomar el suspendido Concilio de Trento. El proyecto, ya propuesto en las dietas imperiales que Fernando había presidido tres décadas antes y finalmente empezado por fin en 1545, había sido suspendido por el fervor antiprotestante de Paulo IV. La elección de Pío IV para el papado y la paz en 1559 permitieron desbloquear el proyecto. Fernando se dedicó al concilio, incluso pese a pasar un periodo de enfermedad en 1560-1561. Fernando sin embargo afrontó la oposición al proyecto de las comunidades anabaptistas del Tirol, que bajo Barthlmä Dosser von Lüsen intentaron organizarse para atacar a los asistentes al Concilio. Al menos 53 anabaptistas fueron ejecutados por su participación en la conspiración.

### La ofensiva transilvana de 1562
En enero de 1560 eran las fuerzas habsburgo las que realizaban incursiones con éxito en territorio otomano hasta Gradiška, pero sin poder retener ninguna posición adicional. En paralelo se entablaron negociaciones con Juan Segismundo. En marzo los turcos intentaron un ataque contra Žirovica pero fueron derrotados por Erdődy, lo que se repitió en septiembre en la frontera carnia. Las negociaciones con Juan Segismundo fracasaron mientras corrían rumores de que aspiraba a recuperar toda Hungría. El gran temor estratégico en la corte de Fernando era que si Juan Segismundo lograba ser proclamado heredero de Polonia ante la ausencia de hijos varones de su tío Segismundo II, los dominios de Fernando podían quedar rodeados. En noviembre de 1560 y en la primavera de 1561, las fuerzas de Zrínyi lanzaron nuevas incursiones desde Szigetvár, asolando las posiciones turcas en Zombor y Mohács. Mientras las fuerzas carnias de Auersperg realizaron con éxito incursiones similares en territorio turco.
Rompiendo el impás en Hungría, en diciembre de 1561 Melchor Balassa, general de Juan Segismundo, se pasó al bando fernandino junto con Nicolás Báthory gracias a la mediación del hermano del segundo, Andrés. Aunque los Zapólya retomaron en seguida sus posesiones en el interior de Transilvania, Szatmárnémeti, Nagybánya y Hadad resistieron en la frontera con la Alta Hungría con el socorro de fuerzas habsburgo. La deserción significativamente privó a Juan Segismundo de su más destacado general. En paralelo Juan I Despot-Vodă, un aventurero que había servido como mercenario en las fuerzas habsburgo, se hizo con el poder en el principado de Moldavia. Fernando ganó así un aliado estratégico contra Juan Segismundo, que se fue quedando acorralado. Todo ello había ido acompañado por la muerte del gran visir otomano Rüstem Pasha en 1561. Su sucesor Semiz Ali Pasha, se mostró mucho más favorable a una paz en Hungría especialmente con las fuerzas imperiales otomanas ocupadas en Persia. La correspondencia de Fernando muestra que, si bien no deseaba provocar a los otomanos o los Zápolya, aspiraba a recuperar Transilvania como parte de Hungría gracias a estos eventos. Otros nobles no lo veían posible, lo que ha hecho a algunos historiadores verlo como otra muestra del orgullo dinástico de Fernando, siempre reacio a renunciar a lo que veía su derecho de nacimiento.
Las fuerzas de Fernando, bajo su nuevo general Lazarus von Schwendi, avanzaban en Alta Hungría aprovechando el caos transilvano. Munkács, Just y Kovászó eran los objetivos de Fernando para asegurar la zona dado su gran interés económico por las minas de sal, aspirando a tomarlas junto a las fortalezas fronterizas antes de que Juan Segismundo hubiera podido responder. Schwendi fue un avezado general que reorganizó las fuerzas habsburgo con un mayor énfasis en las armas de fuego, logrando hacerlas más competitivas frente a los turcos. El reformado ejército habsburgo logró con éxito tomar Kovászó en febrero de 1562.

### Paz con los turcos

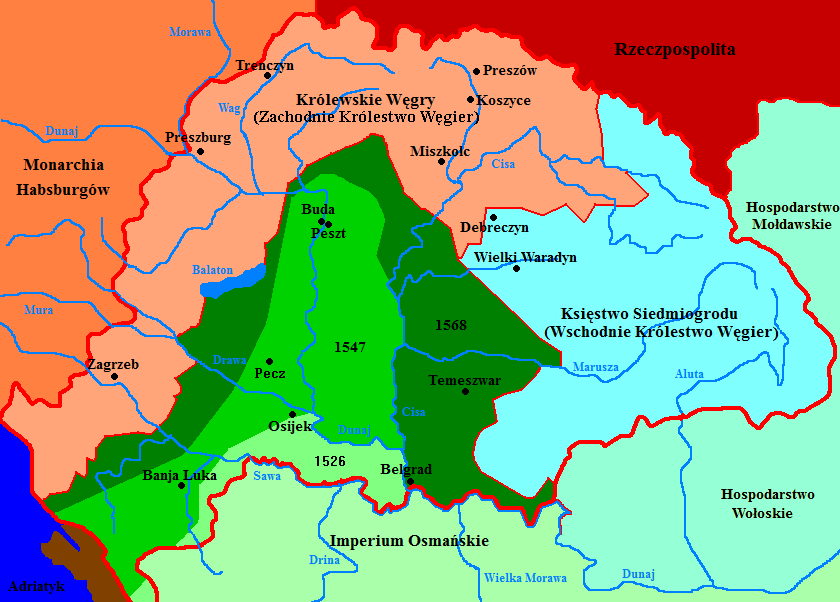
El reino de Hungría tras las guerras del reinado de Fernando: los territorios austríacos en ocre y la Hungría Real en ocre claro, ambas de Fernando, la Hungría otomana en verde y el principado de Transilvania de Zapolya en azul.

Tras ser derrotadas las fuerzas de Juan Segismundo en una batalla en Hadad en marzo de 1562 los sículos transilvanos, que habían visto recortadas sus libertades tradicionales en los años precedentes, se alzaron contra Zápolya alentados también por Andrés Báthory. Los sajones de Transilvania, de nuevo, también apoyaron la vuelta de Fernando. El ban de Croacia, Erdődy, derrotó mientras al gobernador de Bosnia en Slatina en una incursión el 29 de marzo de 1562. Solo la intervención de los gobernadores turcos de Buda y Temesvár y el firme apoyo de Esteban y Cristófer Báthory en Transilvania evitó que Juan Segismundo se exiliara a Polonia.
Balassa fue obligado a levantar su sitio de Szécsen por la intervención turca aunque Nadásdy logró la toma de Hegyesd y Zrínyi otra victoria en Monoszló, donde destruyó las obras de fortificación turcas. Ambas acciones tuvieron lugar en Veszprém en Hungría occidental, llevando a los turcos a levantar su sitio de Szatmárnémeti. Aunque Juan Segismundo logró finalmente reprimir las revueltas internas en Transilvania, los condados fronterizos en la Alta Hungría, con la excepción de la fortaleza de Munkács, habían pasado a manos de Fernando y para agosto Juan Segismundo estaba abierto a una solución diplomática como el no titularse rey.
Fernando, que se había desplazado a Fráncfort para la coronación de su hijo Maximiliano como rey de romanos, llegó finalmente a otro tratado con los turcos  en noviembre de ese año. La paz restauraba el tributo por Hungría, reconocía a Juan Segismundo de Zápolya el dominio de Transilvania y establecía el compromiso de Fernando de negociar con él el reparto de la Alta Hungría ocupada tras el acuerdo con Martinuzzi de 1551. Fernando fue a cambio reconocido en dominio de la Hungría real que ya gobernaba antes así como sobre los dominios de nobles húngaros y transilvanos que había pasado a su bando y sobre la parte de la Alta Hungría que acordara con Juan Segismundo. A cambio de Tata, los otomanos condonaron 90.000 florines de tributos no pagados. La delimitación final sería un problema, pues Juan Segismundo siguió intentando mantener el conflicto con los Habsburgo tras la muerte de Fernando I.

### Visita a Alsacia

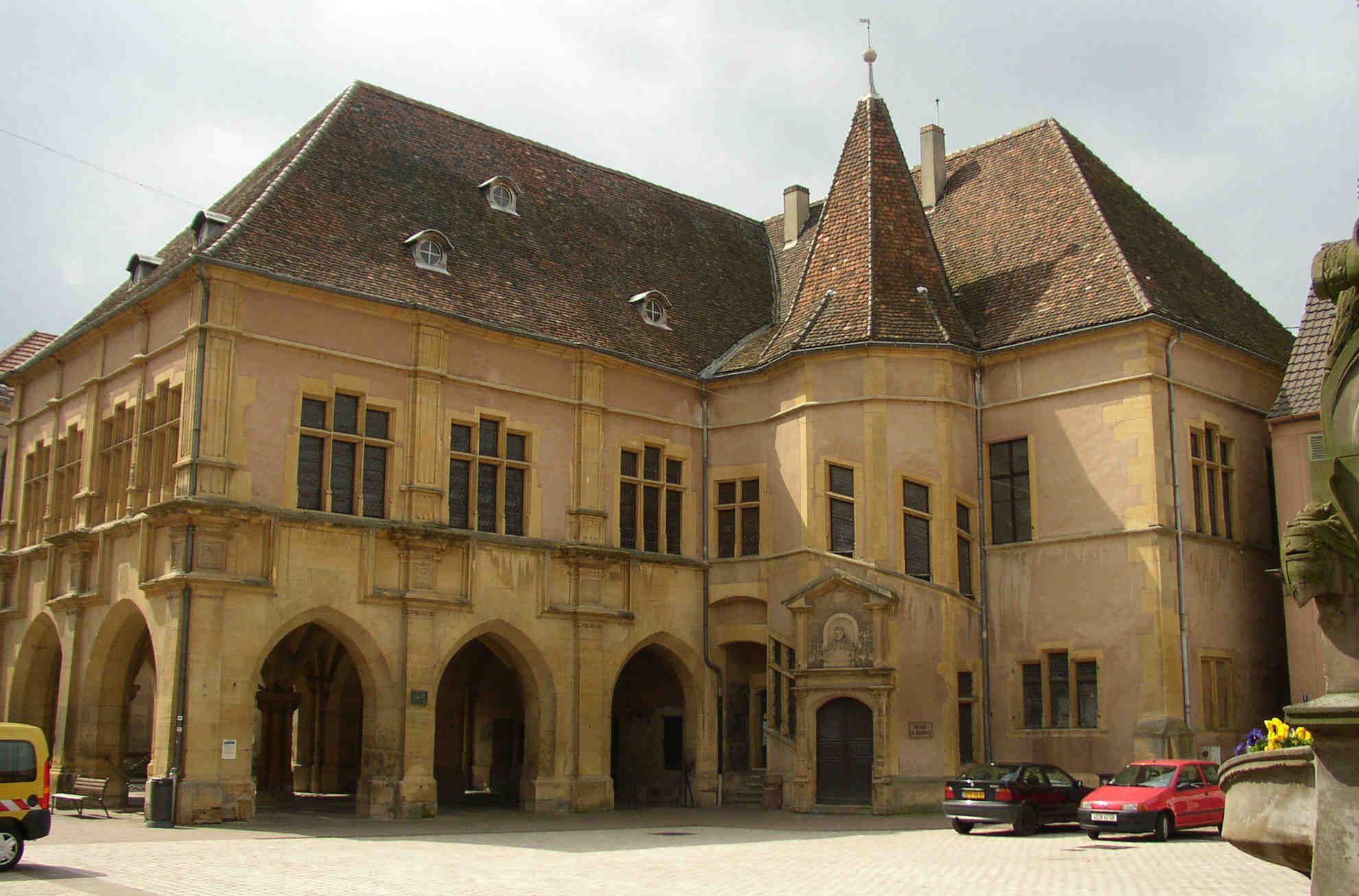
La regencia de Ensisheim, mandada construir durante el reinado de Fernando, fue la sede de su administración en Alsacia.

Mientras, en marzo de 1561 los duques de Wurtemberg habían protagonizado la sorpresa de Hericourt, recuperando las plazas que habían perdido en 1525 en la frontera entre el condado de Montbeliard, el condado de Ferrette y el Franco Condado de Borgoña. Las localidades seguirían reivindicadas por la gobernación alsaciana de Fernando y los herederos de Salamanca y serían otro punto de fricción entre el emperador y el duque de Wurtemberg si bien los intentos de recuperarlas militarmente en los siguientes años serían infructuosos. 
Tras la dieta de Fráncfort Fernando visitó sus dominios alsacianos antes de que se retomara el Concilio de Trento. En diciembre se celebró una dieta de los estados de Austria Anterior en Friburgo, donde logró una notable ampliación de la contribución de estas provincias. Desde 1560, Fernando había presionado para la imposición de nuevos peajes y tasas, acentuando conflictos externos con los estados imperiales vecinos por derechos de mercado, portazgos y pontajes e internos con los mercaderes y burgueses de la provincia. Incluso pese a la gran autonomía de Austria Anterior, para finales de su reinado Fernando estaba logrando ingresos de más de 380 000 florines en su cámara de Innsbruck, duplicando la recaudación de cuando ascendió al trono. Fernando nombró su lugarteniente en el territorio a Nicolás de Bolwiller, un noble local que había servido fielmente a los Habsburgo desde la regencia de Innsbruck durante la guerra de Esmalcalda. 
La visita de Fernando a Alsacia aparece especialmente consignada en los documentos locales. Además de Friburgo, visitó Saverne y desde allí Obernai, como consta en los archivos municipales de la localidad. El folclore local le atribuye una anécdota que da el apodo al vino local. Visitó también Estrasburgo y Ensisheim, desde las que se desplazó en diciembre a Thann, donde consta que admiró el órgano de su colegiata. En enero de 1563 visitó las cataratas del Rin en una jornada sorpresiva para las autoridades municipales locales según las crónicas.
Las reformas en Alsacia tuvieron éxito en ir permitiendo levantar poco a poco las hipotecas en la región. Así en 1563 se recuperó Belfort y Delle de una prenda a Jean-Jacques II de Morimont que había generado protestas de los habitantes, y Thann de manos de los Fugger. Ese mismo año Fernando escribía a su hijo homónimo que el Tirol, pese a las dificultades y su ausencia de costumbre a contribuir como el resto de Austria, había estado pagando durante varios años consecutivos significativas contribuciones.

### Paz religiosa
Veterano en las lides de la diplomacia, las Relazioni o registros de los embajadores venecianos notan el pragmatismo del emperador, su fama de gobernante honesto y su habilidad con múltiples idiomas. Fernando terminó hablando español, francés, italiano y alemán. También señalan su interés personal por la paz, considerando el propio Fernando los acuerdos de Augsburgo de 1555 su mayor triunfo por creer que podrían reponer la armonía en la iglesia. Más allá de la paz religiosa, los embajadores venecianos notaban que la muerte del emperador sería un perjuicio para la república y para todos los vecinos de Austria, pues sus hijos no mostraban el amor natural a la paz de Fernando.
En las sesiones del Concilio de Trento en 1563, el emperador Fernando defendió la libertad de conciencia y luchó personalmente para que fueran otorgadas amplias concesiones a los protestantes. Varios temas del concilio se resolvieron tras un compromiso personal entre Fernando y Giovanni Morone, legado papal. Al ver que sin embargo el concilio de Trento no lograba zanjar las diferencias entre católicos y protestantes, Fernando trazó planes para ulteriores reformas, bajo una política de Reformationslibell. En Francia, habían estallado mientras conflictos religiososos que hicieron que la reina madre Catalina de Médici tuviera un acercamiento diplomático a Fernando en el concilio, dado que ambos se beneficiaban de acuerdos con los protestantes, mientras que el líder del bando católico francés, el cardenal de Lorena, aglutinaba al sector intransigente.
En 1564 Fernando particularmente logró que el papa aprobara la comunión de ambas especies, una histórica reivindicación de los utraquistas bohemios más moderados que era también compartida por comunidades luteranas. El embajador veneciano Micheli escribió que la política de reconciliación religiosa de Fernando había llevado a una cohabitación entre fes en el imperio mientras que los escritos de von Schwendi afirman que el emperador era visto por sus súbditos como justo e imparcial en temas interconfesionales.
Algunos historiadores han llegado a afirmar que Fernando fue lo más cercano a un emperador protestante que el Sacro Imperio llegó a tener en toda su historia. Aunque se mantuvo formalmente católico, supuestamente llegó a rechazar la extremaunción a las puertas de la muerte. Otros autores le han considerado en cambio tan católico como su hermano Carlos pero con una visión personal que separaba la religión de la esfera política. Así, mientras que para Carlos la lucha contra los protestantes era un objetivo tanto político como religioso, para Fernando combatir el protestantismo solo buscaba evitar las amenazas al orden político, como había sido el caso del anabaptismo durante las guerras campesinas de 1524-1525. Religiosamente, Fernando valoraba mantener la unidad por encima de la aplicación dogmática de las normas, y mostraba tendencias erasmistas, creyendo que el protestantismo era consecuencia de los errores de la iglesia católica, que necesitaba una renovación moral por la que el emperador debía trabajar en su faceta laica.

### Últimos años
Otra prioridad de Fernando en sus últimos años fue zanjar la elección para la sucesión imperial de su hijo Maximiliano II, logrando en vida la confirmación de su sucesión en sus títulos electivos por parte de los electores imperiales y la dietas de Bohemia y Hungría y organizándole una entrada en Viena como heredero en marzo de 1563. Después de una complicada relación, padre e hijo se fueron compenetrando más a medida que Maximiliano iba teniendo un mayor papel en el gobierno. Con múltiples hijos, Fernando había decidido repartir su herencia dejando Austria Anterior y el Tirol a su segundo hijo Fernando y los ducados de Estiria, Carintia y Carniola a su otro hijo, Carlos. Esta sucesión tripartita marcó la dinámica de los Austrias germanos durante las siguientes generaciones.
En paralelo casó a sus hijas menores que no mostraron vocación religiosa con ricos príncipes italianos e intentó sucesivamente casar a su hijo Carlos con Isabel I de Inglaterra y con María I de Escocia para proveerle de un reino sin repartir sus dominios, si bien Carlos V se impuso y logró la candidatura de su hijo Felipe. También intentó infructuosamente una negociar solución matrimonial a su conflicto con Juan Segismundo. Tres de sus hijas, sin embargo, decidieron dedicarse a la vida religiosa fundando un convento en Hall in Tirol. Caso aparte fue el de su segundo hijo Fernando, que se había casado morganáticamente en 1557 con la hija de un burgués de Augsburgo, Philippine Welser, algo que el emperador Fernando no aceptó hasta 1559 y bajo exclusión de esa rama de la sucesión mientras hubiera descendientes de otros matrimonios. Fernando también mostró un gran interés en el casamiento de sus nietos.

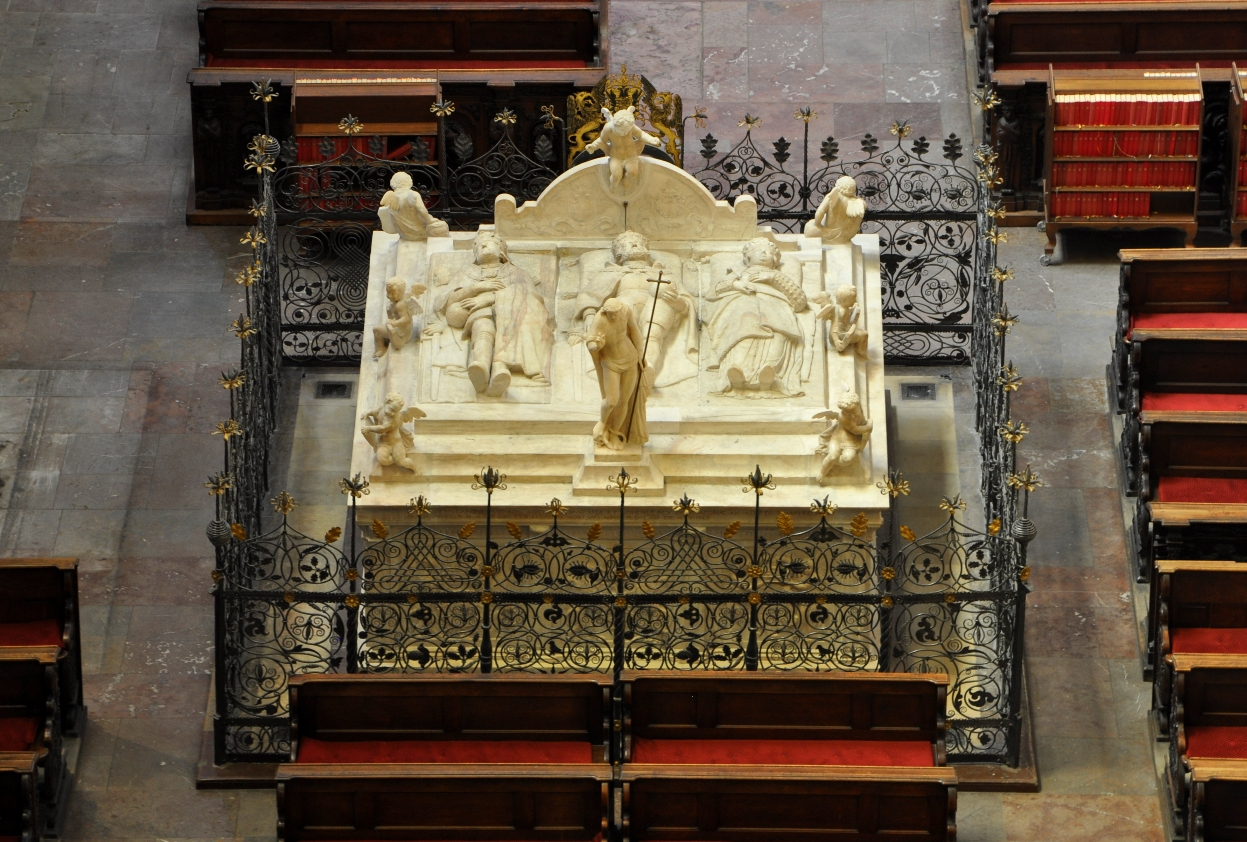
Tumba de Fernando en la catedral de Praga, junto a su mujer Ana y su hijo Maximiliano.

Fernando también intensificó su mecenazgo de las artes en esta etapa. Entre otros artistas, trajo a su corte al pintor Giuseppe Arcimboldo, autor de una serie de retratos de las hijas de Fernando. Continuó con el monumental proyecto del cenotafio de su abuelo Maximiliano I, para lo que contrató a Bernhard, Arnold y Florian Abel, que sin embargo murieron sin acabar los relieves, por lo que Fernando trajo al escultor flamenco Alexander Colyn. Colyn no solo acabó dicha obra sino que sería posteriormente autor del mausoleo de Fernando y de su esposa. 
Pese a esa intensa actividad, la salud de Fernando continuó empeorando desde mediados de 1563, lo que fue seguido con atención en varias cortes europeas. El análisis de los informes de los embajadores y documentos privados de los cortesanos de su círculo íntimo muestran a un rey con una salud cada vez más precaria y que fue dejando de poder cumplir con los requisitos del gobierno. Aunque organizar sus estados frente a la amenaza turca y transilvana, las guerras de religión de Francia y resolver problemas imperiales como la revuelta de Wilhelm von Grumbach seguían requiriendo su atención, cada vez fue delegando más en su canciller y su heredero Maximiliano. Igualmente, fue requiriendo cada vez más la presencia de sus hijos. Los agresivos tratamientos de los doctores de la corte, Bartholomaus Carrichter von Rexingen y Johannes Crato von Krafftheim, probablemente agravaran su estado. Fernando finalmente falleció el 25 de julio de 1564 en Viena. De acuerdo a sus deseos, fue enterrado junto a su esposa en la catedral de San Vito de Praga.

## Matrimonio e hijos

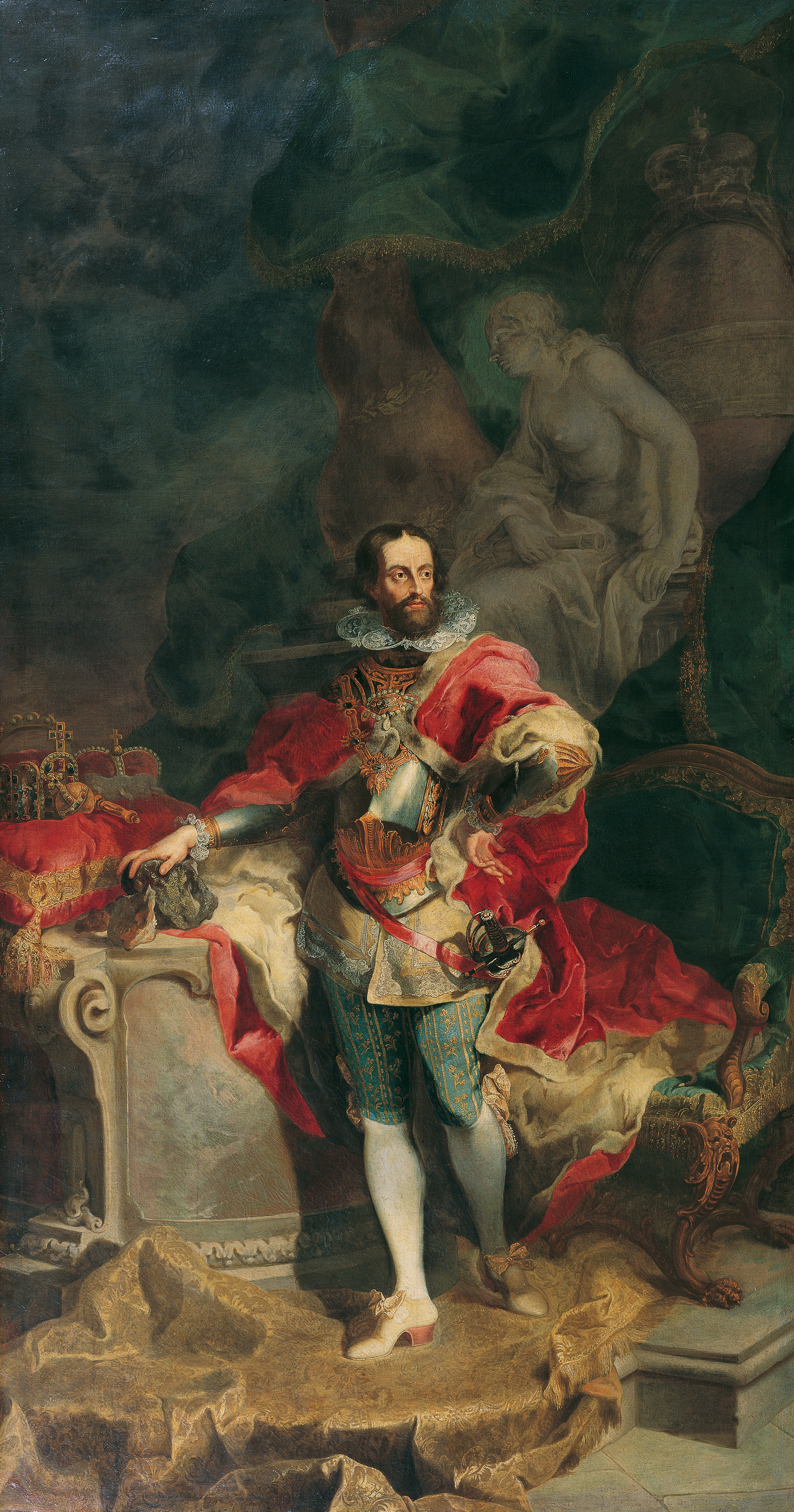
Cuadro de la Galería Belvedere representando al emperador.

De la unión con Ana Jagellón de Hungría y Bohemia, el emperador tuvo quince hijos:
- Isabel de Habsburgo-Jagellón (9 de julio de 1526-15 de junio de 1545). Archiduquesa de Austria, casada con Segismundo II Jagellón, Rey de Polonia (primeras nupcias).
- Maximiliano II de Habsburgo (Viena, 31 de julio de 1527-Ratisbona, 12 de octubre de 1576), casado con su prima hermana María de Austria y Portugal, hija de Carlos I.
- Ana de Habsburgo-Jagellón (7 de julio de 1528-16/17 de octubre de 1590) casada con Alberto V de Baviera.
- Fernando de Habsburgo (14 de junio de 1529-24 de enero de 1595). Conde de Tirol, casado con Filipina Welser y Ana Catalina Gonzaga de Mantua.
- María de Habsburgo-Jagellón (15 de mayo de 1531-11 de diciembre de 1581) casada con Guillermo V de Cleves el Rico.
- Magdalena de Habsburgo-Jagellón (14 de agosto de 1532-10 de septiembre de 1590). Monja.
- Catalina de Habsburgo-Jagellón (15 de septiembre de 1533-28 de febrero de 1572). Archiduquesa de Austria, casada con Segismundo II Jagellón, rey de Polonia (terceras nupcias).
- Leonor de Habsburgo-Jagellón (2 de noviembre de 1534-5 de agosto de 1594) casada con Guillermo Gonzaga de Mantua.
- Margarita de Habsburgo-Jagellón (16 de febrero de 1536-12 de marzo de 1567). Monja.
- Juan de Habsburgo (10 de abril de 1538-20 de marzo de 1539).
- Bárbara de Habsburgo-Jagellón (30 de abril de 1539-19 de septiembre de 1572) casada con Alfonso II de Ferrara.
- Carlos de Habsburgo (Viena, 3 de junio de 1540-Graz, 10 de julio de 1590). Archiduque de Austria, Duque de Estiria, de Carintia y de Carniola y conde de Goritz y del Tirol. Casado con María Ana de Baviera. Ambos fueron padres del emperador Fernando II.
- Úrsula de Habsburgo-Jagellón (24 de julio de 1541-30 de abril de 1543).
- Elena de Habsburgo-Jagellón (7 de enero de 1543-5 de marzo de 1574). Monja.
- Juana de Habsburgo-Jagellón (24 de enero de 1547-10 de abril de 1578). Archiduquesa de Austria, casada con Francisco I de Médicis, Gran Duque de Toscana. Una de sus hijas fue María, esposa del rey Enrique IV de Francia.

## Ancestros
| \| \| \| \| \| \| \| \| \| \| \| \| \| \| \| \| \| \| \| \| 16. Ernesto I de Austria \| \| \| \| \| \| \| \| \| \| \| \| \| \| \| \| \| \| \| \| \| \| \| \| \| \| \| \| \| \| \| \| \| \| \| \| \| \| \| \| \| \| \| \| \| \| \| \| \| \| \| \| \| \| 8. Federico III de Habsburgo \| \| \| \| \| \| \| \| \| \| \| \| \| \| \| \| \| \| \| \| \| \| \| \| \| \| \| \| \| \| \| \| \| \| \| \| \| \| \| \| \| \| \| \| \| \| \| \| \| \| \| \| \| \| 17. Cimburgia de Masovia \| \| \| \| \| \| \| \| \| \| \| \| \| \| \| \| \| \| \| \| \| \| \| \| \| \| \| \| \| \| \| \| \| \| \| \| \| \| \| \| \| \| \| \| \| \| \| \| \| \| \| \| \| \| 4. Maximiliano I de Habsburgo \| \| \| \| \| \| \| \| \| \| \| \| \| \| \| \| \| \| \| \| \| \| \| \| \| \| \| \| \| \| \| \| \| \| \| \| \| \| \| \| \| \| \| \| \| \| \| \| \| \| \| \| \| \| 18. Eduardo I de Portugal \| \| \| \| \| \| \| \| \| \| \| \| \| \| \| \| \| \| \| \| \| \| \| \| \| \| \| \| \| \| \| \| \| \| \| \| \| \| \| \| \| \| \| \| \| \| \| \| \| \| \| \| \| \| 9. Leonor de Portugal y Aragón \| \| \| \| \| \| \| \| \| \| \| \| \| \| \| \| \| \| \| \| \| \| \| \| \| \| \| \| \| \| \| \| \| \| \| \| \| \| \| \| \| \| \| \| \| \| \| \| \| \| \| \| \| \| 19. Leonor de Aragón y Alburquerque \| \| \| \| \| \| \| \| \| \| \| \| \| \| \| \| \| \| \| \| \| \| \| \| \| \| \| \| \| \| \| \| \| \| \| \| \| \| \| \| \| \| \| \| \| \| \| \| \| \| \| \| \| \| 2. Felipe I de Castilla \| \| \| \| \| \| \| \| \| \| \| \| \| \| \| \| \| \| \| \| \| \| \| \| \| \| \| \| \| \| \| \| \| \| \| \| \| \| \| \| \| \| \| \| \| \| \| \| \| \| \| \| \| \| 20. Felipe III de Borgoña \| \| \| \| \| \| \| \| \| \| \| \| \| \| \| \| \| \| \| \| \| \| \| \| \| \| \| \| \| \| \| \| \| \| \| \| \| \| \| \| \| \| \| \| \| \| \| \| \| \| \| \| \| \| 10. Carlos el Temerario \| \| \| \| \| \| \| \| \| \| \| \| \| \| \| \| \| \| \| \| \| \| \| \| \| \| \| \| \| \| \| \| \| \| \| \| \| \| \| \| \| \| \| \| \| \| \| \| \| \| \| \| \| \| 21. Duquesa Isabel de Portugal \| \| \| \| \| \| \| \| \| \| \| \| \| \| \| \| \| \| \| \| \| \| \| \| \| \| \| \| \| \| \| \| \| \| \| \| \| \| \| \| \| \| \| \| \| \| \| \| \| \| \| \| \| \| 5. María de Borgoña \| \| \| \| \| \| \| \| \| \| \| \| \| \| \| \| \| \| \| \| \| \| \| \| \| \| \| \| \| \| \| \| \| \| \| \| \| \| \| \| \| \| \| \| \| \| \| \| \| \| \| \| \| \| 22. Carlos I de Borbón \| \| \| \| \| \| \| \| \| \| \| \| \| \| \| \| \| \| \| \| \| \| \| \| \| \| \| \| \| \| \| \| \| \| \| \| \| \| \| \| \| \| \| \| \| \| \| \| \| \| \| \| \| \| 11. Isabel de Borbón \| \| \| \| \| \| \| \| \| \| \| \| \| \| \| \| \| \| \| \| \| \| \| \| \| \| \| \| \| \| \| \| \| \| \| \| \| \| \| \| \| \| \| \| \| \| \| \| \| \| \| \| \| \| 23. Inés de Borgoña \| \| \| \| \| \| \| \| \| \| \| \| \| \| \| \| \| \| \| \| \| \| \| \| \| \| \| \| \| \| \| \| \| \| \| \| \| \| \| \| \| \| \| \| \| \| \| \| \| \| \| \| \| \| 1. Fernando I de Habsburgo \| \| \| \| \| \| \| \| \| \| \| \| \| \| \| \| \| \| \| \| \| \| \| \| \| \| \| \| \| \| \| \| \| \| \| \| \| \| \| \| \| \| \| \| \| \| \| \| \| \| \| \| \| \| 24. Fernando I de Aragón \| \| \| \| \| \| \| \| \| \| \| \| \| \| \| \| \| \| \| \| \| \| \| \| \| \| \| \| \| \| \| \| \| \| \| \| \| \| \| \| \| \| \| \| \| \| \| \| \| \| \| \| \| \| 12. Juan II de Aragón \| \| \| \| \| \| \| \| \| \| \| \| \| \| \| \| \| \| \| \| \| \| \| \| \| \| \| \| \| \| \| \| \| \| \| \| \| \| \| \| \| \| \| \| \| \| \| \| \| \| \| \| \| \| 25. Leonor de Alburquerque \| \| \| \| \| \| \| \| \| \| \| \| \| \| \| \| \| \| \| \| \| \| \| \| \| \| \| \| \| \| \| \| \| \| \| \| \| \| \| \| \| \| \| \| \| \| \| \| \| \| \| \| \| \| 6. Fernando II de Aragón \| \| \| \| \| \| \| \| \| \| \| \| \| \| \| \| \| \| \| \| \| \| \| \| \| \| \| \| \| \| \| \| \| \| \| \| \| \| \| \| \| \| \| \| \| \| \| \| \| \| \| \| \| \| 26. Fadrique Enríquez \| \| \| \| \| \| \| \| \| \| \| \| \| \| \| \| \| \| \| \| \| \| \| \| \| \| \| \| \| \| \| \| \| \| \| \| \| \| \| \| \| \| \| \| \| \| \| \| \| \| \| \| \| \| 13. Juana Enríquez \| \| \| \| \| \| \| \| \| \| \| \| \| \| \| \| \| \| \| \| \| \| \| \| \| \| \| \| \| \| \| \| \| \| \| \| \| \| \| \| \| \| \| \| \| \| \| \| \| \| \| \| \| \| 27. Marina Fernández de Córdoba \| \| \| \| \| \| \| \| \| \| \| \| \| \| \| \| \| \| \| \| \| \| \| \| \| \| \| \| \| \| \| \| \| \| \| \| \| \| \| \| \| \| \| \| \| \| \| \| \| \| \| \| \| \| 3. Juana I de Castilla \| \| \| \| \| \| \| \| \| \| \| \| \| \| \| \| \| \| \| \| \| \| \| \| \| \| \| \| \| \| \| \| \| \| \| \| \| \| \| \| \| \| \| \| \| \| \| \| \| \| \| \| \| \| 28. Enrique III de Castilla \| \| \| \| \| \| \| \| \| \| \| \| \| \| \| \| \| \| \| \| \| \| \| \| \| \| \| \| \| \| \| \| \| \| \| \| \| \| \| \| \| \| \| \| \| \| \| \| \| \| \| \| \| \| 14. Juan II de Castilla \| \| \| \| \| \| \| \| \| \| \| \| \| \| \| \| \| \| \| \| \| \| \| \| \| \| \| \| \| \| \| \| \| \| \| \| \| \| \| \| \| \| \| \| \| \| \| \| \| \| \| \| \| \| 29. Catalina de Lancáster \| \| \| \| \| \| \| \| \| \| \| \| \| \| \| \| \| \| \| \| \| \| \| \| \| \| \| \| \| \| \| \| \| \| \| \| \| \| \| \| \| \| \| \| \| \| \| \| \| \| \| \| \| \| 7. Isabel I de Castilla \| \| \| \| \| \| \| \| \| \| \| \| \| \| \| \| \| \| \| \| \| \| \| \| \| \| \| \| \| \| \| \| \| \| \| \| \| \| \| \| \| \| \| \| \| \| \| \| \| \| \| \| \| \| 30. Juan de Portugal \| \| \| \| \| \| \| \| \| \| \| \| \| \| \| \| \| \| \| \| \| \| \| \| \| \| \| \| \| \| \| \| \| \| \| \| \| \| \| \| \| \| \| \| \| \| \| \| \| \| \| \| \| \| 15. Isabel de Portugal \| \| \| \| \| \| \| \| \| \| \| \| \| \| \| \| \| \| \| \| \| \| \| \| \| \| \| \| \| \| \| \| \| \| \| \| \| \| \| \| \| \| \| \| \| \| \| \| \| \| \| \| \| \| 31. Isabel de Barcelos \| \| \| \| \| \| \| \| \| \| \| \| \| \| \| \| \| \| \| \| \| \| \| \| \| \| \| \| \| \| \| \| \| \| \| \| \| \| \| \| \| \| \| \| \| \| \| \| \| \| \| \| |                                     |  |  |  |  |  |  |  |  |  |  |  |  |  |  |  |
| |                                     |  |  |  |  |  |  |  |  |  |  |  |  |  |  |  |
| | 16. Ernesto I de Austria            |  |  |  |  |  |  |  |  |  |  |  |  |  |  |  |
| |                                     |  |  |  |  |  |  |  |  |  |  |  |  |  |  |  |
| |                                     |  |  |  |  |  |  |  |  |  |  |  |  |  |  |  |
| | 8. Federico III de Habsburgo        |  |  |  |  |  |  |  |  |  |  |  |  |  |  |  |
| |                                     |  |  |  |  |  |  |  |  |  |  |  |  |  |  |  |
| |                                     |  |  |  |  |  |  |  |  |  |  |  |  |  |  |  |
| | 17. Cimburgia de Masovia            |  |  |  |  |  |  |  |  |  |  |  |  |  |  |  |
| |                                     |  |  |  |  |  |  |  |  |  |  |  |  |  |  |  |
| |                                     |  |  |  |  |  |  |  |  |  |  |  |  |  |  |  |
| | 4. Maximiliano I de Habsburgo       |  |  |  |  |  |  |  |  |  |  |  |  |  |  |  |
| |                                     |  |  |  |  |  |  |  |  |  |  |  |  |  |  |  |
| |                                     |  |  |  |  |  |  |  |  |  |  |  |  |  |  |  |
| | 18. Eduardo I de Portugal           |  |  |  |  |  |  |  |  |  |  |  |  |  |  |  |
| |                                     |  |  |  |  |  |  |  |  |  |  |  |  |  |  |  |
| |                                     |  |  |  |  |  |  |  |  |  |  |  |  |  |  |  |
| | 9. Leonor de Portugal y Aragón      |  |  |  |  |  |  |  |  |  |  |  |  |  |  |  |
| |                                     |  |  |  |  |  |  |  |  |  |  |  |  |  |  |  |
| |                                     |  |  |  |  |  |  |  |  |  |  |  |  |  |  |  |
| | 19. Leonor de Aragón y Alburquerque |  |  |  |  |  |  |  |  |  |  |  |  |  |  |  |
| |                                     |  |  |  |  |  |  |  |  |  |  |  |  |  |  |  |
| |                                     |  |  |  |  |  |  |  |  |  |  |  |  |  |  |  |
| | 2. Felipe I de Castilla             |  |  |  |  |  |  |  |  |  |  |  |  |  |  |  |
| |                                     |  |  |  |  |  |  |  |  |  |  |  |  |  |  |  |
| |                                     |  |  |  |  |  |  |  |  |  |  |  |  |  |  |  |
| | 20. Felipe III de Borgoña           |  |  |  |  |  |  |  |  |  |  |  |  |  |  |  |
| |                                     |  |  |  |  |  |  |  |  |  |  |  |  |  |  |  |
| |                                     |  |  |  |  |  |  |  |  |  |  |  |  |  |  |  |
| | 10. Carlos el Temerario             |  |  |  |  |  |  |  |  |  |  |  |  |  |  |  |
| |                                     |  |  |  |  |  |  |  |  |  |  |  |  |  |  |  |
| |                                     |  |  |  |  |  |  |  |  |  |  |  |  |  |  |  |
| | 21. Duquesa Isabel de Portugal      |  |  |  |  |  |  |  |  |  |  |  |  |  |  |  |
| |                                     |  |  |  |  |  |  |  |  |  |  |  |  |  |  |  |
| |                                     |  |  |  |  |  |  |  |  |  |  |  |  |  |  |  |
| | 5. María de Borgoña                 |  |  |  |  |  |  |  |  |  |  |  |  |  |  |  |
| |                                     |  |  |  |  |  |  |  |  |  |  |  |  |  |  |  |
| |                                     |  |  |  |  |  |  |  |  |  |  |  |  |  |  |  |
| | 22. Carlos I de Borbón              |  |  |  |  |  |  |  |  |  |  |  |  |  |  |  |
| |                                     |  |  |  |  |  |  |  |  |  |  |  |  |  |  |  |
| |                                     |  |  |  |  |  |  |  |  |  |  |  |  |  |  |  |
| | 11. Isabel de Borbón                |  |  |  |  |  |  |  |  |  |  |  |  |  |  |  |
| |                                     |  |  |  |  |  |  |  |  |  |  |  |  |  |  |  |
| |                                     |  |  |  |  |  |  |  |  |  |  |  |  |  |  |  |
| | 23. Inés de Borgoña                 |  |  |  |  |  |  |  |  |  |  |  |  |  |  |  |
| |                                     |  |  |  |  |  |  |  |  |  |  |  |  |  |  |  |
| |                                     |  |  |  |  |  |  |  |  |  |  |  |  |  |  |  |
| | 1. Fernando I de Habsburgo          |  |  |  |  |  |  |  |  |  |  |  |  |  |  |  |
| |                                     |  |  |  |  |  |  |  |  |  |  |  |  |  |  |  |
| |                                     |  |  |  |  |  |  |  |  |  |  |  |  |  |  |  |
| | 24. Fernando I de Aragón            |  |  |  |  |  |  |  |  |  |  |  |  |  |  |  |
| |                                     |  |  |  |  |  |  |  |  |  |  |  |  |  |  |  |
| |                                     |  |  |  |  |  |  |  |  |  |  |  |  |  |  |  |
| | 12. Juan II de Aragón               |  |  |  |  |  |  |  |  |  |  |  |  |  |  |  |
| |                                     |  |  |  |  |  |  |  |  |  |  |  |  |  |  |  |
| |                                     |  |  |  |  |  |  |  |  |  |  |  |  |  |  |  |
| | 25. Leonor de Alburquerque          |  |  |  |  |  |  |  |  |  |  |  |  |  |  |  |
| |                                     |  |  |  |  |  |  |  |  |  |  |  |  |  |  |  |
| |                                     |  |  |  |  |  |  |  |  |  |  |  |  |  |  |  |
| | 6. Fernando II de Aragón            |  |  |  |  |  |  |  |  |  |  |  |  |  |  |  |
| |                                     |  |  |  |  |  |  |  |  |  |  |  |  |  |  |  |
| |                                     |  |  |  |  |  |  |  |  |  |  |  |  |  |  |  |
| | 26. Fadrique Enríquez               |  |  |  |  |  |  |  |  |  |  |  |  |  |  |  |
| |                                     |  |  |  |  |  |  |  |  |  |  |  |  |  |  |  |
| |                                     |  |  |  |  |  |  |  |  |  |  |  |  |  |  |  |
| | 13. Juana Enríquez                  |  |  |  |  |  |  |  |  |  |  |  |  |  |  |  |
| |                                     |  |  |  |  |  |  |  |  |  |  |  |  |  |  |  |
| |                                     |  |  |  |  |  |  |  |  |  |  |  |  |  |  |  |
| | 27. Marina Fernández de Córdoba     |  |  |  |  |  |  |  |  |  |  |  |  |  |  |  |
| |                                     |  |  |  |  |  |  |  |  |  |  |  |  |  |  |  |
| |                                     |  |  |  |  |  |  |  |  |  |  |  |  |  |  |  |
| | 3. Juana I de Castilla              |  |  |  |  |  |  |  |  |  |  |  |  |  |  |  |
| |                                     |  |  |  |  |  |  |  |  |  |  |  |  |  |  |  |
| |                                     |  |  |  |  |  |  |  |  |  |  |  |  |  |  |  |
| | 28. Enrique III de Castilla         |  |  |  |  |  |  |  |  |  |  |  |  |  |  |  |
| |                                     |  |  |  |  |  |  |  |  |  |  |  |  |  |  |  |
| |                                     |  |  |  |  |  |  |  |  |  |  |  |  |  |  |  |
| | 14. Juan II de Castilla             |  |  |  |  |  |  |  |  |  |  |  |  |  |  |  |
| |                                     |  |  |  |  |  |  |  |  |  |  |  |  |  |  |  |
| |                                     |  |  |  |  |  |  |  |  |  |  |  |  |  |  |  |
| | 29. Catalina de Lancáster           |  |  |  |  |  |  |  |  |  |  |  |  |  |  |  |
| |                                     |  |  |  |  |  |  |  |  |  |  |  |  |  |  |  |
| |                                     |  |  |  |  |  |  |  |  |  |  |  |  |  |  |  |
| | 7. Isabel I de Castilla             |  |  |  |  |  |  |  |  |  |  |  |  |  |  |  |
| |                                     |  |  |  |  |  |  |  |  |  |  |  |  |  |  |  |
| |                                     |  |  |  |  |  |  |  |  |  |  |  |  |  |  |  |
| | 30. Juan de Portugal                |  |  |  |  |  |  |  |  |  |  |  |  |  |  |  |
| |                                     |  |  |  |  |  |  |  |  |  |  |  |  |  |  |  |
| |                                     |  |  |  |  |  |  |  |  |  |  |  |  |  |  |  |
| | 15. Isabel de Portugal              |  |  |  |  |  |  |  |  |  |  |  |  |  |  |  |
| |                                     |  |  |  |  |  |  |  |  |  |  |  |  |  |  |  |
| |                                     |  |  |  |  |  |  |  |  |  |  |  |  |  |  |  |
| | 31. Isabel de Barcelos              |  |  |  |  |  |  |  |  |  |  |  |  |  |  |  |
| |                                     |  |  |  |  |  |  |  |  |  |  |  |  |  |  |  |
| |                                     |  |  |  |  |  |  |  |  |  |  |  |  |  |  |  |

## Sucesión
| Predecesor: Luis I   | Rey de Bohemia 1526-1564                                                                             | Sucesor: Maximiliano II |
| Predecesor: Carlos I | Archiduque de Austria 1521-1564                                                                      | Sucesor: Maximiliano II |
| Predecesor: Carlos I | Duque de Estiria, Carniola y Carintia (Austria Interior) 1521-1564                                   | Sucesor: Carlos II      |
| Predecesor: Carlos I | Duque de Austria Anterior y Conde de Tirol 1522-1564                                                 | Sucesor: Fernando II    |
| Predecesor: Luis II  | Rey de Hungría y Croacia en oposición a Juan I (1526-1540) y Juan II (1640-1670) 1526-1538 1540-1564 | Sucesor: Maximiliano II |
| Predecesor: Carlos V | Rey de Romanos 1531-1558                                                                             | Sucesor: Maximiliano II |
| Predecesor: Carlos V | Emperador del Sacro Imperio Germánico 1558-1564                                                      | Sucesor: Maximiliano II |

### Artículos
- Bachoffner, Pierre (1990). «Un apothicaire fribourgeois facteur d'orgues à Thann, en Haute-Alsace, au XVIe siècle». Revue d'Histoire de la Pharmacie (en francés) (285): 145-147.
- Bagi, Zoltán Péter (2018). «A Forgotten Siege: Miklós Zrínyi’s 1557 Attack on Čazma». Podravina: časopis za multidisciplinarna istraživanja (en inglés) 17 (33): 91-96.
- Benecke, Gerhard (1979). «Maximilian I and his Subjects: Aspects of Town, Court and Countryside in Renaissance Austria, circa 1500». Histoire sociale/Social History (en inglés) 12 (23).
- Bessenyei, József (2003). «Ferdinánd király és a magyarországi arisztokrácia, különös tekintettel Ferdinánd pártjának kialakulására (1526–1540).» [El rey Fernando y la aristocracia húngara, con especial atención a la formación de su partido (1526–1540)]. Történelmi Szemle (en húngaro).
- Budak, Neven (2002). «The coming of Ferdinand Habsburg to the croatian throne». Croatian Studies Review (en inglés) 2 (1): 135-155.
- Bůžek, Václav (2014a). «Ferdinand I. ve svědectvích o jeho nemocech, smrti a posledních rozloučeních» [Fernando I a través de los testimonios de su enfermedad, muerte y último adiós]. Český časopis historický (en checo) 3 (112): 402-431.
- Close, Christopher W. (2007). «The Mindelaltheim Affair: High Justice, "Ius Reformandi," and the Rural Reformation in Eastern Swabia (1542-46)». The Sixteenth Century Journal (en inglés) 38 (2): 371-392.
- — (2010). «"One does not live by bread alone": Rural Reform and Village Political Strategies after the Peasants' War». Church History (en inglés) 79 (3): 556-584.
- Edelmayer, Friedrich; Rauscher, Peter (2000). «La frontera oriental del Sacro Imperio en la época de Carlos V». Hispania 60 (206).
- Fodor, Pál (1991). «Ottoman policy towards Hungary, 1520—1541». Acta Orientalia Academiae Scientiarum Hungaricae (en inglés) 45 (2/3): 271-345.
- Fichtner, Paula S. (1971). «Dynasticism and its limitations: the Habsburgs and Hungary, 1542». East European Quarterly (en inglés) 4 (4): 389-407.
- — (1975). «Of Christian Virtue and a Practicing Prince: Emperor Ferdinand I and His Son Maximilian». The Catholic Historical Review (en inglés) 61 (3): 409-416.
- — (1976). «Dynastic Marriage in Sixteenth-Century Habsburg Diplomacy and Statecraft: An Interdisciplinary Approach». The American Historical Review (en inglés) 6: 243-265.
- González García, Juan Luis (2010). «Charles V and the Habsburgs' Inventories. Changing Patrimony as Dynastic Cult in Early Modern Europe». RIHA Journal (en inglés).
- Holzschuh-Hofer, Renate (2010). «Feuereisen im Dienst politischer Propaganda von Burgund bis Habsburg. Zur Entwicklung der Symbolik des Ordens vom Goldenen Vlies von Herzog Philipp dem Guten bis Kaiser Ferdinand I». RIHA Journal (en alemán) (6).
- Hubková, Jana (2015). «Ferdinand I. und seine erste Begegnung mit dem Königreich Böhmen und Prag 1527 im Spiegel der zeitgenössischen Flugblätter und Flugschriften» [Fernando I y su primer encuentro con el reino de Bohemia y Praga en 1527 según los panfletos contemporáneos]. Historie–Otázky–Problémy (History, Issues, Problems) (en alemán) 2 (7): 42-59.
- Kekez, Hrvoje (2021). «An abbey as a stronghold: a strategic role of cistercian abbey of Blessed Virgin Mary in Topusko (Toplica) in anti-ottoman defense efforts during 16th Century». Review of Croatian History (en inglés) 17 (1): 229-271.
- Kenyeres, István (2003). «I. Ferdinánd magyarországi pénzügyigazgatási reformjai és bevételei» [Las reformas financieras y administrativas y los ingresos de Fernando I en Hungría]. Történelmi Szemle (en húngaro) (XLV).
- Krause, Heike; Sonnlechner, Christoph (2018). «Landscape and Fortification of Vienna after the Ottoman Siege of 1529» [Paisaje y fortificaciones de Viena tras el sitio otomano de 1529]. The Hungarian historical review : new series of Acta Historica Academiae Scientiarum Hungaricae (3): 451-476.
- Korpás, Zoltán (2000). «La correspondencia de un soldado español de las guerras de Hungría a mediados del siglo XVI. Comentarios al diario de Bernardo de Aldana (1548–1552)». Hispania 60 (206).
- — (2014). «Las historias personales perdidas: «lo húngaro» y el teatro del Siglo de Oro (interpretación y cercanía de la lejanía física)». Hipogrifo 2 (2). ISSN 2328-1308.
- Pálffy, Géza (2003). «A magyar nemesség I. Ferdinánd bécsi udvarában» [La nobleza húngara en la corte vienesa de Fernando I]. Történelmi Szemle (en húngaro).
- — (2014). «Izvanredan izvor o zemljopisnim znanjima ugarsko-hrvatske političke elite 16. stoljeća: popis ugarskih i slavonskih gradova, utvrda i kaštela» [Una fuente excepcional sobre el conocimiento geográfico de la élite política húngaro-croata del siglo XVI: una lista de ciudades, fuertes y castillos húngaros y eslavonios]. scrinia slavonica (en croata) (14): 9-39.
- Kovács, Péter (2003). «Ferdinánd fõherceg és Magyarország (1521–1526)» [El archiduque Fernando y Hungría (1521-1526)]. Történelmi Szemle (en húngaro) (XLV).
- Laferl, Christopher F. (1998). «Die Kultur der Spanier in Osterreich unter Ferdinand I, 1522-1564» [La cultura española en Austria bajo Fernando I, 1522-1564]. The Sixteenth Century Journal (en inglés) 29 (4): 1100-1102.
- Lanzinner, Maximilian (2001). «Imperio y territorios imperiales bajo Fernando I (1556-1564) y Maximiliano II (1564-1576)». Studia Histórica: Revista de Historia Moderna 23 (1). ISSN 2386-3889.
- Mujadžević, Dino (2009). «The 1552 Ottoman invasions in Slavonia according to the Ottoman archival sources». Povijesni prilozi (en croata) (36): 89-107.
- Oborni, Teréz (2003). «A bécsi udvar tervei Erdély visszaszerzésére 1557–1563» [Planes de la corte vienesa para la recuperación de Transilvania 1557-1563]. Történelmi Szemle (en húngaro) (XLV).
- Pelizaeus, Ludolf (2006). «Coping with rebellion: cities, mortgagee Lords, and crown administrators in the Habsburg Vorlande, 1517-25.». Austrian History Yearbook (en inglés) 37.
- Quarthal, Franz (1979). «Die besten, getreuesten und anhänglichsten Untertanen: zur Geschichte der schwäbisch-österreichischen Landstände». Beiträge zur Landeskunde (en alemán) (1).
- Sea, Thomas F. (2007). «The German Princes' Responses to the Peasants' Revolt of 1525». Central European History (en inglés) 40 (2): 219-240.
- — (2008). «Predatory Protectors? Conflict and Cooperation in the Suppression of the German Peasants' Revolt of 1525». The Sixteenth Century Journal (en inglés) 39 (1): 89-111.
- Severi, Bart (2001). «Denari in loco delle terre...' Imperial Envoy Gerard Veltwijck and Habsburg Policy towards the Ottoman Empire, 1545-1547». Acta Orientalia Academiae Scientiarum Hungaricae (en inglés) 54 (2/3): 211-256.
- Tatar, Octavian (2005). «Atitudinea sultanului Süleyman I în chestiunea Transilvaniei în timpul negocierilor de pace cu Ferdinand I de Habsburg din anii 1557-1559» [La actitud del sultán Solimán sobre Transilvania en sus negociaciones con Fernando I de Habsburgo en 1557-1559]. Annales Universitatis Apulensis Series Historica (en rumano) (9): 19-25.
- —— (2006). «Disputa habsburgo-otomană din anii 1550-1551 pe seama „moştenirii ungare”. Atitudinea sultanului Süleyman I» [La disputa habsburgo-otomana por la «herencia húngara» desde 1550-1551: la actitud del sultán Solimán I]. Annales Universitatis Apulensis Series Historica (en rumano) (10): 25-35.
- —— (2007). «Problema Transilvaniei în rapoartele diplomaţilor Casei de Austria la Istanbul în perioada 1547-1550» [La cuestión transilvana en los informes de los diplomáticos de la Casa de Austria en Estambul en 1547-1550]. Annales Universitatis Apulensis Series Historica (en rumano) (11): 286-302.
- Vander Linden, Herman (1937). «Le traité de Bruxelles concernant le partage du patrimoine des Habsbourg entre Charles-Quint et son frère Ferdinand (Bruxelles, 7 février 1522)». Bulletin de la Commission royale d'Histoire (en francés) (102): 211-222.
- Varga, Szabolcs (2003). «A horvát bán katonai jogkörének változásaa 16. század elsõ felében» [El cambio en los poderes militares del ban de Croacia en la primera mitad del siglo XVI]. Történelmi Szemle (en húngaro) (XLV).
- — (2007). «Connections between Slavonia and Southern Transdanubia in the First Part of the 16th Century». Podravina: Časopis za multidisciplinarna istraživanja (en inglés) (6): 117-135.
- Vasiljević, Ratko; Fabijanec, Sabine Florence (2016). «L’exploitation et le commerce des metaux en Croatie & Slavonie médiévales–Esquisse d’une recherche». Ekonomska i ekohistorija: časopis za gospodarsku povijest i povijest okoliša (en francés) 12 (1): 65-100.
- Volckart, Oliver (2020). «The Dear Old Holy Roman Realm, How Does it Hold Together?’Monetary Policies, Cross-cutting Cleavages and Political Cohesion in the Age of Reformation». German History 4 (38): 365-386.
- Vorel, Petr (2018). «Consequences of the Schmalkaldic War (1546–1547) for the modification of the tax system in the 16th century Kingdom of Bohemia». Historia Slavorum Occidentis (en inglés) (3): 46-63.

### Congresos
- Edelmayer, Friedrich (2000). «Carlos V y Fernando I. La quiebra de la monarquía universal».  En Sociedad Estatal para la Conmemoración de los Centenarios de Felipe II y Carlos V, ed. 2001 (Madrid): 151-161.
- Martínez Millán, José (2000). «La evolución de la corte castellana durante la segunda regencia de Fernando (1507-1516)».  En Sociedad Estatal para la Conmemoración de los Centenarios de Felipe II y Carlos V, ed. La corte de Carlos V I: 103-113.
- Rivero Rodríguez, Manuel (2000). «De la separación a la reunión dinástica: la Corona de Aragón entre 1504-1516».  En Sociedad Estatal para la Conmemoración de los Centenarios de Felipe II y Carlos V, ed. La corte de Carlos V I: 73-101.
- Rudolf, Karl F. (2000). «De la corte itinerante a la corte estable: Fernando I." In Carlos V y la quiebra del humanismo político en Europa (1530-1558)».  En Sociedad Estatal para la Conmemoración de los Centenarios de Felipe II y Carlos V, ed. 2001 (Madrid): 107-132.

### Tesis doctorales
- Christ, Martin (2017). Biographies of a Reformation: Religious Change and Confessional Coexistence in Upper Lusatia, c. 1520-1635 (Ph.D.).
- Kurelić, Robert (2013). Eagle and Lion: Integration, Immigration and Conflict on the Istrian Frontier in the Sixteenth Century (Ph.D.).
- Lindorfer, Bianca Maria (2009). Cosmopolitan Aristocracy and the Diffusion of Baroque Culture: Cultural Transfer from Spain to Austria  in the Seventeenth Century (Ph.D.).
- Thiry, Alexander G. (1970). Regency of Archduke Ferdinand, 1521-1531: First Habsburg Attempt At Centralized Control of Germany (Ph.D.).

### Libros
- Adshead, S. M. A. (1992). «The Habsburg Salt Administration». Salt and civilization (en inglés). ISBN 978-1-349-21843-1.
- Agnew, Hugh L. (2004). The Czechs and the Lands of the Bohemian Crown (en inglés). Hoover Press. ISBN 0817944923.
- Argensola, Bartolomé Leonardo (2013).  Javier Ordovás Esteban, ed. Anales de Aragón II. Zaragoza: Institución Fernando el Católico. ISBN 978-84-9911-247-3.
- Bánlaky, József (2001). A magyar nemzet hadtörténelme [Historia militar de la nación húngara] (en húngaro).
- Barta, Gábor (1994). «The Emergence of the Principality and its First Crises (1526–1606)».  En Köpeczi, Béla; Barta, Gábor; Bóna, István; Makkai, László; Szász, Zoltán; Borus, Judit, eds. History of Transylvania (en inglés). I: From the Beginnings to 1606. Akadémiai Kiadó. pp. 247-300. ISBN 963-05-6703-2.
- Bérenger, Jean; Simpson, C.A. (2014). A History of the Habsburg Empire 1273-1700 (en inglés). Routledge. p. 160. ISBN 9781317895701.
- Bietenholz, Peter G.; Deutscher, Thomas Brian (2003). Contemporaries of Erasmus: A Biographical Register of the Renaissance and Reformation (en inglés). University of Toronto Press. ISBN 0802085776.
- Im-Thurn, Eduard; Harder, Hans Wilhelm (1844). Chronik der Stadt Schaffhausen (en alemán). Brodtmann.
- Chisholm, M. A. (2005). «A question of power: Count, aristocracy and Bishop of Trent». Heinz Noflatscher/Jan Paul Niederkorn (Hgg.), Der Innsbrucker Hof. Residenz und höfische Gesellschaft in Tirol vom (en inglés). pp. 351-423.
- Gulyás, Bórbala (2018). «Triumphal arches in court festivals under the new Holy Roman Emperor Habsburg Ferdinand I». Occasions of State: Early Modern European Festivals and the Negotiation of Power (en inglés) (Routledge). pp. 54-82. ISBN 1317146972.
- Burkert, Günther R. (1991). «Protestantism and Liberalism in the Austrian Lands».  En R.J.W. Evans; T.V. Thomas, eds. Crown, Church and Estates: Central European Politics in the Sixteenth and Seventeenth Centuries (en inglés) (Springer). ISBN 1349215791.
- Bůžek, Václav (2014b). «The arrival of the Habsbourg archduke Ferdinand of Tyrol to Bohemia and his court».  En James R. Palmitessa, ed. Between Lipany and White Mountain: Essays in Late Medieval and Early Modern Bohemian History in Modern Czech Scholarship (en inglés) (Brill). ISBN 9004277587.
- Curtis, Benjamin (2013). The Habsburgs: The History of a Dynasty (en inglés). ISBN 1441145494.
- Daniell, F. H. B.; Forster, C. T. (1881). The Life and Letters of Ogier Ghiselin de Busbecq (en inglés). Prabhat Prakashan.
- Dimitz, August (2013). History of Carniola: From Ancient Times to the Year 1813 with Special Consideration of Cultural Development (en inglés) 2. ISBN 9781483604114.
- Döberl, Mario (2016). «The royal and imperial stables of the Austrian Habsburgs during the early modern period: A general survey with specific reference to the spanish influence». Las caballerizas reales y el mundo del caballo. pp. 197-232.
- Duczmal, Małgorzata (2012). Jogailaičiai (Birutė Mikalonienė, Vyturys Jarutis, trad.) (en lituano). Vilna: Mokslo ir enciklopedijų leidybos centras. ISBN 978-5-420-01703-6.
- Dyer, Thomas Henry (1861).  J. Murray, ed. The history of modern Europe from the fall of Constantinople: in 1453, to the war in the Crimea, in 1857 (en inglés). 2,.
- Fichtner, Paula S. (2001). Emperor Maximilian II (en inglés). Yale University Press. ISBN 0300085273.
- — (2017). The Habsburg Monarchy, 1490-1848: Attributes of Empire (en inglés). Macmillan International Higher Education. ISBN 1137106425.
- Guitman, Barnabás; Bogár, Judit; Martí, Tibor (2019). «La defensa de las fronteras orientales de la Casa de Austria: Fernando I de Habsburgo y la organización del sistema de defensa contra el Imperio Otomano».  En Istvan szaszdi, ed. Mujeres en Armas. En homenaje a María Pacheco y a las Comuneras (Universidad de Valladolid).
- Guldescu, Stanko (2014). The Croatian-Slavonian Kingdom: 1526–1792 (en inglés). Walter de Gruyter GmbH & Co KG. ISBN 3110881624.
- Gyss, Joseph (1866). Histoire de la ville d'Obernai et de ses rapports avec les autres villes ci-devant impériales d'Alsace (etc.) (en francés). Salomon.
- Häberlein, Mark (2012). The Fuggers of Augsburg: Pursuing Wealth and Honor in Renaissance Germany. University of Virginia Press. ISBN 0813932440.
- Hausenblasová, Jaroslava (2017). «A New Monarch and a New System of Residences: Ferdinand I Habsburg as the Founder of the Network of Main and Occasional Residences in the Habsburg Empire». Looking for Leisure: Court Residences and their Satellites (1400–1700) (en inglés). ISBN 978-80-86890-71-5.
- Holborn, Hajo (1959). A History of Modern Germany, The Reformation (en inglés). Princeton University Press. ISBN 9780691007953.
- Hofinger, Bernadette (2015). Die Korrespondenz Ferdinands I. (en inglés). Böhlau Verlag Wien, 1912. ISBN 9783205795919.
- Kann, Robert A. (1980). A History of the Habsburg Empire, 1526-1918 (en inglés). University of California Press. ISBN 9780520042063.
- — (2017). Peoples of the Eastern Habsburg Lands, 1526-1918 (en inglés). University of Washington Press. ISBN 0295806834.
- Kavka, František; Skybova, Anna (2014). «The 'bohemian question' in the sixteenth century».  En James R. Palmitessa, ed. Between Lipany and White Mountain: Essays in Late Medieval and Early Modern Bohemian History in Modern Czech Scholarship (en inglés) (Brill). ISBN 9004277587.
- Marcus, Kenneth H. (2000). Politics of Power: Elites of an Early Modern State in Germany (en alemán). Verlag Philipp von Zabern. ISBN 3-8053-2534-7.
- Kohler, Alfred (1991). «Ferdinand I and the States».  En R.J.W. Evans; T.V. Thomas, eds. Crown, Church and Estates: Central European Politics in the Sixteenth and Seventeenth Centuries (en inglés) (Springer). ISBN 1349215791.
- — (2003).  C.H.Beck, ed. Ferdinand I., 1503-1564: Fürst, König und Kaiser (en alemán). ISBN 3406502784.
- Lehmann, Rudolf (1963). Geschichte der Niederlausitz. Erster Band: Von der ältesten Zeit bis zum Übergang an Preußen 1815 [Historia de la Baja Lusacia. Primer volumen: desde los primeros tiempos hasta la transición a Prusia en 1815] (en alemán). ISBN 388372064X.
- López Martín, Francisco Javier (2011). Esculturas para la guerra: la creación y evolución de la artillería desde sus comienzos hasta finales del siglo XVII. Madrid: Ministerio de Defensa. ISBN 978-84-9781-688-5.
- Lutz, H.; Ziegler, W. (1988). «Bayern im Kreise der Opposition gegen Habsburg (1525-1534)» [Baviera en la oposición a los Habsburgo (1525-1534)].  En Andreas Kraus, ed. Das alte Bayern: Der Territorialstaat vom Ausgang des 12. Jahrhunderts bis zum Ausgang des 18. Jahrhunderts (en alemán). ISBN 3406323200.
- Oborni, Teréz (2017). Az ördöngős barát: Fráter György (1482–1551) [El monje del diablo. Hermano Jorge (1482–1551)] (en húngaro). Magyar Történelmi Társulat; Kronosz Kiadó. ISBN 978-963-467-001-8.
- Pálffy, Géza (2000). «The Hungarian-Habsburg border defence system».  En Fodor, Pál; Dávid, Géza, eds. Ottomans, Hungarians, and Habsburgs in Central Europe: The Military Confines in the Era of Ottoman Conquest (en inglés) (Brill). ISBN 9004119078.
- — (2012). «The kingdom of Hungary and the Holy Roman Empire».  En Evans, Robert; Wilson, Peter, eds. The Holy Roman Empire, 1495-1806: A European Perspective (en inglés) (Brill). ISBN 9004228721.
- Pánek, Jaroslav (1993). A History of the Czech Lands (en inglés). Karolinum Press. ISBN 8024622270.
- — (2012). «Bohemia and the empire: acceptance and rejection».  En Evans, Robert; Wilson, Peter, eds. The Holy Roman Empire, 1495-1806: A European Perspective (en inglés) (Brill). ISBN 9004228721.
- Parker, Geoffrey (1997). The Thirty Years' War (en inglés). ISBN 0-415-12883-8.
- — (2019). Emperor: A New Life of Charles V (en inglés). Yale University Press. ISBN 030024102X.
- Pollard, Albert F. (2018). The Age of the Reformation (en inglés). Ozymandias Press. ISBN 1531285724.
- Quarthal, Franz (1987).  Academia Benedictina, ed. Die Benediktinerklöster in Baden-Württemberg (en alemán). ISBN 3-8043-0070-7.
- von Ranke, Leopold (1853). Ferdinand I and Maximilian II of Austria: An Essay on the Political and Religious State of Germany Immediately After the Reformation (en inglés). AMS Press. ISBN 0404092659.
- Safley, Thomas M. (2019). Family Firms and Merchant Capitalism in Early Modern Europe: The Business, Bankruptcy and Resilience of the Höchstetters of Augsburg (en inglés). Routledge. ISBN 042964793X.
- Scott, Tom; Scribner, Bob (1994). The German Peasants' War (en inglés). Prometheus Books. ISBN 1616140240.
- — (1997). Regional Identity and Economic Change: The Upper Rhine, 1450-1600 (en inglés). Claredon Press. ISBN 9780198206446.
- — (2017). The Swiss and Their Neighbours, 1460-1560: Between Accommodation and Aggression (en inglés). Oxford University Press. ISBN 9780198725275.
- Setton, Kenneth Meyer (1984). The Papacy and the Levant, 1204-1571 (en inglés). American Philosophical Society. ISBN 0871691620.
- Štih, Peter (2009).  Žarko Lazarević, ed. A Slovene History. Society - Politics - Culture (en inglés).
- Tracy, James D. (2016). Balkan Wars: Habsburg Croatia, Ottoman Bosnia, and Venetian Dalmatia, 1499–1617 (en inglés). Rowman & Littlefield. ISBN 1442213604.
- Turnbull, Stephen R. (2003). The Ottoman Empire 1326–1699 (en inglés). New York: Osprey Publishing. ISBN 1-84176-569-4.
- Wąs, Gabriela (2014). «The Strengthening of Silesian Regionalism (1526–1740)». Cuius regio? Ideological and Territorial Cohesion of the Historical Region of Silesia (c. 1000-2000) (en inglés) 2 (Breslavia). ISBN 978-83-927132-7-2.
- Whaley, Joachim (2012). Germany and the Holy Roman Empire. Oxford University Press. ISBN 0198731019.
- Winkelbauer, Thomas (2012). «Separation & Symbiosis: The Habsbourg Monarchy & the empire».  En Evans, Robert; Wilson, Peter, eds. The Holy Roman Empire, 1495-1806: A European Perspective (en inglés) (Brill). ISBN 9004228721.
- Wilson, Peter H. (2016). Heart of Europe: A History of the Holy Roman Empire (en inglés). Harvard University Press. ISBN 0674915925.